# Chill Club
《Chill Club》是香港電視娛樂／MakerVille製作的音樂節目，由2019年10月27日開始逢星期日21:30-22:30於ViuTV播出。

## 歷史
《Chill Club》首播於2019年10月27日。早期製作團隊包括監製葉子文、編審蔡建生。起用鄧建明為音樂總監，每集由他領導的現場樂隊為出席歌手伴奏，樂隊成員有不少具知名度的樂手，如李健宏、鍾達茵等。
2021年首次舉辦年度音樂頒獎禮《Chill Club 推介榜年度推介》。
2023年12月獲香港政府文創產業發展處轄下之「創意智優計劃」撥款約850萬港元，與泰國的M.V. Television合作製作泰國版，在2024年末播放了5集《CHILL CLUB Thai Pop Special》及舉辦音樂會《CHILL เก่ง Music Festival》。
2024年9月再獲「創意智優計劃」撥款約870萬港元，與日本的中部日本放送合作製作日本版。2025年1月又宣布與日本索尼音樂娛樂轄下的YouTube頻道THE FIRST TAKE合作舉辦選秀節目《CHILL CLUB X THE FIRST TAKE：The Stage of Voice》。

## 每集內容

### 第一季（第1－15集）
- 第一季由駱振偉、湯寶如及彭家麗擔任主持。環節包括三個環節「新歌推介」、「隱世歌手」及「當年金曲榜」。除了新歌外，以演唱1990年代和2000年代的歌曲為主。

| 集數      | 播映日期錄影日期             | 嘉賓                              | 主持表演歌曲 | 嘉賓表演歌曲 | 第四節表演歌曲 |
| 1 （1）   | 2019年10月27日2019年9月30日  | 關心妍 梁釗峰 Jonathan            | - 哭泣瑪利 - 湯寶如 - 崇拜 - 彭家麗 - 小城大事 - 駱振偉 - 至少還有你 - 湯寶如 - 再見露絲瑪莉 - 駱振偉                                          | - 你有心、我太強 - 關心妍 - 放生 - 關心妍、彭家麗 - 時刻 - 關心妍 新歌推介 - 28天 - 梁釗峰 隱世歌手 - You give love a bad name - Jonathan                                                            | 當年金曲榜 - 誰來愛我 - 彭家麗 - 如果我是陳奕迅 - 駱振偉 - 囍帖街 - 湯寶如 - K歌之王 - 梁釗峰 - 最愛演唱會 - 關心妍                                                                                                |
| 2 （2）   | 2019年11月3日2019年10月1日   | 太極樂隊 曾若華 老虎歌皇          | - 絕對是個夢 - 湯寶如 - 從不喜歡孤單一個 - 彭家麗、駱振偉 - 緣份的天空（西雅圖的失眠人）- 湯寶如 - 是不是這樣的夜晚你才會這樣的想起我 - 彭家麗 | - 紅色跑車、全人類高歌、Crystal - 太極樂隊 - 留著我吧 - 太極樂隊、駱振偉 新歌推介 - 切膚之愛 - 曾若華 隱世歌手 - 老虎歌皇 - 老虎歌皇                                                                 | 當年金曲榜 - 左右手 - 駱振偉 - 星語心願 - 彭家麗 - 等了又等 - 湯寶如 - 天才與白痴 - 曾若華 - 大地 - 太極樂隊 |
| 3 （3）   | 2019年11月10日2019年10月24日 | 王馨平 ERROR 陳青昕               | - 難得有情人 - 彭家麗 - 感冒 - 湯寶如 | - 美少女戰士 - 王馨平、湯寶如、彭家麗 - 別問我是誰、心有千千結 - 王馨平 - 緣分 - 王馨平、駱振偉 新歌推介 - 我冇嘢撈 - ERROR 隱世歌手 - 一萬年 - 陳青昕                                               | 當年金曲榜 - 容易受傷的女人 - 彭家麗 - 有誰共鳴 - 駱振偉 - 每天愛你多一些 - 王馨平 - 三分鐘放縱 - ERROR |
| 4 （4）   | 2019年11月17日2019年10月23日 | 張立基 陳凱詠 梁業@ERROR Vincie   | - 傻女 - 駱振偉 - 分分鐘需要你 - 湯寶如 - 信 - 彭家麗 - 欲斷難斷 - 湯寶如 - 如無意外 - 駱振偉                                                  | - Electric Girl、震撼 - 張立基 - 一切都為愛 - 張立基、彭家麗 新歌推介 - 困獸鬥 - 陳凱詠、梁業 隱世歌手 - 我們都是這樣長大的 - Vincie                                                                 | 當年金曲榜 - 隆重登場 - 彭家麗 - 煞科 - 湯寶如 - 狂野之城 - 梁業 - 未知 - 陳凱詠 - 獨自去偷歡 - 張立基 |
| 5 （5）   | 2019年11月24日2019年10月26日 | 張崇基 張崇德 黃劍文 鍾達茵       | - 獅子山下 - 駱振偉 - 問我 - 湯寶如 - 上海灘 - 彭家麗 - 奮鬥 - 彭家麗 - 忘記他 - 湯寶如                                                        | - 忘盡心中情、當年情 - 張崇基、張崇德 - 明星 - 張崇基、張崇德、駱振偉 新歌推介 - 缺氧 - 黃劍文 隱世歌手 - 如風 - 鍾達茵                                                                              | 當年金曲榜 - 裙下之臣 - 駱振偉 - 親密關係 - 湯寶如 - 離家出走 - 彭家麗 - 爛泥 - 黃劍文 - 大開眼界 - 張崇基、張崇德                                                                                                 |
| 6 （6）   | 2019年12月1日2019年10月27日  | 趙學而 陳逸璇 王靖喬              | - 像霧像風又像雨 - 彭家麗 - 壞習慣 - 駱振偉 - 擋不住的風情 - 湯寶如 - 白玫瑰 - 彭家麗 - 無聲仿有聲 - 湯寶如                                    | - 每隔兩秒、自欺欺人 - 趙學而 - 現代愛情故事 - 趙學而、駱振偉 新歌推介 - 良品 - 陳逸璇 隱世歌手 - 海闊天空 - 王靖喬                                                                                  | 當年金曲榜 - 芳華絕代 - 湯寶如、駱振偉（原唱：張國榮、梅艷芳） - 相愛很難 - 彭家麗、駱振偉（原唱：張學友、梅艷芳） - 會過去的 - 陳逸璇、駱振偉（原唱：許志安、車婉婉） - 誰明浪子心 - 趙學而、駱振偉（原唱：王傑） |
| 7 （7）   | 2019年12月8日2019年11月5日   | 鄭敬基 布志綸                     | - 償還 - 湯寶如 - 祝君好 - 彭家麗 - 螞蟻 - 駱振偉 - 七友 - 駱振偉 - 大哥 - 彭家麗                                                              | - Anita - 鄭敬基 - Home Alone - 鄭敬基 - 酒杯敲鋼琴 - 鄭敬基、湯寶如 - 搖擺 - 布志綸 - 如果我們的語言是威士忌 - 布志綸                                                                               | 當年金曲榜 - 無賴 - 駱振偉（原唱：鄭中基） - 今生不再 - 湯寶如（原唱：黎明） - 完全因你 - 布志綸（原唱：彭羚） - 終身美麗 - 彭家麗（原唱：鄭秀文） - 喝采 - 鄭敬基（原唱：陳百強）                                 |
| 8 （8）   | 2019年12月22日2019年11月23日 | 陳潔靈 李幸倪 陳天翱              | - 星夜星塵 - 彭家麗 - 可曾記起 - 駱振偉 | - 白金升降機 - 陳潔靈 - 風是冷 - 陳潔靈 - 誰令你心痴 - 陳潔靈（ft. 陳天翱） - 千個太陽 - 陳潔靈、湯寶如、彭家麗 - 很堅強 - 李幸倪 - 月球下的人 - 李幸倪 - 喘息空間 - 李幸倪                          | 當年金曲榜 - 花花宇宙 - 彭家麗 - 活著Viva - 駱振偉 - 星空下的戀人 - 湯寶如 - 重口味 - 李幸倪 - 今晚夜 - 陳潔靈 |
| 9 （9）   | 2019年12月29日2019年11月16日 | 羅敏莊 羅凱鈴 Jess                | - 似是故人來 - 彭家麗 - 似水流年 - 駱振偉 - 黑夜的豹、抱緊眼前人 - 湯寶如 - 情歸何處 - 彭家麗                                                  | - 烈燄紅唇、冰山大火、壞女孩 - 羅敏莊 - 心仍是冷 - 羅敏莊、駱振偉 新歌推介 - 木蘭 - 羅凱鈴 隱世歌手 - 分手總約在雨天 - Jess                                                                          | 當年金曲榜 - 紅日 - 湯寶如 - 女神 - 彭家麗 - 發現號 - 駱振偉 - 你是你本身的傳奇 - 羅凱鈴 - 誰能明白我 - 羅敏莊 |
| 10 （10） | 2020年1月5日2019年11月4日    | 傅珮嘉 林欣彤                     | - 垃圾 - 湯寶如 - 原來你什麼都不要 - 彭家麗 - 男人最痛 - 駱振偉 - 何故．何苦．何必 - 彭家麗 - 矛盾一生 - 湯寶如                                | - 絕 - 傅珮嘉 - 一支煙的時間 - 傅珮嘉 - 天窗 - 傅珮嘉、駱振偉 - 忍、一秒 - 林欣彤 | 當年金曲榜 - 棋子 - 彭家麗 - 你知道我在等你嗎 - 湯寶如 - 如果．愛 - 駱振偉 - 我要我們在一起 - 林欣彤 - 脆弱 - 傅珮嘉                                                                                               |
| 11 （11） | 2020年1月12日2019年11月24日  | 李彩華 蔡小茵 帶菌者 Pamela       | - 野孩子 - 彭家麗 - 我願意 - 駱振偉 - 初戀、Love Me Once Again - 湯寶如 - 給自己的情書 - 彭家麗                                                | - 你唔愛我啦、愛一個人原來不易 - 李彩華 新歌推介 - 繼續追 - 蔡小茵 隱世歌手 - Sukiyaki／眉頭不再猛皺 - Pamela                                                                                        | 當年金曲榜 - 富士山下 - 駱振偉 - 默契 - 湯寶如 - 戀愛大過天 - 彭家麗 - 壞孩子的天空 – 帶菌者 - 信者得愛 - 李彩華                                                                                                   |
| 12 （12） | 2020年1月19日2019年11月6日   | 李樂詩 衛詩 Olga                  | - 單車 - 駱振偉 - 世上只有 - 彭家麗 - 親情、Shall We Talk - 湯寶如 - 愛得太遲 - 駱振偉                                                         | - 無悔愛你一生、終有一天感動你 - 李樂詩 - 真的愛你 - 李樂詩、彭家麗 新歌推介 - 幸福相擁 - 衛詩 隱世歌手 - 夜上海 - Olga                                                                              | 當年金曲榜 - 彷如隔世 - 彭家麗 - Lonely Christmas - 衛詩 - 不老的傳說 - 駱振偉 - 不想獨自快樂 - 湯寶如 - 幸福摩天輪 - 李樂詩                                                                                       |
| 13 （13） | 2020年1月26日2020年1月7日    | 江海迦 陳凱詠 周殷廷 Dusty Bottle | - 祝福歡樂財神到 - 湯寶如、彭家麗、駱振偉、江海迦、陳凱詠、周殷廷、Dusty Bottle                                                                | - Superman - 江海迦 - Two at a time - 江海迦、Dusty Bottle - 小問題 - 江海迦、Dusty Bottle - 3AM、愛與罪 - 江海迦、周殷廷 - 戀愛為何物 - 江海迦、駱振偉 - 一加一 - 江海迦、陳凱詠 - Tonight - 江海迦 | 當年金曲榜 - 獨家試唱 - 湯寶如 - 打得火熱 - 周殷廷、駱振偉 - 大日子 - 彭家麗、Dusty Bottle - 心花怒放 - Dusty Bottle、陳凱詠 - 發熱發亮 - 江海迦、陳凱詠                                                           |
| 14 （14） | 2020年2月2日2020年1月13日    | 蔡立兒 歐陽德勛 陳蕾 Tonyi Ng     | - 春光乍洩 - 湯寶如 - 天若有情、細水長流 - 彭家麗                                                                                              | - Close Your Eyes、絕戀 - 蔡立兒 - 温柔的你 - 蔡立兒、歐陽德勛 - 情深緣淺 - 歐陽德勛 - 我可以抱你嗎 - 蔡立兒、羅沛琪 新歌推介 - 相信一切是最好的安排 - 陳蕾 隱世歌手 - 好好說 - Tonyi Ng             | 當年金曲榜 - 風箏與風 - 湯寶如 - 今天夜總下雨 - 彭家麗 - 朦朧夜雨 - 歐陽德勛 - 風裏密碼 - 陳蕾 - 任何天氣 - 蔡立兒                                                                                                 |
| 15 （15） | 2020年2月9日2020年1月8日     | 小肥 黃妍 李昭南                  | - 烈女 - 湯寶如 - 愛與誠 - 彭家麗 - 艦隊 - 駱振偉 - 愛是最大權利 - 彭家麗 - 大雄 - 湯寶如、鄧建明                                              | - 寵物、時光機 - 小肥 - 年年有今日 - 小肥、駱振偉 新歌推介 - 刮骨 - 黃妍 隱世歌手 - 潛龍勿用 - 李昭南                                                                                                | 當年金曲榜 - 天變地變情不變 - 彭家麗 - 四季 - 駱振偉 - 郵差 - 黃妍 - 男人KTV - 小肥 |

### 第二季（第16－30集）
- 第二季繼續由駱振偉擔任主持，並與新加入之主持羅敏莊及趙學而共同主持節目。本季新增兩個環節，包括「鄧建明聽Joey歌」及「黃劍文音樂實驗室」，而原有「隱世歌手」的環節則取消。
- 因受新型冠狀病毒疫情影響，需要減少聚眾活動關係，由2020年2月2日至2022年10月26日拍攝的所有集數將不設現場觀眾（集數後有 # 者為該集不設現場觀眾）[9]。

| 集數       | 播映日期錄影日期                                                                   | 嘉賓                             | 主持表演歌曲 | 嘉賓表演歌曲 | 第四節表演歌曲 |
| 16# （1）  | 2020年2月16日2020年2月2日                                                          | 恭碩良 林德信 Dough-Boy          | 主題：「唱作人之夜」 - 因你極難代替 - 羅敏莊 - 努力奮鬥加油 - 趙學而 - 喜歡你 - 駱振偉 - The Best Is Yet To Come - 趙學而 - 目黑 - 駱振偉 - 長伴千世紀 - 羅敏莊               | - 你著幾號鞋 - 恭碩良 - 愛空間 - 恭碩良 Joey聽Joey歌 - 灰色軌跡 - 鄧建明、恭碩良 新歌推介 - Beef - 恭碩良、林德信、Dough-Boy 黃劍文音樂實驗室 - 明知故犯 - 黃劍文、Fish Yu、Grace                                                                                                   | 當年金曲榜 主題：「2000年代冠軍歌」 - 情非首爾 - 羅敏莊 - 搜神記 - 駱振偉 - 我代你哭 - 趙學而 - 恭碩良                                                     |
| 17 （2）   | 2020年2月23日2020年1月21日                                                         | 阮兆祥 余香凝                    | 主題：「新秀歌唱大賽」 - 飛躍舞台 - 羅敏莊 - 我的快樂時代 - 趙學而 - 木紋 - 駱振偉 - 於心有愧 - 駱振偉、鍾達茵 - 天荒愛未老 - 趙學而                                          | - 大夢想家、儂本多情 - 阮兆祥 - 萬千寵愛在一身 - 阮兆祥、羅敏莊 Joey聽Joey歌 - 一家一減你 - 鄧建明 新歌推介 - 無得比 - 余香凝 黃劍文音樂實驗室 - 第二最愛 - 黃劍文、Sam Ton、Grace、Logout                                                                                          | 當年金曲榜 主題：「四台冠軍歌」 - 少女的祈禱 - 趙學而 - 夕陽無限好 - 羅敏莊 - 捨不得你 - 余香凝 - 男人最痛 - 阮兆祥                                        |
| 18# （3）  | 2020年3月1日2020年2月7日                                                           | 林二汶 林家謙 何建曦             | 主題：「充滿正能量的歌曲」 - Children Song - 駱振偉 - 睜開眼 - 趙學而 - 強 - 羅敏莊 - 世界會變得很美 - 趙學而 - 今日 - 羅敏莊                                                 | - 最後的信仰、初音 - 林二汶 - 好天氣 - 林二汶、駱振偉 Joey聽Joey歌 - 再會香港 - 鄧建明 新歌推介 - 拼命無恙 - 林家謙 - Bounce Back - 何建曦 | 當年金曲榜 主題：「歌名包含地方名稱的冠軍歌」 - （巴黎沒有）摩天輪 - 趙學而 - 羅馬假期 - 羅敏莊 - 彌敦道 - 駱振偉 - 香港地 - 林家謙 - 下一站天后 - 林二汶  |
| 19 （4）   | 2020年3月8日年1月6日                                                               | 吳浩康 李靖筠 李家謙             | 主題：「男人苦情歌」 - 命硬 - - 擇日失戀 - 吳浩康 - 愛沒懷疑 - 吳浩康 - 他都不愛我 - 吳浩康、李靖筠 新歌推介 - 第三顆行星 - 李靖筠 黃劍文音樂實驗室 - 我們的 - 黃劍文、李家謙 | 當年金曲榜 主題：「10年前（2010年）的冠軍歌」 - 陀飛輪 - 羅敏莊 - 黑色狂迷 - 駱振偉 - 天梯 - 黃劍文 - 殘酷遊戲 - 李靖筠 - 無人之境 - 吳浩康 | |
| 20 （5）   | 2020年3月15日2020年1月20日                                                         | 鄧健泓 蘇慧恩 ETERNITY           | 主題：「正東唱片之夜」 - 教我如何不愛他 - 羅敏莊、鄧建明 - 都是你的錯 - 趙學而 - 思覺失調 - 駱振偉 - I Believe - 羅敏莊 - 半天假 - 趙學而                                     | - 直上、朋友二號 - 鄧健泓 - 叫飛機 - 鄧健泓、鄧建明 新歌推介 - 一馬平川 - 蘇慧恩 黃劍文音樂實驗室 - ETERNITY、上帝早已預備 - 黃劍文、ETERNITY | 當年金曲榜 主題：「第11週至第13週週榜冠軍歌」 - 我的驕傲 - 羅敏莊 - My Love My Fate - 趙學而 - 相依為命 - 駱振偉 - 約定 - 蘇慧恩 - 下次 - 鄧健泓           |
| 21 （6）   | 2020年3月22日2020年1月15日                                                         | 強尼* 吳國敬 洪嘉豪 龔柯允       | 主題：「吳國敬作品集」 - 天知地知 - 羅敏莊 - 請將音量收細 - 駱振偉 - 是否 - 強尼 - 我應該 - 駱振偉 - 越吻越傷心 - 強尼                                                        | - 其實我深深愛你 、我說過要你快樂 - 吳國敬 - 對你太在乎 - 吳國敬、羅敏莊 新歌推介 - 我說不可以 - 洪嘉豪 黃劍文音樂實驗室 - 來夜方長 - 黃劍文、龔柯允、Matthew、Sam Lau | 當年金曲榜 主題：「吳國敬的冠軍作品」 - 戰場上的快樂聖誕 - 羅敏莊 - 真心真意 - 駱振偉 - 我們的主題曲 - 強尼 - 任何天氣 - 洪嘉豪 - 理想對象 - 吳國敬        |
| 22# （7）  | 2020年3月29日2020年2月5日                                                          | 鄭融 ONE PROMISE Shuttle Busk    | 主題：「療傷情歌」 - 玻璃之情 - 駱振偉 - 人若然忘記了愛 - 羅敏莊 - 最深刻一次、據為己有 - 趙學而 - 挑戰者 - 羅敏莊                                                            | - 非凡人生、13樓的大笨象 - 鄭融 - 一事無成 - 鄭融、駱振偉 Joey聽Joey歌 - 每一句說話 - 鄧建明 新歌推介 - 寂寞的怪獸 - ONE PROMISE 黃劍文音樂實驗室 - 追 - 黃劍文、Shuttle Busk | 當年金曲榜 主題：「第43週至第47週週榜冠軍歌」 - 等了又等 - 趙學而 - 今夜你會不會來 - 羅敏莊 - 一步一生 - 駱振偉 - 漢城沉沒了 - ONE PROMISE - 紅綠燈 - 鄭融 |
| 23# （8）  | 2020年4月5日2020年3月7日                                                           | 盧巧音 梁祐嘉 李健宏 李家榮      | 主題：「分手情歌」 - 非走不可 - 駱振偉 - 決心 - 羅敏莊 - 男朋友 - 趙學而 - 昨遲人 - 駱振偉 - 煙雨淒迷 - 羅敏莊                                                                | - 好心分手、喜歡戀愛 - 盧巧音 - 垃圾 - 盧巧音、趙學而 Joey聽Joey歌 - 愛上你是我一生的錯 - 鄧建明、羅敏莊 新歌推介 - 天蠍 - 梁祐嘉 - 龍的仝人 - 李健宏、李家荣（雙龍出海） | 當年金曲榜 主題：「歌名包含數字的冠軍歌」 - 二缺一 - 趙學而 - 三十日 - 羅敏莊 - 二人行一日後 - 駱振偉 - 三角誌 - 盧巧音                                    |
| 24# （9）  | 2020年4月12日2020年3月28日                                                         | 陳奐仁 應智越 康子妮             | 主題：「陳奐仁作品集」 - 有幾壞 - 趙學而 - 男子組 - 駱振偉 - 你瘦夠了嗎？ - 羅敏莊 - 羽毛 - 趙學而 - 內疚 - 駱振偉 - 愛你痛到不知痛 - 羅敏莊                                  | - 愛是懷疑、Can You Hear Me - 陳奐仁 Joey聽Joey歌 - 長大 - 趙學而、鄧建明 新歌推介 - 約你跳舞 - 應智越 黃劍文音樂實驗室 - 我只在乎你 - 黃劍文、康子妮、Grace（Arm Charm） | 當年金曲榜 主題：「過江龍的冠軍歌」 - 沒有煙抽的日子 - 駱振偉 - 找自己 - 羅敏莊 - 一步一步愛 - 陳奐仁                                                      |
| 25# （10） | 2020年4月19日2020年4月5日                                                          | 林奕匡 小塵埃                    | 主題：「追尋夢想的歌」 - 第一志願 - 羅敏莊 - 假使世界原來不像你預期 - 駱振偉 - 壯志驕陽 - 趙學而 - 演員的自我修養 - 駱振偉 - 疾風 - 趙學而                                    | - 安徒生的錯、孤獨的對岸 - 林奕匡 - 一雙手 - 林奕匡、羅敏莊 Joey聽Joey歌 - 今天只做一件事 - 鄧建明、駱振偉 新歌推介 - 心之書 - 小塵埃 黃劍文音樂實驗室 - 每天愛你多一些 - 黃劍文、Icy、Wing、譚聰、謝大順、黃德聰、Jelly                                                            | 當年金曲榜 主題：「組合的冠軍歌」 - 大懶堂 - 趙學而 - 永遠愛你 - 羅敏莊 - 幸福之歌 - 駱振偉 - 每日一禁果 - 小塵埃 - 經過一些秋與冬 - 林奕匡                |
| 26# （11） | 2020年4月26日2020年4月13日                                                         | 蘇永康 黎曉陽                    | 主題：「歌唱比賽出身歌手作品」 - 我有我愛你 - 駱振偉 - 頭髮亂了 - 羅敏莊 - 衣櫃的男人 - 趙學而 - 如果這是情 - 趙學而 - 有人喜歡藍 - 羅敏莊                                    | - 那誰 - 蘇永康 - 不想獨自快樂、假使有日能忘記 - 蘇永康 - 來夜方長 - 蘇永康、黃丹儀 Joey聽Joey歌 - 我的天我的歌 - 鄧建明 新歌推介 - 阿茲與海默 - 黎曉陽 黃劍文音樂實驗室 - 尋找消失的過去 - 黃劍文、Matthew Chak、朱芸編                                                            | 當年金曲榜 主題：「第三季週榜冠軍歌」 - 飛花 - 羅敏莊 - 阿牛 - 駱振偉 - 一句到尾 - 趙學而 - 越吻越傷心 - 蘇永康                                            |
| 27 （12）  | 2020年5月3日2020年1月14日                                                          | 梁詠琪 江海迦 劉智衛             | 主題：「梁詠琪之夜」 - 娛樂大家 - 羅敏莊 | - 一天一天、灰姑娘、再見灰姑娘 - 梁詠琪 - 許願 - 梁詠琪、駱振偉 - 平安夜 - 梁詠琪 - 限期 - 梁詠琪、江海迦 黃劍文音樂實驗室 - 天下無雙 - 黃劍文、劉智衛、Jelly - 天亮 - 黃劍文、劉智衛、Jelly                                                                                        | 當年金曲榜 主題：「校園朋友的冠軍歌」 - 最佳損友 - 駱振偉 - 友共情 - 羅敏莊 - 女校男生 - 黃劍文 - 青春頌 - 江海迦 - Today - 梁詠琪                         |
| 28# （13） | 2020年5月10日2020年4月16日                                                         | Dear Jane 曾若華                 | 主題：「香港樂隊」 - 情人 - 趙學而 - 歲月無聲 - 羅敏莊 | - 不許你定一人 - Dear Jane - 大懶堂 - Dear Jane、李健宏 - 紅色跑車 - Dear Jane、鄧建明 - 2084、銀河修理員 - Dear Jane - 哪只得我共你 - Dear Jane、駱振偉 Joey聽Joey歌 - Within You'll Remain - 鄧建明 新歌推介 - 零分 - 曾若華 黃劍文音樂實驗室 - 再見二丁目 - 黃劍文、Vincie、Rita | 當年金曲榜 主題：「英文歌名的冠軍廣東歌」 - Everything - 羅敏莊 - Crying In The Party - 駱振偉 - Dream My Dreams - 趙學而 - I Miss You - 曾若華            |
| 29# （14） | 2020年5月17日2020年4月15日（曾樂彤、劉賢德）、 2020年4月23日（林一峰、ERROR）      | 林一峰 ERROR 曾樂彤 劉賢德       | 主題：「有文青味道的歌曲」 - 這一種感覺 - 羅敏莊 - 把歌談心 - 趙學而 - 阿波羅 - 駱振偉 - 青蔥歲月 - 羅敏莊                                                                    | - The Best Is Yet to Come、離開是為了回來、世界中心繼續轉 - 林一峰 - 旅程 - 林一峰、趙學而 Joey聽Joey歌 - 一個戀愛故事 - 鄧建明、劉賢德 新歌推介 - 我們很帥 - ERROR - 找到一個人 - 曾樂彤                                                                                           | 當年金曲榜 主題：「歌名包含『花』字的冠軍廣東歌」 - 愛火花 - 羅敏莊 - 花灑 - 駱振偉 - 花與琴的流星 - 趙學而 - 無忘花 - 林一峰                              |
| 30# （15） | 2020年5月24日2020年4月19日（王若琪）、2020年4月21日（HotCha、SIS樂印姊妹、雷有輝） | HotCha 王若琪 SIS樂印姊妹 雷有輝 | 主題：「香港組合」 - Lonely - 羅敏莊 - 那邊見 - 駱振偉 - 禁色 - 趙學而 - 燕尾蝶 - 羅敏莊、鍾達茵 - A Better Day - 趙學而                                                      | - 對我有感覺、You Are My Best Friend - HotCha - 情愛現代事故 - HotCha、駱振偉 Joey聽Joey歌 - 他 - 鄧建明、雷有輝 新歌推介 - 天空之客 - 王若琪 - 什麼都可 - SIS樂印姊妹 | 當年金曲榜 主題：「第27週至第29週週榜冠軍歌」 - 愛的呼喚 - 趙學而 - 分手總要在雨天 - 羅敏莊 - 如果有一天 - 駱振偉 - 屈尾十 - HotCha                        |

### 第三季（第31－45集）
- 第三季新增環節「Chill Club 推介榜」，部份「新歌推介」的環節則改為在另一個音樂節目《Chill Club 推介》內播映，而原有的環節「黃劍文音樂實驗室」則取消，另外由第43集（即本季第13集）起，取消「當年金曲榜」的環節，改為由主持及嘉賓以特定的主題合唱經典歌曲。

| 集數       | 播映日期錄影日期                                                                           | 嘉賓                                                 | 主持表演歌曲 | 嘉賓表演歌曲 | 第四節表演歌曲 |
| 31# （1）  | 2020年5月31日2020年4月19日                                                                 | 陳柏宇 Michael C                                     | 主題：「爸爸的愛」 - 背影 - 趙學而 - 鋼琴後的人 - 羅敏莊 - 大個女 - 駱振偉 - 追憶 - 趙學而 - 空凳 - 羅敏莊                                                                                           | - 認真如初 - 陳柏宇 - 橋下十三郎 - 陳柏宇、Michael C - 沒有你 我甚麼都不是 - 陳柏宇、駱振偉 Joey聽Joey歌 - 獅子山下 - 鄧建明、羅敏莊、趙學而、駱振偉 第22周 Chill Club 推介榜 冠軍歌 - 碧玉 - 王菀之（在家演唱版本）                                            | 當年金曲榜 主題：「甜蜜的情歌」 - 一生一火花 - 駱振偉 - 一生愛你一個 - 羅敏莊 - 妳的名字我的姓氏 - 趙學而 - 霸氣情歌 - 陳柏宇                       |
| 32# （2）  | 2020年6月7日2020年5月15日（許靖韻）、2020年5月17日（王灝兒）                               | 王灝兒 許靖韻                                        | 主題：「近10年推出的女歌手情歌」 - 寧願得不到你 - 趙學而 - 破相 - 駱振偉 - 蜚蜚 - 羅敏莊 - 一走了之 - 趙學而 - 我本人 - 駱振偉                                                                       | - 輕熟女、矛盾一生、逃生門 - 王灝兒 - 男人信什麼 - 王灝兒、羅敏莊 新歌推介 - 別為我好 - 許靖韻 第23周 Chill Club 推介榜 冠軍歌 - 世界中心繼續轉 - 林一峰 | 當年金曲榜 主題：「給自己的打氣歌」 - 我的志願 - 趙學而 - 樓上來的聲音 - 駱振偉 - 給自己的信 - 羅敏莊 - 小故事 - 王灝兒                             |
| 33# （3）  | 2020年6月14日2020年5月15日（洪卓立）、2020年6月3日（馮允謙）                               | 洪卓立 馮允謙                                        | 主題：「2000年代出道的男歌手」 - 還你門匙 - 趙學而 - 地下街 - 駱振偉 - 櫻花樹下、老少平安 - 羅敏莊 - 耿耿於懷 - 趙學而                                                                               | - 回到最愛的那天、無他、少年遊記 - 洪卓立 - 你好嗎 - 洪卓立、駱振偉 新歌推介 - 開始倒數 - 馮允謙 第24周 Chill Club 推介榜 冠軍歌 - 呼吸有害 - 莫文蔚（MV） | 當年金曲榜 主題：「歌名為香港街道名稱的冠軍歌」 - 皇后大道東 - 羅敏莊 - 囍帖街 - 駱振偉 - 偉業街 - 趙學而 - 彌敦道 - 洪卓立                         |
| 34# （4）  | 2020年6月21日2020年6月15日（許志安、李幸倪、江海迦）、2020年6月16日（MIRROR）              | 許志安 李幸倪 江海迦 MIRROR                          | 主題：「寶麗金之夜 (I)」 - 一萬年 - 趙學而 - 情已逝 - 駱振偉 - 半斤八兩 - 羅敏莊 - 知音夢尋 - 趙學而 - 請你回來 - 羅敏莊                                                                             | - 一步一生 - 許志安 - 半天假 - 許志安、李幸倪、江海迦 - 心有獨鍾 - 李幸倪 新歌推介 - IGNITED (Too hot to handle version) - MIRROR 第25周 Chill Club 推介榜 冠軍歌 - 一人之境 - 林家謙                                                                           | 當年金曲榜 主題：「氣候冠軍歌」 - 藍雨 - 羅敏莊 - 夏日燒了 - 趙學而 - 夕陽醉了 - 駱振偉 - 夏日傾情 - 李幸倪                                         |
| 35# （5）  | 2020年6月28日2020年6月3日（盧巧音、傅珮嘉、鄧小巧）、2020年6月15日（江海迦、徐浩、黎紀君） | 盧巧音 傅珮嘉 江海迦 徐浩 黎紀君 鄧小巧              | 主題：「寶麗金之夜 (II)」 - 相思風雨中 - 羅敏莊、趙學而、駱振偉 - 人若然忘記了愛 - 駱振偉 | - 夜迷宮 - 盧巧音 - 寂寞的男人 - 江海迦 - 口不對心 - 傅珮嘉 - 怎麼捨得你 - 徐浩 - 傻癡癡 - 黎紀君 - 傻女 - 盧巧音、傅珮嘉 新歌推介 - 與人同行 - 鄧小巧 第26周 Chill Club 推介榜 冠軍歌 - 無力感 - 許廷鏗                                                        | 當年金曲榜 主題：「6個字或以上的歌名」 - 還是覺得你最好 - 江海迦 - 星空下的戀人 - 羅敏莊 - 情深說話未曾講 - 駱振偉 - 我們都是這樣失戀的 - 趙學而    |
| 36# （6）  | 2020年7月5日2020年6月14日                                                                  | 薛凱琪 洪嘉豪                                        | 主題：「女生從戀愛中學習成長」 - 終身美麗 - 羅敏莊 - 落錯車 - 駱振偉 - 放不低 - 趙學而 - 終生學習 - 駱振偉 - 心亂如麻 - 趙學而                                                                       | - 唇印、南昌街王子 - 薛凱琪 - 給十年後的我 - 薛凱琪、洪嘉豪 新歌推介 - 自問自答 - 洪嘉豪 第27周 Chill Club 推介榜 冠軍歌 - 開始倒數 - 馮允謙 | 當年金曲榜 主題：「歌名帶有名字的冠軍歌」 - Monica - 趙學而 - 勞斯萊斯 - 駱振偉 - 鍾無艷 - 羅敏莊 - 奇洛李維斯回信 - 薛凱琪                         |
| 37# （7）  | 2020年7月12日2020年4月15日（陳家欣）、2020年7月2日（Nowhere Boys）                         | 泳兒 Nowhere Boys                                    | 主題：「女人心事」 - 深藍 - 羅敏莊 - 飛女正傳 - 駱振偉 - 你是我的男人 - 趙學而 - 放不低 - 趙學而 - 午夜情 - 羅敏莊                                                                                   | - 感應、花心 - 泳兒 - 我的回憶不是我的 - 泳兒、駱振偉 新歌推介 - That's Why - Nowhere Boys 第28周 Chill Club 推介榜 冠軍歌 - 天生二品 - 陳凱詠 | 當年金曲榜 主題：「季節金曲榜」 - 回憶沒有冬季 - 趙學而 - 最冷一天 - 駱振偉 - 秋來秋去 - 羅敏莊 - 花無雪 - 泳兒                                     |
| 38# （8）  | 2020年7月19日2020年7月2日                                                                  | 李蕙敏 沈殷怡                                        | 主題：「哀怨情歌」 - 傷追人 - 羅敏莊 - 失戀王 - 駱振偉 - 留給最愛的說話、她比我醜 - 趙學而 | - 活得比你好、未忘人 - 李蕙敏 - 難得有情人 - 駱振偉、沈殷怡 - 橫濱別戀 - 李蕙敏、駱振偉 新歌推介 - 成熟·不了 - 駱振偉 第29周 Chill Club 推介榜 冠軍歌 - First Date - RubberBand                                                                                 | 當年金曲榜 主題：「和專輯同名的冠軍歌」 - 我這樣愛你 - 駱振偉 - 瀟灑走一回 - 趙學而 - 當找到你 - 羅敏莊 - 我為我生存 - 李蕙敏                       |
| 39# （9）  | 2020年7月26日2020年6月16日                                                                 | 許廷鏗 MIRROR                                        | 主題：「心痛情歌」 - 我為何讓你走 - 趙學而 - 劃火柴 - 駱振偉 - 讓我跟你走、與淚抱擁 - 羅敏莊 - 無可避免 - 駱振偉                                                                                     | - 將心比己、停半分鐘聽一闋歌 - 許廷鏗 - 我們與愛的距離 - 許廷鏗、趙學而 新歌推介 - IGNITED (Funky version) - MIRROR 第30周 Chill Club 推介榜 冠軍歌 - 哀的美敦書 - Dear Jane                                                                                    | 當年金曲榜 主題：「三台冠軍歌」 - 流淚行勝利道 - 趙學而 - 高山低谷 - 駱振偉 - 我們都是這樣長大的 - 羅敏莊 - 演員的自我修養 - 許廷鏗                 |
| 40# （10） | 2020年8月2日2020年7月8日                                                                   | 太極樂隊 衛詩                                        | 主題：「搖滾之夜」 - 拼命三郎 - 太極樂隊、駱振偉 - 迷途 - 太極樂隊、羅敏莊、趙學而 - 全人類高歌 - 太極樂隊、羅敏莊、趙學而、駱振偉 - 一生不再說別離 - 太極樂隊、羅敏莊 - 頂天立地 - 太極樂隊、駱振偉 | - 紅色跑車、留住我吧（Rainbow Version）、一世回味 - 太極樂隊 新歌推介 - 分手第二天 - 衛詩 第31周 Chill Club 推介榜 冠軍歌 - 我該放手 - 陳泳彤] | 當年金曲榜 主題：「第45週至第47週週榜冠軍歌」 - 望 - 趙學而 - 發現 - 駱振偉 - K歌之王 - 羅敏莊 - 樂與悲 - 太極樂隊                                  |
| 41# （11） | 2020年8月9日2020年7月10日                                                                  | 盧冠廷 陳凱詠 文迪@ONE PROMISE Kerryta 周詠婷 李幸倪 | 主題：「盧冠廷作品之夜」 - 憑愛 - 盧冠廷、趙學而 | - 陪你走、緣盡、快樂老實人（New Version）- 盧冠廷 - 突破自我（New Version）- 盧冠廷、陳凱詠、涂毓麟、文迪@ONE PROMISE、Kerryta 周詠婷 新歌推介 - 幸福門 - 李幸倪 第32周 Chill Club 推介榜 冠軍歌 - 顧家 - 黎明（MV）                                              | 當年金曲榜 主題：「電影金曲榜」 - 分手要狠 - 趙學而 - 三十日 - 駱振偉 - 當年情 - 羅敏莊 - 最愛是誰 - 盧冠廷                                         |
| 42# （12） | 2020年8月16日2020年7月14日                                                                 | RubberBand Zpecial 吳嘉熙                            | 主題：「感動人心的歌曲」 - 生還者 - 趙學而 - 前程錦繡 - 羅敏莊 - 苦瓜 - 駱振偉 - 夢中天使 - 趙學而 - 命運我操縱 - 羅敏莊                                                                             | - 百毒不侵、未來見、逆流之歌 - RubberBand 新歌推介 - 我的片單（合唱版）- Zpecial、吳嘉熙 第33周 Chill Club 推介榜 冠軍歌 - 廢學 - 陳健安（在家演唱版本） | 當年金曲榜 主題：「第14週至第16週週榜冠軍歌」 - 年度之歌 - 趙學而 - 一人有一個理想 - 羅敏莊 - 枕頭 - 駱振偉                                         |
| 43# （13） | 2020年8月23日2020年8月13日                                                                 | 陳卓賢@MIRROR 江𤒹生@MIRROR                          | 主題：「組合出身歌手的歌曲（I）」 - 愛你變成恨你 - 鄧建明 - 錢七 - 駱振偉 - 一起不一起 - 趙學而 | - 特登 - 江𤒹生 - 另一個諾貝爾 - 陳卓賢 新歌推介 - 蝸牛 - 江𤒹生 - 鯨落 - 陳卓賢 第34周 Chill Club 推介榜 冠軍歌 - 精神時間房 - 林奕匡 | 主題：「手足情的歌曲」 - 友情歲月 - 鄧建明、駱振偉 - 難以取替 - 趙學而、陳卓賢 - 超友誼 - 羅敏莊、江𤒹生 - 十八相送 - 陳卓賢、江𤒹生                |
| 44# （14） | 2020年8月30日2020年8月13日                                                                 | 柳應廷@MIRROR 盧瀚霆@MIRROR                          | 主題：「組合出身歌手的歌曲（II）」 - Can't Bring Me Down - 鍾達茵 - 預言書 - 駱振偉 - 啼笑姻緣 - 羅敏莊                                                                                              | - 一所懸命 - 盧瀚霆 - 水刑物語 - 柳應廷 新歌推介 - 迴光物語 - 柳應廷 - Burn Out - 盧瀚霆 第35周 Chill Club 推介榜 冠軍歌 - IGNITED (Funky version) - MIRROR（重播第39集新歌推介演出片段）                                                                       | 主題：「組合的歌曲」 - 海嘯 - 鄧建明、柳應廷 - 我們 - 趙學而、駱振偉 - 多謝失戀 - 羅敏莊、盧瀚霆 - 男生圍 - 盧瀚霆、柳應廷                          |
| 45# （15） | 2020年9月6日2020年8月4日                                                                   | Serrini ERROR 曾贊學 P1X3L                           | 主題：「樂壇新勢力」 - 下一位前度 - 駱振偉 - Let Us Go Then You And I - Serrini、趙學而 | - 404、殺死我的經理人、我冇嘢撈 - ERROR - Don't Text Him、天雷、Diamond Mine - Serrini - 永遠愛你 - 梁業、吳保錡、曾贊學、吳啟洋、歐鎮灝、葉振弘 - 我們不碎 - ERROR 新歌推介 - 網絡安全隱患 - Serrini 第36周 Chill Club 推介榜 冠軍歌 - 格林童話 - 李克勤（MV） | 主題：「夏日派對歌曲」 - 芳華絕代 - Serrini、梁業 - 重口味 - Serrini、駱振偉 - 最後的嬉皮士 - 梁業、郭嘉駿、羅敏莊 - Volar - 何啟華、吳保錡、鄧建明 |

### 第四季（第46－60集）
- 第四季主持改為以「輪更」方式，每集只安排兩位主持亮相，更間中邀請歌手擔任嘉賓主持（歌手名字後有 * 者為該集嘉賓主持）。

| 集數       | 播映日期錄影日期                                                            | 嘉賓                                      | 主持表演歌曲 | 嘉賓表演歌曲 | 第四節表演歌曲 |
| 46# （1）  | 2020年9月13日不詳                                                           | 張繼聰 孫曉賢                             | 主題：「唱作歌手（I）」 - 懸崖 - 鄧建明 - 黑白照 - 駱振偉 - 荒謬 - 趙學而                                             | - 木紋 - 張繼聰 - 呼吸需要 - 孫曉賢 - David Harleyson - 張繼聰 新歌推介 - 如斯 - 孫曉賢 第37周 Chill Club 推介榜 冠軍歌 - See You Next Time - 江海迦（在家演唱版本）                                                                   | 主題：「唱作歌手（II）」 - Come Together - 鄧建明、孫曉賢 - 改造人 - 趙學而、駱振偉 - 生命之花 - 張繼聰、鍾達茵 - 防不勝防 - 張繼聰、駱振偉                 |
| 47# （2）  | 2020年9月20日2020年9月8日                                                   | 梁釗峰 陳健安                             | 主題：「青春時期煩惱的歌曲」 - 這麼近 那麼遠 - 鄧建明 - 愛是最大權利 - 趙學而 - 感激我遇見 - 羅敏莊                   | - 月亮不代表我的心 - 梁釗峰 - 一吻穿越四十六億歲、重生 - 陳健安 新歌推介 - 萬惡不赦 - 梁釗峰 第38周 Chill Club 推介榜 冠軍歌 - 成熟·不了 - 駱振偉                                                                                      | 主題：「關於『再見』的歌曲」 - 人來人往 - 鄧建明、梁釗峰 - 下次再見 - 趙學而、陳健安 - 逾越生死 - 梁釗峰、陳健安                                            |
| 48# （3）  | 2020年9月27日2020年9月9日                                                   | 鄧小巧 馮允謙                             | 主題：「治癒系歌曲（I）」 - 早晨 - 鍾達茵、鄧建明 - 森林 - 駱振偉 - 時代 - 羅敏莊                                     | - 和好 - 鄧小巧 - Heal the World - 馮允謙 新歌推介 - 地球來的人 - 馮允謙 - 同 - 鄧小巧 第39周 Chill Club 推介榜 冠軍歌 - 幸福門 - 李幸倪                                                                                               | 主題：「治癒系歌曲（II）」 - 忘記歌詞 - 駱振偉、鍾達茵 - 手望 - 駱振偉、鄧小巧 - 年輕人們 - 馮允謙、羅敏莊 - 尋找白金漢 - 馮允謙、鄧小巧                    |
| 49# （4）  | 2020年10月4日2020年9月9日（李健宏）、2020年9月14日（劉浩龍、ToNick、小肥）  | 劉浩龍 ToNick 小肥 李健宏                 | 主題：「念念不忘的情歌」 - 情歌 - 鄧建明                                                                              | - 長相廝守 - ToNick、駱振偉 - 思覺失調 - 劉浩龍 - 火花不等人 - 劉浩龍 - 鬼滅之日 - ToNick 新歌推介 - 砒霜之後 - 劉浩龍、小肥 - 又要睇又要驚 - 李健宏 第40周 Chill Club 推介榜 冠軍歌 - 再聚 - 林二汶                                   | 主題：「關於『單戀』的歌曲」 - 爛泥 - 駱振偉、趙學而 - 取消資格 - 趙學而、劉浩龍 - 我甚麼都沒有 - ToNick、鄧建明 - 髒話阿七 - 劉浩龍、ToNick                |
| 50# （5）  | 2020年10月11日2020年9月11日                                                 | 林二汶* 廿四味 霍嘉豪 何翱                | 主題：「與嘻哈有關的歌曲（I）」 - 愛式 - 林二汶、鍾達茵                                                               | - Respect就OK - 廿四味、霍嘉豪、何翱 - Hot in the 852、Bring It On - 廿四味 - 飄流轉 - 霍嘉豪 - Wonderland - 廿四味、趙學而 新歌推介 - MAMA - 何翱 第41周 Chill Club 推介榜 冠軍歌 - 迴光物語 - 柳應廷                                 | 主題：「與嘻哈有關的歌曲（II）」 - Do Or Die - 廿四味 - 天空之城 - 何翱、林二汶 - 盛夏的舞 - 霍嘉豪、趙學而 - Control - 廿四味                              |
| 51# （6）  | 2020年10月18日2020年9月8日（黃淑蔓）、2020年9月16日（陳柏宇、小肥、江若琳） | 林二汶* 陳柏宇 小肥 江若琳 黃淑蔓         | 主題：「07同學會（I）」 - 觸景傷城 - 林二汶                                                                           | - Show You - 江若琳 - 寵物 - 小肥 - 固執 - 陳柏宇 - 門戶之見 - 小肥 - 尊嚴 - 陳柏宇 - 傷情路 - 江若琳 - 逸後 - 陳柏宇 新歌推介 - 猜猜我是誰 - 黃淑蔓 第42周 Chill Club 推介榜 冠軍歌 - 感情這回事 - 陳柏宇                             | 主題：「07同學會（II）」 - 小燈塔 - 江若琳、羅敏莊 - 好好擁抱 - 江若琳、小肥 - 愛·無膽 - 陳柏宇、小肥 - 別來無恙 - 陳柏宇、林二汶                           |
| 52# （7）  | 2020年10月25日2020年9月15日                                                 | 林二汶* 陳蕾 林欣彤 黃妍                  | 主題：「迷惘時想聽的歌曲」 - 今日 - 林二汶                                                                            | - 心動、愛請問怎麼走、非同兒戲 - 林欣彤 - 逆光、舞孃、Run Away - 陳蕾 - 親愛的巨人 - 林欣彤 - 當我迷失時聽的歌 - 陳蕾 新歌推介 - 次元壁 - 林欣彤 - 遲起的鳥兒有蟲吃 - 黃妍 第43周 Chill Club 推介榜 冠軍歌 - 如何忍眼淚 - 鄭秀文（MV） | 主題：「關於『人生哲理』的歌曲」 - 心之科學 - 陳蕾、駱振偉 - 守望麥田 - 林欣彤、陳蕾 - 如情歌 - 林欣彤、林二汶 - 紀念日 - 陳蕾、鄧建明                      |
| 53# （8）  | 2020年11月1日2020年10月19日                                                 | 盧巧音* Dear Jane 李幸倪                  | 主題：「廣東歌N部曲（I）」 - 絕 - 趙學而 - 漩渦 - 鄧建明、盧巧音 - 有時 - 盧巧音                                      | - 經過一些秋與冬 - Dear Jane - 緣·兩半 - 李幸倪 - 別說話 - Dear Jane 新歌推介 - 美男子與香 - 李幸倪 - 最後一間唱片舖 - Dear Jane 第44周 Chill Club 推介榜 冠軍歌 - 荒島之幻象 - 陳蕾                                                   | 主題：「廣東歌N部曲（II）」 - 大開眼戒 - 李幸倪、趙學而 - 垃圾 - Dear Jane、盧巧音 - 葡萄成熟時 - Dear Jane、鄧建明                                         |
| 54# （9）  | 2020年11月8日2020年10月20日                                                 | 盧巧音* 衛蘭 布志綸                       | 主題：「關於遺憾的歌曲（I）」 - 明知故犯 - 鄧建明 - 暗花 - 盧巧音 - 時代曲 - 駱振偉                                   | - 森林 - 布志綸 - 天敵 - 衛蘭 - 她整晚在寫信 - 衛蘭 新歌推介 - 見多一面 - 布志綸 第45周 Chill Club 推介榜 冠軍歌 - 蝸牛（合唱版） - 江𤒹生、陳卓賢                                                                                     | 主題：「關於遺憾的歌曲（II）」 - 青春常駐 - 盧巧音、駱振偉 - 愛在那年 - 布志綸、鍾達茵 - 驗傷 - 衛蘭、駱振偉 - Stay Awhile - 衛蘭、布志綸                   |
| 55# （10） | 2020年11月15日2020年10月30日                                                | 盧巧音* 關智斌 柳應廷                     | 主題：「哲理歌（I）」 - 今天應該很高興 - 羅敏莊、趙學而、盧巧音、鄧建明 - 給自己的情書 - 盧巧音 - 如果有一天 - 趙學而 | - 預言書、乾爹 - 關智斌 新歌推介 - 暫定 - 關智斌 - 風靈物語 - 柳應廷 第46周 Chill Club 推介榜 冠軍歌 - 次元壁 - 林欣彤 | 主題：「哲理歌（II）」 - 償還 - 盧巧音、趙學而 - 愛得太遲 - 關智斌、趙學而 - 女人之苦 - 羅敏莊、關智斌 - 一步一生 - 關智斌、鄧建明                          |
| 56# （11） | 2020年11月22日2020年10月26日                                                | 盧巧音* 許廷鏗 林奕匡                     | 主題：「放負歌（I）」 - 心淡 - 鄧建明、鍾達茵 - 係呀係呀 - 盧巧音 - 傾城 - 趙學而                                     | - 有淚多好 - 林奕匡 - 大雄胖虎綜合症 - 許廷鏗 - 黑方格 - 林奕匡 新歌推介 - 慌 - 許廷鏗 第47周 Chill Club 推介榜 冠軍歌 - My Only One - 鄭中基（MV）                                                                                    | 主題：「放負歌（II）」 - 不如不見 - 盧巧音、鄧建明 - 哲學家 - 許廷鏗、盧巧音 - 好心好報 - 林奕匡、趙學而 - 開不了心 - 許廷鏗、林奕匡                        |
| 57# （12） | 2020年11月29日2020年10月23日                                                | 盧巧音* 小肥* 江海迦 林德信 陳凱詠 林家謙 | 主題：「情歌（I）」 - 下雨天 - 盧巧音、羅敏莊、小肥 - 火宅之人 - 羅敏莊 - 情誡 - 盧巧音                               | - See You Next Time、So Called Love Song - 江海迦 - 問好 - 江海迦、林德信、陳凱詠 新歌推介 - 隔離（Studio Live Duet）- 陳凱詠、林家謙 第48周 Chill Club 推介榜 冠軍歌 - 致明日的舞 - 陳奕迅（MV）                                      | 主題：「情歌（II）」 - 愛一個人 - 羅敏莊、小肥 - 感情線上 - 盧巧音、小肥 - 繾綣星光下 - 盧巧音、陳凱詠 - Right Here Waiting - 江海迦、鄧建明                |
| 58# （13） | 2020年12月6日2020年10月22日                                                 | 小肥* 鄭欣宜 ONE PROMISE 江𤒹生           | 主題：「女神與怪獸（I）」 - Kong／好人 - 鄧建明、小肥 - 豬先生 - 小肥                                                 | - 女神 - 鄭欣宜 - 寂寞的怪獸（一對怪獸版） - 鄭欣宜、ONE PROMISE - 你瘦夠了嗎？ - 鄭欣宜 新歌推介 - 懷念晴朗的雨天 - ONE PROMISE - 金星女孩 - 江𤒹生 第49周 Chill Club 推介榜 冠軍歌 - 小夜燈 - 鄭欣宜                                 | 主題：「女神與怪獸（II）」 - 高妹／高妹正傳 - 羅敏莊、小肥 - 無表面傷痕 - 鄭欣宜、羅敏莊 - 自由意志 - ONE PROMISE、小肥 - 睡公主 - 鄭欣宜、ONE PROMISE      |
| 59# （14） | 2020年12月13日2020年10月23日                                                | 小肥* 吳浩康 泳兒 應智越                  | 主題：「得不到的愛情（I）」 - 七友 - 鄧建明 - 落花流水 - 羅敏莊                                                       | - 洗剪吹 - 吳浩康 - 心中有數、四不像 - 泳兒 新歌推介 - 農民Remake - 吳浩康 - 渴 - 應智越 第50周 Chill Club 推介榜 冠軍歌 - 溝渠暢泳 - 泳兒                                                                                             | 主題：「得不到的愛情（II）」 - 孩子王 - 吳浩康、羅敏莊 - 自卑 - 吳浩康、小肥 - 你我她 - 泳兒、小肥 - 明天以後 - 泳兒、吳浩康                                |
| 60# （15） | 2020年12月20日2020年10月19日（洪嘉豪）、2020年12月1日（EO2）                | EO2 洪嘉豪                                | 主題：「快歌派對（I）」 - 這雙眼只望你 - 羅敏莊 - 大熱 - 趙學而                                                       | - 魅力移動、Ladies' Nite、守護星 - EO2 - 普通朋友 - EO2、鍾達茵 新歌推介 - 窮小子 - 洪嘉豪 第51周 Chill Club 推介榜 冠軍歌 - 帶走你的垃圾 - 衛蘭                                                                                       | 主題：「快歌派對（II）」 - 朋友 - 羅敏莊、趙學而、駱振偉 - 冰山大火 - 羅敏莊、鄧建明 - Kiss Kiss - EO2、趙學而 - A Better Day - EO2、羅敏莊、趙學而、駱振偉 |

- 備註

1. ↑  組合成員之一彭懷安因與無綫電視仍有合約關係缺席。

### 第五季（第61－112集）
- 第五季主持剩下駱振偉，繼續邀請歌手擔任嘉賓主持。

| 集數        | 播映日期錄影日期 | 嘉賓                                                                                      | 主題 | 主持／嘉賓表演歌曲 | 主持／嘉賓表演歌曲 |
| 集數        | 播映日期錄影日期 | 嘉賓                                                                                      | 主題 | 第一／二節 | 第三／四節 |
| 61# （1）   | 2020年12月27日2020年10月20日（曾若華） | 小肥* Supper Moment 曾若華                                                                | 主題：「探索生活的歌曲（I）」 - 愛與誠 - 鄧建明 - 心跳回憶 - 小肥 - 黑洞 - 駱振偉                              | - 幸福之歌、撼動 - Supper Moment 新歌推介 - 波板糖 - Supper Moment - 十分錯 - 曾若華 第52周 Chill Club 推介榜 冠軍歌 - 愛情簽證申請 - 姜濤 | 主題：「探索生活的歌曲（II）」 - 落花流水 - 駱振偉、小肥 - 前程錦繡 - 駱振偉、鍾達茵 - 空港 - 小肥、鄧建明 - Learn To Fly - 鄧建明、Supper Moment |
| 62# （2）   | 2021年1月3日2020年12月10日（林家謙） | 陳蕾* 林家謙 岑寧兒                                                                       | 主題：「唱作人之歌（I）」 - 我真的受傷了 - 鄧建明、鍾達茵 - 斷點 - 駱振偉 - 不想回家、下一位前度 - 陳蕾        | - Maybe It's For The Best - 岑寧兒 - 致明日的舞 - 林家謙 - 飛 - 岑寧兒、林家謙 新歌推介 - 常願意 - 岑寧兒 - 時光倒流一句話 - 林家謙 第1周 Chill Club 推介榜 冠軍歌 - 二人份 - 葉巧琳 | 主題：「唱作人之歌（II）」 - 一支的時間 - 鄧建明、駱振偉 - 盡力呼吸 - 岑寧兒、陳蕾 - 留白 - 林家謙、陳蕾 - 途經北海道 - 岑寧兒、駱振偉 |
| 63# （3）   | 2021年1月10日不詳 | 陳蕾* 鍾舒漫 鍾舒祺 吳嘉熙 趙慧珊                                                         | 主題：「女生快歌（I）」 - 失憶週末 - 鄧建明 - 派對動物 - 陳蕾                                                  | - 小碎步／開心節 - 鍾舒漫（Rapper：Sing Sing、Bryon） - 無利可圖 - 吳嘉熙 - 有事發生 - 趙慧珊 - 裸泳 - 鍾舒祺 新歌推介 - 未夠癲 - 鍾舒漫、鍾舒祺 第2周 Chill Club 推介榜 冠軍歌 - 東京人壽 - 容祖兒（MV） | 主題：「女生快歌（II）」 - 熱浪假期 - 陳蕾、鍾達茵 - 色盲 - 鍾舒祺、駱振偉 - 睡衣派對 - 吳嘉熙、趙慧珊 - 給自己的信 - 鍾舒漫、鍾舒祺、陳蕾 |
| 64# （4）   | 2021年1月17日不詳 | 陳蕾* 傅珮嘉 谷祖琳 陳柏宇                                                                | 主題：「電影主題曲（I）」 - 兩個人的幸運 - 陳蕾 - 分手要狠 - 駱振偉 - Remember Me - 鄧建明 - 炎（日語） - 陳蕾 | - 星語心願 - 傅珮嘉 - 假如愛有天意、我有權投 - 谷祖琳 - 心動 - 傅珮嘉 新歌推介 - 哪個明日 - 陳柏宇 第3周 Chill Club 推介榜 冠軍歌 - 用呼吸栽種最艷美的花 - Supper Moment | 主題：「電影主題曲（II）」 - 明年今日 - 谷祖琳、鄧建明 - 愛後餘生 - 陳蕾、駱振偉 - 戀之風景 - 傅珮嘉、陳蕾 - 下一站天后 - 傅珮嘉、谷祖琳 |
| 65# （5）   | 2021年1月24日2020年10月30日（趙慧珊） | 繆浩昌@RubberBand* Per se 小塵埃 Serrini 趙慧珊                                           | 主題：「令人放鬆的歌曲（I）」 - 星光伴我心 - 鄧建明 - Just carry on - 繆浩昌                                   | - 粉碎糖果屋 - Per se（feat. Serrini） - 哪兒 - 小塵埃 - 幻愛（Jonathan version）- 小塵埃 新歌推介 - 不日之約 - per se - Fearless - 趙慧珊 第4周 Chill Club 推介榜 冠軍歌 - Mean - 鄧小巧 | 主題：「令人放鬆的歌曲（II）」 - 今天只做一件事 - 鄧建明、繆浩昌 - 無窮 - Per se、駱振偉 - 黃昏點唱機 - 小塵埃、駱振偉 - 卜卜卜 - 小塵埃、Per se |
| 66# （6）   | 2021年1月31日2020年10月30日（吳嘉熙、余香凝）、2020年12月23日（雷有輝、康子妮、歌莉雅、VSing）                                                                   | 繆浩昌@RubberBand* 雷有輝 康子妮 歌莉雅 VSing 吳嘉熙 余香凝                               | 主題：「和音（I）」 - 太空糖 - 繆浩昌 - 阿門 - 駱振偉                                                          | - Erica - 雷有輝、康子妮、歌莉雅、VSing - 迷途 - 雷有輝、鍾達茵、VSing - 破曉 - 康子妮 - Hear My Voice／You're So Special - VSing、歌莉雅 新歌推介 - 天地分裂 - 吳嘉熙、余香凝 第5周 Chill Club 推介榜 冠軍歌 - 我心中尚未崩壞的部份 - 黃妍 | 主題：「和音（II）」 - 合久必婚 - 雷有輝、歌莉雅 - 拼命三郎 - 雷有輝、繆浩昌 - 天使的禮物 - VSing、駱振偉 - 天窗 - 康子妮、鄧建明 |
| 67# （7）   | 2021年2月7日不詳 | 繆浩昌@RubberBand* Zpecial Nowhere Boys 林德信                                            | 主題：「樂隊音樂（I）」 - 早班火車 - 鄧建明、繆浩昌 - 最後晚餐 - 繆浩昌                                        | - 深夜告別練習 - Zpecial - 致旅途中的我、最後的搖滾 - Nowhere Boys - CityBoy - Zpecial 新歌推介 - Good Vibrations - 林德信 第6周 Chill Club 推介榜 冠軍歌 - ~旋轉with me* - Serrini | 主題：「樂隊音樂（II）」 - 豬籠墟事變 - 繆浩昌、駱振偉 - 愛是懷疑 - Nowhere Boys、駱振偉 - All We Have Is Now - 繆浩昌、Zpecial - 一家一減你 - Nowhere Boys、Zpecial、鄧建明 |
| 68# （8）   | 2021年2月14日2021年1月27日 | C AllStar 譚杏藍                                                                          | 主題：「感謝廣東歌（I）」 - 財神到 - 鄧建明 - 有種 - C AllStar、駱振偉、鄧建明 - 年度之歌 - 駱振偉             | - 我們的胡士托、薄情歌、逾越生死 - C AllStar 新歌推介 - 集合吧！地球保衛隊 - C AllStar - 陀螺 - 譚杏藍 第7周 Chill Club 推介榜 冠軍歌 - 是但求其愛 - 陳奕迅（MV） | 主題：「感謝廣東歌（II）」 - ALLEGRO OPUS 3.3AM - 駱振偉、鍾達茵 - 音樂殖民地 - 駱振偉、梁釗峰、何建曦 - 差詞 - 鄧建明、吳崇銘、陳健安 - 從當天到今天／天梯 - C AllStar |
| 69# （9）   | 2021年2月21日2021年1月29日（薛凱琪、鄭融、衛詩）、2021年2月1日（P1X3L）                                                                                          | 薛凱琪 鄭融 衛詩 P1X3L                                                                    | 主題：「2000年代出道的女歌手（I）」 - 二十世紀少年 - 駱振偉、鄧建明                                            | - 周末畫報 - 薛凱琪 - 終生學習 - 鄭融 - 了解中 - 衛詩 - XBF - 薛凱琪 新歌推介 - 多喝水 - 鄭融 - Braceless - P1X3L 第8周 Chill Club 推介榜 冠軍歌 - 東京人壽 - 容祖兒（MV） | 主題：「2000年代出道的女歌手（II）」 - 逼得太緊 - 衛詩、駱振偉 - 教我如何不愛他 - 薛凱琪、鄧建明 - 青春常駐 - 鄭融、衛詩 - 高山低谷 - 薛凱琪、鄭融、衛詩 |
| 70# （10）  | 2021年2月28日2021年2月1日 | 鄧健泓 石詠莉 伍仲衡 林欣彤                                                               | 主題：「回憶的歌曲（I）」 - 花灑 - 駱振偉、鄧建明 - 致少年時代 - 駱振偉                                        | - 明天請早 - 鄧健泓、伍仲衡 - 流淚眼望流淚眼 - 石詠莉、伍仲衡 - 衛斯理之戀 - 鄧健泓 新歌推介 - 100歲備忘錄 - 石詠莉 - 無名指的勇氣 - 林欣彤 第9周 Chill Club 推介榜 冠軍歌 - 常願意 - 岑寧兒 | 主題：「回憶的歌曲（II）」 - 其實你心有沒有我 - 鄧健泓、鍾達茵 - 會過去的 - 駱振偉、石詠莉 - 心寒 - 鄧建明、鄧健泓 - 來夜方長 - 鄧健泓、石詠莉 |
| 71# （11）  | 2021年3月7日2021年2月23日 | 環球唱片旗下歌手： 江海迦 李幸倪 陳凱詠 ONE PROMISE 曾比特 趙浚承 石山街 P1X3L            | 主題：「如果我是...」 - 白玫瑰 - 鄧建明                                                                        | - 手望（守望版）- 李幸倪、曾比特 - 春光乍洩 - 江海迦、石山街 - 明年見 - ONE PROMISE - 重口味 - 陳凱詠、P1X3L - 櫻花樹下 - ONE PROMISE、趙浚承 新歌推介 - CityPop - 江海迦 第10周 Chill Club 推介榜 冠軍歌 - 哥本哈根的另一個我 - 薛凱琪 | 當年金曲榜 主題：「入圍《Chill Club年度十大歌曲》的冠軍作品」 - 天生二品 - 陳凱詠 - 幸福門 - 李幸倪 - See You Next Time - 江海迦 - 怪你過份美麗（純音樂 - 唐奕聰作曲） |
| 72# （12）  | 2021年3月14日不詳 | 寰亞音樂旗下歌手： 馮允謙 鄧小巧 鄭欣宜 C AllStar Nowhere BoysSony Music旗下歌手： 林二汶 | 主題：「影響音樂之路的歌曲」                                                                                   | - 妄想 - C AllStar - 心亂如麻 - 鄭欣宜 - 愛很簡單 - 馮允謙 - 黑夜不再來 - Nowhere Boys - 我甚麼都沒有 - 梁釗峰 - 天空 - 鄧小巧 - 再聚 - 林二汶 第11周 Chill Club 推介榜 冠軍歌 - 集合吧！地球保衛隊 - C AllStar | 當年金曲榜 主題：「入圍《Chill Club年度十大歌曲》的冠軍作品」 - Mean - 鄧小巧 - 開始倒數 - 馮允謙、Nowhere Boys（原唱：馮允謙） - 小夜燈 - 鄭欣宜 - 廢學 - 陳健安 |
| 73# （13）  | 2021年3月21日不詳 | 華納唱片旗下歌手： 衛蘭 陳蕾 林欣彤 Dear Jane 衛詩 洪嘉豪 曾若華                          | 主題：「舊曲新唱」                                                                                             | - 深愛你 - 林欣彤、衛詩 - 零時十分 - 曾若華 - 終身美麗 - 衛詩 - 純真傳說 - 陳蕾 - 幾分鐘的約會 - 洪嘉豪 - 漣漪 - 衛蘭 - 愛的呼喚 - Dear Jane 新歌推介 - 一知半解 - 衛詩 第12周 Chill Club 推介榜 冠軍歌 - 樂壇已死 - 吳林峰 Feat. 樂壇已死大合唱團（康志維、林善麟、鍾舒祺、何家銘、SENZA A Cappella【符家浚、Miri Leung、Peace Lo、King Lam】、雷同二友、柳應廷 @ MIRROR） | 當年金曲榜 主題：「入圍《Chill Club年度十大歌曲》的冠軍作品」 - 荒島之幻象 - 陳蕾 - 哀的美敦書 - Dear Jane - 次元壁 - 林欣彤 - 帶走你的垃圾 - 衛蘭 |
| 74# （14）  | 2021年3月28日不詳 | Sony Music旗下歌手： 陳柏宇 林奕匡 黃妍 葉巧琳 Michael C                                  | 主題：「沒有你，我甚麼都不是」 - 想愛你 - 鄧建明                                                               | - 想創 - 陳柏宇 - 神把眼淚都留給了人 - 葉巧琳 - 有人共鳴 - 林奕匡 - 你的行李 - Michael C、黃妍 新歌推介 - 時間的囚犯 - 林奕匡 - 天光前 - 黃妍 第13周 Chill Club 推介榜 冠軍歌 - 俏郎君 - 張敬軒 | 當年金曲榜 主題：「入圍《Chill Club年度十大歌曲》的冠軍作品」 - 感情這回事 - 陳柏宇 - 精神時間房 - 林奕匡 - 二人份 - 葉巧琳 - 我心中尚未崩壞的部份 - 黃妍 |
| 75# （15）  | 2021年4月4日2021年3月6日 | 許廷鏗 林家謙 Serrini ToNick Per se Zpecial Supper Moment                                 | 主題：「帶給人力量的歌」                                                                                       | - 最後的信仰 - 林家謙 - 我在流浮山滴眼水 - Serrini - 今日 - 許廷鏗 - 天空塌下前 - Per se - 夜星 - Zpecial - 時間的初衷 - ToNick 新歌推介 - Yes I Do - Supper Moment 第14周 Chill Club 推介榜 冠軍歌 - E先生連環不幸事件 - 呂爵安 | 當年金曲榜 主題：「入圍《Chill Club年度十大歌曲》的冠軍作品」 - 用呼吸栽種最艷美的花 - Supper Moment - ~旋轉with me* - Serrini - 一人之境 - 林家謙 - 無力感 - 許廷鏗 |
| 76# （16）  | 2021年4月11日不詳 | 英皇娛樂旗下歌手： 泳兒大國文化旗下歌手： MIRROR ERROR                                    | 主題：「關於旅行或有地方名的歌曲」                                                                             | - 人車誌 - 江𤒹生、王智德、楊樂文、邱傲然 - 吳哥窟 - 泳兒 - 曼谷瑪利亞 - 陳卓賢、邱士縉、李駿傑、陳瑞輝 - 我們不碎 - ERROR - 富士山下 - 柳應廷、呂爵安、盧瀚霆、姜濤 新歌推介 - Lady Killa - 梁業 - @princejoyce - 鄭欣宜 第15周 Chill Club 推介榜 冠軍歌 - 悔過書 - 陳柏宇                                                                                                 | 當年金曲榜 主題：「入圍《Chill Club年度十大歌曲》的冠軍作品」 - IGNITED - MIRROR - 愛情簽證申請 - 姜濤 - 迴光物語 - 柳應廷 - 蝸牛（合唱版）- 江𤒹生、陳卓賢 - 溝渠暢泳 - 泳兒 |
| 77# （17）  | 2021年4月25日2021年3月12日（張敬軒） | 張敬軒                                                                                    | 主題：「張敬軒之夜」 - 酷愛 - 鄧建明 - 餘震 - 駱振偉                                                           | - 裝睡的情人、迷失表參道 - 張敬軒 - 黃色大門 - 張敬軒 新歌推介 - 重頭開始 - 張敬軒 - EGO - 盧瀚霆 第17周 Chill Club 推介榜 冠軍歌 - CityPop - 江海迦 | - 昨天 - 鍾達茵、駱振偉 - 笑忘書 - 張敬軒、駱振偉 - IF x 假如 - 張敬軒、鄧建明 |
| 78# （18）  | 2021年5月2日2021年4月5日 | 何嘉莉 洪卓立                                                                             | 主題：「愛情矛盾的歌曲（I）」 - 你的男人 - 鄧建明 - 討厭 - 駱振偉                                              | - 兩種人 Love Follows、目前 - 洪卓立 - 非份之想 - 何嘉莉 新歌推介 - 你那邊好嗎？ - 洪卓立 - 知道一半的事 - 湯駿業 第18周 Chill Club 推介榜 冠軍歌 - 無門 - per se | 主題：「愛情矛盾的歌曲（II）」 - 相愛很難 - 鄧建明、何嘉莉 - 綿綿 - 駱振偉、洪卓立 - 漩渦 - 駱振偉、何嘉莉 - 好心好報 - 何嘉莉、洪卓立 |
| 79# （19）  | 2021年5月9日2021年4月6日 | KOLOR Yellow! 野佬                                                                        | 主題：「搖滾樂隊Rock Band的歌曲（I）」 - 耳王十四一心 - 鄧建明 - 寂寞的人有福了 - 鍾達茵                       | - 費城實驗 - KOLOR - 附近的人 - Yellow! 野佬 - 可再遇見 - KOLOR - 喜歡上一個人 - Yellow! 野佬 新歌推介 - Good Time - MC 張天賦 第19周 Chill Club 推介榜 冠軍歌 - 面對後悔的各種方法 - 衛詩 | 主題：「搖滾樂隊Rock Band的歌曲（II）」 - 時差 - KOLOR、鄧建明 - 著襪浸溫泉 - Yellow! 野佬 - 十八 - KOLOR、Yellow! 野佬 |
| 80# （20）  | 2021年5月16日2021年5月5日 | 陳蕾 林欣彤                                                                               | 主題：「改編歌（I）」                                                                                          | - 閉目入神 - 陳蕾、林欣彤、鍾達茵 - 樹藤 - 林欣彤 - Dear Fiona - 陳蕾 - 蜚蜚 - 林欣彤 - 海角天涯 - 陳蕾 新歌推介 - 不如憎你 - 林欣彤 - 屈機 - 陳蕾 第20周 Chill Club 推介榜 冠軍歌 - Master Class - 姜濤（MV） | 主題：「改編歌（II）」 - 眉頭不再猛皺 - 鄧建明、陳蕾 - 伶仃 - 駱振偉、林欣彤 - 平凡。明星 - 林欣彤、陳蕾 |
| 81# （21）  | 2021年5月23日2021年5月5日（鄭欣宜、ANSONBEAN） | 吳林峰 孫曉賢 雷深如                                                                      | 主題：「我的Busking歌（I）」                                                                                   | - 我錯 - 雷深如 - 心眼Mind's Eye - 孫曉賢 - 梅利號、你是萊特 - 吳林峰 - 面目 - 孫曉賢 - 第一志願 - 雷深如 - 白眉 - 孫曉賢 新歌推介 - 大半生愛人 - 吳林峰 Feat. 鍾達茵 - 沉思者 - 林奕匡 第21周 Chill Club 推介榜 冠軍歌 - @princejoyce - 鄭欣宜 Feat. ANSONBEAN | 主題：「我的Busking歌（II）」 - 囂張 - 孫曉賢、吳林峰 - 歡樂今宵 - 雷深如、鄧建明 - 未來見 - 孫曉賢、吳林峰、雷深如 |
| 82# （22）  | 2021年5月30日2021年5月20日 | 太極 ToNick 黃妍 張進翹                                                                   | 主題：「搖滾狂想（I）」                                                                                        | - 大熱 - 太極、ToNick - 一生不再說別離 - 太極 - 異相 - ToNick - T.O.N.I.C.K. - ToNick - 通緝者 - 太極 新歌推介 - 離散序 - ToNick - 無聲浪 - 黃妍 - 今天我不想做嘢 - 張進翹 第22周 Chill Club 推介榜 冠軍歌 - The Pink Room - 王菀之 | 主題：「搖滾狂想（II）」 - 蒙嘴說愛你 - 鄧建明、ToNick - 時間的初衷 - 雷有輝、ToNick - Crystal - 太極、ToNick |
| 83# （23）  | 2021年6月6日2021年5月22日 | 布志綸* C AllStar 關心妍                                                                  | 主題：「關於離別的歌（I）」 - 誰明浪子心 - 鄧建明 - 無忘花 - 布志綸                                            | - 此刻無價 - C AllStar - 時間之光 - 陳健安、吳崇銘 - Bounce Back - 何建曦、梁釗峰 - 再不再見 - C AllStar 新歌推介 - 腍 - 關心妍 第23周 Chill Club 推介榜 冠軍歌 - 留下來的人 - C AllStar | 主題：「關於離別的歌（II）」 - 煉獄健身室 - 陳健安、布志綸 - 我不如 - 梁釗峰、駱振偉 - Kiss Goodbye - 何建曦、吳崇銘 - 時日如飛 - C AllStar、布志綸 |
| 84# （24）  | 2021年6月13日不詳 | 布志綸* 衛蘭 Dear Jane                                                                    | 主題：「獨處時想聽的歌曲（I）」 - 一人之境 - 布志綸                                                            | - 在月台上等你 - 衛蘭 - 永遠飛行模式、未開始已經結束 - Dear Jane - Can't Help Falling In Love - 衛蘭 新歌推介 - 聖馬力諾之心 - Dear Jane - It's OK To Be Sad - 衛蘭 第24周 Chill Club 推介榜 冠軍歌 - 神奇的糊塗魔藥 - 林家謙 | 主題：「獨處時想聽的歌曲（II）」 - 一格格 - 衛蘭、鍾達茵 - 時空 - Dear Jane、布志綸 - 銀河修理員 - 衛蘭、Dear Jane |
| 85# （25）  | 2021年6月20日2021年5月5日（馮允謙） | 布志綸* 黃妍 林奕匡 FIESTER 洪嘉豪                                                        | 主題：「鼓勵的歌曲（I）」 - 經得起變化 - 布志綸                                                                | - 頌讚詩 - 林奕匡 - 刮骨 - 黃妍 - 一世同學 - 林奕匡 - 彼個所在 - 黃妍 新歌推介 - We Fade Away - FIESTER - 謎之微笑 - 洪嘉豪 第25周 Chill Club 推介榜 冠軍歌 - 思念即地獄 - 馮允謙 | 主題：「鼓勵的歌曲（II）」 - 天光前 - 黃妍、布志綸 - 假使世界原來不像你預期 - 林奕匡、鄧建明 - 何處覓蓬萊 - 林奕匡、布志綸、黃妍 |
| 86# （26）  | 2021年6月27日不詳 | 布志綸* 陳柏宇 葉巧琳 Jan Curious                                                         | 主題：「電影音樂（I）」 - 夢中人 - 布志綸 - 黑夜不再來 - 駱振偉                                                | - The Way You Make Me Feel - 葉巧琳 - 幻愛 - 陳柏宇 新歌推介 - 純白 - 陳柏宇 - 怪物（心獸Version）- 葉巧琳 - 媽媽 - Jan Curious 第26周 Chill Club 推介榜 冠軍歌 - Sweet Escape - 張敬軒 | 主題：「電影音樂（II）」 - 放過你 - 葉巧琳、鄧建明 - 逆流之歌 - 陳柏宇、布志綸 - Shallow - 陳柏宇、葉巧琳 |
| 87# （27）  | 2021年7月4日2021年5月5日 | Zarahn 鄭欣宜 陳凱詠                                                                      | 主題：「令人振奮的歌曲（I）」 - 全日愛 - 鄧建明                                                                | - 搖滾小學 - Zarahn - 3AM - 鄭欣宜 - 怪誕城之夜 - Zarahn - 分手是常識吧 - 鄭欣宜 新歌推介 - 猛鬼街 - Zarahn - I Wish - 陳凱詠 第27周 Chill Club 推介榜 冠軍歌 - 狂人日記 - 柳應廷 | 主題：「令人振奮的歌曲（II）」 - 沉默風暴 - 駱振偉、鍾達茵 - 女神 - Zarahn、鄭欣宜 - 如果感覺有顏色 - Zarahn、鄭欣宜 |
| 88# （28）  | 2021年7月11日不詳 | 謝安琪 林家謙 WHIZZ                                                                       | 主題：「謝安琪之夜（I）」 - 山林道 - 駱振偉                                                                    | - 燒 - 謝安琪 - Plastic Love／尋愛／臭男人 - 謝安琪、WHIZZ 新歌推介 - Sorrowful - WHIZZ - 離不開 - 謝安琪 第28周 Chill Club 推介榜 冠軍歌 - 沉思者 - 林奕匡 | 主題：「謝安琪之夜（II）」 - 一人之境 - 謝安琪 - 雨過天陰 - 謝安琪、林家謙 - 3/8 - 謝安琪、林家謙 |
| 89# （29）  | 2021年7月18日不詳 | ERROR Madboii 石詠莉                                                                      | 主題：「向你承諾的歌曲（I）」 - 借你耳朵說愛你 - 鄧建明                                                        | - I Promise - ERROR - I Don't Give A - Madboii、吳保錡 - 給十年後的我 - 梁業、何啟華 - 睡到三點 - 郭嘉駿 新歌推介 - 期間限定 - 石詠莉 - 我們不Chok - ERROR 第29周 Chill Club 推介榜 冠軍歌 - 我在流浮山滴眼水.jpg - Serrini | 主題：「向你承諾的歌曲（II）」 - 哪只得我共你 - ERROR - Vivid Dream - Madboii、郭嘉駿 - I Want It That Way - ERROR |
| 90# （30）  | 2021年7月25日2021年5月5日（鄭欣宜） | 林欣彤* 洪嘉豪 陳凱詠 Delta T                                                             | 主題：「合唱歌」 - 日與夜 - 駱振偉、林欣彤                                                                     | - 山歌 - 洪嘉豪、陳凱詠 - 四人遊 - 洪嘉豪、陳凱詠 - 講男講女 - 林欣彤、洪嘉豪 - 滄海遺珠 - 陳凱詠、駱振偉 新歌推介 - 逆時車站 - 洪嘉豪 - 寂寞的雪糕 - Delta T 第30周 Chill Club 推介榜 冠軍歌 - 先哭為敬 - 鄭欣宜 | - 漩渦 - 洪嘉豪、陳凱詠 - 初戀、I Wish - 陳凱詠 - 不要說謊、熱帶雨林 - 洪嘉豪 - ~旋轉with me* - 洪嘉豪、陳凱詠 |
| 91# （31）  | 2021年8月1日不詳 | 林欣彤* 關心妍 Mike曾比特 JC陳詠桐 雷有暉                                                 | 主題：「傷情歌」 - 蝸牛 - 林欣彤                                                                               | - 緣 - 鄧建明、雷有暉 - 螞蟻 - Mike曾比特 - 優先訂座 - 關心妍 - 情人甲 - 關心妍、駱振偉 新歌推介 - 我不是邱比特（合唱版）- Mike曾比特、JC陳詠桐 - 愛的告別式 - 關心妍 第31周 Chill Club 推介榜 冠軍歌 - It's OK To Be Sad - 衛蘭 | - 生路 - JC陳詠桐 - 我不如 - Mike曾比特 - 不如憎你 - Mike曾比特、林欣彤 - 逼得太緊 - 關心妍 |
| 92# （32）  | 2021年8月8日不詳 | 林欣彤* RubberBand 岑寧兒 AMuiXis-AMX                                                     | 主題：「睡前服用的歌」 - 哪裡只得我共你 - 林欣彤                                                               | - 如果我是一首歌 - 岑寧兒 - 小涼伴 - RubberBand - 夏令時間 - RubberBand - 一轉身卻天亮了 - RubberBand 新歌推介 - 風的形狀 - 岑寧兒 第32周 Chill Club 推介榜 冠軍歌 - 聖馬諾之心 - Dear Jane | - 我 - 岑寧兒、AMuiXis-AMX - 尼古丁 - 岑寧兒、鄧建明 - 剎那的烏托邦 - 岑寧兒、林欣彤、AMuiXis-AMX |
| 93# （33）  | 2021年8月15日不詳 | 林欣彤* R.O.O.T The Boogie Playboys Gareth.T Moon Tang Kerryta                            | 主題：「令人輕鬆又有回憶的歌」 - 你以為 - 林欣彤                                                               | - 人情做八舊 - The Boogie Playboys - 非洲的60秒 - R.O.O.T - Boyfriend Material - Gareth.T - 仲夏獨舞Lonely Dance - The Boogie Playboys - Honest - Gareth.T（Feat. Moon Tang） - 宜蘭食雪糕 - R.O.O.T 新歌推介 - 心野 - Kerryta 第33周 Chill Club 推介榜 冠軍歌 - I Wish - 陳凱詠                                                                                            | - 狂人日記 - The Boogie Playboys、鍾達茵 - 蒙嘴說愛你 - The Boogie Playboys、林欣彤 - Master Class - Gareth.T、R.O.O.T |
| 94# （34）  | 2021年8月22日2021年7月30日 | per se 泳兒 布志綸 Jason Kui                                                              | 主題：「孤獨」 - 孤獨病 - 鄧建明 - 孤獨探戈 - 駱振偉                                                           | - 賣火柴的女孩 - 泳兒 - 孤獨之塔 - per se - 所有遺失的東西（Nothing Is Lost Mix）- 泳兒、per se 新歌推介 - 荊棘海 - 泳兒 - 第一億次細胞分裂 - 布志綸（Guitar：Jason Kui） 第34周 Chill Club 推介榜 冠軍歌 - Ciao - RubberBand | Medley：「暗黑童話」 - Fuvk The Fairytale - 泳兒、per se - 溝渠暢泳 - 泳兒、per se - 孤毒／特倫斯夢遊仙境 - 泳兒、per se - 粉碎糖果屋 - 泳兒、per se |
| 95# （35）  | 2021年8月29日2021年8月16日 | 鄭中基 SENZA A Cappella dR. X 吳嘉禧 林欣彤                                               | 主題：「鄭中基之夜」 - 搬屋 - 駱振偉                                                                           | - 猛龍特警隊／星光伴我心／我代你哭／閉目入神／無賴 - SENZA A Cappella、dR. X - 晴天陰天雨天 - 鄭中基 - My Only One - 鄭中基 新歌推介 - 我們 - 鄭中基 - 逐步拾回自己 - 吳嘉禧 - 林中鳥 - 林欣彤 第35周 Chill Club 推介榜 冠軍歌 - BOSS - MIRROR（MV） | - 天意 - 鄧建明 - 還以為 - 鍾達茵 - 心寒 - 鄭中基、鄧建明 - 死啦D青春痘 - 鄭中基 |
| 96# （36）  | 2021年9月5日2021年8月17日 | 小肥 Nowhere Boys 陳潔麗 朱豔強                                                           | 主題：「時間」 - 時間人物地點 - 鄧建明 - 如果時間來到 - 駱振偉                                                 | - 時光倒流二十年 - Nowhere Boys - 生鏽鐵 - 小肥 - 小丑 - Nowhere Boys - 天梯 - 陳潔麗 新歌推介 - 廢柴 - 小肥 - BOY BOY - 朱豔強 第36周 Chill Club 推介榜 冠軍歌 - 離不開 - 謝安琪（MV） | Medley：「西部風格」 - 無處遊人／逆流之歌／我們的胡士托／Good Night - 小肥、Nowhere Boys |
| 97# （37）  | 2021年9月12日2021年8月24日 | 泳兒* Gin Lee李幸倪 陳逸璇 JNYBeatz                                                       | Medley：「Hi-Fi女聲」Medley：「Chill」（由JNYBeatz重新編曲）                                                   | Medley I（第一部分） - 網絡安全隱患 - 泳兒 - 冰山大火 - 陳逸璇 - 紅豆 - Gin Lee李幸倪 Medley I（第一部分） - 春秋 - 泳兒 - 合久必婚 - 陳逸璇、駱振偉 | 新歌推介 - 不再分離 - 陳逸璇 - 日出時讓街燈安睡 - Gin Lee李幸倪 第37周 Chill Club 推介榜 冠軍歌 - 風的形狀 - 岑寧兒 Medley II - 你是我的Bae - JNYBeatz - 好風如水 - Gin Lee李幸倪 - U&I - Gin Lee李幸倪、鍾達茵 - 1st Date - Gin Lee李幸倪                                            |
| 98# （38）  | 2021年9月19日不詳 | 泳兒* 周國賢 Zpecial 麗英                                                                 | Medley：「深夜會聽的歌曲」（第三部分由Zpecial、賴映彤重新編曲）                                                | Medley（第一部分） - 不想回家 - 泳兒 - 年少輕狂 - Zpecial - 離魂記 - 周國賢 Medley（第二部分） - 沒名字的歌，無名字的你 - Joey Tang 新歌推介（第一部分） - 中二病人 - 周國賢、Zpecial - 塵世美 - 周國賢 | 新歌推介（第二部分） - FreeRider - 麗英 第38周 Chill Club 推介榜 冠軍歌 - 輕盈 - 黃妍 Medley（第三部分） - 心野夜 - Zpecial、泳兒 - 一夜傾情 - 周國賢、Zpecial - 黑色午夜 - 周國賢、Zpecial、Joey Tang、駱振偉                                                                        |
| 99# （39）  | 2021年9月26日不詳 | 梁詠琪 Edan呂爵安 Mike曾比特 MC張天賦                                                     | Medley：關於梁詠琪的愛情歌單                                                                                   | Medley（第一部分） - Kiss Me／初戀 - 梁詠琪 Medley（第二部分） - 他喜歡的是你／E先生連環不幸事件 - 梁詠琪、Edan呂爵安 - 迷惘／秋色 - 梁詠琪 | 新歌推介 - 反對無效 - MC張天賦 第39周 Chill Club 推介榜 冠軍歌 - 荊棘海 - 泳兒 Medley（第三部分） - 高妹／高妹正傳 - 梁詠琪、Mike曾比特 - 短髮 - 梁詠琪、Edan呂爵安 - 嫌棄 - 梁詠琪、MC張天賦 - 當世界無玫瑰 - 梁詠琪                                                                 |
| 100# （40） | 2021年10月3日2021年8月24日（Yellow! 野佬） 2021年9月6日（KB、JB、Luna Is A Bep、MC $oHo & KidNey、Kayan9896、光頭幫TomFatKi） 2021年9月24日（陳柏宇、Ariel Lai） | KB* JB Luna Is A Bep MC $oHo & KidNey Kayan9896 光頭幫TomFatKi Yellow! 野佬               | Medley：說唱歌手之夜                                                                                           | Medley（第一部分） - 我最喜愛的香港人 - KB feat. Luna Is A Bep - 請勿客氣 - MC $oHo & KidNey feat. Kayan9896 - 大懶堂 - 光頭幫TomFatKi、MC $oHo & KidNey、Luna Is A Bep、Kayan9896 Medley（第二部分） - 得個等 - JB - Boogie Baby擺動嬰兒 - Luna Is A Bep | 新歌推介 - 剩低的離開的願可再約定一天再見 - Yellow! 野佬 第40周 Chill Club 推介榜 冠軍歌 - 純白 - 陳柏宇 Medley（第三部分） - 25 - Luna Is A Bep - Rolling Now - 光頭幫TomFatKi - 係咁先啦 - MC $oHo & KidNey feat. Kayan9896                                                         |
| 101# （41） | 2021年10月10日2021年9月4日（伍仲衡、強尼、泳兒、譚杏藍、Judas Law、雷有暉）                                                                                      | 伍仲衡 強尼 泳兒 譚杏藍 Judas Law 雷有暉 曾樂彤                                           | Medley：梅艷芳的經典作品（由Chill Club Band及伍仲衡重新編曲）                                                  | Medley（第一部分） - 飛躍舞台 - 雷有暉 - 笑看風雲變 - 雷有暉、強尼 - 似水流年 - 泳兒 Medley（第二部分） - 愛的教育 - 駱振偉 - 痴痴愛一次 - Judas Law - 女人心 - 譚杏藍 | 新歌推介 - 拔刺 - 曾樂彤 第41周 Chill Club 推介榜 冠軍歌 - 我想和你好好的 - 陳蕾 Medley（第三部分） - 壞女孩 - Judas Law、Joey Tang - 將冰山劈開 - 泳兒、駱振偉 - 相愛很難 - 強尼、譚杏藍 - 芳華絕代 - 泳兒、雷有暉                                                                   |
| 102# （42） | 2021年10月17日2021年8月24日（JUDE） 2021年9月24日（Mike曾比特、馮允謙、MC張天賦）                                                                                | Mike曾比特* JNYBeatz 馮允謙 MC張天賦 JUDE                                                 | Medley：R&B之夜（第一部分由JNYBeatz重新混音）                                                                  | Medley（第一部分） - Good Time - Mike曾比特、馮允謙 - 我不如 - 馮允謙、MC張天賦 - 我好想你 - MC張天賦、Mike曾比特 第42周 Chill Club 推介榜 冠軍歌 - 我們 - 鄭中基 | 新歌推介 - 私奔記 - JUDE - 一步一悔過 - 馮允謙 - Loser - MC張天賦 Medley（第二部分） - Yes And No - Mike曾比特 - Boyfriend Material - 馮允謙 - 酷愛 - MC張天賦 - How Many Times - MC張天賦、馮允謙                                                                                    |
| 103# （43） | 2021年10月24日2021年9月4日（葉巧琳、Manson張進翹） | Mike曾比特* JNYBeatz ANSONBEAN 張蔓姿 Manson張進翹                                        | Medley：成長（第一部分由JNYBeatz重新混音）                                                                     | Medley（第一部分） - 座右銘 - 駱振偉、張蔓姿 - 別說話 - Manson張進翹、駱振偉 - 寵物 - 張蔓姿、Mike曾比特 - 耿耿於懷 - Manson張進翹、ANSONBEAN 第43周 Chill Club 推介榜 冠軍歌 - 心獸（怪物Version）- 葉巧琳、Manson張進翹 | 新歌推介 - 深夜浪漫 - 張蔓姿 - 無可救藥的浪漫 - Manson張進翹 - CRUSH (oh no!) - ANSONBEAN Medley（第二部分） - 娛樂人生 - Mike曾比特 - Airplanes - ANSONBEAN - 燕尾蝶 - 張蔓姿 - 黃金入球 - Manson張進翹                                                                              |
| 104# （44） | 2021年10月31日2021年8月17日（李靖筠、Kendy Suen） 2021年9月4日（譚杏藍） 2021年10月8日（鄧小巧、Kendy Suen）                                                     | Mike曾比特* JNYBeatz 鄧小巧 Kendy Suen 李靖筠 譚杏藍                                      | Medley I：城市探索———與車有關的歌曲（由JNYBeatz重新混音）Medley II：城市探索———與人有關的歌曲                  | Medley I - 人車誌 - 鄧小巧、Mike曾比特 - 一早地下鐵／遊車河 - 鄧小巧、Kendy Suen - 錢七 - Kendy Suen、Mike曾比特 第44周 Chill Club 推介榜 冠軍歌 - 日出時讓街燈安睡 - Gin Lee李幸倪 feat. 張學友（MV） | 新歌推介 - 差一些什麼？ - 李靖筠 - 小島 - 鄧小巧 - 花型人格 - 譚杏藍 Medley II - 無名故事 - Kendy Suen - 愛得太遲 - 雷有暉 - 與人同行／Easy - 鄧小巧、Kendy Suen |
| 105# （45） | 2021年11月7日2021年9月24日（MastaMic） 2021年10月21日（Mischa葉巧琳、JNYBeatz、趙頌茹、關心妍）                                                                  | Mischa葉巧琳* JNYBeatz 趙頌茹 關心妍 MastaMic                                             | Medley：成長———從失戀中成長（第一部分由JNYBeatz重新混音）                                                      | Medley（第一部分） - 唔該行開 - 趙頌茹、駱振偉 - 玉石樂隊 - 關心妍、Mischa葉巧琳 - 相對濕度 - 趙頌茹、關心妍 新歌推介（第一部分） - 食色 - MastaMic 第45周 Chill Club 推介榜 冠軍歌 - 日出時讓街燈安睡 - Gin Lee李幸倪 feat. 張學友（MV） | Medley（第二部分） - 我不難過 - Mischa葉巧琳 - 大孩子 - 趙頌茹 新歌推介（第二部分） - 原諒的力量 - 關心妍 Medley（第三部分） - 深藍 - Mischa葉巧琳 - 無痛失戀 - 關心妍 - 發奮 - 趙頌茹 - 燕尾蝶 - 趙頌茹、關心妍                                                                      |
| 106# （46） | 2021年11月14日2021年10月21日（周國賢） 2021年10月25日（ONE PROMISE、Anson Kong江𤒹生、Lokman楊樂文、李一丁）                                                     | Mischa葉巧琳* ONE PROMISE Anson Kong江𤒹生 Lokman楊樂文 應智越 李一丁                     | Medley：與況式搖滾有關的歌曲（由ONE PROMISE重新編曲）                                                          | Medley（第一部分） - 玩咗先至瞓 - ONE PROMISE、Anson Kong江𤒹生、Lokman楊樂文 - 迷戀 - ONE PROMISE、Lokman楊樂文 - 幸災樂禍 - Anson Kong江𤒹生、Lokman楊樂文 - 寂寞的怪獸 - ONE PROMISE、Anson Kong江𤒹生 第46周 Chill Club 推介榜 冠軍歌 - 塵世美 - 周國賢 | 新歌推介 - Ophiuchus - 應智越 - 平凡人的自傳 - ONE PROMISE - 虎道門 - Anson Kong江𤒹生、Lokman楊樂文 Medley（第二部分） - 告一段落 - 駱振偉 - 囂張 - 葉巧琳 - 木紋 - ONE PROMISE - 大不了 - Anson Kong江𤒹生、Lokman楊樂文                                                            |
| 107# （47） | 2021年11月21日2021年10月26日（Mischa葉巧琳、許廷鏗、吳林峰、Gareth.T、Teddy Fan、Nic Tsui） 2021年11月11日（Anson Lo盧瀚霆）                                     | Mischa葉巧琳* 許廷鏗 吳林峰 Gareth.T Teddy Fan Nic Tsui                                   | Medley I：無力時想聽的歌曲（由Gareth.T重新編曲）Medley II：許廷鏗、吳林峰的作品                                | Medley I - 痛／雪糕 - 許廷鏗、吳林峰 - 巴士光年／停半分鐘聽一闋歌 - 許廷鏗、吳林峰、葉巧琳 第47周 Chill Club 推介榜 冠軍歌 - Megahit - Anson Lo盧瀚霆 | 新歌推介 - 佛系人生 - 許廷鏗 - 明天一切如常 - 吳林峰 - Speed Limit - Gareth.T Medley II - 越壞越強 - 許廷鏗 - 無力感 - 吳林峰 - 感覺良好 - 許廷鏗、吳林峰 |
| 108# （48） | 2021年11月28日2021年11月9日（林二汶、林奕匡） 2021年11月11日（陳柏宇）                                                                                           | 林奕匡 林二汶 陳柏宇                                                                      | Medley：人生哲理（由鄺梓喬、溫翰文重新編曲）                                                                   | Medley（第一部分） - 浪子心聲 - 雷有暉、駱振偉 - 小團圓 - 林二汶、林奕匡 - 一雙手 - 林奕匡 - 曼谷瑪利亞 - 林二汶、駱振偉 第48周 Chill Club 推介榜 冠軍歌 - 係咁先啦 - MC $oHo & KidNey feat. Kayan9896 | 新歌推介 - 解答 - 林奕匡 - 自白的勇氣 - 林二汶 - 對得起自己 - 陳柏宇 Medley（第二部分） - 最後的信仰 - 林二汶 - 安徒生的錯 - 林奕匡 - 一個旅人 - 雷有暉 - 高山低谷 - 林二汶、林奕匡                                                                                                   |
| 109# （49） | 2021年12月5日2021年10月21日（林欣彤） 2021年11月11日（Anson Lo盧瀚霆、Jer柳應廷、謝安琪）                                                                        | Anson Lo盧瀚霆 Jer柳應廷 謝安琪                                                           | Medley：成長———是時候需要成長（由Chill Club Band重新編曲）                                                     | Medley（第一部分） - 重新長大 - Jer柳應廷、Anson Lo盧瀚霆 - 睡到三點 - Anson Lo盧瀚霆 - 任我行 - Jer柳應廷 - 時空 - Anson Lo盧瀚霆、Jer柳應廷 第49周 Chill Club 推介榜 冠軍歌 - 鐵樹 - 林欣彤 | 新歌推介 - 人類群星閃耀時 - Jer柳應廷 - 未見過世面的招積 - 謝安琪 Medley（第二部分） - 砂之器 - Jer柳應廷 - 不可愛教主 - Anson Lo盧瀚霆 - 主角光環 - Jer柳應廷、Anson Lo盧瀚霆 |
| 110# （50） | 2021年12月12日2021年11月11日（乙女新夢） 2021年11月23日（黃淑蔓、王嘉儀、章尾而）                                                                                | 黃淑蔓 王嘉儀 章尾而 ANSONBEAN 乙女新夢                                                   | Medley：活在當下（由Chill Club Band重新編曲）                                                                  | Medley（第一部分） - All We Have Is Now - 章尾而、駱振偉 - 天陰間中有陽光 - 黃淑蔓、雷有暉 - 夕陽無限好 - 王嘉儀、章尾而 - The Best Is Yet To Come - 王嘉儀、章尾而、黃淑蔓 新歌推介（第一部分） - you made my day - ANSONBEAN 第50周 Chill Club 推介榜 冠軍歌 - 佛系人生 - 許廷鏗                                                                                          | 新歌推介（第二部分） - 致未來的我 - 黃淑蔓 - 新しい夢 - 乙女新夢 Medley（第二部分） - 最後的黃昏 - 章尾而 - Leaving Home - 王嘉儀 - 蒙嘴說愛你 - 黃淑蔓 |
| 111# （51） | 2021年12月19日2021年10月8日（Mike曾比特） 2021年10月21日（洪嘉豪） 2021年11月9日（林奕匡） 2021年11月25日（AGA江海迦、Kerryta、ONE PROMISE、姜濤）               | AGA江海迦 Kerryta ONE PROMISE 姜濤 Mike曾比特 洪嘉豪                                      | Tapas Medley：AGA江海迦的作品（由Andrew Cheung、Chill Club Band及舒文重新編曲）                                | Tapas Medley（第一部分） - 最幸福的眼淚／Everyday／Two At A Time／小問題 - AGA江海迦、Kerryta 新歌推介（第一部分） - 奔跑吧！- Mike曾比特 第51周 Chill Club 推介榜 冠軍歌 - 關於愛的碎念 - 林奕匡 | 新歌推介（第二部分） - I Know - 姜濤 feat. AGA江海迦 - 主角光環 - 洪嘉豪 Tapas Medley（第二部分） - See You Next Time／理性與任性之間 - AGA江海迦 - What Are We Gonna Do - AGA江海迦、ONE PROMISE                                                                                     |
| 112# （52） | 2021年12月26日2021年11月23日（馮允謙） 2021年12月15日（Robynn Yip、J.Arie雷深如、MC $oHo & KidNey）                                                              | Robynn Yip J.Arie雷深如 MC $oHo & KidNey                                                  | Christmas Medley：Boxing Day（由Chill Club Band重新編曲）Medley：J.Arie及Robynn Yip的作品                      | Christmas Medley - Last Christmas - 雷有暉、Joey Tang - 今年沒聖誕 - J.Arie雷深如、Joey Tang - 零度聖誕 - Robynn Yip、鍾達茵 - Lonely Christmas - J.Arie雷深如、Robynn Yip 第52周 Chill Club 推介榜 冠軍歌 - 一步一悔過 - 馮允謙 | Medley（第一部分） - 尚有一堆理由顯出我優秀 - Robynn Yip - 雙面哈菲 - J.Arie雷深如 新歌推介 - Black Mirror - MC $oHo & KidNey Medley（第二部分） - 你死我活 - Robynn Yip、J.Arie雷深如 - Little Love - Robynn Yip - 判官之印 - J.Arie雷深如 - Lost Forever - Robynn Yip、J.Arie雷深如 |

- 備註

1. ↑  組合成員之一吳保錡於錄影當日因已宣布暫停工作關係缺席。

### 第六季（第113－160集）
| 集數        | 播映日期錄影日期 | 嘉賓 | 主題 | 主持／嘉賓表演歌曲 | 主持／嘉賓表演歌曲 |
| 集數        | 播映日期錄影日期 | 嘉賓 | 主題 | 第一／二節 | 第三／四節 |
| 113# （1）  | 2022年1月2日2021年10月26日（李妍） 2021年12月19日（MC張天賦） | ToNick 麗英 李恆韜@逆流 李妍                                                                                                  | Medley I：極有日本動漫感覺的Medley（由Chill Club Band重新編曲）Medley II：充滿香港特色的Medley（由ToNick重新編曲）                                                                                         | Medley I - Let's Goal - ToNick（Guitar：李恆韜） - 夜に駆ける（奔向夜晚）- 麗英（Guitar：李恆韜） - 鬼滅之日（日語）- ToNick、麗英（Guitar：李恆韜） 新歌推介 - Shopaholic - 李妍 第1周 Chill Club 推介榜 冠軍歌 - 記憶棉 - MC張天賦                                                                                  | Medley II（第一部分） - 你對我已經唔係好似以前咁 - ToNick - 矮妹正傳 - 麗英 Medley II（第二部分） - 蘇菲亞的波霸珍珠奶茶 - 麗英、駱振偉 - 跳掣 - ToNick、駱振偉 - 我愛茶餐廳 - 麗英、ToNick |
| 114# （2）  | 2022年1月9日2021年11月25日（Gin Lee李幸倪） 2021年12月20日（岑寧兒、小塵埃、林二汶）                                                                                           | 岑寧兒 小塵埃 Gin Lee李幸倪                                                                                                   | Medley I：我們的幻想世界（由鄺梓喬及溫翰文重新編曲）Medley II：岑寧兒及小塵埃的作品 | Medley I - 佛洛依德愛上林夕 - 岑寧兒 - Upside Down - 小塵埃 - 仙樂飄飄處處聞／仙樂處處飄 - 岑寧兒、小塵埃 第2周 Chill Club 推介榜 冠軍歌 - 自白的勇氣 - 林二汶 | 新歌推介 - 勿念 - 岑寧兒 - 第二次告白 - 小塵埃 - IDK - Gin Lee李幸倪 Medley II - 瞎子摸象 - 岑寧兒 - You And I - 小塵埃 - 我愛京達卡 - 小塵埃、岑寧兒 |
| 115# （3）  | 2022年1月16日2021年12月15日（龔柯允） 2021年12月21日（Tyson Yoshi、Gareth.T、Teddy Fan）                                                                                       | Tyson Yoshi Gareth.T 龔柯允                                                                                                   | Medley：自己及對方的作品（由Tyson Yoshi及Gareth.T重新編曲） | Medley（第一部分） - Speed Limit - Tyson Yoshi（Guitar：Teddy Fan） - Growing Up - Gareth.T（Guitar：Teddy Fan） - Something - Gareth.T、Tyson Yoshi（Guitar：Teddy Fan） 新歌推介（第一部份） - Sing A Live - 龔柯允 第3周 Chill Club 推介榜 冠軍歌 - On My Way - 張敬軒（演唱會版本）                               | 新歌推介（第二部分） - That Guy - Tyson Yoshi（Guitar：Teddy Fan） - 勁浪漫 超溫馨 - Gareth.T（Guitar：Teddy Fan） - December - Tyson Yoshi、Gareth.T Medley（第二部分） - Better／In My Dream - Tyson Yoshi（Guitar：Teddy Fan） - Best Me I Can - Gareth.T（Guitar：Teddy Fan） - Modern Loneliness - Gareth.T、Tyson Yoshi（Guitar：Teddy Fan） |
| 116# （4）  | 2022年1月23日2021年11月25日（Sherine尚羚、Ted Lo） 2021年12月19日（per se、洪嘉豪、Kiri T） 2022年1月13日（艾粒、MusicalKidz）                                                 | per se 洪嘉豪 Kiri T Sherine尚羚                                                                                              | Medley：擁抱負能量（由Chill Club Band重新編曲） | Medley（第一部分） - 黑擇明 - 洪嘉豪、駱振偉 - Children Song - Kiri T、洪嘉豪 - 10,000ft. - per se、Kiri T - 風的形狀 - per se 第4周 Chill Club 推介榜 冠軍歌 - 組合 - 艾粒（Chorus：MusicalKidz） | 新歌推介 - 及時行樂 - 洪嘉豪 - Can't Help Falling In Love - Sherine尚羚（Piano：Ted Lo） Medley（第二部分） - Temporary - Kiri T - 杜松樹之鳥／純孩兒 - per se |
| 117# （5）  | 2022年1月30日2021年11月9日（FIESTER） 2021年12月15日（林家謙） 2021年12月20日（黃妍） 2021年12月21日（Gareth.T、Teddy Fan） 2022年1月13日（艾粒、MusicalKidz、吳林峰、謝芊彤） | 艾粒 吳林峰 謝芊彤 黃妍 林家謙 FIESTER                                                                                        | Medley：艾粒的作品（由Chill Club Band重新編曲） | Medley（第一部分） - 扮哂巨星 - 艾粒 - 中居與正廣 - 雷有輝、鄧建明 - 柚子 - 艾粒、吳林峰 - 我我我我我有胸部 - 艾粒 新歌推介（第一部份） - 在空中的這一秒 - 林家謙 第5周 Chill Club 推介榜 冠軍歌 - 勁浪漫 超溫馨 - Gareth.T（Guitar：Teddy Fan）                                                                      | 新歌推介（第二部分） - 兩個月亮 - 黃妍 - 形意標籤 - FIESTER 新歌推介（第三部份） - 我也難過的 - 吳林峰、謝芊彤 Medley（第二部份） - Goodbye - 吳林峰 - 奇妙事不斷有 - 艾粒（Chorus：MusicalKidz） |
| 118# （6）  | 2022年2月6日2021年12月15日（Nowhere Boys） 2021年12月21日（Tyson Yoshi、Teddy Fan） 2022年1月18日（陳蕾、Jace陳凱詠、Mike Orange）                                             | 陳蕾 Jace陳凱詠 Nowhere Boys Mike Orange                                                                                      | Medley：Girl Crush（第一部分由Mike Orange重新編曲／第二部分由Chill Club Band重新編曲） | Medley（第二部分） - 臭男人 - Jace陳凱詠 - 隨身聽 - 陳蕾 - 生我的命 - Jace陳凱詠、陳蕾 新歌推介（第一部分） - 我在 - Nowhere Boys 第6周 Chill Club 推介榜 冠軍歌 - That Guy - Tyson Yoshi（Guitar：Teddy Fan） | 新歌推介（第二部分） - 收聲多謝 - Jace陳凱詠 - 沙門 - 陳蕾 Medley（第二部分） - 星空下的戀人 - Jace陳凱詠 - 潮爆 - 陳蕾 - 螢火蟲 - Jace陳凱詠、陳蕾 |
| 119# （7）  | 2022年2月13日2022年1月24日（The Hertz、Serrini、馮允謙） 2022年1月25日（Gin Lee李幸倪）                                                                                        | The Hertz Serrini 馮允謙 | Medley I：Sexy Men（由The Hertz重新編曲）Medley II：The Hertz、Serrini、馮允謙的作品 | Medley I - 山旮旯 - The Hertz、馮允謙 - At My Worst - Serrini、馮允謙 - 裙下之臣 - The Hertz、Serrini - Leave The Door Open - The Hertz、Serrini、馮允謙 新歌推介（第一部分） - Now Here, Man! - The Hertz 第7周 Chill Club 推介榜 冠軍歌 - IDK - Gin Lee李幸倪                                                       | 新歌推介（第二部分） - 樹 - Serrini - 生不逢時 - 馮允謙 Medley II - 妖 - The Hertz Feat. Serrini - 長期浪漫 - Serrini - 因愛之罪名 - 馮允謙 |
| 120# （8）  | 2022年2月20日2021年12月19日（Yusobeit） 2022年1月18日（布志綸） 2022年1月25日（C AllStar）                                                                                     | C AllStar Yusobeit | Medley：對C AllStar別有深意的作品（由賴映彤重新編曲）《人類世》小型專輯發布會 | Medley - 混沌 - DJ King（Chorus：C AllStar） - 禁區 - SoulJase（Chorus：C AllStar） - 以青春之名 - 陳健安（Chorus：C AllStar） - 28天 - 梁釗峰（Chorus：C AllStar） 新歌推介 - #CELEBRATION - Yusobeit 第8周 Chill Club 推介榜 冠軍歌 - 想再和你看煙花 - 布志綸                                                       | 專輯演唱（第一部分） - 給人類的一份宣言／北極熊的遺言 - C AllStar 專輯演唱（第二部分） - 沒明日的恐懼／相濡以沫／時輪／共同望銀河那時 - C AllStar |
| 121# （9）  | 2022年2月27日2022年1月13日（ToNick） 2022年1月27日（JUDE曾若華、Dear Jane、Mike曾比特、Young Hysan）                                                                           | JUDE曾若華 Dear Jane Mike曾比特 Young Hysan                                                                                   | Medley：Rock爆Medley（由Dear Jane重新編曲） | Medley（第一部分） - 哪裡只得我共你 - JUDE曾若華、Dear Jane、Mike曾比特 - 人間失格 - JUDE曾若華、Dear Jane - 我不是邱比特 - Dear Jane、Mike曾比特 - 友情歲月 - JUDE曾若華、Dear Jane、Mike曾比特 新歌推介（第一部分） - 地球空心論 - Dear Jane Feat. Young Hysan 第9周 Chill Club 推介榜 冠軍歌 - 再見止痛藥 - ToNick | 新歌推介（第二部分） - 傻瓜機 - JUDE曾若華 - 新年快樂 - Mike曾比特 Medley（第二部分） - Slow Dancing in a Burning Room - JUDE曾若華 - 特倫斯夢遊仙境 - Mike曾比特 - 人類不宜飛行 - Dear Jane |
| 122# （10） | 2022年3月6日2021年12月21日（雷有輝） 2022年1月25日（Charming Way、Ashi、郭嘉駿） 2022年2月8日（Eric Kwok郭偉亮、Mike曾比特、強尼） 2022年2月17日（衞蘭）                       | Eric Kwok Mike曾比特 強尼 郭嘉駿 雷有輝 Charming Way Ashi                                                                     | Medley：Eric作品集（由Eric Kwok重新編曲） | Medley（第一部分） - Iron Man／無限／Ripboy／大大公司 - Eric Kwok、Mike曾比特、強尼 新歌推介（第一部分） - 再次 Puppy Love - 193郭嘉駿 第10周 Chill Club 推介榜 冠軍歌 - Little Miss Janice - 衛蘭 | 新歌推介（第二部分） - Blue Moon Day - Charming Way Feat. Ashi - 女同學 - 雷有輝 新歌推介（第三部分） - 等埋你 - Eric Kwok Medley（第二部分） - 我不如／1984 - Eric Kwok、強尼 |
| 123# （11） | 2022年3月13日2022年1月13日（泳兒） 2022年2月18日（黃妍） 2022年2月22日（Zeno顧定軒、Serrini） 2022年3月11日（小肥、陳慧敏）                                                    | 小肥 陳慧敏 泳兒 黃妍 Zeno顧定軒                                                                                              | Medley I：11首澳門歌手的作品（由Chill Club Band及陳慧敏重新編曲）Medley II：小肥及陳慧敏的作品 | Medley I - Lonely Christmas／說不出的／Marjoice／航道／青春快門／愛空間／你著幾號鞋／豁達人／蒙太奇／水巷／失魂 - 小肥、陳慧敏 新歌推介（第一部分） - 葉落冰川 - 泳兒 第11周 Chill Club 推介榜 冠軍歌 - 樹 - Serrini                                                                                                  | 新歌推介（第二部分） - Little People - 黃妍 - 尼斯 - Zeno顧定軒 Medley II - 始終 - 陳慧敏 - 過仃伶洋 - 小肥 - 天高海深 - 小肥、陳慧敏 |
| 124# （12） | 2022年3月20日2022年1月25日（Fatboy） 2022年2月22日（許廷鏗、ERROR） 2022年3月11日（張蔓莎） 2022年3月13日（ERROR）                                                             | ERROR 張蔓莎 許廷鏗 | Medley：四人四色魅力（由ERROR重新編曲） | Medley（第一部分） - 無賴 - 何啟華 - 森林 - 吳保錡 - 死性不改 - ERROR 新歌推介（第一部分） - 剎那的 - 張蔓莎 第12周 Chill Club 推介榜 冠軍歌 - Dear Mama - 梁業 | 新歌推介（第二部分） - 愛情值日生 - ERROR - 沒有人可以為你的幸福負責 - 許廷鏗 Medley（第二部分） - 3/8 - 郭嘉駿 - 七友／開始戀愛 - ERROR |
| 125# （13） | 2022年3月27日2022年2月18日（陳柏宇、黃妍、Mischa葉巧琳、林奕匡、布志綸、Manson張進翹） 2022年2月22日（Anson Lo盧瀚霆） 2022年3月11日（Elly艾妮）                               | Sony Music旗下： 陳柏宇 林奕匡 布志綸 Mischa葉巧琳 黃妍 大國文化旗下： Anson Lo盧瀚霆 Frenzi Music旗下： Manson張進翹Elly艾妮 | 「Chill Club 推介榜年度推介21/22」入圍歌曲拉票 | 入圍歌曲（第一部分） - 悔過書／純白 - 陳柏宇 - 輕盈 - 黃妍 入圍歌曲（第二部分） - 想再和你看煙花 - 布志綸 - 沉思者／關於愛的碎念 - 林奕匡 | 入圍歌曲（第三部分） - Megahit - Anson Lo盧瀚霆 - 心獸（怪物Version） - Mischa葉巧琳、Manson張進翹 新歌推介 - 情緒勒索 - Elly艾妮 第13周 Chill Club 推介榜 冠軍歌 - 難道我還未夠難 - Mischa葉巧琳 |
| 126# （14） | 2022年4月3日2022年2月22日（許廷鏗、Serrini、ToNick、MC $oHo & KidNey、Tyson Yoshi、Teddy Fan） 2022年3月11日（曾樂彤） 2022年3月13日（譚杏藍、Judas羅凱鈴）                    | 獨立歌手： 許廷鏗 ToNick MC $oHo & KidNey Serrini Tyson Yoshi曾樂彤 譚杏藍 Judas羅凱鈴                                        | 「Chill Club 推介榜年度推介21/22」入圍歌曲拉票 | 入圍歌曲（第一部分） - 佛系人生 - 許廷鏗 - 再見止痛藥 - ToNick 入圍歌曲（第二部分） - That Guy - Tyson Yoshi（Guitar：Teddy Fan） - 我在流浮山滴眼水.jpg - Serrini | 入圍歌曲（第三部分） - 係咁先啦 - MC $oHo & KidNey 新歌推介（第一部分） - 樹目 - 譚杏藍 - 且行且珍惜 - Judas羅凱鈴 第14周 Chill Club 推介榜 冠軍歌 - 留一天與你喘息 - Ian陳卓賢（MV） 新歌推介（第二部分） - 一決高下 - 曾樂彤 |
| 127# （15） | 2022年4月10日2022年2月17日（陳蕾、Dear Jane、Gareth.T、衛蘭、衛詩、MC張天賦、泳兒、Teddy Fan） 2022年3月11日（雷有輝） 2022年3月13日（泳兒）                                   | 華納唱片旗下： 陳蕾 Dear Jane Gareth.T 衛蘭 衛詩 MC張天賦 英皇娛樂旗下： 泳兒雷有輝                                           | 「Chill Club 推介榜年度推介21/22」入圍歌曲拉票 | 入圍歌曲（第一部分） - 我想和你好好的 - 陳蕾 - 聖馬力諾之心 - Dear Jane 入圍歌曲（第二部分） - 面對後悔的各種方法 - 衛詩 - 記憶棉 - MC張天賦 - It's OK To Be Sad - 衛蘭 | 入圍歌曲（第三部分） - 勁浪漫超溫馨 - Gareth.T（Guitar：Teddy Fan） - 荊棘海 - 泳兒 新歌推介 - 平行空間 - 雷有輝 第15周 Chill Club 推介榜 冠軍歌 - 葉落冰川 - 泳兒 |
| 128# （16） | 2022年4月17日2022年2月12日（鄭欣宜、馮允謙、C AllStar、艾粒、Gin Lee李幸倪、Jace陳凱詠、Mike曾比特） 2022年3月13日（周國賢）                                                   | 寰亞唱片旗下： 鄭欣宜 馮允謙 C AllStar 艾粒 環球唱片旗下： Gin Lee李幸倪 Jace陳凱詠 Mike曾比特                                | 「Chill Club 推介榜年度推介21/22」入圍歌曲拉票 | 入圍歌曲（第一部分） - IDK - Gin Lee李幸倪 - 先哭為敬 - 鄭欣宜 - I Wish - Jace陳凱詠 入圍歌曲（第二部分） - 留下來的人 - C AllStar - 組合 - 艾粒 | 入圍歌曲（第三部分） - 思念即地獄 - 馮允謙 - 我不如 - Mike曾比特 新歌推介 - 報復式浪漫 - 馮允謙 第16周 Chill Club 推介榜 冠軍歌 - 身後身 - 周國賢 |
| －          | 2022年4月24日2022年1月27日（陳柏宇） | － | Chill Club 推介榜 II | 第17周 Chill Club 推介榜 冠軍歌 - 有我 - 陳柏宇 | 第17周 Chill Club 推介榜 冠軍歌 - 有我 - 陳柏宇 |
| 129# （17） | 2022年5月1日2021年10月8日（Kendy Suen） 2022年3月11日（陳慧敏） 2022年4月18日（林峯、Mansonvibes）                                                                             | 林峯 Mansonvibes Kendy Suen 陳慧敏                                                                                            | Medley：林峯的作品（由Chill Club Band重新編曲） | Medley（第一部分） - 如果時間來到／記得忘記 - 林峯 - 換個方式愛你 - 林峯、駱振偉 Medley（第二部分） - 馴獸師之王 - 鄧建明 第18周 Chill Club 推介榜 冠軍歌 - 某種老朋友 - 林家謙（MV） | 新歌推介 - QUEST?ONS - Mansonvibes - 日月無常 - Kendy Suen - 泰姬 - 陳慧敏 Medley（第三部分） - 旁觀者悲 - 林峯、駱振偉 - 唱情歌的人／忘記傷害 - 林峯 |
| 130# （18） | 2022年5月8日2022年3月11日（岑寧兒） 2022年4月16日（鄭欣宜、黃淑蔓、Cloud雲浩影） 2022年4月20日（麗英）                                                                         | 鄭欣宜* 黃淑蔓 Cloud雲浩影 麗英                                                                                               | 《Between Us》紅館演唱會預演 | 預演歌曲（第一部分） - But I'm Not Lonely - 鄭欣宜 - 女神 - 黃淑蔓、Cloud雲浩影 - 罰你 - 鄭欣宜、黃淑蔓、Cloud雲浩影 新歌推介（第一部分） - 願望之翼 - Cloud雲浩影 - 豐乳肥臀 - 鄭欣宜 | 新歌推介（第二部分） - 東京一轉 - 麗英 第19周 Chill Club 推介榜 冠軍歌 - 無常家 - 岑寧兒 預演歌曲（第二部分） - 先哭為敬 - 黃淑蔓 - 無表面傷痕／最難行的路 - 鄭欣宜 |
| 131# （19） | 2022年5月15日2022年4月18日（區子琳） 2022年4月20日（馮允謙） 2022年4月21日（COLLAR）                                                                                           | COLLAR 區子琳 | Medley I：COLLAR的作品Medley II：知名組合的歌曲（由Chill Club Band重新編曲） | Medley I - Call My Name!／Gotta Go!／Never-never Land - COLLAR Medley II（第一部分） - 壞與更壞 - Marf、Sumling、Ivy、Gao - 在月台上等你 - Winka、SoChing、Candy、Day | 新歌推介 - 瘟疫在愛蔓延時 - 區子琳 第20周 Chill Club 推介榜 冠軍歌 - 報復式浪漫 - 馮允謙 Medley II（第二部分） - 心急人上／始終一天／差一點我們會飛 - COLLAR |
| 132# （20） | 2022年5月22日2022年4月18日（林峯） 2022年4月20日（石山街、P1X3L、One Promise）                                                                                                 | 石山街 P1X3L One Promise | Medley：香港組合的歌曲 | Medley（第一部分） - 十個救火的少年 - 石山街 - 失魂 - One Promise - 如果我是陳奕迅 - P1X3L - 愛是最大權利 - 石山街、One Promise、P1X3L 新歌推介（第一部分） - I'll Be Fine - One Promise - 先知 - 石山街 | 新歌推介（第二部分） - This Is How We Roll - P1X3L 第21周 Chill Club 推介榜 冠軍歌 - 幼稚未完 - 林峯 Medley（第二部分） - 士多啤梨蘋果橙 - 石山街 - Elevator - One Promise - 天梯 - P1X3L |
| 133# （21） | 2022年5月29日2022年4月18日（陳明憙） 2022年4月20日（Dark黃明德） 2022年5月11日（許廷鏗、陳慧敏）                                                                               | 許廷鏗 陳慧敏 陳明憙 Dark黃明德                                                                                               | Medley：2021年的心水歌曲（由黃丹儀重新編曲）《2021》小型專輯發布會 | Medley - 風的形狀／多喝水／佛系人生／勁浪漫 超溫馨 - 許廷鏗 新歌推介 - 多謝恐懼 - 陳明憙 - 留班同學 - Dark黃明德 | 專輯演唱（第一部分） - 走失了別回頭看（修羅場 Demo Version） - 許廷鏗、陳慧敏 第22周 Chill Club 推介榜 冠軍歌 - 沒有人可以為你的幸福負責 - 許廷鏗 專輯演唱（第二部分） - 有今生沒來世／煽風點火／都是別人的 - 許廷鏗 |
| 134# （22） | 2022年6月5日2022年5月12日（布志綸） 2022年5月21日（per se、WHIZZ） 2022年5月28日（吳保錡）                                                                                     | per se WHIZZ 吳保錡 布志綸 | Medley I：關於「海」的Medley（由per se及WHIZZ重新編曲） Medley II：per se及WHIZZ的作品 | Medley I - 荊棘海 - per se - 阿波羅 - WHIZZ - 無窮／Summer Sea - per se、WHIZZ 新歌推介（第一部分） - 竊竊詩 - per se 第23周 Chill Club 推介榜 冠軍歌 - 作品的說話 - 姜濤（MV） | 新歌推介（第二部分） - 飛鳥俠 - 布志綸 - 猥瑣 - 吳保錡 Medley II - 二話都說 - WHIZZ - 親愛的幽靈 - per se - Sorrowful - per se、WHIZZ |
| 135# （23） | 2022年6月12日2022年5月11日（Kerryta） 2022年5月24日（陳蕾） 2022年5月26日（吳浩康、Yusobeit、DEZ余宗遙）                                                                       | 吳浩康* Yusobeit DEZ余宗遙 Kerryta                                                                                            | Medley：吳浩康及Yusobeit的作品（由Yusobeit重新編曲） | Medley（第一部分） - 擇日失戀／怪物育成計劃 - 吳浩康、Yusobeit 新歌推介（第一部分） - 綠洲 - DEZ余宗遙 第24周 Chill Club 推介榜 冠軍歌 - 世界與你無關 - 陳蕾 | 新歌推介（第二部分） - 見字醫病 - 吳浩康 - 56kbps - Yusobeit - #RBF - Kerryta Medley（第二部分） - 秋分 - Yusobeit - 兒戲 - 吳浩康 - 相擁萬歲 - 吳浩康、Yusobeit |
| 136# （24） | 2022年6月19日2022年5月11日（關心妍） 2022年5月12日（Moon Tang、雷同二友） 2022年5月26日（AGA江海迦）                                                                           | Moon Tang 雷同二友 關心妍 | Medley：Moon Tang及雷同二友的作品 | Medley（第一部分） - 白雲會告訴我 - 雷同二友 - Get Lost - Moon Tang - 碌下碌下 - 雷同二友、Moon Tang 新歌推介（第一部分） - I Hate U - Moon Tang - 轉 - 雷同二友 | 新歌推介（第二部分） - 約 - 關心妍 第25周 Chill Club 推介榜 冠軍歌 - Tomorrow - AGA江海迦 Medley（第二部分） - Lately - Moon Tang - 八芭啦笨爸（魔法版）- 雷同二友 - Dear Moon - 雷同二友、Moon Tang |
| 137# （25） | 2022年6月26日2022年5月12日（陳柏宇、Novel Fergus） 2022年5月28日（MC張天賦、洪嘉豪、Kayan9896）                                                                                | MC張天賦 洪嘉豪 Kayan9896 陳柏宇 Novel Fergus                                                                                 | Medley：Sweet爆Medley | Medley（第一部分） - LOVELOST／金星女孩／Dancing In The Rain - MC張天賦、洪嘉豪 新歌推介（第一部分） - 活人鏢靶 - 洪嘉豪 第26周 Chill Club 推介榜 冠軍歌 - 小心地滑 - MC張天賦 | 新歌推介（第二部分） - Not Too Close／Be Around - Kayan9896 - 墜落 - 陳柏宇 Feat. Novel Fergus Medley（第二部分） - 講妳知 - MC張天賦 - 還你門匙 - 洪嘉豪 - 1234 - MC張天賦、洪嘉豪 |
| 138# （26） | 2022年7月3日2022年5月21日（WHIZZ） 2022年5月26日（Cousin Fung） 2022年6月20日（Jan Curious、Triple G、薛晉寧、Yuki Lovey） 2022年6月21日（P1X3L、Jace陳凱詠）                  | Jan Curious Triple G WHIZZ Cousin Fung 薛晉寧 Yuki Lovey                                                                      | Medley：關於「早晨」的Medley | Medley（第一部分） - 一轉身卻天亮了 - Jan Curious - 今天只做一件事 - Tirple G - Morning - Triple G、Jan Curious 新歌推介（第一部分） - GIGGLE - Triple G、Jan Curious 第27周 Chill Club 推介榜 冠軍歌 - This Is How We Roll - P1X3L（吳啟洋、歐鎮灝） Feat. Jace陳凱詠                                                | 新歌推介（第二部分） - 踏遍星塵來治癒（Tears Remix） - Cousin Fung - 不可救藥的... - WHIZZ - 戀人 - 薛晉寧、Yuki Lovey Medley（第二部分） - 逐個逐個 - Jan Curious - 棉花糖 - Tirple G - 早晨／白日夢一場 - Jan Curious、Triple G |
| 139# （27） | 2022年7月10日2022年6月23日（張敬軒、洪助昇、黎展峯） 2022年6月24日（吳保錡）                                                                                                   | 張敬軒 洪助昇 黎展峯 | Medley：張敬軒未有在演唱會唱出的作品 | Medley（第一部分） - 過客別墅／隔夜茶／無能為力 - 張敬軒 第28周 Chill Club 推介榜 冠軍歌 - 猥瑣 - 吳保錡 | 新歌推介 - 憑實力單身 - 洪助昇、張敬軒 - 跳 - 黎展峯 Medley（第二部分） - 靈魂相認／明明他已離開妳／風起了 - 張敬軒 |
| 140# （28） | 2022年7月17日2022年5月21日（小塵埃） 2022年6月23日（張敬軒） 2022年6月24日（iii、林欣彤、陳健安、趙祥誠）                                                                      | iii 林欣彤 陳健安 Ben Chiu 小塵埃                                                                                             | Medley I：平行時空（由iii、林欣彤、陳健安重新編曲）Medley II：iii、林欣彤及陳健安的作品 | Medley I - 時光邊緣的人 - iii、陳健安 - 結 - 陳健安、林欣彤 - 迷失藝術 - iii、陳健安、林欣彤 新歌推介（第一部分） - Finish It Don't Quit - 小塵埃 - 粉身碎骨 - Ben Chiu | 新歌推介（第二部分） - 雷公 - iii、陳健安 第29周 Chill Club 推介榜 冠軍歌 - 賽勒斯的愛 - 張敬軒 Medley II - 飛 - 林欣彤 - 二人四足（Night Version） - iii - 在錯誤的宇宙尋找愛 - 陳健安 |
| 141# （29） | 2022年7月24日2022年5月26日（黃妍） 2022年6月25日（黃妍、Pandora樂隊、Yellow! 野佬、麗英） 2022年7月11日（Pandora樂隊、布志綸）                                                 | 黃妍 Pandora樂隊 Yellow! 野佬 麗英                                                                                            | Medley I：充滿律動的歌曲（由Pandora樂隊重新編曲）Medley II：黃妍及Pandora樂隊的作品 | Medley I - 消失的人 - 黃妍 - 早班火車／囂張 - 黃妍、Pandora樂隊 新歌推介（第一部分） - 世界以痛吻我而我歌唱（Acoustic Version） - 黃妍 - 聖人模式 - Pandora樂隊 | 新歌推介（第二部分） - 有誰露營 - Yellow! 野佬 Feat. 麗英 第30周 Chill Club 推介榜 冠軍歌 - 飛鳥俠 - 布志綸 Medley II - 牆身有裂 - 黃妍 - 靈魂吶喊 - Pandora樂隊 - 風月 - 黃妍、Pandora樂隊 |
| 142# （30） | 2022年7月31日2022年6月21日（Young Hysan、衛詩、Luna Is A Bep、 OJ Reambillo） 2022年7月14日（林欣彤）                                                                          | Young Hysan 衛詩 Luna Is A Bep OJ Reambillo                                                                                   | Medley：Be Ture | Medley（第一部分） - 懸崖有路 - 衛詩 - Overthinking - Luna Is A Bep - 追 - Young Hysan、衛詩、Luna Is A Bep（由黃丹儀及Chill Club Band重新編曲） 新歌推介（第一部分） - 自動修正 - 衛詩 - Favorite Drug - Young Hysan                                                                                                 | 新歌推介（第二部分） - 嗰一晚 - Luna Is A Bep Feat. OJ Reambillo 第31周 Chill Club 推介榜 冠軍歌 - 飛 - 林欣彤 Medley（第二部分） - Funny Jealousy - 衛詩、Luna Is A Bep - Ghost - Young Hysan、衛詩 - About Damn Time - Young Hysan、衛詩、Luna Is A Bep                                                                                          |
| 143# （31） | 2022年8月7日2022年6月24日（張蔓姿） 2022年7月11日（岑寧兒、Jerald） 2022年7月26日（泳兒）                                                                                      | 岑寧兒 Jerald 張蔓姿 | Medley：Jerald作品集 | Medley（第一部分） - 搞出嘢／人車誌／山歌／戒口 - 岑寧兒、Jerald 新歌推介（第一部分） - Happy Me - Jerald - 這 - 岑寧兒（Chorus：Jerald） | 新歌推介（第二部分） - PANDA - 張蔓姿 第32周 Chill Club 推介榜 冠軍歌 - 早上37.2度 - 泳兒 Medley（第二部分） - DW（原地轉 Demo Verison） - 岑寧兒 - 炸彈人／開始到最後 - 岑寧兒、Jerald |
| 144# （32） | 2022年8月14日2022年7月11日（CY陳宗澤） 2022年7月25日（鄭欣宜） 2022年7月26日（泳兒、ToNick）                                                                                   | 泳兒 ToNick CY陳宗澤 | Medley：及時行樂（第一部分由ToNick重新編曲） | Medley（第一部分） - What A Sunny Day／我的回憶不是我的／明天的事明天做 - 泳兒、ToNick 新歌推介（第一部分） - 量子糾纏 - ToNick - 18部半 - 泳兒 | 新歌推介（第二部分） - 神經刀 - CY陳宗澤 第33周 Chill Club 推介榜 冠軍歌 - 我地 - 鄭欣宜 Medley（第二部分） - Like I'm Gonna Lose You - 泳兒 - 玩物喪偶 - ToNick - 心呼吸 - 泳兒、ToNick |
| 145# （33） | 2022年8月21日2022年7月14日（Chor鍾楚翹、CHANKA陳嘉、Claudia Koh許東晴） 2022年7月28日（吳林峰）                                                                                | Chor鍾楚翹 CHANKA陳嘉 Claudia Koh許東晴                                                                                       | Medley：成長（第一部分由Chor鍾楚翹、CHANKA陳嘉、Claudia Koh許東晴及Chill Club Band重新編曲） | Medley（第一部分） - 艾爾絲懷疑仙境 - CHANKA陳嘉 - Neverland - Chor鍾楚翹 - 漂流瓶 - Claudia Koh許東晴 - 無恙 - Chor鍾楚翹、CHANKA陳嘉、Claudia Koh許東晴 新歌推介（第一部分） - 渡澗 - Chor鍾楚翹 - 星光一眼可尋 - Claudia Koh許東晴                                                                                 | 新歌推介（第二部分） - ‧‧－（U） - CHANKA陳嘉 第34周 Chill Club 推介榜 冠軍歌 - 土撥鼠之日 - 吳林峰 Medley（第二部分） - 不求月老 - Chor鍾楚翹、Claudia Koh許東晴 - Irrational - CHANKA陳嘉、Claudia Koh許東晴 - Never-Never Land - Chor鍾楚翹、CHANKA陳嘉、Claudia Koh許東晴                                                                      |
| 146# （34） | 2022年8月28日2022年6月21日（Phoebus吳啟洋） 2022年7月25日（梁釗峰、SENZA A Cappella） 2022年8月11日（黃妍）                                                                    | 梁釗峰 SENZA A Cappella Phoebus吳啟洋                                                                                         | Jazz Medley（由SENZA A Cappella及Chill Club Band重新編曲／Peace Lo和音編寫）Medley：梁釗峰及SENZA A Cappella的作品回憶 Medley（由SENZA A Cappella及Chill Club Band重新編曲／Peace Lo及Miri Leung和音編寫） | Jazz Medley - 終於好天氣／十二個音／低半度／Allegro, Opus 3.3 a.m.／閃亮的青春 - 梁釗峰、SENZA A Cappella 新歌推介（第一部分） - 火燒心 - 梁釗峰 - 留聲 - SENZA A Cappella | 新歌推介（第二部分） - 漸漸地 - Phoebus吳啟洋 第35周 Chill Club 推介榜 冠軍歌 - 世界以痛吻我而我歌唱 - 黃妍 Medley - 佚名 - 梁釗峰 - 捉賊記 - SENZA A Cappella 回憶 Medley - 青春常駐／夏令時間／1984／七百年後／時日如飛 - 梁釗峰、SENZA A Cappella                                                                                               |
| 147# （35） | 2022年9月4日2022年6月24日（陳健安、崔展鴻） 2022年8月22日（草蜢、Gareth.T、鄭欣宜、艾粒） 2022年8月23日（per se）                                                              | 草蜢 Gareth.T 鄭欣宜 陳健安 艾粒 崔展鴻                                                                                       | Medley：草蜢的作品 | Medley（第一部分） - 好戲在後頭／忘情森巴舞／我們 - 草蜢 Medley（第二部分） - 怎麼天生不是女人 - 草蜢、鄭欣宜 - 一加一加一的愛 - 草蜢、Gareth.T | 新歌推介（第一部分） - 創作者的派對 - 陳健安（Guitar：崔展鴻） 第36周 Chill Club 推介榜 冠軍歌 - 閃念 - per se 新歌推介（第二部分） - Glitterfalls - 鄭欣宜 - 邊個話你醜? - 艾粒 Medley（第三部分） - 暫停開始過 - 草蜢 |
| 148# （36） | 2022年9月11日2022年7月26日（蘇麗珊） 2022年7月28日（鍾達茵） 2022年8月11日（側田、DEZ余宗遙、石山街）                                                                          | 側田 DEZ余宗遙 石山街 蘇麗珊 鍾達茵                                                                                           | Medley：側田的作品 | Medley（第一部分） - 決戰二世祖 - Joey Tang、雷有輝（由Joey Tang重新編曲） - 咖啡因萬歲／情永落／情歌 - 側田（由Joey Tang及Chill Club Band重新編曲） Medley（第二部分） - B.O.K. - 側田、石山街（由石山街重新編曲） - 三十日 - 側田、DEZ余宗遙                                                                        | 新歌推介 - 不是男孩 - 蘇麗珊 - 未來見 - 鍾達茵、駱振偉 Medley（第三部分） - 命硬 - 駱振偉 第37周 Chill Club 推介榜 冠軍歌 - 老伙記 - 側田、Joey Tang、雷有輝 |
| 149# （37） | 2022年9月18日2022年6月23日（洪助昇） 2022年7月28日（The Hertz、吳林峰） | The Hertz 吳林峰 洪助昇 | Medley I：關於「等車時」的歌曲（由The Hertz及吳林峰重新編曲）Medley II：The Hertz及吳林峰的作品 | Medley I（第一部分） - 巴士光年／送院途中／極速／末日快車 - The Hertz、吳林峰 新歌推介（第一部分） - So Deep! - The Hertz Medley I（第二部分） - 寫妳太難 - Joey Tang、吳林峰 | 新歌推介（第二部分） - 憑實力單身 - 洪助昇 第38周 Chill Club 推介榜 冠軍歌 - OFF/ON - COLLAR（MV） Medley II - 下一束光 - 吳林峰 - 千世書 - The Hertz - 組合 - The Hertz、吳林峰 |
| 150# （38） | 2022年9月25日2022年8月18日（Gin Lee李幸倪、SoulJase、陳葦璇、Timothy Sun） 2022年8月22日（馮允謙）                                                                             | Gin Lee李幸倪 SoulJase 陳葦璇 Timothy Sun                                                                                     | Jazz Medley（由Chill Club Band重新編曲）Medley：Gin Lee李幸倪及SoulJase的作品 | Jazz Medley - Bounce Back - Gin Lee李幸倪（Saxophone：Timothy Sun、Chrous：SoulJase） - 雙雙 - SoulJase（Saxophone：Timothy Sun） - Best Part - Gin Lee李幸倪、SoulJase（Saxophone：Timothy Sun） 新歌推介（第一部分） - 虛榮 - Gin Lee李幸倪 - 日月如梭 - SoulJase                                                   | 新歌推介（第二部分） - 一個傻瓜一個啞 - 陳葦璇 第39周 Chill Club 推介榜 冠軍歌 - 給缺席的人唱首歌 - 馮允謙 Medley - 剛好 - Gin Lee李幸倪 - 騷動 - SoulJase（由段深瀚重新編曲） - A Hundred Times - Gin Lee李幸倪、SoulJase |
| 151# （39） | 2022年10月2日2022年8月11日（洪嘉豪） 2022年8月23日（小肥、神奇膠、J.Arie雷深如）                                                                                               | 小肥 神奇膠 J.Arie雷深如 | Medley：如果可以重返過去 | Medley（第一部分） - 時光機／大個／放心吧，爸媽不在家 - 小肥、神奇膠、J.Arie雷深如 新歌推介 - 長相厮守 - 小肥 - 誰人發明IT狗 - 小肥、神奇膠 | Medley（第二部分） - 豐乳肥臀 - J.Arie雷深如 第40周 Chill Club 推介榜 冠軍歌 - 污糟兒 - 洪嘉豪 Medley（第三部分） - 逼得寵物太緊 - 小肥、J.Arie雷深如 - 好心好報 - 日新＠神奇膠、J.Arie雷深如 - 我的快樂時代 - 小肥、日新＠神奇膠、J.Arie雷深如 |
| 152# （40） | 2022年10月9日2022年8月23日（陳健安） 2022年9月3日（陳曉東、張蔓莎、Kayan9896、Chris陳杰）                                                                                      | 陳曉東 張蔓莎 Kayan9896 Chris陳杰                                                                                             | Medley：陳曉東的作品 | Medley（第一部分） - 一萬年／水瓶座 - 陳曉東 - 劃火柴 - 陳曉東、張蔓莎、Kayan9896 新歌推介（第一部分） - 未算壞 - 張蔓莎 - Hell No - Kayan9896 | 新歌推介（第二部分） - 說不出的對不起 - Chris陳杰 第41周 Chill Club 推介榜 冠軍歌 - 創作者的派對 - 陳健安 新歌推介（第三部分） - 這種年紀 - 陳曉東 Medley（第二部分） - 兩男一女 - 陳曉東、張蔓莎、駱振偉 - 三個字 - 陳曉東 |
| 153# （41） | 2022年10月16日2022年8月11日（DEZ余宗遙） 2022年8月24日（謝安琪、Cousin Fung） 2022年9月3日（RubberBand）                                                                       | 謝安琪 Cousin Fung DEZ余宗遙                                                                                                  | Medley：Cousin Fung有份參與作曲的作品 | Medley（第一部分） - 拾回／祝英台／十七度 - 謝安琪、Cousin Fung 新歌推介（第一部分） - 憶年 - 謝安琪、Cousin Fung - 心靈的進行曲（Cold River／靜默曲／心靈的進行曲） - Cousin Fung | 新歌推介（第二部分） - 平行線上 - DEZ余宗遙 第42周 Chill Club 推介榜 冠軍歌 - 這刻我們 - RubberBand（Guitar：Jason Kui） Medley（第二部分） - 感情這回事 - 謝安琪 - 約定／咖啡因萬歲 - 謝安琪、Cousin Fung |
| 154# （42） | 2022年10月23日2022年8月4日（SOPHY王嘉儀、Mischa葉巧琳） 2022年9月2日（湯駿業） 2022年10月18日（MC張天賦）                                                                      | SOPHY王嘉儀 Mischa葉巧琳 湯駿業                                                                                               | Medley：一個人的快樂 | Medley（第一部分） - 情誡／P.S I Love You／低等動物 - SOPHY王嘉儀、Mischa葉巧琳 新歌推介（第一部分） - 自然變態 - SOPHY王嘉儀 - 人間英靈 - Mischa葉巧琳 | 新歌推介（第二部分） - 不完滿結束 - 湯駿業 第43周 Chill Club 推介榜 冠軍歌 - 老派約會之必要 - MC 張天賦 Medley（第二部分） - 殘渣 - Mischa葉巧琳 - 故我（Go Back In Time） - SOPHY王嘉儀 - 玉蝴蝶 - SOPHY王嘉儀、Mischa葉巧琳 |
| 155# （43） | 2022年10月30日2022年8月11日（石山街） 2022年8月22日（艾粒） 2022年9月2日（Nowhere Boys、Cheronna吳嘉禧） 2022年10月12日（Tinque.C陳薔天） 2022年10月25日（per se）             | Nowhere Boys Cheronna吳嘉禧 per se 石山街 Tinque.C陳薔天                                                                      | Medley：Nowhere Boys及Cheronna吳嘉禧的作品 | Medley（第一部分） - 路人歷險記 - Nowhere Boys - 天外飛仙 - Nowhere Boys、Cheronna吳嘉禧 新歌推介（第一部分） - 在生 - per se - 而這麼多年以後 - Cheronna吳嘉禧 | 新歌推介（第二部分） - Happy Song - 石山街 第44周 Chill Club 推介榜 冠軍歌 - One Way - 艾粒 新歌推介（第三部分） - 奢侈的夢 - Tinque.C陳薔天 Medley（第二部分） - 你的你（Rock Version） - Cheronna吳嘉禧（由Chill Club Band重新編曲） - 夕陽武士 - Nowhere Boys、Cheronna吳嘉禧                                                                   |
| 156# （44） | 2022年11月6日2022年10月12日 | 陳蕾 鄧小巧 周錫漢 | Acoustic Medley：不同男歌手／陳蕾及鄧小巧的作品（第一部分由周錫漢重新編曲） | Acoustic Medley（第一部分） - 九 - 陳蕾（Guitar：周錫漢） - 迴光物語 - 鄧小巧（Guitar：周錫漢） - 二損一 - 陳蕾、鄧小巧（Guitar：周錫漢） Acoustic Medley（第二部分） - 大愛 - 陳蕾 - 兩種語言 - 鄧小巧 | 新歌推介 - 最壞時活多天 - 鄧小巧 第45周 Chill Club 推介榜 冠軍歌 - 下流社會 - 陳蕾 Acoustic Medley（第三部分） - 不藥而癒／記得／相信一切最好的安排 - 陳蕾、鄧小巧 |
| 157# （45） | 2022年11月13日2022年10月18日（許志安、Zpecial、One Promise、周殷廷、Jaime張天穎） 2022年11月2日（ToNick）                                                                      | 許志安 Zpecial One Promise 周殷廷 Jaime張天穎                                                                                 | Medley：Band Sound（第二部分由賴映彤重新編曲） | Medley（第一部分） - 流淚行勝利道／昨遲人／平凡人的自傳 - 許志安、One Promise Medley（第二部分） - 完全無關的事 - Zpecial - 讓愛／深夜告別練習 - 許志安、Zpecial 新歌推介（第一部分） - Not The One（Neither Of Us） - Zpecial                                                                                        | 新歌推介（第二部分） - 意外現場 - 周殷廷 - OK Sure - Jaime張天穎 第46周 Chill Club 推介榜 冠軍歌 - 量子糾纏 - ToNick 新歌推介（第三部分） - 人與人之間 - 許志安 |
| －          | 2022年11月20日2022年10月18日（Zpecial） 2022年10月25日（Lowa盧華） | Lowa盧華 | Chill Club 推介榜 III | 新歌推介 - 寶貝 - Lowa盧華 第47周 Chill Club 推介榜 冠軍歌 - 完全無關的事 - Zpecial | 新歌推介 - 寶貝 - Lowa盧華 第47周 Chill Club 推介榜 冠軍歌 - 完全無關的事 - Zpecial |
| －          | 2022年11月27日2022年11月14日（CY陳宗澤） | CY陳宗澤 | Chill Club 推介榜 IV | 新歌推介 - 滴滴金 - CY陳宗澤 第48周 Chill Club 推介榜 冠軍歌 - We All Are - MIRROR（MV） | 新歌推介 - 滴滴金 - CY陳宗澤 第48周 Chill Club 推介榜 冠軍歌 - We All Are - MIRROR（MV） |
| －          | 2022年12月4日2022年9月2日（Nowhere Boys） 2022年11月14日（鄭欣宜） | Nowhere Boys | Chill Club 推介榜 V | 新歌推介 - 地球候機室 - Nowhere Boys 第49周 Chill Club 推介榜 冠軍歌 - Gillterfalls Pt.2 - 鄭欣宜 | 新歌推介 - 地球候機室 - Nowhere Boys 第49周 Chill Club 推介榜 冠軍歌 - Gillterfalls Pt.2 - 鄭欣宜 |
| 158# （46） | 2022年12月11日2022年10月25日（陳柏宇、黃妍、Novel Fergus） 2022年11月2日（Dear Jane）                                                                                          | 陳柏宇 黃妍 Novel Fergus | Medley：陳柏宇的作品（第一部分由Chill Club Band重新編曲） | Medley（第一部分） - 你瞞我瞞／原諒我怕黑／車匙 - 陳柏宇 Medley（第二部分） - 本能寺／命盡頭 - 陳柏宇 | Medley（第三部分） - 霸氣情歌 - 陳柏宇 第50周 Chill Club 推介榜 冠軍歌 - 到底發生過什麼事 - Dear Jane 新歌推介 - 7月24日大道 - 黃妍 - 有天 - 陳柏宇 Medley（第四部分） - 墜落（Novel Fergus Remix） - 陳柏宇 Feat. Novel Fergus |
| 159# （47） | 2022年12月18日2022年10月18日（One Promise） 2022年10月26日（馮允謙、Cloud雲浩影、mansonvibes、ANSONBEAN）                                                                      | 馮允謙 Cloud雲浩影 mansonvibes ANSONBEAN                                                                                      | Medley：R&B | Medley（第一部分） - DWBF／Long D - 馮允謙（由Chill Club Band重新編曲） - Take A Breath - 馮允謙 新歌推介（第一部分） - It’s a sin. - mansonvibes - LOVE/PAIN／RISE - ANSONBEAN | 新歌推介（第二部分） - 密切接觸者 - Cloud雲浩影 第51周 Chill Club 推介榜 冠軍歌 - 願意等你（Rap Version） - One Promise Medley（第二部分） - 勁浪漫超溫馨 - 馮允謙（由Chill Club Band重新編曲） - Glimpse Of Us - 馮允謙 - 愛斯基摩人之吻 - 馮允謙、Joey Tang                                                                                      |
| 160# （48） | 2022年12月25日2022年11月2日（Kolor、ToNick、6號 @ RubberBand） 2022年11月15日（Gareth.T）                                                                                      | Kolor ToNick 6號@RubberBand*                                                                                                  | Medley：成班佬 唱咩好 | Medley（第一部分） - 海底隧道 - Kolor - 阿飛與阿基 - ToNick - 漫長 - ToNick、Kolor、6號 @ RubberBand Medley（第二部分） - 雲圖 - Kolor、6號 @ RubberBand 新歌推介（第一部分） - 無雙 - Kolor、ToNick | 新歌推介（第二部分） - 光合作用 - ToNick 第52周 Chill Club 推介榜 冠軍歌 - 笑住喊 - Gareth.T Medley（第三部分） - 一首歌 - ToNick、6號 @ RubberBand - 撐 - ToNick、Kolor - 了不起 - ToNick、Kolor、6號 @ RubberBand |

- 備註

1. ↑  組合成員之一葉振弘於錄影當日因病缺席。
2. ↑  該歌曲只於首播版中播放

### 第七季（第161－208集）
- 由2022年10月31日起拍攝的部份集數將設有現場觀眾（集數後有 # 者為該集不設現場觀眾）。
- 第163集開始部份集數之「新歌推介」環節將不設有主持作開場介紹，由嘉賓直接演繹歌曲。
- 第164集開始隨機由駱振偉、《Chill Club 推介》主持或該集的嘉賓主持獨自主持整集，特定集數由駱振偉及一眾《Chill Club 推介》主持共同主持整集。

| 集數        | 播映日期錄影日期 | 嘉賓 | 主題 | 主持／嘉賓表演歌曲 | 主持／嘉賓表演歌曲 |
| 集數        | 播映日期錄影日期 | 嘉賓 | 主題 | 第一／二節 | 第三／四節 |
| －          | 2023年1月2日2022年11月14日（Zeno顧定軒） 2022年12月12日（Serrini） | Zeno顧定軒 | Chill Club 推介榜 VI | 新歌推介 - 教我 - Zeno顧定軒 第1周 Chill Club 推介榜 冠軍歌 - 誅神的黃昏 - 王菀之、Serrini（MV） | 新歌推介 - 教我 - Zeno顧定軒 第1周 Chill Club 推介榜 冠軍歌 - 誅神的黃昏 - 王菀之、Serrini（MV） |
| 161 （1）   | 2023年1月8日2022年10月31日（MC張天賦、張蔓姿、包珺櫻、沈健榆、6號@RubberBand）                                                                                               | MC張天賦 張蔓姿 包珺櫻 沈健榆 6號@RubberBand* | 古風 Medley（第一部分由黃丹儀重新編曲） | 古風 Medley（第一部分） - 老派約會之必要 - MC張天賦（Guzheng：包珺櫻） - 十七歲 - 6號 @ RubberBand（Guzheng：包珺櫻、Chiba：沈健榆） - 搜神記 - MC張天賦、6號 @ RubberBand（Guzheng：包珺櫻、Chiba：沈健榆） 第2周 Chill Club 推介榜 冠軍歌 - 永順街39號 - Anson Lo盧瀚霆                                                                                      | 新歌推介 - 自救日常 - 張蔓姿 - 乾 - MC張天賦 古風 Medley（第二部分） - 月球下的人 - MC 張天賦 - 弱水三千 - MC張天賦、張蔓姿 - 某種老朋友 - MC張天賦、6號 @ RubberBand（Chiba：沈健榆）（由黃丹儀重新編曲） |
| 162 （2）   | 2023年1月15日2022年11月14日 | JNYBeatz Delta T DJ King 小胡@Yellow! 野佬* | EDM Medley | EDM Medley（第一部分） - 1001 - DJ King - No More Words to Say - JNYBeatz、Delta T（Remix：DJ King） - Creamy Boy - JNYBeatz、Delta T、DJ King（由Delta T重新編曲） - 唔紅有原因 - JNYBeatz、Delta T、DJ King、小胡@Yellow! 野佬（由Delta T重新編曲） 新歌推介 - 你是我捱過困境的勇氣 - JNYBeatz - I Don't Know Why - DJ King                                  | EDM Medley（第二部分） - 斷捨離 - Delta T 第3周 Chill Club 推介榜 冠軍歌 - 抗氧化組合 - Yellow! 野佬 EDM Medley（第三部分） - 進擊的生命／獲得一個生命 - DJ King、JNYBeatz（由DJ King及JNYBeatz重新編曲） - 都市~Lonely Night~ - Delta T、DJ King - Can't Stop - JNYBeatz、Delta T、DJ King、小胡@Yellow! 野佬                                                                    |
| 163 （3）   | 2023年1月22日2022年11月15日（FIESTER、衛蘭、小胡@Yellow! 野佬） 2022年12月12日（Ian陳卓賢） 2022年12月27日（193郭嘉駿）                                                      | 衛蘭 FIESTER 小胡@Yellow! 野佬* 193郭嘉駿 | RnB MedleyElectronicore Medley（由FIESTER重新編曲） | RnB Medley（第一部分） - It’s Ok To Be Sad - 衛蘭 Electronicore Medley - VARIOUS／穿花蝴蝶／留白 - 衛蘭、FIESTER 新歌推介（第一部分） - 我的視角 - 衞蘭 - 是時候 - FIESTER | 新歌推介（第二部分） - 越州公路193 - 193郭嘉駿 第4周 Chill Club 推介榜 冠軍歌 - 地球上的最後一朵花 - Ian陳卓賢 RnB Medley（第二部分） - 風靡／呼吸之間／帶走你的垃圾／在月台上等你 - 衛蘭、FIESTER |
| 164 （4）   | 2023年1月29日2022年11月14日（Zelos黃凱逸） 2022年12月27日（鄭欣宜、Jeremy李駿傑、麗英）                                                                                      | 鄭欣宜 Jeremy李駿傑 麗英* Zelos黃凱逸 | Medley：自我 | Medley（第一部分） - Glitterfalls Pt.2 - 鄭欣宜 - 九 - Jeremy李駿傑（由Andrew Cheung及Joey Tang重新編曲） - 你是你本身的傳奇 - 鄭欣宜、Jeremy李駿傑 新歌推介（第一部分） - 惡作劇完成 - 麗英 - 恐懼蠶食心靈 - 鄭欣宜 | 新歌推介（第二部分） - 吟鈴 - Zelos黃凱逸 第5周 Chill Club 推介榜 冠軍歌 - 阿波羅 - Jeremy李駿傑 Medley（第二部分） - 半 - 鄭欣宜 - 罰你 - Jeremy李駿傑 - 我地 - 鄭欣宜、Jeremy李駿傑、麗英 - IGNITED - 鄭欣宜、Jeremy李駿傑、麗英（由KB、Donald Pak及Chill Club Band重新編曲）                                                                                                   |
| 165 （5）   | 2023年2月5日2022年12月12日（Moon Tang、Gareth.T、Serrini、謝安琪） 2022年12月27日（泳兒）                                                                                    | Moon Tang Gareth.T Serrini* 泳兒 | Medley：Moon Tang、Gareth.T及Serrini的作品 | Medley（第一部分） - I Hate U - Moon Tang、Gareth.T、Serrini - 樹仔 - Serrini - 笑住喊 - Moon Tang、Gareth.T、Serrini 新歌推介（第一部分） - Bad Weather - Moon Tang Medley（第二部分） - Buzzcut - Gareth.T - 煙霧彌漫 - Gareth.T、Serrini | 新歌推介（第二部分） - Little Fires Everywhere - 泳兒 第6周 Chill Club 推介榜 冠軍歌 - 我的波利海妮婭 - 謝安琪 Medley（第三部分） - 純情 - Moon Tang、Serrini - Honest - Moon Tang、Gareth.T - ~旋轉with me*（雞蛋番茄版） - Moon Tang、Gareth.T、Serrini（由Gareth.T重新編曲）                                                                                                   |
| 166 （6）   | 2023年2月12日2023年1月27日 | TomFatKi光頭幫 Billy Choi Jason Kui 李一丁 EAST CITY鄧東城 吳保錡 何啟華 麗英* | Medley：TomFatKi光頭幫、Billy Choi、鄧東城、吳保錡的精選歌曲 | Medley（第一部分） - Everyone - 吳保錡 - 天水圍 Gang Gang - TomFatKi光頭幫、Billy Choi - 柴灣角街 - TomFatKi光頭幫、Billy Choi、EAST CITY鄧東城、吳保錡 第7周 Chill Club 推介榜 冠軍歌 - 坐看雲起時 - Jer柳應廷 | Medley（第二部分） - 葡萄成熟時 - 吳保錡 新歌推介 - Am I Crazy（Feat. Dee） - 吳保錡 Feat. 何啟華 Medley（第三部分） - 風車 - Billy Choi - 歡樂今宵離別曲 - 福正 @ TomFatKi光頭幫 - 十八（Remix） - TomFatKi光頭幫、Billy Choi、吳保錡 |
| 167 （7）   | 2023年2月19日2023年1月30日 | Alton王智德 Tiger邱傲然 Lokman楊樂文 Anson Kong江𤒹生 Ashley林愷鈴 Fatboy梁業 | Medley：《繩角》之夜 | Medley（第一部分） - 虎道門（Acoustic Version） - Lokman楊樂文、Anson Kong江𤒹生 - 道路使用者的有型守則 - Alton王智德、Tiger邱傲然 - Fight Your Corner - Thor駱振偉、Alton王智德、Tiger邱傲然、Lokman楊樂文、Anson Kong江𤒹生 Medley（第二部分） - 因為愛情 - Thor駱振偉、Ashley林愷鈴 - 我們的相差 - Anson Kong江𤒹生、Ashley林愷鈴                           | 新歌推介 - 塚。愛 - Fatboy梁業 第8周 Chill Club 推介榜 冠軍歌 - 人啊人 - 陳奕迅（MV） Medley（第三部分） - 真心真意 - Thor駱振偉、Anson Kong江𤒹生 - 我冇嘢撈／REBOUND - Alton王智德、Tiger邱傲然、Lokman楊樂文、Anson Kong江𤒹生 |
| 168 （8）   | 2023年2月27日2023年2月6日（Joey Tang） 2023年2月7日（梁釗峰、Winka陳泳伽、CHANKA陳嘉、Charming Way、KOLOR）                                                                  | 梁釗峰* Winka陳泳伽 CHANKA陳嘉 KOLOR Charming Way Joey Tang | 《Clockenflap》音樂及藝術節熱身歌單 | 預演歌曲（第一部分） - Fall Back to Bed - Charming Way - 囂張 - Winka陳泳伽、CHANKA陳嘉 - 愚公 - KOLOR 新歌推介（第一部分） - Noisy - CHANKA陳嘉 預演歌曲（第二部分） - 我也難過的（J1M3 Remix） - 梁釗峰、Winka陳泳伽 | 新歌推介（第二部分） - 救命 - Joey Tang 第9周 Chill Club 推介榜 冠軍歌 - Never Come Back - ERROR 預演歌曲（第三部分） - I Don’t Speak Your Language - Charming Way、CHANKA陳嘉 - 初老 - KOLOR - 時間靜止器 - 梁釗峰、Winka陳泳伽、KOLOR |
| 169 （9）   | 2023年3月5日2023年2月6日 | 梁釗峰* 黃妍 雷同二友 | Medley：時間讓我們在一起 | Medley（第一部分） - 如常 - 黃妍 - 無聲浪 - 雷同二友 - 才女 - 黃妍、雷同二友 - doodoodoo - 雷同二友、黃妍、梁釗峰 新歌推介（第一部分） - 讓時間變慢 - 雷同二友 - 至少還有你取暖 - 梁釗峰 | 新歌推介（第二部分） - 異地書 - 黃妍 第10周 Chill Club 推介榜 冠軍歌 - 氣流 - Cloud雲浩影 Medley（第二部分） - 魚 - 黃妍 - 路徑 - 雷同二友 - 共同望銀河那時 - 雷同二友、黃妍、梁釗峰 |
| 170 （10）  | 2023年3月12日2023年2月7日（Gin Lee李幸倪、Edan呂爵安） 2023年2月18日（梁釗峰、林一峰、趙學而、香港業餘管弦樂團、Mike曾比特）                                                 | 梁釗峰* 林一峰 趙學而 香港業餘管弦樂團 Edan呂爵安 Mike曾比特 | Medley：離開是為了回來（第一部分由香港業餘管弦樂團重新編曲） | Medley（第一部分） - 世界中心繼續轉 - 林一峰 - 月光燈 - 趙學而 - 今天應該更高興 - 林一峰、趙學而 - 離開是為了回來 - 梁釗峰、林一峰、趙學而 新歌推介（第一部分） - 19 Forever - 林一峰 第11周 Chill Club 推介榜 冠軍歌 - Dum Dum - Gin Lee李幸倪 | 新歌推介（第二部分） - LOVERSE - Edan呂爵安 - 有誰共鳴（2023 Version） - Mike曾比特 Medley（第二部分） - 最佳位置 - 趙學而 - 春夏秋冬 - 梁釗峰、林一峰 - 好天氣 - 梁釗峰、林一峰、趙學而 |
| 171 （11）  | 2023年3月19日2023年2月20日（Winka陳泳伽、陳健安、Jer柳應廷） | Winka陳泳伽* 陳健安 Jer柳應廷 Marco葉振弘 | Medley I：瘋人院的派對 Medley II：關於「告別」的Medley | Medley I - 瑪利奧派對 - 陳健安 - 創作者的派對 - Jer柳應廷 - MM7 - 陳健安、Jer柳應廷 - 特倫斯夢遊仙境 - Winka陳泳伽、陳健安、Jer柳應廷 新歌推介（第一部分） - 從零開始的新世界 - Jer柳應廷 - 繼續繼續 - 陳健安 | 新歌推介（第二部分） - 海島與少年 - Marco葉振弘 第12周 Chill Club 推介榜 冠軍歌 - 至少還有你取暖 - 梁釗峰 Medley II - 厭惡物圖鑑（Duet Live Version） - 陳健安、Winka陳泳伽 - 我想和你好好的 - Winka陳泳伽、Jer柳應廷 - 告別的藝術 - Winka陳泳伽、陳健安、Jer柳應廷 |
| 172 （12）  | 2023年3月26日2023年2月21日（洪嘉豪、林奕匡、Jeffrey魏浚笙） | 洪嘉豪* 林奕匡 Jeffrey魏浚笙 | Medley：甜蜜情歌 | Medley（第一部分） - 正式開始 - 林奕匡 - 遊樂場 - Jeffrey魏浚笙 - 霸氣情歌／不許你注定一人 - 林奕匡、Jeffrey魏浚笙 新歌推介（第一部分） - My Secret Park - 洪嘉豪 - 第一個迷 - Jeffrey魏浚笙 | 新歌推介（第二部分） - 台前幕後 - 林奕匡 第13周 Chill Club 推介榜 冠軍歌 - 異地書 - 黃妍 Medley（第二部分） - 花灑下的歌 - 林奕匡 - 想聽／啟示錄 - 洪嘉豪、Jeffrey魏浚笙 |
| 173# （13） | 2023年4月2日不詳 | 華納唱片旗下： Gareth. T 英皇娛樂旗下： 泳兒 索尼音樂旗下： 葉巧琳 陳柏宇 寰亞唱片旗下： 艾粒 大國文化旗下： Jeremy李駿傑 COLLAR Jer柳應廷                                               | 《Chill Club 推介榜年度推介22/23》入圍歌曲獎項拉票———「年度流行歌曲獎」 | 入圍歌曲（第一部分） - 笑住喊 - Gareth. T - 早上37.2度 - 泳兒 入圍歌曲（第二部分） - 有我 - 陳柏宇 - 難道我還未夠難 - 葉巧琳 | 入圍歌曲（第三部分） - 阿波羅 - Jeremy李駿傑 - One Way - 艾粒 - OFF/ON - COLLAR 入圍歌曲（第四部分） - 坐看雲起時 - Jer柳應廷 第14周 Chill Club 推介榜 冠軍歌 - The Bright Side - COLLAR |
| 174# （14） | 2022年4月9日不詳 | 索尼音樂旗下： 黃妍 環球唱片旗下： P1X3L 寰亞唱片旗下： 陳健安 華納唱片旗下： MC張天賦 衛蘭 Sunny Idea旗下： 吳林峰 獨立歌手： Yellow! 野佬 per seZpecial                                | 《Chill Club 推介榜年度推介22/23》入圍歌曲獎項拉票———「年度另類歌曲獎」 | 入圍歌曲（第一部分） - 世界以痛吻我而我歌唱 - 黃妍 - 抗氧化組合 - Yellow! 野佬 入圍歌曲（第二部分） - This Is How We Roll - P1X3L - 創作者的派對 - 陳健安 - 閃念 - per se | 入圍歌曲（第三部分） - 小心地滑 - MC張天賦 - Little Miss Janice - 衛蘭 - 土撥鼠之日 - 吳林峰 新歌推介 - Her - Zpecial 第15周 Chill Club 推介榜 冠軍歌 - 小林不動產 - 林家謙（MV） |
| －          | 2023年4月16日不詳 | ANSONBEAN | Chill Club 推介榜 VII | 新歌推介 - 聰明豆 - ANSONBEAN 第16周 Chill Club 推介榜 冠軍歌 - 一人傍晚藝術館 - 陳柏宇 | 新歌推介 - 聰明豆 - ANSONBEAN 第16周 Chill Club 推介榜 冠軍歌 - 一人傍晚藝術館 - 陳柏宇 |
| 175# （15） | 2023年4月23日不詳 | 索尼音樂旗下： 布志綸 華納唱片旗下： Dear Jane Zpecial 陳蕾 英皇娛樂旗下： Dark黃明德 獨立歌手： ToNick Dorothy劉君冬 Cozy Syndrome Zeno顧定軒Mansonvibes                                | 《Chill Club 推介榜年度推介22/23》入圍歌曲獎項拉票———「年度搖滾歌曲獎」《Chill Club 推介榜年度推介22/23》入圍歌手獎項拉票———「年度新人男歌手獎」、「年度新人女歌手獎」（I）      | 入圍歌曲（第一部分） - 量子糾纏 - ToNick - 飛鳥俠 - 布志綸 入圍歌曲（第二部分） - 到底發生過什麼事 - Dear Jane - 完全無關的事 - Zpecial - 下流社會 - 陳蕾 | 入圍歌手 - 綠野仙蹤 - Dorothy劉君冬 - 沒遺憾放任 - Cozy Syndrome - XY - Zeno顧定軒 - Don't Think Too Much? - Dark黃明德 新歌推介 - One Way Ticket - Mansonvibes 第17周 Chill Club 推介榜 冠軍歌 - Money - Anson Lo盧瀚霆（MV） |
| 176# （16） | 2023年4月30日不詳 | 華納唱片旗下： 洪嘉豪 MC張天賦 蘇麗珊 天下一音樂旗下： CY陳宗澤 Sabrina張蔓莎 環球唱片旗下： Phoebus吳啟洋 寰亞唱片旗下： Cloud雲浩影 獨立歌手： Kayan9896 Jaime張天穎 林倩甯Winka陳泳伽 | 《Chill Club 推介榜年度推介22/23》入圍歌曲獎項拉票———「年度節奏藍調歌曲獎」《Chill Club 推介榜年度推介22/23》入圍歌手獎項拉票———「年度新人男歌手獎」、「年度新人女歌手獎」（II） | 入圍歌曲 - 老派約會之必要 - MC張天賦 - 污糟兒 - 洪嘉豪 入圍歌手（第一部分） - Not Too Close - Kayan9896 - 罐頭湯 - CY陳宗澤 - 甜蜜在十點五十九分前 - Sabrina張蔓莎 - No Money No Honey - Jaime張天穎 | 入圍歌手（第二部分） - Close Friend - Phoebus吳啟洋 - 願望之翼 - Cloud雲浩影 - 愛情只是藝術品 - 蘇麗珊 - 過路邊 - 林倩甯 新歌推介 - 一手造成 - Winka陳泳伽 第18周 Chill Club 推介榜 冠軍歌 - *~Silencio...Shh - Marf邱彥筒 |
| －          | 2023年5月7日不詳 | － | Chill Club 推介榜 VIII | 第19周 Chill Club 推介榜 冠軍歌 - 國際孤獨等級 - Gareth.T | 第19周 Chill Club 推介榜 冠軍歌 - 國際孤獨等級 - Gareth.T |
| 177 （17）  | 2023年5月14日2023年3月4日 | milet 野村陽一郎 藤本藍 羊文 陳柏宇 Ariel Lai 鄺梓喬 葉巧琳 | Chill Club SP I Medley I：milet的作品Medley II：羊文学的作品Medley III：THE FIRST TAKE歌曲演繹                                                                                     | Medley I - inside you／Tell Me - milet（Guitar：野村陽一郎、Keyboard：藤本藍） Medley II - マヨイガ／光るとき - 羊文 | Medley III（第一部分） - 響散歌 - 葉巧琳（Guitar：Ariel Lai、鄺梓喬） - 有天（THE FIRST TAKE Ver.） - 陳柏宇 Medley III（第二部分） - 你瞞我瞞（THE FIRST TAKE Ver.） - 陳柏宇 第20周 Chill Club 推介榜 冠軍歌 - 繼續繼續 - 陳健安 |
| 178 （18）  | 2023年5月21日2023年4月22日（Arrow魏嘉瑩、吳林峰） | Arrow魏嘉瑩 吳林峰 DEZ余宗遙 | Chill Club SP II | Medley（第一部分） - 喜歡我吧 - Arrow魏嘉瑩 - 普普通通的人生 - Arrow魏嘉瑩、吳林峰 Medley（第二部分） - 我很好 - Arrow魏嘉瑩 - 喜歡一個人 - 吳林峰 | 新歌推介 - 3.14 - DEZ余宗遙 第21周 Chill Club 推介榜 冠軍歌 - 捱麵包的人 - 吳林峰 Medley（第三部分） - 我不在意你曾經吻過誰 - Arrow魏嘉瑩 - 你和我 - 吳林峰 - 不完美不後悔 - Arrow魏嘉瑩、吳林峰 |
| 179 （19）  | 2023年5月28日2023年4月23日 | Ann白安 Ring琳誼 SoulJase | Chill Club SP III | Medley（第一部分） - 748情人節 - Ring琳誼 - 不夠特別的我不要 - Ann白安 Medley（第二部分） - 是什麼讓我遇見這樣的你 - Ann白安、SoulJase - 剛好 - Ann白安 | 新歌推介 - 苦艾之吻 - SoulJase 第22周 Chill Club 推介榜 冠軍歌 - 全死角美少女戰士 - 麗英 Medley（第三部分） - 藍染 - SoulJase - 長大了以後 - Ring琳誼 - 披星戴月的想你 - Ring琳誼、SoulJase |
| 180 （20）  | 2023年6月4日2023年5月21日（Gigi張蔓姿、Byejack、Lewsz、Moon Tang） | Gigi張蔓姿 Byejack Lewsz Moon Tang Andy黎展峯 Nic Tsui | Autotune x 電子 Medley | Autotune x 電子 Medley（第一部分） - Sick And Tired - Lewsz - 一樣 - Gigi張蔓姿 - 1973的軌跡（Remix Ver.） - Gigi張蔓姿、Byejack - LOVELOST（傷愛學會 Remix） - Gigi張蔓姿、Lewsz - Everything Will Be Alright - Gigi張蔓姿、Byejack、Lewsz 新歌推介 - 無限+1 - Andy黎展峯 - 戀人絮語 - Moon Tang（Guitar：Nic Tsui）                                          | Autotune x 電子 Medley（第二部分） - 為民除害 - Gigi張蔓姿 第23周 Chill Club 推介榜 冠軍歌 - RUMOURS - MIRROR（MV） Autotune x 電子 Medley（第三部分） - December, 25 - Byejack - Can't Stop - Lewsz - I Can Get What I Want - Gigi張蔓姿、Lewsz |
| 181 （21）  | 2023年6月11日2023年5月28日 | Scrubb 瘦子E.SO ToNick | Chill Club SP IV Medley：人氣劇集／廣告的主題曲 | Medley（第一部分） - ทุกอย่าง（Everything） - Scrubb - 記得梳頭 - ToNick Medley（第二部分） - Don't Worry About Me／WAIT - 瘦子E.SO | Medley（第三部分） - 回憶備份 - ToNick 第24周 Chill Club 推介榜 冠軍歌 - MIZU - AGA江海迦（MV） Medley（第四部分） - 混醬的包裡總有熱血的腸 - ToNick - คู่กัน（Together） - Scrubb - เข้ากันดี（Click） - Scrubb、ToNick |
| 182 （22）  | 2023年6月18日2023年4月24日（鼓鼓呂思緯、HUSH、Serrini） | 鼓鼓呂思緯 HUSH Serrini before the night ends | Chill Club SP V Medley：鼓鼓呂思緯、HUSH、Serrini的作品 | Medley（第一部分） - 為愛而愛 - 鼓鼓呂思緯 - 都會愛情三角戀題 - HUSH - Into The Forest - Serrini Medley（第二部分） - 當我變成我們 - 鼓鼓呂思緯 - 不要靠近 - HUSH、Serrini | 新歌推介 - 保持浪費 - before the night ends 第25周 Chill Club 推介榜 冠軍歌 - Phat N Fresh - Fatboy梁業 Medley（第三部分） - 好了啦 - 鼓鼓呂思緯 - Hey There - Serrini - 8:13 am - HUSH、Serrini |
| 183# （23） | 2023年6月25日2023年5月21日（Paula區子琳、Edward.C陳浩、Kada、陳蕾） | W0LF(S)五堅情 Paula區子琳 Sukie鍾舒祺 AhDee湯駿業 Edward.C陳浩 Kada | Chill Club SP VI Medley：W0LF(S)五堅情的作品 | Medley（第一部分） - Everyday - 黃偉晉、婁峻碩 - All Day - W0LF(S)五堅情 新歌推介（第一部分） - 大人の言 - Sukie鍾舒祺 - 上載中 - Paula區子琳 - 浮光 - AhDee湯駿業 | 新歌推介（第二部分） - 晴天小姐 - Edward.C陳浩、Kada 第26周 Chill Club 推介榜 冠軍歌 - 伸縮自如的愛 - 陳蕾 Medley（第二部分） - 娘娘槍 - 賴晏駒 - 天黑請閉眼 - 九澤CP - Be A Liar - W0LF(S)五堅情 |
| 184 （24）  | 2023年7月2日2023年6月21日（陳慧琳、許志安） 2023年6月22日（高瀬統也、張敬軒）                                                                                                | 陳慧琳 高瀨統也 許志安 | Chill Club SP VII Medley I：陳慧琳的經典作品Medley II：高瀬統也的作品 | Medley I（第一部分） - 嚴重／最佳位置 - 陳慧琳 新歌推介（第一部分） - 風眼 - 陳慧琳 Medley II - FAKE LOVER／13月1日 - 高瀬統也 | 新歌推介（第二部分） - 不枉 - 許志安 第27周 Chill Club 推介榜 冠軍歌 - 隱形遊樂場 - 張敬軒 新歌推介（第三部分） - 我的親人 - 陳慧琳 Medley I（第二部分） - 超級小黑咪（Chill Club Live Version） - Joey Tang （由Andrew Cheung重新編曲） - 紀念日 - 陳慧琳、Joey Tang、Pat Lui |
| 185 （25）  | 2023年7月9日2023年6月22日（AGA江海迦、YanTing周殷廷、波多野裕介、谷旻） | AGA江海迦 YanTing周殷廷 波多野裕介 谷旻 | Medley：AGA江海迦及YanTing周殷廷的作品 | Medley（第一部分） - What Are We Gonna Do - AGA江海迦（Piano：波多野裕介） - Superman - AGA江海迦 - 愛與罪 - YanTing周殷廷、AGA江海迦 Medley（第二部分） - 孤雛 - AGA江海迦 - WANT（Acoustic Version） - YanTing周殷廷（Guitar：Joey Tang）（由波多野裕介重新編曲）                                                                                            | 新歌推介 - 逃 - 谷旻 第28周 Chill Club 推介榜 冠軍歌 - 我們的移動城堡 - Nowhere Boys Medley（第三部分） - 遲了悔改 - YanTing周殷廷 - MIZU（Acoustic Version） - AGA江海迦（Piano：波多野裕介）（由波多野裕介重新編曲） - 獨一無二 - YanTing周殷廷、AGA江海迦（Piano：波多野裕介）                                                                                                 |
| －          | 2023年7月16日2023年6月21日 | 黃劍文 | Chill Club 推介榜 IX | 新歌推介 - 餞別酒 - 黃劍文 第29周 Chill Club 推介榜 冠軍歌 - DUMMY - 姜濤（MV） | 新歌推介 - 餞別酒 - 黃劍文 第29周 Chill Club 推介榜 冠軍歌 - DUMMY - 姜濤（MV） |
| 186 （26）  | 2023年7月23日2023年6月25日（布志綸、Yusobeit） | 布志綸 Yusobeit | 搖滾 Medley（第一部分／第二部分由Yusobeit重新編曲） | 搖滾 Medley（第一部分） - 秋分／飛鳥俠／蕪鳴 - 布志綸、Yusobeit 搖滾 Medley（第二部分） - 紅黑紅紅黑 - 布志綸、Yusobeit 新歌推介（第一部分） - 光之道 - 布志綸 | 新歌推介（第二部分） - 不羨仙 - Yusobeit 第30周 Chill Club 推介榜 冠軍歌 - 安全距離 - Pandora 搖滾 Medley（第三部分） - It’s Okay - Yusobeit - 口罩 - 布志綸 - 一個一個人 - 布志綸、Yusobeit |
| 187 （27）  | 2023年7月30日2023年6月24日（per se、陳慧敏） | per se 陳慧敏 | Medley：你在就足夠 | Medley（第一部分） - 最後一個糊塗神 - per se - 浪 - 陳慧敏 - 沉默之間 - per se、陳慧敏 第31周 Chill Club 推介榜 冠軍歌 - 談情的價值 - 陳慧琳 | 新歌推介 - 我們的故事未完…待續 - per se - Why So Serious - 陳慧敏 Medley（第二部分） - 十年如一日 - 陳慧敏 - 熒光 - per se - 孤獨之塔 - per se、陳慧敏 |
| 188 （28）  | 2023年8月6日2023年6月18日（Lolly Talk、EOS、乙女新夢、Sica何洛瑤） | Lolly Talk EOS 乙女新夢 Sica何洛瑤 | Medley：知名組合的歌曲 | Medley（第一部分） - 三分甜 - LollyTalk - Big Bang - EOS - 明愛暗戀補習社／La La世界 - Lolly Talk、EOS、乙女新夢 新歌推介（第一部分） - 平行幻想 - 乙女新夢 - 一把火 - Lolly Talk | 新歌推介（第二部分） - 天氣之女 - Sica何洛瑤 第32周 Chill Club 推介榜 冠軍歌 - 台前幕後 - 林奕匡 Medley（第二部分） - 人間覺醒 - 乙女新夢 - 有事發生 - EOS - 宇宙最強 - Lolly Talk、EOS、乙女新夢 |
| 189 （29）  | 2023年8月13日2023年7月11日（泳兒、Aiden洪助昇、Dark黃明德） | 泳兒 Aiden洪助昇 Dark黃明德 | Medley：合唱歌曲 | Medley（第一部分） - 同歸於盡 - 泳兒 - Little Fires Everywhere - 泳兒、Aiden洪助昇 - The Joker And The Queen - 泳兒、Dark黃明德 新歌推介（第一部分） - 一了百了 - 泳兒 - 會議終結者 - Dark黃明德 | 新歌推介（第二部分） - 單曲循環症 - Aiden洪助昇 第33周 Chill Club 推介榜 冠軍歌 - JM單身9 - Jer柳應廷 Medley（第二部分） - 沉溺 - 泳兒 - 青春常駐 - Aiden洪助昇、Dark黃明德 - 羅生門 - 泳兒、Aiden洪助昇、Dark黃明德 |
| 190 （30）  | 2023年8月20日2023年7月7日（Pandora、Cloud雲浩影） | Pandora Cloud雲浩影 Jeremy李駿傑 | Medley：星空無盡（第一部分由Pandora重新編曲） | Medley（第一部分） - 有時 - Pandora - 月亮說 - Cloud雲浩影 - 披星戴月 - Pandora、Cloud雲浩影 新歌推介（第一部分） - 無以名狀的痛 - Cloud雲浩影 - 找出秒針的缺口 - Pandora | 新歌推介（第二部分） - You First - Jeremy李駿傑 第34周 Chill Club 推介榜 冠軍歌 - 第二人格 - MC張天賦 Medley（第二部分） - 自發性神經反應 - Cloud雲浩影 - 前進號 - Pandora - 壞與更壞 - Pandora、Cloud雲浩影 |
| 191 （31）  | 2023年8月27日2023年8月8日（謝安琪、黃妍） | 謝安琪 黃妍 MC $oho & KidNey | Medley：勇氣是這樣鍊成的（第一部分／第二部分由Daniel Toh重新編曲） | Medley（第一部分） - 脆弱 - 謝安琪 - 7月24日大道 - 黃妍 - 十二月二十二／晚安／心的全部 - 謝安琪、黃妍 新歌推介（第一部分） - 成婚破浪 - 謝安琪 - 哀傷的作者 - 黃妍 | 新歌推介（第二部分） - 橋橋 - MC $oho & KidNey 第35周 Chill Club 推介榜 冠軍歌 - Sheesh - MIRROR（MV） Medley（第二部分） - 反烏托邦三部曲 - 黃妍 - 賴床 - 謝安琪 - 逆光 - 謝安琪、黃妍 |
| 192 （32）  | 2023年9月3日2023年7月26日（王馨平） 2023年8月7日（193郭嘉駿、YE AHS） 2023年8月23日（Gin Lee李幸倪）                                                                         | 193郭嘉駿 YE AHS MastaMic 王馨平 | Medley：關於「約定」的Medley | Medley（第一部分） - 下一世つづく - YE AHS - 四方帽之約 - 193郭嘉駿 - 越州公路193 - 193郭嘉駿、YE AHS 新歌推介（第一部分） - Paramita - MastaMic 第36周 Chill Club 推介榜 冠軍歌 - 企好 - Gin Lee李幸倪 | Medley（第二部分） - 伴你一生 - 王馨平 新歌推介（第二部分） - 威嚴背後 - 王馨平 新歌推介（第三部分） - 以為只是沒送花 - 193郭嘉駿 - 我內心強大的小孩 - YE AHS Medley（第三部分） - 成田來未 - 193郭嘉駿、YE AHS |
| 193 （33）  | 2023年9月10日2023年8月3日（Maniac、Marf邱彥筒、TYNT、George歐鎮灝） 2023年8月18日（陳柏宇、小塵埃、Paula區子琳、CotaBoii）                                                   | 陳柏宇 小塵埃 Paula區子琳 CotaBoii Maniac Marf邱彥筒 TYNT George歐鎮灝 | Medley I：愛情教會我們的事（由Edward Chan及Michael Wong重新編曲） Medley II：《那年盛夏我們綻放如花》之夜                                                                        | Medley I - 幻愛 - 陳柏宇、小塵埃 - 網絡安全隱患 - 陳柏宇、Paula區子琳 - 陪著你走 - 小塵埃、Paula區子琳 - 卜卜卜 - 陳柏宇、小塵埃、Paula區子琳 Medley II（第一部分） - 仍有心跳脈搏 - Maniac Feat. Marf邱彥筒 - Raven - TYNT | Medley II（第二部分） - 別 - George歐鎮灝、Thor駱振偉 第37周 Chill Club 推介榜 冠軍歌 - 浪漫殺死巨蟹座 - Anson Lo盧瀚霆 新歌推介 - 日常事故劇場 - 陳柏宇 - 甩身 - Paula區子琳 Feat. CotaBoii - bye-bye - 小塵埃 |
| 194 （34）  | 2023年9月17日2023年7月11日（AB6IX） 2023年7月27日（J1M3、Kendy Suen、雷同二友） 2023年8月18日（陳柏宇）                                                                      | J1M3 Kendy Suen 雷同二友 AB6IX | Chill Club SP VIII 重生 Medley（由J1M3重新編曲）Medley：AB6IX的作品 | 重生 Medley（第一部分） - 金剛圈／樹海／螢火蟲 - 謝芊彤（Keyboard：J1M3） Medley - LOSER／BLAZE - AB6IX | 新歌推介 - 路仍長 - 雷同二友 第38周 Chill Club 推介榜 冠軍歌 - 令人期待的下集預告 - 陳柏宇 重生 Medley（第二部分） - 在天空挖一個洞／潛龍勿用／浮雕／枯榮／雪崩 - Kendy Suen（Keyboard：J1M3） |
| 195 （35）  | 2023年9月24日2023年7月26日（Dermot Kennedy、Ben Leuenberger） 2023年8月9日（LANY、Tyson Yoshi、Kim Vi、李一丁、Tom Wong、Teddy Fan、Issac Chan） 2023年9月11日（Edan呂爵安） | LANY Tyson Yoshi Dermot Kennedy Kim Vi Ben Leuenberger 李一丁 Tom Wong Teddy Fan Issac Chan                                                                                              | Chill Club SP IX Medley I：LANY及Tyson Yoshi的作品Medley II：Dermot Kennedy的作品                                                                                                | Medley I（第一部分） - Alonica（Acoustic Version）／XXL（Acoustic Version） - LANY（Guitar：Kim Vi） - I Don’t Smoke & I Don’t Drink - Tyson Yoshi（Band：李一丁、Tom Wong、Teddy Fan、Issac Chan） Medley I（第二部分） - Be Mine - Tyson Yoshi（Band：李一丁、Tom Wong、Teddy Fan、Issac Chan） 第39周 Chill Club 推介榜 冠軍歌 - E先生愛人執照 - Edan呂爵安 | Medley II - One Life（Acoustic Version） - Dermot Kennedy（Keyboard：Ben Leuenberger） - Kiss Me（Acoustic Version） - Dermot Kennedy Medley I（第三部分） - If I Die Tonight - Tyson Yoshi（Band：李一丁、Tom Wong、Teddy Fan、Issac Chan） - Love At First Fight（Acoustic Version） - LANY（Guitar：Kim Vi） - ILYSB（Acoustic Version） - LANY、Tyson Yoshi（Guitar：Kim Vi） |
| 196 （36）  | 2023年10月1日2023年8月3日（COLLAR） 2023年8月25日（Ian陳卓賢、李友廷） | Ian陳卓賢 李友廷 COLLAR | Chill Club SP X Medley：Ian陳卓賢及李友廷的作品 | Medley（第一部分） - 把音量轉小／難過到這邊就好 - 李友廷 - 抱抱無尾熊 - Ian陳卓賢 新歌推介（第一部分） - idc - COLLAR 第40周 Chill Club 推介榜 冠軍歌 - 擁抱後的歌 - Ian陳卓賢 | 新歌推介（第二部分） - fOoL## - Marf邱彥筒 - 奇異小姐 - Winka陳泳伽 Medley（第三部分） - 地球上的最後一朵花 - Ian陳卓賢 - 誰 - 李友廷 - 直到我遇見了你 - 李友廷、Ian陳卓賢 |
| 197 （37）  | 2023年10月8日2023年7月11日（Stanley邱士縉） 2023年8月7日（Valley） 2023年8月23日（Gin Lee李幸倪、Gladys李靖筠、Elly艾妮） 2023年9月11日（許廷鏗）                            | Gin Lee李幸倪 Gladys李靖筠 Elly艾妮 Valley Stanley邱士縉 | Chill Club SP XI Medley I：關於「單戀」的MedleyMedley II：Valley的作品 | Medley I - 單戀這件小事／浪費 - Gin Lee李幸倪 - 大哥 - Gin Lee李幸倪、Gladys李靖筠、Elly艾妮 Medley II - Like 1999（Acoustic Version）／Have A Good Summer（Without Me）（Acoustic Version） - Valley | 新歌推介（第一部分） - 來不及 - Stanley邱士縉 第41周 Chill Club 推介榜 冠軍歌 - 微時 - 許廷鏗 新歌推介（第二部分） - 記憶棉（2023 Version） - Elly艾妮 - 苛刻 - Gladys李靖筠 - 後人類的美麗與哀愁 - Gin Lee李幸倪 |
| 198 （38）  | 2023年10月15日2023年8月1日（許廷鏗、鄧小巧、何雁詩） 2023年9月11日（雷同二友）                                                                                               | 許廷鏗 鄧小巧 何雁詩 | Medley I：關於「難」的MedleyMedley II：許廷鏗的作品 | Medley I - 我也難過的 - 許廷鏗、鄧小巧 - 難道我還未夠難 - 鄧小巧、何雁詩 - 最難行的路 - 許廷鏗、鄧小巧、何雁詩 新歌推介（第一部分） - 微時 - 許廷鏗、鄧小巧 - 瀟灑 - 鄧小巧 | 新歌推介（第二部分） - The Right Kind - 何雁詩 第42周 Chill Club 推介榜 冠軍歌 - 路仍長 - 雷同二友 Medley II - 青春頌 - 許廷鏗、何雁詩 - 神奇之旅 - 許廷鏗、鄧小巧 - 根 - 許廷鏗、鄧小巧、何雁詩 |
| 199 （39）  | 2023年10月22日2023年8月23日（Lauv） 2023年8月29日（陳健安、馮允謙） | 陳健安 馮允謙 Lauv | Chill Club SP XII Medley I：掛念是我們要學習的事Medley II：Lauv的作品 | Medley I（第一部分） - 我的快樂時代 - 陳健安、馮允謙 - 好好掛住 - 陳健安 - 給缺席的人唱首歌 - 馮允謙 - 長相廝守 - 陳健安、馮允謙 第43周 Chill Club 推介榜 冠軍歌 - 不如散步 - RubberBand | Medley II - Love U Like That（Acoustic Version）／Steal The Show（Acoustic Version） - Lauv 新歌推介 - 收到收到 - 馮允謙 - 仍然是那個少年 - 陳健安 Medley I（第二部分） - 一步一悔過 - 陳健安、馮允謙 |
| 200 （40）  | 2023年10月29日2023年8月28日（Julia吳卓源、Gareth.T、Dean Lewis、Alex Bennison） 2023年10月（馮允謙）                                                                         | Julia吳卓源 Gareth.T Dean Lewis Alex Bennison 尹光 | Chill Club SP XIII Medley I：關於「熱戀」的MedleyMedley II：Dean Lewis的作品 | Medley I（第一部分） - 七十億分之一 - Julia吳卓源 - Let Me Know - Gareth.T - SEVEN - Julia吳卓源、Gareth.T（由Gareth.T重新編曲） Medley II - How Do I Say Goodbye（Acoustic Version）／Be Alright（Acoustic Version）- Dean Lewis（Guitar：Alex Bennison） | 新歌推介 - 掂呀 - 尹光 第44周 Chill Club 推介榜 冠軍歌 - 收到收到 - 馮允謙 Medley I（第二部分） - CUTIE - Gareth.T - OTHERSIDE - Julia吳卓源 - 那些年 - Julia吳卓源、Gareth.T |
| 201 （41）  | 2023年11月5日 2023年7月27日（XTIE） 2023年8月18日（bless4） 2023年9月11日（WinWin楊安妮、LaiYing麗英、N9）                                                                   | bless4 WinWin楊安妮 LaiYing麗英 N9 XTIE | Chill Club SP XIV Medley I：日系風情Medley II：bless4的作品 | Medley I - SENSEI - WinWin楊安妮 - 閉目入神／瞳をとじて／Para Para Sakura - WinWin楊安妮、LaiYing麗英、N9 新歌推介（第一部分） - 麥田看守員 - XTIE 第45周 Chill Club 推介榜 冠軍歌 - 成婚破浪 - 謝安琪 | Medley II - 創聖のアクエリオン／Metaverse Let's Go - bless4 新歌推介（第二部分） - Throw Away - WinWin楊安妮 - (Not) The First Take - LaiYing麗英 - 牙痛文學 - N9 |
| 202 （42）  | 2023年11月12日2023年8月23日（Alexander 23） 2023年10月13日（P1X3L、FINALLY）                                                                                                 | P1X3L FINALLY Alexander 23 | Chill Club SP XV Medley I：組合魅力Medley II：Alexander 23的作品 | Medley I（第一部分） - DWBF - P1X3L - 無間道 - FINALLY - 死性不改 - FINALLY、P1X3L Medley II - IDK You Yet（Acoustic Version）／Somebody’s Nobody（Acoustic Version） - Alexander 23 | 新歌推介（第一部分） - 終於出歌 - FINALLY 第46周 Chill Club 推介榜 冠軍歌 - BOMB - P1X3L 新歌推介（第二部分） - 孤獨先生 - Phoebus吳啟洋 Medley I（第二部分） - 寵物 - Marco葉振弘 - 主角光環 - FINALLY、P1X3L |
| 203 （43）  | 2023年11月19日2023年10月15日（JB、Jace陳凱詠、Kalai家麗） | JB Jace陳凱詠 Kalai家麗 Zeno顧定軒 Nancy歸綽嶢 | 《HATCHING》小型專輯發布會Hip-Hop Medley | 專輯演唱 - 掰掰歌／各行各路／練功 - Jace陳凱詠 Hip-Hop Medley（第一部分） - 得個等 - JB、Jace陳凱詠 新歌推介（第一部分） - Me & My Crew - JB | 新歌推介（第二部分） - Y-Not-2-OK - Zeno顧定軒 - You Took My Breath Away - Nancy歸綽嶢 第47周 Chill Club 推介榜 冠軍歌 - 關我蛋治 - Kiri T 新歌推介（第三部分） - Like A Fool - Kalai家麗 Hip-Hop Medley（第二部分） - GO UP／天生二品 - Jace陳凱詠、Kalai家麗 |
| 204 （44）  | 2023年11月26日2023年10月18日（Marf邱彥筒、Billy Choi、洪嘉豪） | Marf邱彥筒 Billy Choi 洪嘉豪 ANSONBEAN | Medley：關於「一個人」的Medley | Medley（第一部分） - 分心 - Billy Choi、Marf邱彥筒 - 風車 - Billy Choi、洪嘉豪 - 三人遊 - Marf邱彥筒、Billy Choi、洪嘉豪（Rap：由Billy Choi重新填詞） 新歌推介（第一部分） - CALL ME（Late At Night） - ANSONBEAN 第48周 Chill Club 推介榜 冠軍歌 - 檯底隧道 - ERROR                                                                                           | 新歌推介（第二部分） - //Undecided// - Marf邱彥筒 - 只要你不尷尬 - 洪嘉豪 Medley（第二部分） - 無常 - Billy Choi、Marf邱彥筒 - 日出的缺口 - 洪嘉豪 - 二損一 - Marf邱彥筒、洪嘉豪 |
| 205 （45）  | 2023年12月3日2023年10月14日（Mischa葉巧琳、Nowhere Boys、RubberBand） | Mischa葉巧琳 Nowhere Boys RubberBand | Medley：遊戲人間（第一部分由Nowhere Boys重新編曲）《Juntos》小型專輯發布會 | Medley（第一部分） - 綜藝魂 - Mischa葉巧琳 - 生死時速 - Nowhere Boys - 我們的移動城堡 - Mischa葉巧琳、Nowhere Boys 新歌推介 - 史詩式完結 - Mischa葉巧琳 第49周 Chill Club 推介榜 冠軍歌 - 濤 - 姜濤（MV） | 專輯演唱 - Be Right Back／戀人日常（的直線抽擊） - RubberBand Medley（第二部分） - 無窮盡 - Mischa葉巧琳 - 票房毒藥 - Nowhere Boys - 無處遊人 - Mischa葉巧琳、Nowhere Boys |
| 206 （46）  | 2023年12月10日2023年11月22日（張繼聰、周國賢） | 張繼聰 周國賢 安俊豪 | Medley：男孩最痛 | Medley（第一部分） - 張氏情歌 - 張繼聰 - 木紋 - 周國賢 - 漢城沉沒了 - 張繼聰 - 宇宙搖籃曲 - 周國賢（由Andrew Cheung及Joey Tang重新編曲） 新歌推介（第一部分） - 日薄西山 - 張繼聰 - Fall - 周國賢 | 新歌推介（第二部分） - 說好了 - 安俊豪 第50周 Chill Club 推介榜 冠軍歌 - 工廠大廈 - KOLOR Medley（第二部分） - 天馬行空 - 周國賢 - 半江紅 - 張繼聰 - 時空 - 張繼聰、周國賢 |
| 207 （47）  | 2023年12月17日2023年10月17日（Jeffrey魏浚笙、Sica何洛瑤、THAIMAY楊雅文、GooChan）                                                                                            | Jeffrey魏浚笙 Sica何洛瑤 THAIMAY楊雅文 GooChan 雷同二友 Beanies Winka陳泳伽 Sumling李芯駖                                                                                                | Medley I：梅艷芳的經典作品（第二部分由Andrew Cheung及Joey Tang重新編曲）Medley II：年度新人聯乘                                                                                  | Medley I（第一部分） - 是這樣的 - Sumling李芯駖 - 夕陽之歌 - Winka陳泳伽 Medley I（第二部分） - 心債 - 雷同二友 - 似水流年 - Beanies - 愛的教育 - 雷同二友、Beanies 第51周 Chill Club 推介榜 冠軍歌 - 浮床 - Dear Jane | Medley II（第一部分） - Be Friend OK？ - Sica何洛瑤 - 這裡等 - GooChan - 目黑 - Sica何洛瑤、GooChan Medley II（第二部分） - One More Round - THAIMAY楊雅文 - 失約巴黎 - Jeffrey魏浚笙 - I Miss You - Jeffrey魏浚笙、Sica何洛瑤、GooChan、THAIMAY楊雅文 |
| 208 （48）  | 2023年12月24日2023年12月1日（ATARASHII GAKKO!） 2023年12月5日（ToNick） | Serrini SoWhat ATARASHII GAKKO! CY陳宗澤 | Chill Club SP XVI：吸引力法則 Medley I：關於「迷」的MedleyMedley II：ATARASHII GAKKO!的作品                                                                                      | Medley I（第一部分） - 愉快動物病 - Serrini - 唯心 - Serrini、SoWhat - 低調系 - Serrini、SoWhat（Rap：由SoWhat及Serrini重新填詞） Medley II - Pineapple Kryptonite（Yohji Igarashi Remix）／Tokyo Calling／OTONABLUE - ATARASHII GAKKO! | 新歌推介 - 必要之惡 - CY陳宗澤 第52周 Chill Club 推介榜 冠軍歌 - 尋幸福的話 - ToNick Medley I（第二部分） - 不冷淡不熱情 - Serrini - 流逝繪 - SoWhat - Another Day - Serrini、SoWhat（Rap：由SoWhat及Serrini重新填詞） |

- 備註

1. ↑  組合成員之Gao和So Ching於錄影當日缺席。
2. ↑  組合成員之George於錄影當日缺席。
3. ↑  組合成員之ChiuTung於錄影當日缺席。

### 第八季（第209－252集）
- 第209集開始，以「輪更」方式由駱振偉、《Chill Club推介》主持獨自主持整集，特定集數由上述主持共同主持或該集的嘉賓主持獨自主持整集。
- 第226集開始，於錄影廠以外錄製的集數新增「扭蛋機」環節，由嘉賓抽取現場觀眾的題目進行問答。
- 第250集開始，部分集數的「新歌推介」環節新增一首與新歌主題有關的經典歌曲。
- 集數後有 # 者為該集不設現場觀眾。

| 集數        | 播映日期錄影日期 | 嘉賓 | 主題 | 主持／嘉賓表演歌曲 | 主持／嘉賓表演歌曲 |
| 集數        | 播映日期錄影日期 | 嘉賓 | 主題 | 第一／二節 | 第三／四／五／六節 |
| 209 （1）   | 2023年12月31日2023年12月2日（FLOW、Spira Spica、Who-ya Extended、halca、ASCA、安田瑞） | FLOW Spira Spica Who-ya Extended halca ASCA 安田瑞 Me& | Chill Club SP XVII Medley：動漫歌曲                                                                                 | Medley（第一部分） - Go!!! - FLOW - 燦々デイズ - Spira Spica Medley（第二部分） - Prayer - Who-ya Extended - センチメンタルクライシス - halca | 新歌推介 - Eye To Eye - Me& 第1周 Chill Club 推介榜 冠軍歌 - //Undecided// - Marf邱彥筒 Medley（第三部分） - 雲雀 - ASCA - Not the End - 安田瑞 |
| －          | 2024年1月7日不詳 | Sukie鍾舒祺 | Chill Club 推介榜 X                                                                                                 | 新歌推介 - XOXO - Sukie鍾舒祺 第2周 Chill Club 推介榜 冠軍歌 - 垃圾女星 - Serrini | 新歌推介 - XOXO - Sukie鍾舒祺 第2周 Chill Club 推介榜 冠軍歌 - 垃圾女星 - Serrini |
| 210 （2）   | 2024年1月14日2023年12月18日（COLLAR、4Eve、ATLAS、SENZA A Cappella、AMuiXis - AMX、ASharpSingers、Backup Singers、Boomfaysau半肥瘦、Echogram、Good Glue、Metappella、Saliva Music、Y.YOU、Zense A Cappella） 2024年1月9日（洪嘉豪） | COLLAR 4Eve ATLAS SENZA A Cappella AMuiXis - AMX ASharpSingers Backup Singers Boomfaysau半肥瘦 Echogram Good Glue Metappella Saliva Music Y.YOU Zense A Cappella                             | Chill Club SP XVIII Medley：4Eve及COLLAR的跳唱舞曲ATLAS小型專輯發布會                                               | 新歌推介（第一部分） - Atypical - COLLAR - VROOM VROOM - 4Eve - I'm Marf-elous - Marf邱彥筒 專輯演唱 - มังคุด（Mangosteen）／Boys Do Cry - ATLAS | 新歌推介（第二部分） - 說好的未來 - Winka陳泳伽 Medley（第一部分） - วัดปะหล่ะ?（TEST ME） - 4Eve 新歌推介（第三部分） - 一小節人生（All In One Ver.） - SENZA A Cappella、AMuiXis - AMX、ASharpSingers、Backup Singers、Boomfaysau半肥瘦、Echogram、Good Glue、Mosaic、Metappella、Saliva Music、Y.YOU、Zense A Cappella 第3周 Chill Club 推介榜 冠軍歌 - 只要你不尷尬 - 洪嘉豪 Medley（第二部分） - หยดน้ำตา（TEARS）／พูดไปก็ไลฟ์บอย（Life Boy） - 4Eve - Speak Love - COLLAR |
| 211 （3）   | 2024年1月21日2024年1月8日（KOLOR、ERROR、《公司冇逼我跑馬拉松》團隊） | KOLOR ERROR 《公司冇逼我跑馬拉松》團隊 | Medley：《公司冇逼我跑馬拉松》之夜                                                                                  | Medley（第一部分） - 四五成群 - ERROR - 海底隧道／枱底隧道 - KOLOR、ERROR 新歌推介（第一部分） - JAP JAP - Fatboy梁業 - 一二一二 - 《公司冇逼我跑馬拉松》團隊 | 新歌推介（第二部分） - 黑貓 - Poki吳保錡 第4周 Chill Club 推介榜 冠軍歌 - 練功 - Jace陳凱詠 Medley（第三部分） - 52赫茲 - KOLOR - 無需要理由 - Sammy @ KOLOR - 圍城 - KOLOR、ERROR |
| 212 （4）   | 2024年1月28日2023年12月5日（ToNick、The Hertz） 2024年1月10日（黃妍） | ToNick The Hertz 黃妍 | Medley I：條路自己揀（第一部分由ToNick及The Hertz重新編曲） Medley II：ToNick及The Hertz的年度作品回顧              | Medley I（第一部分） - 你對我已經唔係好似以前咁／黃金法則／天堂100%／異相 - ToNick、The Hertz 新歌推介（第一部分） - 爆煲急救指南 - The Hertz Medley II（第一部分） - 轉頭覆 - ToNick | 新歌推介（第二部分） - 日光漂白 - 黃妍 第5周 Chill Club 推介榜 冠軍歌 - 社交恐懼癌 - 陳奕迅（MV） Medley II（第二部分） - 訣 - The Hertz Medley I（第二部分） - 一口氣 - ToNick - MM7 - ToNick、The Hertz |
| 213 （5）   | 2024年2月4日2024年1月9日（MC張天賦、陳蕾、HEi-Z王希晉） | MC張天賦 陳蕾 HEi-Z王希晉 | Medley I：Busking的日常選曲Medley II：陳蕾的年度作品回顧Medley III：MC張天賦的年度作品回顧                          | Medley I - 最安靜的時候 - HEi-Z王希晉 - 我們都不是無辜的 - MC張天賦 - 緊急聯絡人 - MC張天賦、HEi-Z王希晉 Medley II - 以正義之名／神的不在場證明 - 陳蕾 | Medley III（第一部分） - 救命稻草 - MC張天賦 第6周 Chill Club 推介榜 冠軍歌 - 再見有時 - Sica何洛瑤 Medley III（第二部分） - 抽／與我無關 - MC張天賦 新歌推介 - 永久損毀 - MC張天賦、陳蕾 |
| 214 （6）   | 2024年2月11日2024年1月18日（Beanies、小塵埃） | Beanies 小塵埃 Anson Kong江𤒹生 Natalie何榛綦 | Medley I：療癒系女聲Medley II：Anson Kong江𤒹生的年度作品回顧                                                       | Medley I（第一部分） - 最佳女團友 - Beanies - 拼命優雅 - 小塵埃 - Never-never Land - Beanies、小塵埃 Medley II - Blue Monkey／Keep Rollin' - Anson Kong江𤒹生 | 新歌推介 - 旅程多得你守望 - Natalie何榛綦 第7周 Chill Club 推介榜 冠軍歌 - 戀愛禁止 - 乙女新夢 Medley I（第二部分） - bye-bye - 小塵埃 - 十二變 - Beanies - 世界與你無關 - Beanies、小塵埃 |
| 215 （7）   | 2024年2月18日2023年11月30日（Henry Moodie） | Henry Moodie 逆流 摩四青年 Jun@摩四精製 JC陳詠桐 | Chill Club SP XVIII Medley I：逆流及摩四青年成員的作品 Medley II：Henry Moodie的作品                                | Medley I（第一部分） - 序樂 - 逆流 - 單戀王 - WanillaCoco@摩四青年、拉天糟@摩四青年 - 一瞬 - 逆流、YODA@摩四青年 Medley II - Drunk Text（Acoustic Version）／Orbit（Acoustic Version） - Henry Moodie | 新歌推介 - 日光 - JC陳詠桐 第8周 Chill Club 推介榜 冠軍歌 - 你不會一輩子的愛上我 - Tyson Yoshi Medley I（第二部分） - 妄欲／異人 - 逆流 - 聽聽 - WanillaCoCo@摩四青年 Feat. Autumn@摩四青年、Jun@摩四精製 |
| 216 （8）   | 2024年2月25日2024年1月16日（J.Arie、乙女新夢、Sisterbing冰姐、蘇裕邦） | J.Arie 乙女新夢 Sisterbing冰姐 蘇裕邦 Wednesday Campanella EOS | Chill Club SP XIX Medley I：日本動漫派對Medley II：Wednesday Campanella的作品                                       | Medley I（第一部分） - 群青 - J.Arie - チキチキバンバン - J.Arie、乙女新夢 - 《派對咖孔明》Rap Battle（粵語版） - Sisterbing冰姐、蘇裕邦 Medley II - 聖德太子／エジソン - Wednesday Campanella | 新歌推介（第一部分） - Sexy Dangerous - EOS 第9周 Chill Club 推介榜 冠軍歌 - 爆煲急救指南 - The Hertz Medley I（第二部分） - アイドル - 乙女新夢 新歌推介（第二部分） - 甜心老爹 - J.Arie - 戀愛禁止 - 乙女新夢 Medley I（第三部分） - ひまわりの約束 - J.Arie、乙女新夢 |
| 217 （9）   | 2024年3月3日2024年2月7日（Dear Jane、陳柏宇） | Dear Jane 陳柏宇 BANG YEDAM | Chill Club SP XX 懷舊 Medley《ONLY ONE》小型專輯發佈會                                                              | 懷舊 Medley - 懷舊是一種品味 - 陳柏宇 - 懷舊金曲之夜 - Dear Jane - 1984 - Dear Jane、陳柏宇 專輯演唱 - ONLY ONE／Come To Me - BANG YEDAM | 新歌推介（第一部分） - 因愛而來 - Dear Jane 第10周 Chill Club 推介榜 冠軍歌 - 無傷大雅 - 林峯 新歌推介（第二部分） - 為何嚴重到這樣 - Dear Jane - 樓上裝修 - 陳柏宇 - 中二寄生魂 - Dear Jane、陳柏宇 |
| 218 （10）  | 2024年3月10日2024年2月8日（Kayan9896、Kiri T、Moon Tang） | Kayan9896 Kiri T Moon Tang Crispy脆樂團 | Chill Club SP XXI Sweet Love Medley專輯《愛是我們必經的痛苦》的精選歌曲                                             | Sweet Love Medley（第一部分） - In Love In The Morning - Kiri T、Moon Tang - 紅豆 - Kayan9896、Moon Tang - 報復式浪漫 - Kayan9896、Kiri T、Moon Tang 新歌推介（第一部分） - 房屋供應問題 - Moon Tang 第11周 Chill Club 推介榜 冠軍歌 - Rocketstars - MIRROR（MV）                                                     | 專輯演唱 - 揹上悲傷北上／相愛就是說了100次對不起 - Crispy脆樂團 新歌推介（第二部分） - 至少做一件離譜的事 - Kiri T Sweet Love Medley（第二部分） - i hate u owe me $$ - Kayan9896、Kiri T、Moon Tang |
| 219 （11）  | 2024年3月17日2024年1月10日（崎山蒼志） 2024年2月1日（林奕匡、LagChun力臻、CotaBoii、Cheeseekit） | 林奕匡 LagChun力臻 CotaBoii Cheeseekit 崎山蒼志 Nowhere Boys Winka陳泳伽 | Chill Club SP XXII City Pop ✕ Hip-Hop MedleyMedley：崎山蒼志的作品                                                  | City Pop ✕ Hip-Hop Medley - 台前幕後（@thecity） - 林奕匡、LagChun力臻 - To:Hip Hop - CotaBoii、Cheeseekit - 星期五放縱（Playful Remix） - LagChun力臻、CotaBoii、Cheeseekit 第12周 Chill Club 推介榜 冠軍歌 - 回憶半分鐘 - Cloud雲浩影                                                                               | Medley - 嘘じゃない／燈 - 崎山蒼志 新歌推介（第一部分） - 異人之野望 - Nowhere Boys、Winka陳泳伽 新歌推介（第二部分） - Mr.Nobody - CotaBoii - 專一擔當 - LagChun力臻 - Let's Say...Freestyle - Cheeseekit |
| 220 （12）  | 2024年3月24日2024年3月12日（ROVER、KC & Tsoul） | ROVER KC & Tsoul Crash Adams Gigi張蔓姿 | Chill Club SP XXIII Medley I：ROVER ✕ KC & Tsoul聯乘派對Medley II：Crash Adams的作品                                | Medley I（第一部分） - 黑色狂迷／秒速8公里 - ROVER - Get Silly - KC & Tsoul 新歌推介 - 過電 - Gigi張蔓姿 第13周 Chill Club 推介榜 冠軍歌 - 青春告別式 - 張敬軒（MV） | Medley II - Good Side／Give Me A Kiss - Crash Adams Medley I（第二部分） - 好好掛住 - 希晉 @ ROVER、KC @ KC & Tsoul - 之後的一天 - 亨仔 @ ROVER、Kim @ ROVER - Without You - Tsoul @ KC & Tsoul、Jason @ ROVER |
| 221 （13）  | 2024年3月31日2024年3月13日（馮允謙） 2024年3月14日（陳慧敏） | per se Mag林欣彤 Johnny Stimson 陳慧敏 | Chill Club SP XXIV Medley I：per se及Mag林欣彤的作品（由per se及Mag林欣彤重新編曲）Medley II：Johnny Stimson的作品  | Medley I - 林中鳥 - per se - 親愛的幽靈 - Mag林欣彤 - 粉碎糖果屋 - per se、Mag林欣彤 Medley II - Empty Apartment／You Can Do It - Johnny Stimson | 新歌推介（第一部分） - 拯救我自己 - 陳慧敏 第14周 Chill Club 推介榜 冠軍歌 - All That I Want - 馮允謙 新歌推介（第二部分） - 告訴我 - Mag林欣彤 - 在我失去色彩之前多多指教 - per se - 你是我的家 - per se、Mag林欣彤 |
| 222# （14） | 2024年4月7日不詳 | 索尼音樂旗下： Mischa葉巧琳 大國文化旗下： Poki吳保錡 英皇娛樂旗下： Dark黃明德 獨立單位： ToNick 逆流 YusobeitPandora 泳兒 Sherman鍾舒漫                                                    | 《Chill Club 推介榜年度推介23/24》入圍歌曲獎項拉票———「年度搖滾歌曲獎」                                             | 入圍歌曲（第一部分） - Echo My Heart - Poki吳保錡 - 會議終結者 - Dark黃明德 - 無窮盡 - Mischa葉巧琳 新歌推介（第一部分） - 緊急應變逃生法 - Pandora - 撞到正 - 泳兒 | 入圍歌曲（第二部分） - 轉頭覆 - ToNick - 不羨仙 - Yusobeit - 啟示錄 - 逆流 新歌推介（第二部分） - What You Get - Sherman鍾舒漫 第15周 Chill Club 推介榜 冠軍歌 - 黑玻璃 - 洪嘉豪 |
| －          | 2024年4月14日不詳 | 193郭嘉駿 | Chill Club 推介榜 XI                                                                                                | 新歌推介 - B出口 - 193郭嘉駿 第16周 Chill Club 推介榜 冠軍歌 - 白髮齊眉 - 鄧小巧 | 新歌推介 - B出口 - 193郭嘉駿 第16周 Chill Club 推介榜 冠軍歌 - 白髮齊眉 - 鄧小巧 |
| 223# （15） | 2024年4月21日不詳 | 索尼音樂旗下： 陳柏宇 黃妍 寰亞音樂旗下： 陳健安 英皇娛樂旗下： 鄧小巧 Andy黎展峯 華納唱片旗下： Gareth.T Sunny Idea旗下： 吳林峰 獨立單位： LaiYing麗英                                     | 《Chill Club 推介榜年度推介23/24》入圍歌曲獎項拉票———「年度流行歌曲獎」                                             | 入圍歌曲（第一部分） - 一人傍晚藝術館 - 陳柏宇 - 好好掛住 - 陳健安 - 不眠來電 - Andy黎展峯 第17周 Chill Club 推介榜 冠軍歌 - 如果電話亭 - Lokman楊樂文（MV） | 入圍歌曲（第二部分） - 日光漂白 - 黃妍 - 只記住你 - 鄧小巧 入圍歌曲（第三部分） - 緊急聯絡人 - Gareth.T - 捱麵包的人 - 吳林峰 - 全死角美少女戰士 - LaiYing麗英 |
| 224# （16） | 2024年4月28日2024年3月13日（馮允謙、Paula區子琳、CotaBoii） | 寰亞音樂旗下： 馮允謙 梁釗峰 環球唱片旗下： AGA江海迦 YanTing周殷廷 華納唱片旗下： 洪嘉豪 MC張天賦 索尼音樂旗下： Paula區子琳 Cotaboii Redholic Music旗下： SoulJase林奕匡 黃妍 Mischa葉巧琳 | 《Chill Club 推介榜年度推介23/24》入圍歌曲獎項拉票———「年度節奏藍調歌曲獎」                                         | 入圍歌曲（第一部分） - 世一 - MC張天賦 - 只要你不尷尬 - 洪嘉豪 - MIZU - AGA江海迦 新歌推介 - 藝術 與 科學 - 林奕匡、黃妍、Mischa葉巧琳 第18周 Chill Club 推介榜 冠軍歌 - Diff. - Gin Lee李幸倪 | 入圍歌曲（第二部分） - 收到收到 - 馮允謙 - 甩身 - Paula區子琳 feat. Cotaboii 入圍歌曲（第三部分） - 花見之酩 - SoulJase - LOUDER - YanTing周殷廷 - 至少還有你取暖 - 梁釗峰 |
| 225# （17） | 2024年5月5日2024年4月17日（Marf邱彥筒、WinWin楊安妮、Cotaboii、P1X3L） | 大國文化旗下： Fatboy梁業 Marf邱彥筒 WinWin楊安妮 索尼音樂旗下： Cotaboii 環球唱片旗下： P1X3L 獨立單位： Pandora G.Racie王君馨GRIFF Gareth.T                                                | Chill Club SP XXV 《Chill Club 推介榜年度推介23/24》入圍歌曲獎項拉票———「年度跳唱歌曲獎」Medley：GRIFF的作品        | 入圍歌曲（第一部分） - Phat N Fresh - Fatboy梁業 - Light It Up - G.Racie王君馨 - 安全距離 - Pandora Medley - Astronaut（Acoustic Version）／Vertigo（Acoustic Version） - GRIFF | 入圍歌曲（第二部分） - BOMB - P1X3L - 9SHAKE - WinWin楊安妮 Feat. Cotaboii - *~Silencio...Shh - Marf邱彥筒 新歌推介 - 遇上你之前的我 - Gareth.T 第19周 Chill Club 推介榜 冠軍歌 - 筆觸男孩憂鬱之死 - Jer柳應廷（MV） |
| －          | 2024年5月12日不詳 | － | Chill Club 推介榜 XII                                                                                               | 第20周 Chill Club 推介榜 冠軍歌 - 隔牆有耳 - MC張天賦 | 第20周 Chill Club 推介榜 冠軍歌 - 隔牆有耳 - MC張天賦 |
| 226 （18）  | 2024年5月19日2024年3月26日（Jace陳凱詠、Lokman楊樂文、Tiger邱傲然、Alton王智德、Frankie陳瑞輝） | Jace陳凱詠* Lokman楊樂文 Tiger邱傲然 Alton王智德 Frankie陳瑞輝 | Chill Club SP XXVI Medley：關於「時機」的Medley                                                                     | Medley（第一部分） - 如果電話亭 - Lokman楊樂文 - 皮思苦 - Frankie陳瑞輝 新歌推介 - 時機已到 - Jace陳凱詠 第21周 Chill Club 推介榜 冠軍歌 - 油麻地莎士比亞 - Edan呂爵安（MV） | Medley（第二部分） - 非物質文化遺產 - Alton王智德 - Alright - Tiger邱傲然 - 曝光 - Lokman楊樂文、Tiger邱傲然、Alton王智德、Frankie陳瑞輝 Medley（第三部分） - 沉船餐廳 - Jace陳凱詠、Tiger邱傲然、Frankie陳瑞輝 - 分心 - Jace陳凱詠、Lokman楊樂文、Alton王智德 - 四五成群 - Lokman楊樂文、Tiger邱傲然、Alton王智德、Frankie陳瑞輝 |
| 227 （19）  | 2024年5月26日2024年4月19日（P1X3L、KINO） 2024年5月20日（林家謙） | P1X3L KINO | Chill Club SP XXVII Medley I：P1X3L的精選歌曲Medley II：KINO的作品                                                  | Medley I（第一部分） - BOMB - P1X3L - 笑住喊 - P1X3L、Ash鍾卓穎 Medley II - Broke My Heart／Fashion Style - KINO | 新歌推介（第一部分） - 半途而廢手冊 - Marco葉振弘 第22周 Chill Club 推介榜 冠軍歌 - 喃嘸師感官漫遊 - 林家謙 Medley I（第二部分） - Wherever You Are - Phoebus吳啟洋 新歌推介（第二部分） - BF - Geroge歐鎮灝 - Next Round - P1X3L |
| 228 （20）  | 2024年6月2日2024年3月27日（Jace陳凱詠、Gin Lee李幸倪、鄧小巧） | Jace陳凱詠* Gin Lee李幸倪 鄧小巧 | Chill Club SP XXVIII Medley：關於「旅行」的Medley                                                                   | Medley（第一部分） - 隨風而來隨風而去 - Gin Lee李幸倪 - 冬令時間 - 鄧小巧 - 旅行的意義 - Jace陳凱詠、鄧小巧、Gin Lee李幸倪 新歌推介 - Diff. - Gin Lee李幸倪 - 白髮齊眉 - 鄧小巧 | Medley（第二部分） - 青山散步 - Jace陳凱詠 第23周 Chill Club 推介榜 冠軍歌 - 三生有幸 - YanTing周殷廷 Medley（第三部分） - 如果東京不快樂／（巴黎沒有）摩天輪 - 鄧小巧、Gin Lee李幸倪 - 阿拉伯市場 - Jace陳凱詠、鄧小巧、Gin Lee李幸倪 |
| 229 （21）  | 2024年6月9日不詳 | Jace陳凱詠* Tyson Yoshi SHOU婁峻碩 | Chill Club SP XXIX 專輯《BOARDING》的精選歌曲Medley I：Tyson Yoshi及Jace陳凱詠的作品Medley II：關於「離別」的Medley | Medley I（第一部分） - I Don't Give A Part 2 - Tyson Yoshi 專輯演唱 - Colorful - SHOU婁峻碩 - Never Land - SHOU婁峻碩 新歌推介 - Lose To You - Tyson Yoshi - Whatever - SHOU婁峻碩 | Medley I（第二部分） - 見聞覺知 - Jace陳凱詠 - 第二最愛 - Tyson Yoshi、Jace陳凱詠 第24周 Chill Club 推介榜 冠軍歌 - Chosen Family - COLLAR（MV） Medley II - 你不會一輩子的愛上我 - Tyson Yoshi - Playlist - SHOU婁峻碩 - Just Break Up - Tyson Yoshi、SHOU婁峻碩 |
| －          | 2024年6月16日不詳 | － | Chill Club 推介榜 XIII                                                                                              | 第25周 Chill Club 推介榜 冠軍歌 - 黃言 - 黃妍 | 第25周 Chill Club 推介榜 冠軍歌 - 黃言 - 黃妍 |
| 230 （22）  | 2024年6月23日2024年5月20日（Poki吳保錡、Charmaine方皓玟、6號@RubberBand、小肥） | Poki吳保錡 Charmaine方皓玟 6號@RubberBand 小肥 Ashley林愷鈴 | Medley：關於「第一次」的Medley                                                                                      | Medley（第一部分） - 你好嗎 - Charmaine方皓玟 - 觸景傷城 - 小肥 - 流離者的海 - 6號@RubberBand、小肥 - 風塵三俠 - Charmaine方皓玟、6號@RubberBand、小肥 新歌推介（第一部分） - 現在 - Ashley林愷鈴 第26周 Chill Club 推介榜 冠軍歌 - 也許沒有未來神 - per se                                                           | 新歌推介（第二部分） - 人間垃圾 - Poki吳保錡、Charmaine方皓玟 - 大巡遊 - 6號@RubberBand、小肥 Medley（第二部分） - 浮沙 - Charmaine方皓玟 - God Save The Queen - Charmaine方皓玟、小肥 - 終於好天氣 - Charmaine方皓玟、6號@RubberBand、小肥 |
| 231 （23）  | 2024年6月30日2024年3月20日（StarBe） 2024年5月21日（彭家麗、關心妍、梁釗峰） | 彭家麗 關心妍 梁釗峰 StarBe | Chill Club SP XXX Medley I：告別九展Medley II：StarBe的作品                                                         | Medley I（第一部分） - 紅色跑車 - 太極樂隊 - 是不是這樣的夜晚你才會這樣的想起我 - 彭家麗 - 你有心 - 關心妍 - 終生學習 - 駱振偉 - 相信一切是最好的安排 - 彭家麗、關心妍、梁釗峰、駱振偉 新歌推介 - 遺憾與遺憾的一切 - 梁釗峰 第27周 Chill Club 推介榜 冠軍歌 - 九秒九 - 容祖兒（MV）                                   | Medley II - Time To Fly／Rooftop - StarBe Medley I（第二部分） - 何故何苦何必 - 彭家麗 - 傘子 - 關心妍 - Together - 彭家麗、關心妍、梁釗峰、駱振偉、雷有輝、鍾達茵 |
| 232 （24）  | 2024年7月7日2024年6月10日 | 陳柏宇 Yellow!野佬 LagChun力臻 | Chill Club SP XXXI Medley I：關於「唞」的MedleyMedley II：陳柏宇及Yellow!野佬的作品                                 | Medley I - 著襪浸溫泉／打得火熱／點解要大家笠／係咁先啦 - 陳柏宇、Yellow!野佬 新歌推介 - 我的課本留白處 - LagChun力臻 第28周 Chill Club 推介榜 冠軍歌 - 人間垃圾 - Poki吳保錡、Charmaine方皓玟（MV） | Medley II（第一部分） - 剩低的離開的願可再約定一天再見 - 陳柏宇、Yellow!野佬 - 唞 - 陳柏宇 Feat. Yellow!野佬 Medley II（第二部分） - 閱後即焚 - 陳柏宇 - 附近的人 - Yellow!野佬 - 抗氧化組合 - 陳柏宇、Yellow!野佬 |
| 233 （25）  | 2024年7月14日2024年6月11日 | Winka陳泳伽* 林奕匡 Mischa葉巧琳 imase | Chill Club SP XXXII Medley I：相信就會相遇 Medley II：imase的作品                                                   | Medley I（第一部分） - 難得一遇 - 林奕匡 - 說好的未來 - Winka陳泳伽、林奕匡 - 時間的囚犯 - 林奕匡 - 盡頭重遇你 - 林奕匡、Mischa葉巧琳 新歌推介 - 下回分解 - Winka陳泳伽 第29周 Chill Club 推介榜 冠軍歌 - 好得太過份 - 姜濤（MV）                                                                                     | Medley II - Nagisa／NIGHT DANCER - imase Medley I（第二部分） - 預言書 - Mischa葉巧琳 - 波希米亞（沒有）狂想曲 - 林奕匡 - 2084 - Winka陳泳伽、林奕匡、Mischa葉巧琳 |
| 234 （26）  | 2024年7月21日2024年6月6日（VIVA） 2024年6月12日（Jace陳凱詠、JFYT、Arvin曾傲棐） | Jace陳凱詠* JFYT Arvin曾傲棐 VIVA | Chill Club SP XXXIII Medley I：男團的作品 Medley II：YanTing周殷廷及JFFT的作品                                      | Medley I - 意外現場／流星雨／Hands Up - JFYT Medley II（第一部分） - 目黑 - JFFT、Jace陳凱詠 - 大哥 - YanTing周殷廷、Jace陳凱詠 | Medley II（第二部分） - 無聲仿有聲 - YanTing周殷廷 - 海闊天空 - YanTing周殷廷、Joey Tang、雷有輝 新歌推介（第一部分） - FM520 - Arvin曾傲棐 - 晨星 - YanTing周殷廷 新歌推介（第二部分） - Topic Killa - VIVA 第30周 Chill Club 推介榜 冠軍歌 - 唞 - 陳柏宇 Feat. Yellow!野佬 新歌推介（第三部分） - 間歇性休眠 - Jace陳凱詠 Medley II（第三部分） - 歌鼓勵人 - JFFT - 今期流行 - YanTing周殷廷、JFFT、Jace陳凱詠                                                           |
| －          | 2024年7月28日2024年6月11日（Sabrina張蔓莎） 2024年6月29日（陳健安） | Sabrina張蔓莎 | Chill Club 推介榜 XIV                                                                                               | 新歌推介 - 講呀講呀 - Sabrina張蔓莎 第31周 Chill Club 推介榜 冠軍歌 - 戀愛腦之死 - 陳健安 | 新歌推介 - 講呀講呀 - Sabrina張蔓莎 第31周 Chill Club 推介榜 冠軍歌 - 戀愛腦之死 - 陳健安 |
| －          | 2024年8月4日2024年5月20日（Poki吳保錡） | Poki吳保錡 | Chill Club 推介榜 XV                                                                                                | 新歌推介 - 笑一個 - Poki吳保錡 第32周 Chill Club 推介榜 冠軍歌 - 間歇性休眠 - Jace陳凱詠（MV） | 新歌推介 - 笑一個 - Poki吳保錡 第32周 Chill Club 推介榜 冠軍歌 - 間歇性休眠 - Jace陳凱詠（MV） |
| －          | 2024年8月11日 | － | Chill Club 推介榜 XVI                                                                                               | 第33周 Chill Club 推介榜 冠軍歌 - EXIT - 郭富城（MV） | 第33周 Chill Club 推介榜 冠軍歌 - EXIT - 郭富城（MV） |
| 235 （27）  | 2024年8月18日2024年6月29日 | Jace陳凱詠* Edan呂爵安 Cloud雲浩影 | Chill Club SP XXXIV Medley：Long D                                                                                  | Medley（第一部分） - 遠在眼前 - Edan呂爵安 - 緊急聯絡人 - Cloud雲浩影 - Long D - Cloud雲浩影、Jace陳凱詠 Medley（第二部分） - 奇洛李維斯回信 - Jace陳凱詠 第34周 Chill Club 推介榜 冠軍歌 - Thank You Postman - Ian陳卓賢（MV）                                                                                       | 新歌推介（第一部分） - 油麻地莎士比亞 - Edan呂爵安 - Dizzy - Cloud雲浩影 Medley（第三部分） - 小諧星 - Edan呂爵安、Cloud雲浩影 - 回憶半分鐘 - Cloud雲浩影、Jace陳凱詠 新歌推介（第二部分） - 漸漸我們 - Edan呂爵安、Jace陳凱詠 |
| 236 （28）  | 2024年8月25日不詳 | Jer柳應廷 吳林峰 | Chill Club SP XXXV Medley：Jer柳應廷與吳林峰的作品                                                                  | Medley（第一部分） - Bad Hair Day - Jer柳應廷、吳林峰 - 抱憾 - Jer柳應廷 - 坐看雲起時 - 吳林峰 新歌推介（第一部分） - 約齊靈魂在墳墓開生日派對／筆觸男孩憂鬱之死 - Jer柳應廷 | Medley（第二部分） - 未生 - 吳林峰 第35周 Chill Club 推介榜 冠軍歌 - TXT Or Call - Marf邱彥筒 Medley（第三部分） - 你是萊特 - Jer柳應廷、吳林峰 新歌推介（第二部分） - 豆豉 - Jer柳應廷、吳林峰 |
| 237 （29）  | 2024年9月1日不詳 | 艾粒 Nowhere Boys 黃妍 | Chill Club SP XXXVI Medley：禾是夏日的「型男」                                                                      | Medley（第一部分） - 壞習慣 - 艾粒、Nowhere Boys - David Harleyson - Nowhere Boys - 普通華 - 艾粒、Nowhere Boys - 今晚11點你會做啲咩？ - 艾粒 - 登陸太陽 - 艾粒、Nowhere Boys 新歌推介（第一部分） - 告白前先看天氣預報 - 黃妍                                                                                        | 新歌推介（第二部分） - 一切都只是過程 - 艾粒 第36周 Chill Club 推介榜 冠軍歌 - 多謝你自己 - Dear Jane 新歌推介（第三部分） - 萬佛朝宗 - 艾粒 - 兩秒 - Nowhere Boys Medley（第二部分） - 男朋友 - 艾粒、Nowhere Boys |
| 238 （30）  | 2024年9月8日2024年7月10日（Marf邱彥筒、Sumling李芯駖、WHIZZ） | Marf邱彥筒 Sumling李芯駖 WHIZZ ROVER | Chill Club SP XXXVII Medley：關於「夏日」的Medley（由WHIZZ重新編曲）                                                | Medley（第一部分） - 心花怒放 - Sumling李芯駖、WHIZZ - 特倫斯夢遊仙境 - Marf邱彥筒、WHIZZ - Summer Sea - Marf邱彥筒、Sumling李芯駖、WHIZZ 新歌推介（第一部分） - Aren’t You Thinking Of___?／In Love/Not Enough - WHIZZ                                                                                               | 新歌推介（第二部分） - 回魂術 - ROVER 第37周 Chill Club 推介榜 冠軍歌 - Hey Hey OK! - Anson Lo盧瀚霆 新歌推介（第三部分） - TXT Or Call - Marf邱彥筒 - SPYLING - Sumling李芯駖 Medley（第二部分） - Never-Never Land - Marf邱彥筒、Sumling李芯駖、WHIZZ |
| 239 （31）  | 2024年9月15日2024年8月13日 | 馮允謙 Feanna黃淑蔓 Kiri T | Chill Club SP XXXVIII Medley I：關於「校園」的MedleyMedley II：關於「夢想」的Medley                                 | Medley I - Shining Friends - Feanna黃淑蔓、Kiri T - 明愛暗戀補習社 - Feanna黃淑蔓、Kiri T（由Andrew Cheung重新編曲） - 哪裡只得我共你 - Feanna黃淑蔓、Kiri T - 差一點我們會飛 - 馮允謙、Feanna黃淑蔓、Kiri T 新歌推介（第一部分） - 有些話要用英文說 - Kiri T 第38周 Chill Club 推介榜 冠軍歌 - 在愛面前投降 - 馮允謙 | 新歌推介（第二部分） - 會再見的 - 馮允謙 - 我的受保護動物 - Feanna黃淑蔓 Medley II - 至少做一件離譜的事／Dream My Dream - Feanna黃淑蔓、Kiri T - All That I Want - 馮允謙、Feanna黃淑蔓、Kiri T |
| 240 （32）  | 2024年9月22日2024年7月25日（泳兒、Pandora、Manson張進翹） 2024年8月13日（Kira陳葦璇） | 泳兒 Pandora Manson張進翹 Kira陳葦璇 | Chill Club SP XXXIX Medley：關於「秋日」的Medley（由Pandora重新編曲）                                               | Medley（第一部分） - 四季／心淡／約定／夕陽無限好 - 泳兒、Pandora 新歌推介（第一部分） - 左手香 - Kira陳葦璇 第39周 Chill Club 推介榜 冠軍歌 - 反引力塵 - Pandora | 新歌推介（第二部分） - 浪 - Manson張進翹 - Ride It Out - 泳兒、Pandora Medley（第二部分） - 花無雪／登陸我的潘朵拉 - 泳兒、Pandora |
| －          | 2024年9月29日不詳 | Zpecial | Chill Club 推介榜 XVII                                                                                              | 新歌推介 - 不理痛 - Zpecial 第40周 Chill Club 推介榜 冠軍歌 - 聆聽世界這分鐘 - 許廷鏗 | 新歌推介 - 不理痛 - Zpecial 第40周 Chill Club 推介榜 冠軍歌 - 聆聽世界這分鐘 - 許廷鏗 |
| －          | 2024年10月6日不詳 | Elanne江若琳 | Chill Club 推介榜 XVIII                                                                                             | 新歌推介 - 一直留在心底的事 - Elanne江若琳 第41周 Chill Club 推介榜 冠軍歌 - 神愛世人 - 鄧小巧 | 新歌推介 - 一直留在心底的事 - Elanne江若琳 第41周 Chill Club 推介榜 冠軍歌 - 神愛世人 - 鄧小巧 |
| 241 （33）  | 2024年10月13日2024年9月10日（P1X3L） | Anson Lo盧瀚霆 Dear Jane Kelly陳慧琳 | Chill Club SP XL Medley：Rock n' Roll OKOK（第一部分由Dear Jane重新編曲）                                           | Medley（第一部分） - Money／放大假／特別約會儀式／到此為止 - Anson Lo盧瀚霆、Dear Jane Medley（第二部分） - 也許我不會活多一歲 - Dear Jane - 深閨 - Anson Lo盧瀚霆 | 新歌推介 - 一念天堂，二人結界 - Kelly陳慧琳 第42周 Chill Club 推介榜 冠軍歌 - Next Round - P1X3L Medley（第二部分） - 小伙子 - Anson Lo盧瀚霆（由Chill Club Band重新編曲） - 黑玻璃 - Dear Jane（由Dear Jane重新編曲） - Megahit - Anson Lo盧瀚霆、Dear Jane（由Dear Jane重新編曲） |
| 242 （34）  | 2024年10月20日2024年9月10日（Travis Japan、P1X3L、林奕匡） | Travis Japan P1X3L 林奕匡 陳柏宇 ANSONBEAN | Chill Club SP XLI Medley：Travis Japan及P1X3L的經典歌曲                                                             | Medley（第一部分） - T.G.I. Friday Night - Travis Japan - Can't Stop - P1X3L - Okie Dokie! - Travis Japan、P1X3L 新歌推介（第一部分） - 搖籃下的歌 - 林奕匡 第43周 Chill Club 推介榜 冠軍歌 - 一念天堂，二人結界 - Kelly陳慧琳                                                                                        | 新歌推介（第二部分） - Cheat Day - 陳柏宇 - ONE DANCE - ANSONBEAN Medley（第二部分） - Never-never Land - P1X3L - JUST DANCE! - Travis Japan - BOMB - Travis Japan、P1X3L |
| 243 （35）  | 2024年10月27日2024年10月15日（周國賢、Sica何洛瑤） | 周國賢 Sica何洛瑤 Andy黎展峯 | Chill Club SP XLII Medley：再見不再見                                                                               | Medley（第一部分） - 極樂 - 周國賢、Sica何洛瑤 - 鋼鐵是怎樣煉成的 - Sica何洛瑤 - True Romance - 周國賢 - 地下街 - 周國賢、Sica何洛瑤 新歌推介（第一部分） - 免費升級 - Andy黎展峯 第44周 Chill Club 推介榜 冠軍歌 - Strawberry Love - Anson Lo盧瀚霆、Edan呂爵安、Jeremy李駿傑、姜濤（MV）                            | 新歌推介（第二部分） - 天涯 - 周國賢 - 外星少女失語症 - Sica何洛瑤 新歌推介（第三部分） - 雙兒 - 周國賢 - 我們只有一往直前 - Sica何洛瑤 Medley（第二部分） - 再見有時 - 周國賢、Sica何洛瑤 |
| 244 （36）  | 2024年11月3日不詳 | Kelly陳慧琳 AGA江海迦 | Chill Club SP XLIII Medley：Kelly陳慧琳及AGA江海迦的經典歌曲                                                        | Medley（第一部分） - 嫁妝 - Kelly陳慧琳 - 隨身聽 - Kelly陳慧琳、AGA江海迦 Medley（第二部分） - 孤雛 - AGA江海迦 | 新歌推介 - Unfamiliar City - AGA江海迦 第45周 Chill Club 推介榜 冠軍歌 - 一個人行街 - 雷同二友 Medley（第三部分） - 紅眼睛 - Kelly陳慧琳 - Drunk Dial - AGA江海迦 - 大日子 - Kelly陳慧琳、AGA江海迦 |
| 245 （37）  | 2024年11月10日不詳 | QRRA PROXIE Jeremy李駿傑 WinWin楊安妮 ThaiMay楊雅文 | Chill Club SP XLIV Thai Pop Special I Medley：港泰兩地的流行舞曲                                                    | Medley（第一部分） - Kamen Rider X - Joey Tang - BLURRR／Kiss Kiss - PROXIE - On That Day - PROXIE、WinWin楊安妮、ThaiMay楊雅文 新歌推介 - You Are So Cool - ThaiMay楊雅文 第46周 Chill Club 推介榜 冠軍歌 - Villain - Jeremy李駿傑                                                                                   | Medley（第二部分） - 星之形 - WinWin楊安妮 - Enough／Miracle - QRRA Medley（第三部分） - TOXIC! - Jeremy李駿傑 - Move Like Jagger - QRRA、Jeremy李駿傑 - Koo Kud／失戀 - QRRA、PROXIE、Jeremy李駿傑、WinWin楊安妮、ThaiMay楊雅文 |
| 246 （38）  | 2024年11月17日不詳 | Gareth.T D Gerrard Gigi張蔓姿 | Chill Club SP XLV Thai Pop Special II Medley：Roaming in your universe                                              | Medley（第一部分） - 緊急聯絡人 - Gareth.T - Galaxy Express／Boyfriend Material - Gareth.T、D Gerrard - Scientist - D Gerrard Medley（第二部分） - Unique - D Gerrard - 去北極忘記你 - Gareth.T | 新歌推介 - 後來知道了 - Gigi張蔓姿 第47周 Chill Club 推介榜 冠軍歌 - 偶像已死 - Gareth.T Medley（第三部分） - Winner - Gareth.T - Please Mr. Angel - D Gerrard - Galaxy／Honest - Gareth.T、D Gerrard |
| 247 （39）  | 2024年11月24日不詳 | F.Hero Anson Kong江𤒹生 Sica何洛瑤 | Chill Club SP XLVI Thai Pop Special III Medley：港泰兩地的懷舊金曲                                                  | Medley（第一部分） - 天若有情 - F.Hero - 吻別 - F.Hero、Anson Kong江𤒹生 - 誰是大英雄 - F.Hero、Sica何洛瑤 Medley（第二部分） - ชมทุ่ง／เสือสิ้นลาย（BotCash Remix）／Slipped Your Mind／The Rapper／Mirror Mirror／คนไทยบินได้／ยันเช้า（Yan Chao）／ไม่สนิทบิดหมด（Thai Riders Anthem） - F.Hero                                | 新歌推介 - 偽映畫預告 - Anson Kong江𤒹生 第48周 Chill Club 推介榜 冠軍歌 - Game Of Life - Anson Kong江𤒹生 Feat. 細John Medley（第三部分） - 這麼近那麼遠 - Anson Kong江𤒹生 - 經痛不及我心痛 - Sica何洛瑤 - Irreplaceable - F.Hero、Anson Kong江𤒹生、Sica何洛瑤 |
| 248 （40）  | 2024年12月1日不詳 | Moon Tang Serious Bacon Arvin曾傲棐 | Chill Club SP XLVII Thai Pop Special IV 小清新 Medley                                                               | 小清新 Medley（第一部分） - 有些話要用泰文說 - Moon Tang、Serious Bacon - 趁你旅行時搬走 - Moon Tang - เพื่อนดีเด่น（Best Friend 4Ever） - Serious Bacon 小清新 Medley（第二部分） - โกหกเธอทั้งนั้น（Pinocchio）／Say No More - Serious Bacon                                                                                | 新歌推介 - 密友圈之謎 - Arvin曾傲棐 第49周 Chill Club 推介榜 冠軍歌 - 外星人接我回去 - Moon Tang 小清新 Medley（第三部分） - Favourite Jeans／Dive - Moon Tang - พี่ๆ ตัดแว่นให้หน่อย（Please Make Me New Glasses） - Moon Tang、Serious Bacon |
| 249 （41）  | 2024年12月8日不詳 | Bowkylion 陳柏宇 | Chill Club SP XLVIII Thai Pop Special V Medley：關於「離別」的Medley                                                | Medley（第一部分） - Longjai - Bowkylion - 回眸一笑 - 陳柏宇 - Easy On Me - Bowkylion、陳柏宇 Medley（第二部分） - Still／Recall - Bowkylion | 新歌推介 - 關於後悔 - 陳柏宇 第50周 Chill Club 推介榜 冠軍歌 - 我們只有一往直前 - Sica何洛瑤 Medley（第三部分） - 可靠我 - 陳柏宇 - Attention Please - Bowkylion - If I Ain't Got You - Bowkylion、陳柏宇 |
| 250 （42）  | 2024年12月15日不詳 | Stephy鄧麗欣 Jer柳應廷 強尼 Joey Tang J.Arie | Chill Club SP XLIX Medley：Stephy鄧麗欣及Jer柳應廷的經典金曲                                                        | Medley（第一部分） - Fantasy Tale - Joey Tang - 藍鞋子 - Stephy鄧麗欣、Jer柳應廷 - 電燈膽 - Jer柳應廷 - 再見不是朋友 - Stephy鄧麗欣 新歌推介（第一部分） - 小伙子（合唱版） - 強尼、Joey Tang - 一家一減你 - 強尼、Joey Tang                                                                                          | 新歌推介（第二部分） - 當兵的自我修養 - J.Arie 第51周 Chill Club 推介榜 冠軍歌 - Unfamiliar City - AGA江海迦 新歌推介（第三部分） - 戲一場 - Stephy鄧麗欣 Medley（第三部分） - 離別的規矩 - Jer柳應廷 - 著地 - Stephy鄧麗欣、Jer柳應廷 |
| 251 （43）  | 2024年12月22日2024年12月9日（Me&） 2024年12月10日（陳蕾） | 陳健安 ROVER Me& | Chill Club SP L Medley：關於「初心」的Medley                                                                        | Medley（第一部分） - 浪子回頭 - ROVER - 心照一生／十八／仍然是那個少年 - ROVER、陳健安 新歌推介（第一部分） - Me & My Christmas Town - Me& 第52周 Chill Club 推介榜 冠軍歌 - 0.1秒後的世界 - 陳蕾 | 新歌推介（第二部分） - 男孩子不要流淚 - ROVER - 我違和但我不糾正 - 陳健安 新歌推介（第三部分） - 當我們返回現世 - 陳健安 Medley（第二部分） - 讓我留在你身邊 - ROVER - 直到世界的盡頭 - ROVER、陳健安 |
| 252 （44）  | 2024年12月29日不詳 | LollyTalk 雷同二友 CotaBoii | Chill Club SP LI L-Number Medley                                                                                    | L-Number Medley（第一部分） - 一個人行街／一加一／二缺一／3AM／三分甜／數到十 - LollyTalk、雷同二友 新歌推介（第一部分） - 靈魂奇異點 - LollyTalk L-Number Medley（第二部分） - 靈魂有路 - 雷同二友 | 新歌推介（第二部分） - 我想（孤獨版） - CotaBoii 第53周 Chill Club 推介榜 冠軍歌 - 男孩子不要流淚 - ROVER L-Number Medley（第三部分） - 白雲會告訴我 - LollyTalk、雷同二友 - 二人限定故事 - 雷同二友 - 伸縮自如的愛 - LollyTalk、雷同二友 |

- 備註

1. ↑  本集為75分鐘加長版本。
2. ↑  出席成員包括WanillaCoco、YODA、拉天糟、Autumn。
3. 1 2 3 4 5 6 7 8 9 10  本集於香港國際機場錄影。
4. ↑  本集為90分鐘加長版本。
5. 1 2 3 4 5 6 7 8  本集部分於香港嘉里酒店（百味村／宴會廳）錄影。
6. 1 2 3 4 5 6  本集部分於港島海逸君綽酒店錄影。
7. 1 2 3 4 5 6  本集部分於西沙Go Park「AXA安盛創夢館」錄影。
8. 1 2 3  本集部分於長沙灣D2 Place「The Upper Stage」錄影。

### 第九季（第253集至今）
| 集數       | 播映日期錄影日期                                                                                  | 嘉賓 | 主題 | 主持／嘉賓表演歌曲 | 主持／嘉賓表演歌曲 |
| 集數       | 播映日期錄影日期                                                                                  | 嘉賓 | 主題 | 第一／二節 | 第三／四／五／六節 |
| 253 （1）  | 2025年1月5日2024年12月10日                                                                        | Pandora 陳蕾 Angela許靖韻 Ken洪卓立 | Chill Club SP LII Medley：關於「正能量」的Medley                                                               | Medley（第一部分） - 明日旅程 - Pandora - 未知道／緊急應變逃生法／神奇的糊塗魔藥 - Pandora、陳蕾 新歌主題：千禧年代的經典情歌 - 十分愛 - Angela許靖韻、Ken洪卓立 新歌推介（第一部分） - 作賤（矛盾版） - Angela許靖韻、Ken洪卓立                                                                                                | 新歌推介（第二部分） - 粉紅泡泡防護罩 - Pandora 第1周 Chill Club 推介榜 冠軍歌 - 野舞士 - ERROR Medley（第二部分） - 沉沒成本 - 陳蕾 - 風月／吃腐肉的鷹 - Pandora、陳蕾 |
| 254 （2）  | 2025年1月12日2024年12月9日                                                                        | R.O.O.T Beanies TIAB | Chill Club SP LIII Chill早 Medley                                                                              | Chill早 Medley（第一部分） - 早晨 - R.O.O.T、Beanies - Have A Nice Day - Beanies - 你朝我的方向走來 - R.O.O.T、Beanies 新歌推介（第一部分） - 我和愛麗絲絕交了（Acoustic Version） - Winky黃健怡 - 只因你悲觀 - Kay李凱翹 - 從天際破滅找到祝福 - Georgina陳樂頤                                                                 | 新歌推介（第二部分） - 想找到對的人 - ChiuTung潘釗彤 第2周 Chill Club 推介榜 冠軍歌 - 普渡眾生 - 林家謙（MV） 新歌推介（第三部分） - Doot Doot - Jaime張天穎 - 一個人在做晚餐 - TIAB、Jaime張天穎 - 唯獨我是不可取替 - R.O.O.T、Beanies Chill早 Medley（第二部分） - 唯獨你是不可取替 - Beanies                                 |
| 255 （3）  | 2025年1月19日2025年1月6日                                                                         | Teddy Fan 吳林峰 KOLOR 胡子彤 | Chill Club SP LIV Medley：Teddy Fan及吳林峰的經典作品                                                          | Medley（第一部分） - 九秒九／小諧星／國際孤獨等級／慢性分手／不破不立／月居人 - Teddy Fan、吳林峰 - 拓荒者 - KOLOR 新歌推介（第一部分） - 二十還好 - KOLOR | 新歌推介（第二部分） - 男人難以說的話 - 胡子彤 第3周 Chill Club 推介榜 冠軍歌 - Hunt You Down - MIRROR（MV） 新歌推介（第三部分） - 瘋子 - 吳林峰 Medley（第二部分） - 今次動真格 - Teddy Fan - 梅利號 - Teddy Fan、吳林峰 |
| －         | 2025年1月26日不詳                                                                                 | 乙女新夢 | Chill Club 推介榜 XIX                                                                                          | 新歌推介 - 不破不立 - 乙女新夢 第4周 Chill Club 推介榜 冠軍歌 - 咖啡鴛鴦奶茶 - 黃妍 | 新歌推介 - 不破不立 - 乙女新夢 第4周 Chill Club 推介榜 冠軍歌 - 咖啡鴛鴦奶茶 - 黃妍 |
| －         | 2025年2月2日不詳                                                                                  | Ian張光宇 | Chill Club 推介榜 XX                                                                                           | 新歌推介 - 女人兒 - Ian張光宇 第5周 Chill Club 推介榜 冠軍歌 - 會再見的（Together At Last） - 馮允謙 | 新歌推介 - 女人兒 - Ian張光宇 第5周 Chill Club 推介榜 冠軍歌 - 會再見的（Together At Last） - 馮允謙 |
| －         | 2025年2月9日不詳                                                                                  | － | Chill Club 推介榜 XXI                                                                                          | 第6周 Chill Club 推介榜 冠軍歌 - 二十還好 - KOLOR | 第6周 Chill Club 推介榜 冠軍歌 - 二十還好 - KOLOR |
| －         | 2025年2月16日不詳                                                                                 | － | Chill Club 推介榜 XXII                                                                                         | 第7周 Chill Club 推介榜 冠軍歌 - 瘋子 - 吳林峰 | 第7周 Chill Club 推介榜 冠軍歌 - 瘋子 - 吳林峰 |
| －         | 2025年2月23日不詳                                                                                 | － | Chill Club 推介榜 XXIII                                                                                        | 第8周 Chill Club 推介榜 冠軍歌 - 說謊者 - MC張天賦（MV） | 第8周 Chill Club 推介榜 冠軍歌 - 說謊者 - MC張天賦（MV） |
| －         | 2025年3月2日不詳                                                                                  | － | Chill Club 推介榜 XXIV                                                                                         | 第9周 Chill Club 推介榜 冠軍歌 - 我又戀愛了 - 林峯 | 第9周 Chill Club 推介榜 冠軍歌 - 我又戀愛了 - 林峯 |
| 256# （4） | 2025年3月9日不詳                                                                                  | 索尼音樂旗下： 黃妍 華納唱片旗下： 洪嘉豪 英皇娛樂旗下： 鄧小巧 寰亞音樂旗下： 馮允謙 獨立單位： Kendy SuenLagChun力臻 Michael C Nancy Kwai歸綽嶢                         | 《Chill Club 推介榜年度推介24/25》入圍歌曲獎項拉票 I 《Chill Club X THE FIRST TAKE: THE STAGE OF VOICE》SP I   | 入圍歌曲（第一部分） - 咖啡鴛鴦奶茶 - 黃妍 - 物無類聚 - Kendy Suen - 黑玻璃 - 洪嘉豪 入圍歌曲（第二部分） - 神愛世人 - 鄧小巧 - 會再見的 - 馮允謙 | 新歌推介（第一部分） - 難道要問感情語錄 - 黃妍、LagChun力臻、Michael C 第10周 Chill Club 推介榜 冠軍歌 - 逆行 - 謝霆鋒（MV） 新歌推介（第二部分） - I Tried... - Nancy Kwai歸綽嶢 |
| 257# （5） | 2025年3月16日不詳                                                                                 | 索尼音樂旗下： LagChun力臻 華納唱片旗下： 林峯 英皇娛樂旗下： Andy黎展峯 寰亞音樂旗下： 陳健安 獨立單位： ToNick                                                          | 《Chill Club 推介榜年度推介24/25》入圍歌曲獎項拉票 II 《Chill Club X THE FIRST TAKE: THE STAGE OF VOICE》SP II | 入圍歌曲（第一部分） - Good Trip In Bad Days - ToNick - 我很不愛你 - 陳健安 - 免費升級 - Andy黎展峯 入圍歌曲（第二部分） - 無傷大雅 - 林峯 - 我的課本留白處 - LagChun力臻 | 新歌推介 - 我的活法 - ToNick 第11周 Chill Club 推介榜 冠軍歌 - 關於後悔 - 陳柏宇 |
| 258 （6）  | 2025年3月23日2025年3月16日（Locksmiths開鎖佬、ROVER、Sumling李芯駖、Kay李凱翹、MATCH、Teddy Fan） | 英皇娛樂旗下： Locksmiths開鎖佬 大國文化旗下： ROVER Sumling李芯駖 獨立單位： Kay李凱翹 MATCH Teddy FanDay許軼                                                            | 《Chill Club 推介榜年度推介24/25》入圍新人歌手拉票 I 《Chill Club X THE FIRST TAKE: THE STAGE OF VOICE》SP III | 入圍新人歌手（第一部分） - 陪我一路漫遊 - ROVER - 就此封存我們 - MATCH - 陪我去台北 - Locksmiths開鎖佬 入圍新人歌手（第二部分） - 讓思憶症發作 - Sumling李芯駖 - 只要你悲觀 - Kay李凱翹 | 入圍新人歌手（第三部分） - 殺出鑽石山 - Teddy Fan 新歌推介 - Wait A Second - Day許軼 第12周 Chill Club 推介榜 冠軍歌 - 無糖可樂 - 泳兒 |
| 259 （7）  | 2025年3月30日2025年3月14日                                                                        | 索尼音樂旗下： CotaBoii 環球唱片旗下： George歐鎮灝 英皇娛樂旗下： Arvin曾傲棐 天下一音樂旗下： Ashley林愷鈴 獨立單位： Victoria楊逸晴 Winky黃健怡 Irene林芊瑩 熱血躺平族 | 《Chill Club 推介榜年度推介24/25》入圍新人歌手拉票 II 《Chill Club X THE FIRST TAKE: THE STAGE OF VOICE》SP IV | 入圍新人歌手（第一部分） - BF - George歐鎮灝 - FM520 - Arvin曾傲棐 - 我想（孤獨版）- CotaBoii 入圍新人歌手（第二部分） - 空空避世學 - Winky黃健怡 - 歷險只能走一遍 - Victoria楊逸晴 - 好奇 - Ashley林愷鈴 | 入圍新人歌手（第三部分） - 請不要說對不起 - Irene林芊瑩 - 幹の逆風術士 - 熱血躺平族 第13周 Chill Club 推介榜 冠軍歌 - 想寫好的功課 - RubberBand（MV） |
| －         | 2025年4月6日                                                                                      | － | Chill Club 推介榜 XXV                                                                                          | 第14周 Chill Club 推介榜 冠軍歌 - 手印 - MIRROR（MV） | 第14周 Chill Club 推介榜 冠軍歌 - 手印 - MIRROR（MV） |
| －         | 2025年4月13日                                                                                     | － | Chill Club 推介榜 XXVI                                                                                         | 第15周 Chill Club 推介榜 冠軍歌 - Gas Station Diner - AGA江海迦（MV） | 第15周 Chill Club 推介榜 冠軍歌 - Gas Station Diner - AGA江海迦（MV） |
| 260 （8）  | 2025年4月20日                                                                                     | － | 《Chill Club X THE FIRST TAKE: THE STAGE OF VOICE》 SP V                                                       | 第16周 Chill Club 推介榜 冠軍歌 - 1994 - Tyson Yoshi、YanTing周殷廷（MV） | 第16周 Chill Club 推介榜 冠軍歌 - 1994 - Tyson Yoshi、YanTing周殷廷（MV） |
| －         | 2025年4月27日                                                                                     | Manson張進翹 | Chill Club 推介榜 XXVII                                                                                        | 新歌推介 - 世界萬能護照 - Manson張進翹 第17周 Chill Club 推介榜 冠軍歌 - 你流淚所以我流淚 - Dear Jane（MV） | 新歌推介 - 世界萬能護照 - Manson張進翹 第17周 Chill Club 推介榜 冠軍歌 - 你流淚所以我流淚 - Dear Jane（MV） |
| 261 （9）  | 2025年5月4日                                                                                      | 陳柏宇 馬天佑 | 《Chill Club X THE FIRST TAKE: THE STAGE OF VOICE》I                                                           | 新歌推介（第一部分） - 漂流木（From THE FIRST TAKE） - 陳柏宇 新歌推介（第二部分） - 我們什麼都不是 - 馬天佑 第18周 Chill Club 推介榜 冠軍歌 - 悲劇女主 - 黃妍 | 新歌推介（第一部分） - 漂流木（From THE FIRST TAKE） - 陳柏宇 新歌推介（第二部分） - 我們什麼都不是 - 馬天佑 第18周 Chill Club 推介榜 冠軍歌 - 悲劇女主 - 黃妍 |
| 262 （10） | 2025年5月11日                                                                                     | Jer柳應廷 Cloud雲浩影 | 《Chill Club X THE FIRST TAKE: THE STAGE OF VOICE》II                                                          | 新歌推介（第一部分） - 不要活成自己討厭的模樣（From THE FIRST TAKE） - Jer柳應廷 新歌推介（第二部分） - 你在我不遠處 - Cloud雲浩影 第19周 Chill Club 推介榜 冠軍歌 - 然之後 - 馮允謙 | 新歌推介（第一部分） - 不要活成自己討厭的模樣（From THE FIRST TAKE） - Jer柳應廷 新歌推介（第二部分） - 你在我不遠處 - Cloud雲浩影 第19周 Chill Club 推介榜 冠軍歌 - 然之後 - 馮允謙 |
| 263 （11） | 2025年5月18日                                                                                     | 黃妍 Crystal張紋嘉 | 《Chill Club X THE FIRST TAKE: THE STAGE OF VOICE》III                                                         | 新歌推介（第一部分） - 無膽匪類（From THE FIRST TAKE） - 黃妍 新歌推介（第二部分） - 情感斷捨離 - Crystal張紋嘉 第20周 Chill Club 推介榜 冠軍歌 - 四月物語 - 林家謙（MV） | 新歌推介（第一部分） - 無膽匪類（From THE FIRST TAKE） - 黃妍 新歌推介（第二部分） - 情感斷捨離 - Crystal張紋嘉 第20周 Chill Club 推介榜 冠軍歌 - 四月物語 - 林家謙（MV） |
| 264 （12） | 2025年5月25日                                                                                     | 林奕匡 雷同二友 | 《Chill Club X THE FIRST TAKE: THE STAGE OF VOICE》IV                                                          | 新歌推介（第一部分） - 無題時想起的人（From THE FIRST TAKE） - 林奕匡 新歌推介（第二部分） - 心之所向 - 雷同二友 第21周 Chill Club 推介榜 冠軍歌 - 時間的碎片 - Arvin曾傲棐 | 新歌推介（第一部分） - 無題時想起的人（From THE FIRST TAKE） - 林奕匡 新歌推介（第二部分） - 心之所向 - 雷同二友 第21周 Chill Club 推介榜 冠軍歌 - 時間的碎片 - Arvin曾傲棐 |
| 265 （13） | 2025年6月1日                                                                                      | Mischa葉巧琳 Aiden洪助昇 | 《Chill Club X THE FIRST TAKE: THE STAGE OF VOICE》V                                                           | 新歌推介（第一部分） - 小傷疤（From THE FIRST TAKE） - Mischa葉巧琳 新歌推介（第二部分） - 別想跟我再和好 - Aiden洪助昇 第22周 Chill Club 推介榜 冠軍歌 - Trouble Trouble - COLLAR（MV） | 新歌推介（第一部分） - 小傷疤（From THE FIRST TAKE） - Mischa葉巧琳 新歌推介（第二部分） - 別想跟我再和好 - Aiden洪助昇 第22周 Chill Club 推介榜 冠軍歌 - Trouble Trouble - COLLAR（MV） |
| 266 （14） | 2025年6月8日                                                                                      | W.F.C | 《Chill Club X THE FIRST TAKE: THE STAGE OF VOICE》VI                                                          | 新歌推介 - Never Say Goodbye - W.F.C 第23周 Chill Club 推介榜 冠軍歌 - 步兵記 - Charmaine方皓玟 | 新歌推介 - Never Say Goodbye - W.F.C 第23周 Chill Club 推介榜 冠軍歌 - 步兵記 - Charmaine方皓玟 |
| 267 （15） | 2025年6月15日                                                                                     | 洪心怡 | 《Chill Club X THE FIRST TAKE: THE STAGE OF VOICE》VII                                                         | 新歌推介 - 你是我的煩惱海 - 洪心怡 第24周 Chill Club 推介榜 冠軍歌 - 心中那位住客 - Gordon Flanders | 新歌推介 - 你是我的煩惱海 - 洪心怡 第24周 Chill Club 推介榜 冠軍歌 - 心中那位住客 - Gordon Flanders |
| 268 （16） | 2025年6月22日                                                                                     | Jeremy李駿傑 Robynn Yip 曾樂彤 | 《Chill Club X THE FIRST TAKE: THE STAGE OF VOICE》VIII                                                        | 新歌推介（第一部分） - 唯美本尊（From THE FIRST TAKE） - Jeremy李駿傑 新歌推介（第二部分） - Eternity - Robynn Yip 新歌推介（第三部分） - 蚊子血 - 曾樂彤 第25周 Chill Club 推介榜 冠軍歌 - 大鬧說謊城 - Dark黃明德 | 新歌推介（第一部分） - 唯美本尊（From THE FIRST TAKE） - Jeremy李駿傑 新歌推介（第二部分） - Eternity - Robynn Yip 新歌推介（第三部分） - 蚊子血 - 曾樂彤 第25周 Chill Club 推介榜 冠軍歌 - 大鬧說謊城 - Dark黃明德 |
| 269 （17） | 2025年6月29日                                                                                     | Sica何洛瑤 梁釗峰 柯驛誼 Ashley林愷鈴 小肥 JB | 《Chill Club X THE FIRST TAKE: THE STAGE OF VOICE》歌手挑戰賽 I                                                | 參賽歌曲（第一部分） - 天氣之女 - Sica何洛瑤 - 已...（3235） - 梁釗峰 參賽歌曲（第二部分） - 過期少女 - 柯驛誼 參賽歌曲（第三部分） - 守望麥田 - Ashley林愷鈴 - 幸福之歌（小肥 Modern Classic 2010-2020） - 小肥 參賽歌曲（第四部分） - Different - JB 第26周 Chill Club 推介榜 冠軍歌 - 鳴謝你而不想說後悔 - Kelly陳慧琳（MV） | 參賽歌曲（第一部分） - 天氣之女 - Sica何洛瑤 - 已...（3235） - 梁釗峰 參賽歌曲（第二部分） - 過期少女 - 柯驛誼 參賽歌曲（第三部分） - 守望麥田 - Ashley林愷鈴 - 幸福之歌（小肥 Modern Classic 2010-2020） - 小肥 參賽歌曲（第四部分） - Different - JB 第26周 Chill Club 推介榜 冠軍歌 - 鳴謝你而不想說後悔 - Kelly陳慧琳（MV） |
| 270 （18） | 2025年7月6日                                                                                      | 吳林峰 ChanCharlie@Kowloon K KING吳崇銘 雷同二友 希晉@ROVER 亨仔@ROVERAndy黎展峯                                                                                          | 《Chill Club X THE FIRST TAKE: THE STAGE OF VOICE》歌手挑戰賽 II                                               | 參賽歌曲（第一部分） - Bad Hair Day - 吳林峰 - 路仍長 - 雷同二友 參賽歌曲（第二部分） - 明天世界或到末日 - ChanCharlie@Kowloon K 參賽歌曲（第三部分） - 記錄抹煞 - 希晉@ROVER、亨仔@ROVER - 掛念你 你好嗎 - KING吳崇銘 新歌推介 - 在山洞外等你 - Andy黎展峯 第27周 Chill Club 推介榜 冠軍歌 - On A SunnyDay - 姜濤（MV）        | 參賽歌曲（第一部分） - Bad Hair Day - 吳林峰 - 路仍長 - 雷同二友 參賽歌曲（第二部分） - 明天世界或到末日 - ChanCharlie@Kowloon K 參賽歌曲（第三部分） - 記錄抹煞 - 希晉@ROVER、亨仔@ROVER - 掛念你 你好嗎 - KING吳崇銘 新歌推介 - 在山洞外等你 - Andy黎展峯 第27周 Chill Club 推介榜 冠軍歌 - On A SunnyDay - 姜濤（MV）        |
| 271 （19） | 2025年7月13日                                                                                     | Fatboy梁業 ERN9 LagChun力臻 Kay李凱翹 Feanna黃淑蔓Kira陳葦璇 | 《Chill Club X THE FIRST TAKE: THE STAGE OF VOICE》歌手挑戰賽 III                                              | 參賽歌曲（第一部分） - 塚。愛 - Fatboy梁業 - 留在你在我在的腦海 - Feanna黃淑蔓 參賽歌曲（第二部分） - 二泊三日 - ERN9 參賽歌曲（第三部分） - 只因你悲觀 - Kay李凱翹 - 不打烊珈琲屋 - LagChun力臻 新歌推介 - Need You - Kira陳葦璇 第28周 Chill Club 推介榜 冠軍歌 - 哀傷和愛上算不算同音字 - Kiri T                             | 參賽歌曲（第一部分） - 塚。愛 - Fatboy梁業 - 留在你在我在的腦海 - Feanna黃淑蔓 參賽歌曲（第二部分） - 二泊三日 - ERN9 參賽歌曲（第三部分） - 只因你悲觀 - Kay李凱翹 - 不打烊珈琲屋 - LagChun力臻 新歌推介 - Need You - Kira陳葦璇 第28周 Chill Club 推介榜 冠軍歌 - 哀傷和愛上算不算同音字 - Kiri T                             |
| 272 （20） | 2025年7月20日                                                                                     | Billy Choi | 《Chill Club X THE FIRST TAKE: THE STAGE OF VOICE》復活賽                                                      | 新歌推介 - 成就解鎖 - Billy Choi 第29周 Chill Club 推介榜 冠軍歌 - 心死了幾百次 - Anson Kong江𤒹生（MV） | 新歌推介 - 成就解鎖 - Billy Choi 第29周 Chill Club 推介榜 冠軍歌 - 心死了幾百次 - Anson Kong江𤒹生（MV） |
| 273 （21） | 2025年7月27日                                                                                     | adieu 馮允謙 | 《Chill Club X THE FIRST TAKE: THE STAGE OF VOICE》決賽                                                        | 新歌推介（第一部分） - ソウルメイト（From THE FIRST TAKE） - adieu 新歌推介（第二部分） - よるのあと（From THE FIRST TAKE） - adieu 新歌推介（第三部分） - She Don't Love Me Anymore - 馮允謙 第30周 Chill Club 推介榜 冠軍歌 - 白夜行 - Gin Lee李幸倪                                                                          | 新歌推介（第一部分） - ソウルメイト（From THE FIRST TAKE） - adieu 新歌推介（第二部分） - よるのあと（From THE FIRST TAKE） - adieu 新歌推介（第三部分） - She Don't Love Me Anymore - 馮允謙 第30周 Chill Club 推介榜 冠軍歌 - 白夜行 - Gin Lee李幸倪                                                                          |
| 274 （22） | 2025年8月3日                                                                                      | Jace陳凱詠 Novel Fergus | Chill Club SP LV Medley：Jace喜愛的歌曲                                                                        | Medley（第一部分） - Long D／You Make Me Want To Fall In Love - Jace陳凱詠 Medley（第二部分） - 獨照／間歇性休眠／一千個假想結局 - Jace陳凱詠 | 第31周 Chill Club 推介榜 冠軍歌 - 你都有今日 - Anson Lo盧瀚霆 Medley（第三部分） - 胭脂扣／西湖 - Jace陳凱詠、Novel Fergus Medley（第四部分） - 虛擬人與我／沒有無緣無故的恨／講 - Jace陳凱詠 |
| 275 （23） | 2025年8月10日                                                                                     | Zpecial | Chill Club SP LVI Acoustic MedleyMedley I：Zpecial's WeddingMedley II：Zpecial For You                         | Acoustic Medley - 森林／發呆大賽冠軍 - Zpecial Medley I（第一部分） - 不理痛／情歌／其實最怕寫情歌 - Zpecial | Medley I（第二部分） - 一人之境／以孤獨命名 - Zpecial 第32周 Chill Club 推介榜 冠軍歌 - 用背脊唱情歌 - Gareth.T（MV） Medley II - Drunk Call／若果我們未曾遇過／深夜告別練習 - Zpecial |
| －         | 2025年8月17日                                                                                     | － | Chill Club 推介榜 XXVIII                                                                                       | 第33周 Chill Club 推介榜 冠軍歌 - 額頭有字 - 陳健安（MV） | 第33周 Chill Club 推介榜 冠軍歌 - 額頭有字 - 陳健安（MV） |

- 備註

1. 1 2 3 4 5 6 7 8 9 10 11  本集部分於長沙灣D2 Place「The Upper Stage」錄影。
2. 1 2 3 4 5 6 7 8 9 10 11 12 13 14 15 16 17 18 19  本集部分於將軍澳香港知專設計學院錄影。
3. ↑  本集部分於長沙灣長義街錄影。
4. ↑  本集部分於大角咀奧海城錄影。
5. 1 2 3 4 5  本集為75分鐘加長版本。
6. ↑  本集因為日本歌曲版權問題，於官方節目重溫會被刪除該歌曲片段。
7. ↑  本集為115分鐘加長版本。

### 未定播出日期
| 錄影日期 | 嘉賓 | 歌曲 | 歌曲 |

## 演唱會

### Chill Club A New Stage
| 播映日期錄影日期          | 嘉賓                                            | 表演歌曲 |
| 2021年6月19日2021年6月5日 | 林家謙 姜濤 陳卓賢 林二汶 Serrini Gin Lee李幸倪 | - 最後的信仰、驚人、破曉 - 林二汶 - The Best Is Yet To Come - 陳卓賢、姜濤、林家謙 - 鯨落、想自由⊗、DWBF - 陳卓賢 - 致姍姍來遲的你⊗ - 陳卓賢、Serrini - I'm Fine, Thx.、I'd Like A Drink、網絡安全隱患 - Serrini - IGNITED - 林二汶、Serrini、Gin Lee李幸倪 - Master Class、孤獨病、一號種籽 - 姜濤 - 愛情簽證申請 - 姜濤、Serrini - 神奇的糊塗魔藥 - 林家謙、陳卓賢 - 另一個諾貝爾 - 陳卓賢、姜濤 - 潛水 - 林二汶、Gin Lee李幸倪 - 開燈。熄燈(熄燈版) - 林家謙、林二汶 - 先哭為敬 - Serrini、Gin Lee李幸倪 - 喘息空間、今天終於一人回家 - Gin Lee李幸倪 - 人間鬍子、聽風 - 林家謙、Gin Lee李幸倪 - Another Day、Just Carry On - 林家謙 - Rainbow Connection - 林二汶 - 好天氣 - 林家謙、林二汶 |

- ^  注解⊗： 該歌曲於電視播映版本中被刪減

### Chill Club The New Vibes
| 播映日期錄影日期            | 嘉賓                       | 表演歌曲 |
| 2021年11月6日2021年10月20日 | ERROR 岑寧兒 鄭欣宜 陳凱詠 | - 鄭欣宜 - 先哭為敬、罰你 - 鄭欣宜、阿Dee、保錡 - 請勿客氣⊗ - 阿Dee - 相依為命 - 保錡 - 海闊天空、二等天使⊗ - 岑寧兒、保錡 - Shallow - 岑寧兒 - 困局、勿念、風的形狀 - Fatboy - 反對無效 - Fatboy、193 - 特務肥姜2.0⊗、睡到三點⊗ - 193 - 我的快樂時代、再次Puppy Love - 193、陳凱詠 - 你是我的Bae、想突然 - 陳凱詠 - 天生二品⊗、Me Too⊗、沒有無緣無故的恨 - 阿Dee、陳凱詠 - Sugar in the Marmalade⊗ - Joyce - @princejoyce - Fatboy、Joyce - Lady Killa、Trouble Maker - Error - 宇宙最強、我們不Chok、我們很帥 - Error、陳凱詠、Joyce、岑寧兒 - All We Have Is Now |

- ^  注解⊗：該歌曲於電視首播版中被刪減，但於新春重播版（2022年2月2日）沒刪減。而天生二品、Me Too、Sugar in the Marmalade在兩個版本也被刪減。

### Chill Club Keep Going
| 播映日期錄影日期                                                           | 嘉賓                                                         | 表演歌曲 |
| 2022年5月24日（MakeALive網上直播平台） 2022年6月11日（ViuTV）2022年5月24日 | Anson Lo盧瀚霆 Serrini 許廷鏗 陳蕾 馮允謙 MC張天賦 Dear Jane | - EGO、Mr. Stranger、Megahit - Anson Lo盧瀚霆 - 樹、doodoodoo - Serrini - Let Us Go Then You And I - Serrini、許廷鏗 - 修羅場、演員的自我修養、無力感／煽風點火 - 許廷鏗 - 沙門、世界與你無關／相信一切是最好的安排、凡星 - 陳蕾 - 熒光 - 陳蕾、許廷鏗 - 地球來的人／開始倒數、山旮旯、思念即地獄、因愛之罪名 - 馮允謙 - 反對無效、小心地滑 - MC張天賦 - 也許我不會活多一歲、遠征 - Dear Jane - 聖馬諾之心 - Dear Jane、馮允謙、MC張天賦 |

### Chill Club The Alternatives
| 播映日期錄影日期                                                    | 嘉賓 | 表演歌曲 |
| 2023年7月22日（ViuTV網上平台） 2023年9月23日（ViuTV） 2023年6月17日 | MC張天賦 ToNick Poki吳保錡 Jeremy李駿傑 陳蕾 Mike Orange Phoebus吳啟洋 Cloud雲浩影 J1M3 Dear Jane Anson Lo盧瀚霆 | - MC張天賦、Poki、恆仔@ToNick - 小心地滑 - MC張天賦 - 第二人格、濕了分寸 - MC張天賦、ToNick - 時間的初衷 - ToNick - 記得梳頭、量子糾纏 - Poki、ToNick - Am I Crazy? - Poki - 猥瑣、Echo my Heart - 李駿傑 - CLOSER、YOU FIRST - 李駿傑、陳蕾（feat. Mike Orange） - 半、娑婆 - 陳蕾 - 慌、下流社會 - Phoebus - 漸漸地、BAD - Phoebus、雲浩影 - Close Friend - 雲浩影（feat. J1M3）- 到了那裏就對吧、氣流 - 雲浩影、Dear Jane - 自發性神經反應、銀河修理員 - Dear Jane - 懷舊金曲之夜、聖馬力諾之心 - Anson Lo - EGO、Nah、MONEY - 群星（MC張天賦、Phoebus除外） - Yellow Fever |

### Chill Club Have A Chill Live
| 播映日期錄影日期           | 嘉賓                                                                             | 表演歌曲 |
| 2024年8月31日2024年7月31日 | Anson Lo盧瀚霆 MC張天賦 Serrini Dear Jane Stanley邱士縉 Nancy Kwai歸綽嶢 Beanies | - 世界與你無關(Acoustic Version) - Beanies - 最佳女團友 - Beanies - 小氣簿 - Beanies - 低調 - Jaime 張天穎 - Out of the blue - Nancy Kwai歸綽嶢 - Let go - Nancy Kwai歸綽嶢 - 三人遊 - MC張天賦、Jaime 張天穎、Nancy Kwai歸綽嶢 - 世一 - MC張天賦、Nancy Kwai歸綽嶢 - 隔牆有耳 - MC張天賦 - 百萬大道 - MC張天賦 - 到底發生過甚麼事 - Dear Jane、MC張天賦 - 時間管理大師 - Dear Jane - 浮床 - Dear Jane - 多謝你自己 - Dear Jane - 來不及 - Stanley邱士縉 - Drunk In Love - Stanley邱士縉 - On - Anson Lo盧瀚霆 - Nah - Anson Lo盧瀚霆 - Hey Hey OK! - Anson Lo盧瀚霆 - Burn Out - Anson Lo盧瀚霆、Stanley邱士縉 - hey there - Serrini - 樹妖 - Serrini - 月色魔美 - Serrini - MONEY x 有錢嘅女人 - Anson Lo盧瀚霆、Serrini - Speak Love - Anson Lo盧瀚霆、Serrini、Stanley邱士縉 - 別說話 - Serrini、Dear Jane - 世界對我們 - Serrini、Dear Jane、MC張天賦、Nancy Kwai歸綽嶢、Anson Lo盧瀚霆、Stanley邱士縉、Beanies |

### CHILL เก่ง Music Festival
| 播映日期錄影日期                                                    | 嘉賓 | 表演歌曲 |
| 2025年2月9日 2025年2月16日 2025年2月23日 2025年3月2日2024年12月20日 | AGA江海迦 COLLAR ERROR MIRROR P1X3L ROVER 陳健安 小塵埃 ATLAS BOWKYLION D Gerrard Jeff Satur SCRUBB SERIOUS BACON 4EVE | - IGNITED - ROVER - 回魂術 - ERROR - 無敵聖衣 - Jer柳應廷、Lokman楊樂文、Anson Kong江𤒹生、Tiger邱傲然 - 極樂／娛樂人生 - Jer柳應廷、Lokman楊樂文、Anson Kong江𤒹生、Tiger邱傲然、ERROR、ROVER - 野舞士 - ERROR - 戀愛腦之死 - 陳健安 - ฝนดาวตก（流星雨）- ERROR、陳健安 - 留一天與你喘息 - Ian陳卓賢 - คำตอบ（Answer）答案／ใกล้（Close）靠近 - SCRUBB - 之後的一天 - SCRUBB、陳健安 - เข้ากันดี（Click）一拍即合 - SCRUBB、陳健安、ERROR |

## 節目主持
- 有 * 者為嘉賓主持，節目現場伴奏結他手及音樂總監為太極樂隊成員鄧建明。

| 第一季 - 駱振偉（第1-13、15集） - 湯寶如（全集） - 彭家麗（全集） 第二季 - 駱振偉（全集） - 羅敏莊（全集） - 趙學而（第1-3、5、7-11、13-15集） - 強尼*（第6集） 第三季 - 駱振偉（全集） - 羅敏莊（全集） - 趙學而（全集，但第12集是與其他主持分開錄影） 第四季 - 駱振偉（第1、3-4、7、9、15集；第2集以歌手身份出現） - 羅敏莊（第2-3、6、10、12-15集；第4集只在「新歌推介」環節出現） - 趙學而（第1-2、4-5、8、10-11、15集；第6、13集只在「新歌推介」環節出現） - 林二汶*（第5-7集） - 盧巧音*（第8-12集） - 小肥*（第12-14集） 第五季 - 駱振偉（全集） - 小肥*（第1集） - 陳蕾*（第2-4集） - 繆浩昌@RubberBand*（第5-7集） - 布志綸*（第23-26集） - 林欣彤*（第30-33集） - 泳兒*（第37-38集） - KB*（第40集） - Mike曾比特*（第42-44集） - Mischa葉巧琳*（第45-47集） 第六季 - 駱振偉（第1-14、16-17、19-22、24-48集） - 鄭欣宜*（第18集） - 吳浩康*（第23集） - 繆浩昌@RubberBand*（第48集） | 第七季 - 駱振偉（第1-3、7、13-17、19-23、25-29、31、33-36、38-39、41、46集；第32集只在「新歌推介」環節出現） - 繆浩昌@RubberBand*（第1集） - 胡庭恩@野佬*（第2-3集） - 鄧麗英*（第4、6集） - Serrini*（第5集） - 梁釗峰*（第8-10集） - Winka陳泳伽*（第11集） - 洪嘉豪*（第12集） - 鍾卓穎（第13、15集） - 黃奕晨（第13、15、18、36-37、39、42、44-45集；第40集只在「新歌推介」環節出現） - 沈殷怡（第13、15、23、30、32、37集） - 葛綽瑤（第13、15集） - 李昭南（第13-14、16、18、40集） - 何洛瑤（第13-14、16集） - 米露迪（第14、16集） - 王頌茵（第14、16、24、41-43、45、47-48集） 第八季 - 沈殷怡（第1、7-8、16-17集） - 駱振偉（第2-3、5、9-11、13-14、22-23、28、31、34-36集；第32集只在「新歌推介」環節出現） - 王頌茵（第4、6、10、14、30集） - 鍾卓穎（第6-8、12、15、17、19、29集） - 黃奕晨（第9、13、15、17、32-33、37-44集） - 李昭南（第16-17集） - Jace陳凱詠*（第18、20-21、26-27集） - Winka陳泳伽*（第25集） 第九季 - 鍾卓穎（第1集） - 黃奕晨（第2-5集） - 駱振偉（第6-7、9-22集） |

## 派台歌曲紀錄
- 僅記錄於增設《Chill Club 推介》後之派台歌曲。
- 如出現跨年週數則該週週數統一列入至上一年的週數內。
- 粗體為冠軍歌曲，下劃字體為只派台至ViuTV的歌曲。

### 2020年
| 週數 | 歌曲                                    | 歌曲                                       | 歌曲                                      | 歌曲                                        | 歌曲                                        | 歌曲                                         |
| 21   | 林家謙 一人之境                         | ERROR 我們很帥                             | 馮允謙 愛斯基摩人之吻                     | 麥浚龍、林嘉欣 字典與聖經                   | 莫文蔚 呼吸有害                             | 黎曉陽 黑鏡                                  |
| 21   | 林一峰 世界中心繼續轉                   | SoulJase 阿愁                              | 王菀之 碧玉                               | AGA江海迦 Mad                               | Eric Kwok Ripboy                            | 布志綸 喘一口氣                              |
| 21   | 陳柏宇 本能寺                           | 黃妍 失憶的魚                              | 洪卓立 無他                               | 陳柏宇 橋下十三郎                           |                                             |                                              |
| 22   | Gin Lee李幸倪 敢                        | 盧冠廷 果子                                | BOP天堂鳥 冒險島                          | 林奕匡 物之哀                               | One Promise 寂寞的怪獸                      | 涂毓麟 日出彩虹                              |
| 22   | 蘇慧恩 我最想                           | 陳柏宇 最後一個收費亭                      | 許靖韻 別為我好                           |                                             |                                             |                                              |
| 23   | 衛蘭 低半度                             | JW王灝兒 輕熟女                            | 許廷鏗 無力感                             | 梁詠琪 100層樓的家                          | 衛詩 分手第二天                             | One Promise、葉佩男 寂寞的怪獸（一對怪獸版） |
| 23   | Jace陳凱詠 天生二品                     | 林一峰 兜路                                | 應智越 努力的孩子                         | 許靖韻、林奕匡 別為我好（我未夠好版）       | Dear Jane 銀河修理員                        | 陳蕾 不想回家                                |
| 23   | Zpecial Feat. 吳嘉熙 我的片單（合唱版） | 梁釗峰 佚名                                | 關智斌 日月                               | 鄧小巧 與人同行                             | DJ King 進擊的生命                          | 洪嘉豪 自問自答                              |
| 23   | 黃妍 牆身有裂                           |                                            |                                           |                                             |                                             |                                              |
| 24   | 林欣彤 親愛的巨人                       | Nowhere Boys 小丑                          | 馮允謙 開始倒數                           | SoulJase Feat. 鍾舒淇 禁區                  | Aria泫希 Take Care                          | JUDE曾若華 零分                              |
| 25   | Dusty Bottle Break It Down              | Michael C 愚公                             | 李拾壹 一起一個人                         | MIRROR IGNITED（Too Hot To Handle Version） | 陳明憙 再再見                               | Rubberband First Date                        |
| 25   | Blaster 番梘啟示錄                      |                                            |                                           |                                             |                                             |                                              |
| 26   | 羅力威 旅行娃娃                         | 梁漢文 再見童夢零                          | 薛凱琪 南昌街王子                         | 林一峰 花與根                               | 姜濤 蒙著嘴說愛你                           |                                              |
| 27   | 周杰倫 Mojito                           | JC陳泳彤 我該放手                          | Pandora樂隊 靈魂吶喊                      | 蕭敬騰 猴籠                                 | AGA江海迦 Feat. GhostStyle Mad（Remix）     | per se 無窮                                  |
| 27   | The Boogie Playboys 南洋別戀            | 馬天佑 鹿角少年                            | 黎明 顧家                                 | 歐國成 最後鐘聲                             |                                             |                                              |
| 28   | 盧冠廷 快樂老實人（2020 Verison）       | Zolarwind2.0 拳手                          |                                           |                                             |                                             |                                              |
| 29   | 陳健安 廢學                             | Robynn Yip Lost Forever                    | 艾粒 細路強勁舞                           | Dear Jane 哀的美敦書                        | 駱振偉 成熟．不了                           | SENZA A Cappella 我一伸手抱住我              |
| 29   | 享樂團 到世界塌下                       | 徐加晴 十四天                              | 吳林峰 巴士光年                           | 孔惠佳 Never Let You Go                     | 侯慧寧 斷捨離                               | 蔣嘉瑩 囚鳥                                  |
| 29   | 林奕匡 精神時間房                       |                                            |                                           |                                             |                                             |                                              |
| 30   | 李克勤 格林童話                         | Chaelia黃樂欣 覺                           | 許靖韻 代罪羔羊                           |                                             |                                             |                                              |
| 31   | AGA江海迦 See You Next Time             | Nowhere Boys That's Why                    | Blaster 此致我們                          | 任賢齊 想你啦                               | 梁業、吳保錡、曾贊學、P1X3L 永遠愛著您      | 太極樂隊 留住我吧（Rainbow Version）         |
| 31   | 馮允謙 地球來的人                       | MIRROR IGNITED（Funky Version）            | 余香凝、吳嘉熙 天地分裂                   | 劉卓軒 妄紅                                 | Carrier帶菌者 玻璃心                        | Rubberband 百毒不侵                          |
| 32   | 許廷鏗 Negative                         | 陳奕迅 Shall We Talk（Tre Lune MMXIX）     | 李靖筠 一千零一頁                         |                                             |                                             |                                              |
| 33   | Gin Lee李幸倪 幸福門                    | Lil Ashes小塵埃 幻愛                       | Pandora樂隊 明日旅程                      | Serrini 越活越惹禍                          | Yellow！野佬 附近的人                       | 林一峰 西裝友的心事                          |
| 33   | 羅力威 廢物女友                         | Yellow！野佬 相聚一刻                      | 陳卓賢 鯨落                               | 駱振偉、沈殷怡 難得有情人                   | 神奇膠 放心吧！爸媽不在家                   |                                              |
| 34   | Anson Kong江𤒹生 蝸牛                   | Anson Lo盧瀚霆 Burn Out                    | Jer柳應廷 迴光物語                        |                                             |                                             |                                              |
| 35   | 張繼聰 David Harleyson                  | 黃淑蔓 猜猜我是誰                          | 黎明 存入愛                               | Rachel劉蘊晴 每天愛你多一些                 | ToNick 鬼滅之日                             | 鄧小巧 同檯                                  |
| 35   | 梁釗峰 萬惡不赦                         | 林日曦 係呀係呀                            | Dough-Boy Feat. 陳柏銓 Prove              | 何家銘 我為誰快樂                           | 林家謙 特倫斯夢遊仙境                       |                                              |
| 36   | G.Racie王君馨 Casada                    | 黃妍 遲起的鳥兒有蟲吃                      | Robynn Yip Fifth of May                   | 洪卓立 我們都想旅行                         |                                             |                                              |
| 37   | 黎紀君 傻癡癡                           | 洪嘉豪 曲線型戀情                          | Kendy Suen 如斯                           | 彭永琛、麥嘉欣 明天你是否依然愛我           | Madboii Feat. Sunny Sydup 大人的科學        | FIESTER 徘徘徊徊                             |
| 37   | 安俊豪 卡關達人                         |                                            |                                           |                                             |                                             |                                              |
| 38   | 郭富城 灰色星塵                         | Anson Kong江𤒹生、Ian陳卓賢 蝸牛（合唱版） | 鄧麗英 距離                               | 張國榮 春夏秋冬（A Balloon's Journey）      | 張若希 十七歲的畸歌                         | 林二汶 Feat. 男聲合唱 再聚                   |
| 38   | 許廷鏗 恨                               | One Promise 懷念晴朗的雨天                 | Rubberband 健兒                           | 姜濤 孤獨病                                 |                                             |                                              |
| 39   | 應智越 渴                               | 徐加晴 短期租約                            | 謝雅兒 光                                 | Jace陳凱詠 隔離                             | 吳浩康 Feat. 農夫 農民Remake                | 徐天佑 機械輪迴                              |
| 40   | 林欣彤 次元壁                           | 廖貝瑩 許願池                              | 陳柏宇 感情這回事                         | 周慧敏 眼淚的堅強                           | 唐浩嘉 一刻女生                             |                                              |
| 41   | 鄭秀文 如何忍眼淚                       | 陳蕾 荒島之幻象                            | 曾柏鈞 下毒                               | 涂毓麟 視像見                               | 鍾楚翹 Midsommar                            | KB李健宏 又要威又要驚                        |
| 41   | Zpecial 深夜告別練習                    |                                            |                                           |                                             |                                             |                                              |
| 42   | Carrier帶菌者 不倒翁                    | 廖舒衡、Delta T 實時慰飼                   |                                           |                                             |                                             |                                              |
| 43   | 艾妮 曖昧                               | VSing Hear My Voice                        | 鍾達茵 明明愛你                           | 曾樂彤 天空之門                             |                                             |                                              |
| 44   | Dear Jane 最後一間唱片舖                | 鄭欣宜 小夜燈                              | JUDE曾若華 十分錯                         | Nowhere Boys 最後的搖滾                     | Jace陳凱詠、林家謙 隔離（Studio Live Duet） | 泳兒 溝渠暢泳                                |
| 44   | 衛蘭 帶走你的垃圾                       | 曾柏鈞、邱詩凌 噗通                        | Gin Lee李幸倪 美男子與香煙                | 馮允謙 A New Day                            | Michael C 對頻之間                          |                                              |
| 45   | AGA江海迦 So Called Love Song           | 陳奕迅 致明日的舞                          | 曾贊學 Feat. Delta T I am Going On        | Dusty Bottle Paradise                       |                                             |                                              |
| 46   | 趙慧珊 Fearless                         | VOB Beat The Virus                         | 陳健安 時光邊緣的人                       |                                             |                                             |                                              |
| 47   | 梁釗峰 笑哈哈先生                       | 鄭中基 My Only One                         | The Pancakes As Brave As that Stupid Girl | Robynn Yip Little Love                      | 洪嘉豪 窮小子                               | 葉巧琳 二人份                                |
| 47   | 麥浚龍 我在切爾諾貝爾等你               | 張國榮 我（永遠都愛 The Reprise）          | 許廷鏗 慌                                 | Kendy Suen 面目                             | 劉德華 繼續美麗                             | 關智斌 暫定                                  |
| 47   | 李克勤 Feat. 微辣 為食熊貓              |                                            |                                           |                                             |                                             |                                              |
| 48   | 張國榮 路過蜻蜓（Piano in the Attic）   | Jer柳應廷 風靈物語                         | Rubberband 每道微小                       | 張國榮 寂寞有害（Ancient Boutique）         |                                             |                                              |
| 49   | 林俊傑 倖存者                           | Anson Kong江𤒹生 金星女孩                  | 劉浩龍、小肥 砒霜之後                     |                                             |                                             |                                              |
| 50   | 麥浚龍、謝安琪 合唱歌                   | MIRROR One And All                         | 吳林峰 越壞越強                           | 艾粒 奇妙事不斷有                           | All For One 點火                            | 林家謙 時光倒流一句話                        |
| 50   | 姜濤 Feat. JhenF. 愛情簽證申請          | 鄧麗欣 著地                                | 容祖兒 東京人壽                           | 陳柏宇 哪個明日                             | 鄧小巧 Mean                                 | 劉德華 誰能明白我                            |
| 50   | JUDE曾若華、MC張天賦 十分錯（合唱版）   |                                            |                                           |                                             |                                             |                                              |
| 51   | 林師傑 尊悲不分                         | 謝高晉 慢播                                | 龔柯允 原來．未忘                         | 章尾而 Pretty Lier                          |                                             |                                              |
| 52   | ToNick 一口氣                           | Anson Lo盧瀚霆 角落生物                    | Supper Moment 用呼吸栽種最美麗的花        | 黃妍 我心中尚未崩壞的部分                   | 陳奕迅 是但求其愛                           |                                              |

### 2021年
| 週數 | 歌曲                                                    | 歌曲                                            | 歌曲                                   | 歌曲                                      | 歌曲                                                        | 歌曲                                          |  |
| 1    | 周國賢、ToNick 時間的初衷                               | SoulJase 藍染                                   | Ian陳卓賢 背伴                         |                                           |                                                             |                                               |  |
| 2    | 馮允謙 遠在眼前                                         | Pandora樂隊 非理想愛人                          | 林聰 兼職靈魂                          | Judas羅凱鈴 定喜歡你                      |                                                             |                                               |  |
| 3    | Serrini ~旋轉With Me*                                   |                                                 |                                        |                                           |                                                             |                                               |  |
| 4    | 薛凱琪 哥本哈根的另一個我                               | 林欣彤 無名指的勇氣                             | 泳兒 所有遺失的東西                    | One Promise 明年見                        | Supper Moment 波板糖                                        | Nowhere Boys 種子                             |  |
| 4    | 鄭融 多喝水                                             | per se 不日之約                                 | 許廷鏗 痛                              | 岑寧兒 常願意                             | 吳林峰 一切安好                                             | 陳健安 惡夢經                                 |  |
| 4    | 衛蘭 低級趣味                                           |                                                 |                                        |                                           |                                                             |                                               |  |
| 5    | 梁釗峰 偉人                                             | 張敬軒 俏郎君                                   | FreshLife 如果這世界沒有你             |                                           |                                                             |                                               |  |
| 6    | Dear Jane 未開始已經結束                                | 王嘉莉 Queen 148                                | Hey Joe Trio 潛意識告白                | 譚杏藍 陀螺                               |                                                             |                                               |  |
| 7    | Yellow！野佬 喜歡上一個人                               | Sadjay 曹操傳                                   | 江逸天 A Thousand Winds                | Gin Lee李幸倪 開燈．熄燈（熄燈版）        | Jace陳凱詠 虛擬人與我                                       | Michael C 黑犬默語                            |  |
| 7    | 林奕匡 時間的囚犯                                       | 神奇膠 Feat. CatLun @ P!SCO 午夜浪漫            | 吳林峰 Feat. 樂壇已死大合唱團 樂壇已死 | 楊雅餘、Delta T 都市 Lonely Night         | 曾樂彤 不一樣的我                                           | KOLOR 可再遇見                                |  |
| 7    | ToNick 一進不退                                         | 周殷廷 遲了悔改                                 | 鄭伊健 Stronger                        |                                           |                                                             |                                               |  |
| 8    | C AllStar 集合吧！地球保衛隊                            | 陳蕾 旁觀有罪                                   | 葉巧琳 浸浴                            |                                           |                                                             |                                               |  |
| 9    | P1X3L Braceless                                         | Canband 同一起                                  |                                        |                                           |                                                             |                                               |  |
| 10   | 陳葦璇 本日終了                                         | 黃妍 天光前                                     | Edan呂爵安 E先生連環不幸事件           | AP潘宇謙 罪人勿語                         | 泳兒、per se 所有遺失的東西（合唱版 - Nothing Is Lost Mix） | 梁業 Lady Killa                               |  |
| 10   | 衛詩 一知半解                                           | 石詠莉 100 歲備忘錄                             | Hey Rachel 就讓我陪你走過              | Anson Lo盧瀚霆 EGO                        |                                                             |                                               |  |
| 11   | 石山街 暗戀家                                           | Mike曾比特 我不如                               | 何嘉莉 兩種人                          |                                           |                                                             |                                               |  |
| 12   | 陳蕾 純真傳說                                           | 衛蘭 漣漪                                       | 衛詩 終身美麗                          | 許廷鏗 追憶                               | 林欣彤 深愛著您                                             | Dear Jane 愛的呼喚                            |  |
| 12   | 洪嘉豪 幾分鐘的約會                                     | JUDE曾若華 零時十分                             |                                        |                                           |                                                             |                                               |  |
| 13   | AGA江海迦 City Pop                                      | 陳柏宇 悔過書                                   | 鄭欣宜 @princejoyce                    | ERROR I Promise                           | Kiri T 10000 Ft.                                            | One Promise、Jer柳應廷 明年見（Duet Version） |  |
| 14   | TRI.BE Doom Doom TA                                     | 容祖兒 煙花紀                                   | 趙浚承 My World                        | 關智斌 隱形人                             |                                                             |                                               |  |
| 15   | MIRROR Warrior                                          |                                                 |                                        |                                           |                                                             |                                               |  |
| 16   | JUDE曾若華 醒                                           | 何雁詩 灰夠                                     | 王菀之 The Pink Room                   | Kendy Suen 白眉                           | Supper Moment Yes I Do                                      | 衛詩 面對後悔的各種方法                       |  |
| 16   | 洪卓立 你那邊好嗎？                                     | 黃凱逸 沒什麼                                   | Serrini 自由散步                       | 姜濤 Master Class                         | 鄧月平 U                                                    | SENZA A Cappella 捉賊記                       |  |
| 17   | 區子琳                                                  | 鄧麗英 矮妹正傳                                 | 劉威煌 長話短說                        | per se 無門                               | 湯駿業 知道一半的事                                         |                                               |  |
| 18   | YOLO 選擇困難                                           |                                                 |                                        |                                           |                                                             |                                               |  |
| 19   | 林家謙 神奇的糊塗魔藥                                   | 張進翹 今天我不想做嘢                           | 石山街 幻象                            | 曾樂彤 躲不開的一課                       | 龔柯允 一轉眼                                               | 戴晉揚 我唔算靚仔                             |  |
| 19   | 徐加晴 Feat. KZ 未來未來                                | Ian陳卓賢 DWBF                                  | 莫文蔚 因一個人而流出一滴淚            | MC張天賦 Good Time                        | 藍杰 早班車                                                 | 關心妍 腍                                     |  |
| 19   | 洪嘉豪 謎之微笑                                         | 張敬軒 Sweet Escape                             | 何家銘 生存模式研究所                  | 林欣彤 不如憎你                           | Anson Kong江𤒹生 黑之呼吸                                   |                                               |  |
| 20   | C AllStar 留下來的人                                    | 吳浩康 十倍速                                   | FIESTER Before We Fade Away            |                                           |                                                             |                                               |  |
| 21   | 鄭欣宜 Feat. ANSONBEAN @princejoyce                     |                                                 |                                        |                                           |                                                             |                                               |  |
| 22   | 黃妍 無聲浪                                             | 郭嘉駿 睡到三點                                 | 馬浚偉 交換愛情                        | 譚杏藍 悲傷的一千種練習                   | Jace陳凱詠 I Wish                                           | 陳蕾 屈機                                     |  |
| 22   | Eagle陳天翺 Leave The World Behind                      | 李浩軒 同班車的約定                             | Serrini 我在流浮山滴眼水.jpg           | 林奕匡 沉思者                             | Winter Bagels 甚麼都沒有錯                                  | 力臻 都市爬行                                 |  |
| 22   | Kerryta 心野                                            | 鄭欣宜 先哭為敬                                 | Jer柳應廷 狂人日記                     | Gareth.T Boy Friend Material              | Zpecial 年少輕狂                                            | 雷同二友 沒有東西送給您                       |  |
| 22   | ToNick 離散序                                           | 張蔓姿 姿態                                     | 李靖筠 像極了愛情                      | 鄭秀文 萬物有時                           |                                                             |                                               |  |
| 23   | 衛蘭 It's OK To Be Sad                                  | 莫文蔚 The Way You Make Me Feel（2021 Version） | 莫文蔚 戀一世的愛（2021 Version）      | 莫文蔚 初戀（2021 Version）               |                                                             |                                               |  |
| 24   | （歌手待定） Lena                                       | Revery 蜉蝣人                                   | Dear Jane 聖馬力諾之心                 |                                           |                                                             |                                               |  |
| 25   | 馮允謙 思念即地獄                                       | Jan Curious 媽媽                                |                                        |                                           |                                                             |                                               |  |
| 26   | 葉巧琳 怪物（心獸 Version）                             | MIRROR Boss                                     | per se 孤獨之塔                        | 章尾而 我們都沒有錯                       | 謝安琪 離不開                                               | 吳嘉禧 逐步拾回自己                           |  |
| 26   | Mike曾比特 我不是邱比特                                 | 吳林峰 Feat. K&H 大半生愛人                     | 安俊豪 可以呀                          | Delta T 寂寞的雪糕                        | 泳兒 孤毒                                                   |                                               |  |
| 27   | 袁學謙 三百呎環遊世界                                   | MC張天賦 反對無效                               | 鄒旻諾 迴                              | The Black Sheepee 季候鳥                  | 候慧寧 脫單前的六個月                                       |                                               |  |
| 28   | JB 得個等                                               | Eagle陳天翺 Our Last Day                        | 小肥、Serrini 青春頌                   | 衛詩 想改寫的事                           | Zarahn 猛鬼街                                               | 陳柏宇 純白                                   |  |
| 28   | R.O.O.T 宜蘭食雪糕                                      | RubberBand Ciao                                 | 許靖韻 情歌之後                        | Winka陳泳伽 CUPID-19 十九邱比特           |                                                             |                                               |  |
| 29   | Twins 小小女人                                          |                                                 |                                        |                                           |                                                             |                                               |  |
| 30   | ERROR 我們不Chok                                        |                                                 |                                        |                                           |                                                             |                                               |  |
| 31   | 張蔓姿 深夜浪漫                                         | 石詠莉 期間限定                                 | 蔡港評 Anymore                         | 林海峰 Uncle                              | 陳蕾 我想和你好好的                                         | Hey Joe Trio Feat. Dash 最耀眼                |  |
| 31   | 享樂團 撤出理想地圖                                     | 何家銘 自救                                     | Yusobeit 水裡去                        | 林欣彤 林中鳥                             | 涂毓麟、戴祖儀 我們再不講再見                               |                                               |  |
| 32   | Jolie陳逸璇 不再分離                                    | 黃妍 輕盈                                       | 衛蘭、Lukas Graham Happy For You       |                                           |                                                             |                                               |  |
| 33   | Gareth.T Feat. Moon Tang Honest                         |                                                 |                                        |                                           |                                                             |                                               |  |
| 34   | 岑寧兒 風的形狀                                         | Edan呂爵安、Anson Lo盧瀚霆 突如其來的心跳感覺   | ANSONBEAN CRUSH (oh no!)               | Jer柳應廷 砂之器                          | 馮允謙 因愛之罪名                                           | Mike曾比特、JC陳詠桐 我不是邱比特（合唱版）   |  |
| 34   | Jace陳凱詠 Feat. Jan Curious I Wish（Poolside Version） | 鄭秀文 Feat. Shimica 新造的人                   | C AllStar 沒明日的恐懼                 | 林峯 唱情歌的人                           | 朱紫嬈 明．滅                                               | 神奇膠 我的一人前                             |  |
| 34   | Supper Moment 終於不回來                                | Ada李芷君 太子之花                              |                                        |                                           |                                                             |                                               |  |
| 35   | Edan呂爵安 小諧星                                       | Anson Lo盧瀚霆 不可愛教主                       | 倪辰 無床共枕                          | JUDE曾若華 私奔記                         |                                                             |                                               |  |
| 36   | Hey Rachel 塵                                           | 洪嘉豪 逆時車站                                 | 泳兒 荊棘海                            |                                           |                                                             |                                               |  |
| 37   | Lokman楊樂文、Anson Kong江熚生 虎道門                   | JNYBeatz Feat. 郭嘉駿 你是我的Bae               | Jan Curious 逐個逐個                   | Nowhere Boys 無處遊人                     | 小肥 廢柴                                                   | 張敬軒 重頭開始                               |  |
| 37   | Robynn Yip 尚有一堆理由顯出我優秀                       | 黃靖 Home                                       | 陳明憙 聲之靜                          | MC $oHo & KidNey Feat. Kayan9896 係咁先啦 | Merry Lamb Lamb、ThrewSea拋海 不清醒都市                    | 鄧麗英 Free Rider                             |  |
| 37   | 鄭欣宜 罰你                                             | Ian陳卓賢 搞不懂                                | 鍾雨璇 Feat. Heartgrey Save A Life     | CHANKA陳嘉 無恙                           | 陳葦璇 Feat. Eagle陳天翺 See You In My Dreams               | 謝霆鋒 對峙                                   |  |
| 38   | 葉巧琳、張進翹 心獸（怪物 Version）                     | 姜濤 Dear My Friend,                            | Kasey Pong Feat. Vanish 對             | Kendy Suen 無名故事                       | 布志綸 第一億次細胞分裂                                     | 朱豔強 Boy Boy                                |  |
| 38   | MastaMic 食色                                           | 張進翹 無可救藥的浪漫                           |                                        |                                           |                                                             |                                               |  |
| 39   | Chaelia黃樂欣 靈魂暗夜                                  | 趙慧珊 愛人如己                                 | Zolarwind 2.0 馬騮戲                   | 許靖韻 I'm Sorry                          |                                                             |                                               |  |
| 40   | AGA江海迦 理性與任性之間                                | 周國賢 塵世美                                   | KOLOR 無名                             | 林欣彤 鐵樹                               | 梁詠琪 秋色                                                 | 衛詩 懸崖有路                                 |  |
| 40   | 林家謙 難道喜歡處女座（Alter Ego）                      | Yellow！野佬 剩低的離開的願可再約定一天再見     | 鄭秀文 螢（生日音樂 Live MV Version）  | 陳柏宇 結                                 | 蔡健雅 Feat. 阿雲嘎 Into The Wild                           | 梁詠琪 初戀                                   |  |
| 40   | 歐國成 渴望                                             | 李妍 Shopaholic                                 | MC張天賦 Loser                         | Gareth.T Speed Limit                      | Dear Jane 人類不宜飛行                                      |                                               |  |
| 41   | 吳林峰 明天一切如常                                     | 譚杏藍 花型人格                                 | 應智越 Ophiuchus                       |                                           |                                                             |                                               |  |
| 42   | 鄭中基 我們                                             | Gin Lee李幸倪 Feat. 張學友 日出時讓街燈安睡     |                                        |                                           |                                                             |                                               |  |
| 43   | 王菀之 倒數                                             | Delta T Robot Love                              | 陳凱詠 沒有無緣無故的恨                | Zpecial Feat. 周國賢 中二病人             | 章尾而 最後的黃昏                                           | 石山街 石山派                                 |  |
| 43   | 石詠莉 Rainy Day                                        | 陳慧敏 浪                                       | Anson Lo盧瀚霆 Megahit                 | C All Star 還有48小時                     | 林海峰 我與安多芬                                           | 林奕匡 關於愛的碎念                           |  |
| 43   | 李靖筠 差一些什麼                                       |                                                 |                                        |                                           |                                                             |                                               |  |
| 44   | Canband 3:13                                            | 鄭秀文 無人島                                   | 龔柯允 Sing A Live                     | 許廷鏗 佛系人生                           |                                                             |                                               |  |
| 45   | per se 純孩兒                                           |                                                 |                                        |                                           |                                                             |                                               |  |
| 46   | 劉奕兒 遺忘的名字                                       | 馮允謙 一步一悔過                               | One Promise 平凡人的自傳               | 謝安琪 未見過世面的招積                   | 謝安琪 靜夜歌                                               | Luna Is A Bep 每當幻變時                      |  |
| 46   | 鄭欣宜 最難行的路                                       | MC 張天賦 記憶棉                                | 鄧小巧 小島                            | 岑寧兒 勿念                               | 呂爵安 My Apple Pie                                         | 柳應廷 人類群星閃耀時                         |  |
| 46   | 洪嘉豪 主角光環                                         | 王苑之 人魚の夢                                 |                                        |                                           |                                                             |                                               |  |
| 47   | 關心妍 原諒的力量                                       | LK高暉 一人搖擺派對                             | 林二汶 自白的勇氣                      | FIESTER 形意標籤                          | 楊樂文、江熚生、Nowhere Boys 虎道門（Acoustic Version）     |                                               |  |
| 48   | 曾比特 奔跑吧                                           | XTIE frenemy                                    | 唐浩嘉 花非花                          |                                           |                                                             |                                               |  |
| 49   | 江熚生 三個字                                           | Yi Yan易欣 人渣心理指南                         | 梁心頤、陳勢安 再也沒有你              | 陳柏宇 對得起自己                         | 陳蕾 沙門                                                   | All For One Feat. Jannes 裂痕                 |  |
| 49   | 黃妍 兩個月亮                                           | JUDE曾若華 傻瓜機                               | 戴晉揚 花落誰家（2021 Version）        | Nowhere Boys 我在                         | MIRROR All In One                                           | 容袓兒 不配                                   |  |
| 49   | 泳兒 沉溺                                               | 黃淑蔓 致未來的我                               |                                        |                                           |                                                             |                                               |  |
| 50   | 黃凱逸 尖八角                                           | C All Star 北極熊的遺言                         | 王菀之 印象                            |                                           |                                                             |                                               |  |
| 51   | 李靖筠 2+1=1                                            | J.Arie 判官之印                                 |                                        |                                           |                                                             |                                               |  |
| 52   | 林家謙 在空中的這一秒（Animation MV）                   | 光頭幫TomFatKi 太陽花 PART II                   | 湯駿業 如風                            | 張敬軒 On My Way                          | WHIZZ 之所以我們都在歇斯-                                   | 林奕匡 解答                                   |  |
| 52   | ANSONBEAN、鄧麗英 you made my day (with Lai Ying)       | P1X3L Just Lean On Me                           | MC $oHo & KidNey Black Mirror          | 林海峰 返鄉下耕田啦你                     | 葉巧琳 難道我還未夠難                                       | 陳凱詠 收聲多謝                               |  |
| 52   | Gareth.T 勁浪漫超溫馨                                   | 馮允謙 冬日寂寞考                               | Ah Hei Lonely Chris                    | Gareth.T、陳苡臻 雪不完的浪漫             |                                                             |                                               |  |

### 2022年
| 週數 | 歌曲                                                 | 歌曲                                               | 歌曲                                                  | 歌曲                                                   | 歌曲                                          | 歌曲                                    |
| 1    | 林峯 不計前嫌                                        | Yusobeit #CELEBRATION                              | Yuki Lovey Island                                     | Tyson Yoshi That Guy                                   |                                               |                                         |
| 2    | 鍾楚翹 Neverland                                     | 雷有輝 女同學                                      | 歌莉雅 快速成長日記                                   | Tyson Yoshi、Gareth.T December                         |                                               |                                         |
| 3    | 王若琳 You're Breaking My Heart                      | 姜濤 鏡中鏡                                        | 林欣彤 修養動物                                       | 小塵埃 第二次告白                                      | MIRROR 12                                     | RubberBand 好好地過                     |
| 3    | MC張天賦 時候不早                                    | Gin Lee IDK                                        | 周興哲 你不屬於我                                     | 布志綸 想再和你看煙花                                  |                                               |                                         |
| 4    | GJ蔣卓嘉、魏如萱 EY                                  | 艾粒 組合                                          |                                                       |                                                        |                                               |                                         |
| 5    | A-Lin 盡情旋轉                                       | 光頭幫TomFatKi Gambling                            | JNYBeatz Feat. 林家謙 靈魂出竅練習曲                  |                                                        |                                               |                                         |
| 6    | 六膠 膠on!                                           | 梁業 Dear MaMa                                     | Eagle陳天翺 最好好好講再見                            | 周國賢 身後身                                          | 許廷鏗 修羅場                                 | 陳柏宇 有我                             |
| 6    | 郭嘉駿 再次PuppyLove                                 | 張進翹、一鋪清唱 月光之約                          | ToNick 再見止痛藥                                     | 陶大宇 紅陶大宇喜迎春                                  | Dear Jane Feat. Young Hysan 地球空心論        | 馮允謙 生不逢時                         |
| 7    | 黎啟峰 三生有幸給挑選                                | 張蔓姿 一樣                                        | 衞蘭 Little Miss Janice                               | 谷旻 滾回你的前度                                      | C AllStar 共同望銀河那時                      |                                         |
| 8    | 姜濤 Feat. AGA江海迦 I Know                          | per se 杜松樹之鳥                                  | 吳業坤、Cousin Fung 難得你和我                        | 薛凱琪、麥浚龍 月球上碰面                              |                                               |                                         |
| 9    | COLLAR Call My Name!                                 | R.O.O.T Feat. 9m88 Wanna Be Like You               | 柳應廷 MM7                                            | Delta T Feat. JNYBeatz Creamy Boy                      | 五月天 Feat. 周杰倫 龍捲風（2022 Version）    | 韋禮安 如果可以                         |
| 9    | 黃妍 Little People                                   | 林海峰 AUNTIE                                      | 曾比特 新年快樂                                       | 洪嘉豪 及時行樂                                        | 彭家麗 醜怪                                   | 張蔓莎 剎那的                           |
| 9    | Serrini 樹                                           |                                                    |                                                       |                                                        |                                               |                                         |
| 10   | 光頭幫TomFatKi TFK Party                             | 泳兒 葉落冰川                                      | E-Kai I Know They Know                                | 吳林峰、謝芊彤 我也難過的                              | 顧定軒 尼斯                                   |                                         |
| 11   | 五月天 月亮代表我的心（2022 Version）                | KB李健宏 Feat. 李炘頤、鄭伊琪 行啦喂！             | 告五人 好不容易                                       | 雷有輝 平行空間                                        |                                               |                                         |
| 12   | Della丁噹 約定（2022 Version）                       | 林家謙 某種老朋友                                  | The Sulis Club 太晚了（Short Version）                | ERROR 愛情值日生                                       | 側田 Feat. Ted Lo 第一秒                      | 李駿傑 半                               |
| 12   | 陳卓賢 留一天與你喘息                                | 宇宙人 藍色的你                                    | The Hertz Feat. Serrini 妖                            | 艾妮 情緒勒索                                          |                                               |                                         |
| 13   | 岑寧兒 無常家                                        | 劉若英 誠實                                        | Regen.C Wish You Were OK                              | Anson Lo盧瀚霆 Mr. Stranger                            | 丁噹 你是心動的理由                           | 張蔓姿 不言自明                         |
| 13   | WHIZZ 二話都說                                       |                                                    |                                                       |                                                        |                                               |                                         |
| 14   | 馮允謙 報復式浪漫                                    | 麋先生 長成什麼樣子算愛情                          | 周興哲 想知道你在想什麼                               | 譚杏藍 樹目                                            | Robynn Yip 時光樹                             |                                         |
| 15   | 麋先生 反骨歸真                                      |                                                    |                                                       |                                                        |                                               |                                         |
| 16   | Tinque.C陳薔天 沉淪在你的世界觀                      | 王智德、江𤒹生 REBOUND                             | 曾樂彤 一決高下                                       | 鄧小巧 兩種語言                                        | COLLAR Never-never Land                       | 許廷鏗 沒有人可以為你的幸福負責         |
| 16   | The Hertz Now Here, Man!                             | 林峯 幼稚未完                                      | 黃妍 Feat. 何秉舜 Little People（Piano Live Version） | Judas羅凱鈴 且行且珍惜                                 | Charming Way Feat. Ashi Blue Moon Day         | Kendy Suen 日月無常                     |
| 17   | 衛蘭、Kiri T Dating Rules                            | J.Sheon 不良示範                                   | Eric Kwok 等埋你                                      |                                                        |                                               |                                         |
| 18   | AP潘宇謙 我道                                        | 區子琳 瘟疫在愛蔓延時                              | 鄭欣宜 But I'm Not Lonely                             |                                                        |                                               |                                         |
| 19   | 呂爵安 Elevator                                      | per se the beast                                   | Mansonvibes QUEST?ONS                                 | 鄭欣宜 豐乳肥臀                                        | 章尾而 Falling                                | 林一峰 分分鐘需要你（2022 Version）     |
| 19   | 高暉LK 有志無時                                      | 馮允謙 Feat. Moon Tang 報復式浪漫（Sweet Version） | 張雅卓 I Will Try                                     | 柳應廷 離別的規矩                                      | 陳明憙 多謝恐懼                               | Poki吳保錡 猥瑣                         |
| 19   | 泳兒 早上37.2度                                      | MC張天賦 小心地滑                                  | Dear Jane 脫骹的華爾茲                                | 陳慧敏 泰姬                                            |                                               |                                         |
| 20   | 蘇慧倫 我是我的                                      | 五月天 香水（2022 Version）                        | Jace陳凱詠 Long D                                     | 側田 Feat. Eric Kwok 老伙記                            | 陳蕾 世界與你無關                             |                                         |
| 21   | Edward C陳浩 半意識                                  | Dark黃明德 留班同學                                | 許廷鏗 煽風點火                                       |                                                        |                                               |                                         |
| 22   | 姜濤 作品的說話                                      | 林欣彤 飛                                          | 衛詩 自動修正                                         | 陳柏宇 Feat. Novel Fergus 墜落                         | 江𤒹生 信之卷                                 | FIESTER VARIOUS                         |
| 22   | per se 竊竊詩                                        | P1X3L Feat. Jace陳凱詠 This Is How We Roll         | AGA江海迦 Tomorrow                                    | Cloud雲浩影 願望之翼                                   | 黎展峯 跳                                     | 法蘭 Feat. 鳳小岳 摔碎                  |
| 22   | Mr.Brown陳布朗 那件曾經答應自己的事情                | 林家謙 doodoodoo                                   | 馮允謙 Freakin' Nightmare                             | 布志綸 飛鳥俠                                          | Claudia Koh許東晴 保護式                      | COLLAR Gotta Go!                        |
| 23   | 陳卓賢 Got U                                         | 麗英 東京一轉                                      | MIRROR Innerspace                                     | Pandora樂隊 風月                                       | 洪嘉豪 活人鏢靶                               | 告五人 溫蒂公主的侍衛                   |
| 23   | 魏嘉瑩 Feat. 雞丁 不完美不後悔                       | 林日曦 啲dur掛住初戀                               | 吳浩康 見字醫病                                       | Kerryta #RBF                                           |                                               |                                         |
| 24   | DEZ余宗遙 綠洲                                       | ToNick 玩物喪偶                                    | 雷同二友 轉著轉著                                     | 關心妍 約                                              |                                               |                                         |
| 25   | 張敬軒 賽勒斯的愛                                    | 鄭欣宜 我地                                        | Gareth.T Confidence                                   | ZolarWind 2.0 我和成長了的我對話                       | 石山街 先知                                   | One Promise I'll Be Fine                |
| 25   | Aiden洪助昇 憑實力單身                               | CY陳宗澤 神經刀                                    | 張蔓姿 PANDA                                          | Kayan9896 Be Around                                    |                                               |                                         |
| 26   | 洪嘉豪 這天那天某天                                  | 洪嘉豪 防火門                                      | 洪嘉豪 救                                             | 洪嘉豪 我懂                                            | 梁雪瑤 如果明天                               | 岑寧兒 這裡                             |
| 26   | 張蔓莎 Feat. Lewsz 到時見                            | 盧冠廷、麥浚龍 旋律．故事                          | Triple G GIGGLE                                       | 薛晉寧、Yuki Lovey 戀人                                |                                               |                                         |
| 27   | Cousin Fung 踏遍星塵來治癒（Tears Remix）            | 何家銘 同呼同吸                                    |                                                       |                                                        |                                               |                                         |
| 28   | 泰倫斯 SHINE                                         | JUDE曾若華 當你睡著的時候                          | 衛蘭 現代戀愛安全手冊                                 | 張天穎 No Money No Honey                               | Gin Lee李幸倪 剛好                            | ANSONBEAN RISE                          |
| 28   | Moon Tang I Hate U                                   | The Sulis Club CRAY CRAY                           | Yusobeit 56kbps                                       | 小塵埃 Finish It Don't Quit                            | iii、陳健安 雷公                              |                                         |
| 29   | 古巨基、呂爵安 飄流教室（2022 Version）              | 側田 悲中帶喜                                      | WHIZZ 不可救藥的...                                   | Kayan9896 Not Too Close                                | Phoebus吳啟洋 漸漸地                          | 林倩甯 過路邊                           |
| 29   | 崔碧珈 Get It Right                                  | Dorothy劉君冬 綠野仙蹤                             | 黃妍 世界以痛吻我而我歌唱                             | Ashia廖嘉敏 做個回憶作回憶                             | 黃妍 世界以痛吻我而我歌唱（Acoustic Version） |                                         |
| 30   | 陳柏宇 Feat. Novel Fergus 墜落（Novel Fergus Remix） | Young Hysan Favorite Drug                          |                                                       |                                                        |                                               |                                         |
| 31   | Cloud雲浩影 到了那裡就對吧                           | 神奇膠、小肥 誰人發明IT狗                          | Mischa葉巧琳 人間英靈                                 | 顧定軒 XY                                              | 琳誼Ring 我還年輕我還年輕（2022 Version）     | SENZA A Cappella 留聲                   |
| 31   | Ben Chiu 粉身碎骨                                    | Frankie Yip FF                                     | 吳林峰 土撥鼠之日                                     | 馮允謙 給缺席的人唱首歌                                | 林家謙 夏之風物詩                             | per se 閃念                             |
| 31   | Jerald Happy Me                                      | Serrini 樹木真美                                   |                                                       |                                                        |                                               |                                         |
| 32   | 柳應廷 自毀的程序                                    | 周杰倫 最偉大的作品                                | COLLAR OFF／ON                                        |                                                        |                                               |                                         |
| 33   | 告五人 我以為你不會出現                              | 彭永琛 床上跳飛機                                  | 鄺星宇 明年新人不是我                                 | Chor鍾楚翹 渡澗                                        | Claudia Koh許東晴 星光一眼可尋                | CHANKA陳嘉 ‧‧－（U）                    |
| 34   | All For One 末日現場                                 | 衛蘭 呼吸之間                                      | CY Leo何卓彥 倒數十六日                               | 趙頌茹 大致天晴．間中有雨                              | Luna Is A Bep Feat. OJ Reambillo 嗰一晚       | Delta T 月下舞                          |
| 34   | JNYBeatz Feat. 張繼聰 Let's Take It Easy             | MC張天賦 老派約會之必要                            | 洪嘉豪 污糟兒                                         | Pam鍾達茵 未來見（2022 Version）                       | 梁釗峰 火燒心                                 |                                         |
| 35   | 黃劍文 人間飄浮                                      | 陳葦璇 一個傻瓜一個啞                              | 周杰倫 還在流浪                                       | Cheronna吳嘉禧 而這麼多年以後                          | Zpecial 完全無關的事                          | The Hertz So Deep!                      |
| 36   | Lillian陳凱彤 糊塗愛                                 | JNYBeatz Feat. Delta T、朱琳 No More Words To Say  |                                                       |                                                        |                                               |                                         |
| 37   | Ian陳卓賢 Distance                                   | 林家謙 邊一個發明了ENCORE                          | A-Lin 38一朵花                                        | AP潘宇謙 Amelia                                        | Dark 黃明德 沒有穿校服的日子                  | 周杰倫 粉色海洋                         |
| 37   | 周杰倫 錯過的煙火                                    | 艾粒 邊個話你醜                                    | ANSONBEAN OMG（on my grind）                          | 應智越 Cut!                                            | 陳健安 創作者的派對                           | Yellow! 野佬 Feat. 麗英 有誰露營        |
| 38   | 泳兒 18部半                                          | 蘇麗珊 不是男孩                                    | 布志綸 爸爸好嘢                                       | Byejack 和暖的風                                       | 李妍 陰暗面                                   | Pandora樂隊 聖人模式                    |
| 38   | 湯駿業 不完滿結束                                    | Cozy Syndrome 沒遺憾放任                           | Gin Lee李幸倪 虛榮                                    | SoulJase 日月如梭                                      |                                               |                                         |
| 39   | 小肥 長相厮守（2022 Version）                        |                                                    |                                                       |                                                        |                                               |                                         |
| 40   | 林欣彤 不怕                                          | 周國賢 太平道                                      | 陳蕾 下流社會                                         | Yusobeit 蕪鳴                                          | XTIE Spaceship                                | 林峯 樓下有人                           |
| 40   | 鄭欣宜 Glitterfalls                                  | Travis歐國成 Kacey                                 | ToNick 量子糾纏                                       | 張蔓莎 未算壞                                          | Kayan9896 Hell No                             | Chris陳杰 說不出的對不起                |
| 41   | 陳柏宇 命盡頭                                        | 古巨基、MC張天賦 自我安慰（2022 Version）          | Jeremy李駿傑 九                                       | Lowa盧華 Feat. Luna Is A Bep、CHANKA陳嘉 世界 For Love | 艾粒 One Way                                  | 張蔓姿 關於纏綿                         |
| 41   | CY陳宗澤 罐頭湯                                      | Jocelyn陳明憙 放下的頻率                           | Tinque.C陳薔天 奢侈的夢                               | 謝安琪 憶年                                            | Cousin Fung 心靈的進行曲                      |                                         |
| 42   | G.E.M.鄧紫棋 GLORIA                                  | JUDE曾若華 晚睡症                                  | Dark黃明德 只想和你吃漢堡                             | 吳保錡 羅曼蒂克衰亡史                                  | Cloud雲浩影 密切接觸者                        | RubberBand 這刻我們                     |
| 42   | 安俊豪 還好沒有你在                                  | One Promise I'm Sorry                              | Ben Chiu Feat. 黃淑蔓 我在每個宇宙都                  | SOPHY王嘉儀 自然變態                                   |                                               |                                         |
| 43   | 陳曉東 這種年紀                                      | 石山街 Happy Song                                  | Phoebus吳啟洋 Close Friend                            | DEZ余宗遙 平行線上                                     | 黎啟峰 棄養                                   | per se 在生                             |
| 43   | Mic周卓盈 雙魚座                                     | 蘇麗珊 年輕的事頭婆                                | Michael C 雙重標準                                    | Gordon Flanders INSECURE                               |                                               |                                         |
| 44   | Paula區子琳 抹去重來                                 | Zelos黃凱逸 晚泣                                   | 鄧小巧 最壞時活多天                                   |                                                        |                                               |                                         |
| 45   | 林家謙 記得                                          | 許志安 人與人之間                                  | 蘇煒喬 漸行漸遠                                       | 馮允謙 Take A Breath                                   | 雷有輝 回到未來                               | 鍾浩賢 難道青春是一種鄉愁               |
| 45   | 丁噹 女字旁                                          | 張天穎 OK Sure                                     | 浠彤 唔該一支梳打水                                   | 許廷鏗 亻言                                            | 告五人 給你一瓶魔法藥水                       | Gareth.T Buzzcut                        |
| 45   | 黃妍 7月24日大道                                     | 林德信、Robynn Yip Sparkling Wine                  |                                                       |                                                        |                                               |                                         |
| 46   | 劉若英 縮影                                          | Moon Tang I Love U                                 | 高暉LK 柏拉圖式早餐                                   | Carrier帶菌者 底線                                     | Rachel劉蘊晴 虎山行                           | Yellow! 野佬 抗氧化組合                 |
| 46   | Lowa盧華 寶貝                                        |                                                    |                                                       |                                                        |                                               |                                         |
| 47   | 白安 剛好                                            | 周殷廷 意外現場                                    | 黎展峯 To Go                                          | 李璧琦 鏡中的你好嗎？                                  | G.E.M.鄧紫棋 你不是第一個離開的人             |                                         |
| 48   | 安俊豪 休眠狀態                                      | MIRROR We All Are                                  | 梁祐嘉 光之處                                         | 吳林峰 俄羅斯套娃                                      | 彭家麗 是不是這樣的痛過人才算真正的成長過     | 何家銘 旋轉髮廊                         |
| 48   | 葉巧琳 勇者鬥惡言                                    | 泳兒 Little Fires Everywhere                       | MC張天賦 乾                                           | 古巨基、葉巧琳 樓下有人（2022 Version）                | Dear Jane 到底發生過什麼事                    | 洪嘉豪 還原淚                           |
| 48   | 陳柏宇 有天                                          | Gareth.T 笑住喊                                    | 鄭欣宜 Glitterfalls Pt.2                              |                                                        |                                               |                                         |
| 49   | 衛蘭 我的視角                                        | 泰倫斯 永夜漂流                                    | Lewsz Sick And Tired                                  | Kiri T 扭擰雪糕屋                                      | Sona劉曉穎 自欺                               | Byejack 日出的缺口                      |
| 50   | Travis歐國成 離花                                    | mansonvibes It’s a sin.                            | One Promise 願意等你（Rap Version）                   |                                                        |                                               |                                         |
| 51   | P1X3L Whatever You Are                               | Jeremy李駿傑 阿波羅                                | CY陳宗澤 滴滴金                                       | Ian陳卓賢 地球上的最後一朵花                           | ToNick 光合作用                               | One Promise 願意等你                    |
| 51   | 韋禮安 明天再見                                      | Zpecial Not The One（Neither Of Us）               | 黃妍 心的全部                                         | Anson Lo盧瀚霆 永順街39號                              | 阿信、告五人、白安 我們都活在進化之中         | A-Lin 姊妹旅行                          |
| 51   | 蔡佩軒 聽不見的愛情                                  | 鄭欣宜 恐懼蠶食心靈                                | 洪嘉豪 海邊的呀豪                                     | XTIE Skin                                              | 匿名事件 哭Line                               | Poki吳保錡 Feat. Dee何啟華 Am I Crazy？ |
| 52   | 彭永琛 Feat. 鄭鉉義 不用想念我                       | 韋禮安 世界上最重要的人                            | ANSONBEAN LOVE／PAIN                                  |                                                        |                                               |                                         |

### 2023年
| 週數 | 歌曲                                      | 歌曲                                                        | 歌曲                                                     | 歌曲                                     | 歌曲                                     | 歌曲                                           |  |
| 1    | 韋禮安 沒有人想念沒離開的人               | 王菀之、Serrini 誅神的黃昏                                  | 韋禮安 Feat. 徐佳瑩 不得不                               | 徐若瑄 明天不見                          | The Hertz 末世情書                       | Ann白安 不夠特別的我不要                       |  |
| 1    | Gigi張蔓姿 自救日常                       |                                                             |                                                          |                                          |                                          |                                                |  |
| 2    | 林海峰 重要嘅嘢講三次                     | 古巨基、Dark黃明德 一刻永恆（2022 Version）                 | 陳奕迅 人啊人                                            | 193郭嘉駿 越州公路193                    | SENZA A Cappella 群魔亂舞                | 宇宙人 我還繞著你在旋轉                        |  |
| 2    | Fran法蘭 Feat. 蕭敬騰 別來找我            | per se 通心術                                               | 梁業 塚・愛                                              | Nowhere Boys 地球候機室                  | Sabrina張蔓莎 自生自滅                   | VSing Hear Me Out                              |  |
| 2    | 蘇麗珊 愛情只是藝術品                     | JNYBeatz 你是我捱過困境的勇氣                               |                                                          |                                          |                                          |                                                |  |
| 3    | 陳蕾、岑寧兒 言之無物                     | 五月天 為你寫下這首情歌                                     | 魏嘉瑩 Feat. 陳零九 天空有多少種藍                       | Robynn Yip 自問自答                      |                                          |                                                |  |
| 4    | TomFatKi光頭幫 冰島                       | Zelos黃凱逸 吟鈴                                            |                                                          |                                          |                                          |                                                |  |
| 5    | Zeno顧定軒 教我                           | 雷同二友 讓時間變慢                                         | Serrini 樹仔                                             | FIESTER 是時候                           | Kendy Suen 未知色                        | Cloud雲浩影 Feat. AF 氣流                      |  |
| 5    | Jer柳應廷 坐看雲起時                      | 古巨基、Tyson Yoshi 第二最愛（2022 Verison）                | Brad李白 我不是詩人                                      | 從未遠離                                 | Charming Way Fall Back To Bed            | Aiden洪助昇 生活復常                           |  |
| 5    | Edan呂爵安 LOVERSE                        | 蔡依林 親愛的對象                                           | MC張天賦 Overkill                                        | Moon Tang Bad Weather                    |                                          |                                                |  |
| 6    | Sabrina張蔓莎 甜蜜在十點五十九分前        | ERROR Never Come Back                                       | 謝安琪 我的波利海妮婭                                    | FIESTER 洪流蝴蝶                         | 鄺星宇 慢慢咀嚼                          | ToNick、Kolor 無雙                             |  |
| 6    | Triple G 時間計                           |                                                             |                                                          |                                          |                                          |                                                |  |
| 7    | 艾粒 仍然未說的                           | 佘詩曼 前排位置                                             | Brad李白、大金、Miss Janni 神奇凡人的平行時空            |                                          |                                          |                                                |  |
| 8    | Anna hisbbuR 借夢                         |                                                             |                                                          |                                          |                                          |                                                |  |
| 9    | 王力宏 想見就能相見                       | 陳勢安 腦袋都是你                                           | Gin Lee李幸倪 Dum Dum                                    | 梁釗峰 至少還有你取暖                    | movin'、Ling Tse謝裕鈴 念茲在茲          | SOPHY王嘉儀 淹悶                               |  |
| 9    | PoLin柏霖 Feat. A-Lin 親害的              | 張若凡 等待被理解的人                                       | PoLin柏霖 走火入魔                                       | 韋禮安 Feat. 劉逼 初四阿北（老少咸宜版） | 許廷鏗 良心發現                          | LagChun力臻 Ain't No Party                     |  |
| 9    | Joey Tang 救命                            | 雨橋 戻れない MODORENAI                                     | Edward C陳浩 Crack It                                    | Gladys李靖筠 00000                       |                                          |                                                |  |
| 10   | 泰倫斯 Let's Never...                     | 張若凡 小鳥                                                 | 陳勢安 連輸入法都記得你                                  | 鄭欣宜 仍會等                            | 陳奕迅 盲婚啞嫁                          | 蔡佩軒 第一千零一顆流星                        |  |
| 10   | 岑寧兒 一個人走走                         | 立秋 逐日                                                   | 麗英 惡作劇完成                                          | Charming Way 想像想像                    | 林一峰 19 Forever                        | Mike曾比特 有誰共鳴（2023 Version）            |  |
| 11   | The Hertz 命之道                          | Ozone Unicorn                                               | 立秋 氵夕                                                |                                          |                                          |                                                |  |
| 12   | 馮允謙 入場人士注意                       | ANSONBEAN 聰明豆                                            | MC張天賦 世一                                            | 林欣彤 你是我的家                        | 黃妍 異地書                              | Dear Jane 懷舊金曲之夜                         |  |
| 12   | Lewsz Can't Stop                          | 陳蕾 窮人的薔薇                                             | XTIE New Classic                                         | Zpecial Her                              | The Origins 日落                         |                                                |  |
| 13   | 洪嘉豪 My Secret Park                     |                                                             |                                                          |                                          |                                          |                                                |  |
| 14   | COLLAR The Bright Side                    |                                                             |                                                          |                                          |                                          |                                                |  |
| 15   | 林倩甯 禁入空間                           | Marf邱彥筒 *~Silencio...Shh                                 | 陳柏宇 一人傍晚藝術館                                    | 谷旻 逃                                  | 林家謙 小林不動產                        | Gigi張蔓姿、Lewsz I Can Get What I Want        |  |
| 15   | Gareth.T 國際孤獨等級                     | 吳林峰 捱麵包的人                                           | Georgina陳樂頤 食鹽之道                                  | 張國榮 無需要太多（2023 Version）        | Winka陳泳伽 一手造成                     | 鄭秀文 Feat. 好青年荼毒室 愛是...2.0           |  |
| 15   | Marco葉振弘 海島與少年                    | G.Racie王君馨 Light It Up                                   | Jeremy李駿傑 CLOSER                                      | Jeffrey魏浚笙 第一個迷                   | Jer柳應廷 從零開始的新世界               |                                                |  |
| 16   | YanTing周殷廷 My Everything               | Kerryta周子涵 孤獨的戀愛家                                  | Kira陳葦璇 高敏族                                        |                                          |                                          |                                                |  |
| 17   | Anson Lo盧瀚霆 Money                      | 韋禮安 芭樂歌                                               | Miss Janni 唉                                            |                                          |                                          |                                                |  |
| 18   | WHIZZ 愚笨的事                            | 英健朗 消失的冥王星                                         | 安俊豪 ON FIRE                                           | 告五人 你所到之處（就下雨）              | 五月天 戀愛ing（2023 Version）           | 駱胤鳴 微光                                    |  |
| 18   | Pandora 安全距離                          | Serrini Into The Forest                                     | ToNick 記得梳頭                                          | Andy黎展峯 無限+1                        | RubberBand 戀人日常（的直線抽擊）        | LaiYing麗英 全死角美少女戰士                   |  |
| 18   | 張學友 又十年                             | VSing 我要得到很多                                          | Vincent羅振峰 人間的慰勞曲                               | Yusobeit 不羨仙                          | AGA江海迦 MIZU                           | Byejack November 12                            |  |
| 18   | 陳慧敏 十年如一日                         | 泳兒 同歸於盡                                               |                                                          |                                          |                                          |                                                |  |
| 19   | 姜濤 追（2023 Version）                   | 蕭秉治 毒藥                                                 | 鼓鼓呂思緯 Feat. 魏嘉瑩 愛的方法（2022 戲劇版）          | Sukie鍾舒祺 大人の言                     | 張國榮 最愛是誰（2023 Version）          |                                                |  |
| 20   | 陳健安 繼續繼續                           | DEZ余宗遙 3.14                                              |                                                          |                                          |                                          |                                                |  |
| 21   | Kyra何潔瀅 仰望                           | YELLOW黃宣 Strawberry Green                                 | 陳蕾 伸縮自如的愛                                        | MC張天賦 花海                            | 鄭秀文 Feat. Jeffrey魏浚笙 致我們的夢想  | 張敬軒 隱形遊樂場                              |  |
| 21   | ANSONBEAN、Kayan9896 Feat. AKIKO GET WILD | 應智越 彼岸花                                               | R.O.O.T 針對人類                                         | Cloud雲浩影 自發性神經反應               | 黃妍 反烏托邦三部曲                      | 林家謙 萬一你是個好人                          |  |
| 21   | Natalie何榛綦 Time To Fly                 | Mischa葉巧琳 綜藝魂                                         | Poki吳保錡 Echo My Heart                                 | mansonvibes One Way Ticket               | 秋山黃色 SKETCH                          | per se 最後一個糊塗神                          |  |
| 21   | Cozy Syndrome Lights Ahead                | SoulJase 苦艾之吻                                           |                                                          |                                          |                                          |                                                |  |
| 22   | 鼓鼓呂思緯 好了啦                         | 陳明憙 Feat. 林一峰 17秒                                    | 五月天 Feat. 告五人 知足（2023 Version）                 | Yika吳爾珈 戀愛駅                        | Emiko徐嘉蔚 醬醬醬                       | AhDee湯駿業 浮光                               |  |
| 23   | Kendy Suen 飄流記                         | Ian陳卓賢 抱抱無尾熊                                        | HUSH 不要靠近                                            | MIRROR RUMOURS                           | Kiri T 歧義種子                          | Ring琳誼 Feat. 南西肯恩 在眼淚流光之前別叫醒我 |  |
| 23   | YE AHS Singalone Song                     | Gigi姜穎芝 夜闌人靜                                         |                                                          |                                          |                                          |                                                |  |
| 24   | Zpecial 特色單位                          | CHANKA陳嘉 Noisy                                            | Scrubb พรุ่งนี้（Someday）                                   | Stanley邱士縉 來不及                     | Regen C. Mess Around                     | GooChan 講再見                                 |  |
| 24   | Serrini 有錢嘅女人                        | CY Leo何卓彥 Feat. Young Hysan 完美崩壞                     | YanTing周殷廷 WANT                                       | RubberBand 宇宙大王                      | Edan呂爵安 ChatMrE                       | Nowhere Boys 我們的移動城堡                    |  |
| 24   | Fatboy梁業 Phat N Fresh                   | MC $oHo & KidNey 橋橋                                       | before the night ends 保持浪費                           |                                          |                                          |                                                |  |
| 25   | 布志綸 光之道                             | 逆流 示錄                                                   | O3鍾雨璇 Feat. Slept Kid Metaverse 360                   | Paula區子琳 上載中                       | Edward.C陳浩、Kada 晴天小姐              | Gin Lee李幸倪 單戀這件小事                     |  |
| 26   | G.F.F.子飛魚 飛魚之信仰                   | NOA BURN                                                    | 陳慧琳 風眼                                              | 許志安 不枉                              | 陳慧琳 我的親人                          |                                                |  |
| 27   | Adrian T. 宇宙之約                        | Aiden洪助昇 單曲循環症                                      | Chloe黃筠兒 我不好                                       | J1M3 Feat. Kendy Suen 雪崩               | 梁釗峰 已…（3235）                       | 潘釗彤 Party In Hell                           |  |
| 27   | Jaime張天穎 1 Step At A Time              | EOS BIG BANG                                                | 馬天佑 手指指                                            | Nancy Kwai Count To Three                | Gordon Flanders 歌手職訓101              | 薛晉寧 支力會（M）                             |  |
| 27   | LollyTalk 一把火                          | Tik鄧禮迪 同類                                              | LagChun力臻 專一擔當                                     | Wyllis暐翹 石破曲                        | 黃劍文 餞別酒                            |                                                |  |
| 28   | 3Think享樂團 殿堂                         | J1M3 Feat. 謝芊彤 樹海                                      | Sabrina張蔓莎 自動登入                                   | Emiko徐嘉蔚 再見再不見                   |                                          |                                                |  |
| 29   | Mike P.彭晉 貧窮限制對象                  | 姜濤 DUMMY                                                  |                                                          |                                          |                                          |                                                |  |
| 30   | Jeremy李駿傑 You First                    | 泰倫斯 Day Day Birthday                                     | Moon Tang 戀人絮語                                       | Dear Jane 時間管理大師                   | 陳健安 好好掛住                          | 陳柏宇 令人期待的下集預告                      |  |
| 30   | Dark黃明德 會議終結者                     | 陳曉東 燒光了火柴                                           | 林奕匡 台前幕後                                          | 高瀨統也 FAKE LOVER                      | Andy Is Typing… Take Me Away             | 陳慧琳 談情的價值                              |  |
| 30   | 尹光 Feat. 阿弗 掂呀                      |                                                             |                                                          |                                          |                                          |                                                |  |
| 31   | Phoebus吳啟洋 BAD                         | SOPHY王嘉儀 我們的鬼魂                                      | MastaMic Paramita                                        | YE AHS 下一世つづく                      | Pandora 找出秒針的缺口                   | 蘇麗珊 一下子就不愛                            |  |
| 31   | 乙女新夢 平行幻想                         |                                                             |                                                          |                                          |                                          |                                                |  |
| 32   | XTIE 麥田看守員                           | JESS羅思雅 無所事事的哲學                                   |                                                          |                                          |                                          |                                                |  |
| 33   | ToNick 轉頭覆                             | MC張天賦 第二人格                                           | Nancy Kwai You Took My Breath Away                       | 宇宙人 理想狀態                          | Jer柳應廷 JM單身9                        | 黃妍 哀傷的作者                                |  |
| 33   | 鼓鼓呂思緯 他一定喜歡你                   | Charming Way Feat. ChatGPT High On You                      | 林家謙 怪我只敢做好人                                    | Ring琳誼 喵喵                            | Delta T Pretty Lady                      | Ann白安 相遇即是分開                           |  |
| 33   | Gin Lee李幸倪 企好                        | WinWin楊安妮 SENSEI                                         | MIRROR Sheesh                                            | 古巨基、Delta T 有少少愛（2023 Verison） | WHIZZ 至關重要事情                       |                                                |  |
| 34   | N9 超級勁爆叱咤風雲金曲                   | Cassette Feat. 謝中傑 醉                                    | 蕭秉治 Feat. 五月天 外人（2023 Version）                 | 何雁詩 The Right Kind                    | 五月天 Feat. 告五人 唯一（2023 Version） | CRAVITY Groovy                                 |  |
| 35   | Eric鄒旻諾 年輕的茶餐廳的老闆娘           | THAIMAY楊雅文 獅吼功                                        | 王馨平 威嚴背後                                          | YE AHS 我內心強大的小孩                  |                                          |                                                |  |
| 36   | Zunya同理 愛情的小船                      | 蕭秉治 可不可以別做他的情人                                 | Ian陳卓賢 擁抱後的歌                                     | 梁釗峰 愛情難以許可我們回到當初（1717）  | RubberBand 不如散步                      | 雷同二友 路仍長                                |  |
| 36   | LollyTalk 四方帽之約                      | Sing Sing Rabbit星星兔、陳慧琳 The Day When We Fall in Love | 鄭秀文 吃掉悲傷                                          | MC張天賦 抽                              | KOLOR 52赫茲                             | Cloud雲浩影 無以名狀的痛                       |  |
| 36   | Edan呂爵安 E先生愛人執照                  | Diana王詩安 Bedroom                                         | Anson Lo盧瀚霆 浪漫殺死巨蟹座                            | Anson Kong江𤒹生 Keep Rollin'            | SoulJase 花見之酩                        | LaiYing麗英 （Not）The First Take              |  |
| 36   | ANGIE安吉 我夢見你做壞事                  |                                                             |                                                          |                                          |                                          |                                                |  |
| 37   | A-Lin 天亮之前                            | Zpecial 自編自導自演                                        | HOPUI何佩 轉個身擁抱                                     | 許廷鏗 微時                              | COLLAR idc                               | 陳蕾 青年危機                                  |  |
| 37   | Sabrina張蔓莎 最Firm應援                  |                                                             |                                                          |                                          |                                          |                                                |  |
| 38   | Lewsz Time Is Running                     | 陳慧敏 Why So Serious                                       | Catrina梁式昕 STAY                                       |                                          |                                          |                                                |  |
| 39   | 謝安琪 成婚破浪                           | Beanies 最佳女團友                                          | 泳兒 一了百了                                            | Val趙展彤 半知命                         | Gloria歌莉雅 I'm Good If You're Good     | Winka陳泳伽 奇異小姐                           |  |
| 39   | 鄧小巧 瀟灑                               | Marf邱彥筒 fOoL##                                           | Helen蘇凱倫 中二宅急便                                   | Ashia Feat. Ghost Style Movin'On         | Sica何洛瑤 天氣之女                      | Pandora 登陸我的潘朵拉                         |  |
| 39   | 小塵埃 bye-bye                            | Eagle陳天翱 如剩下一個                                      | per se 我們的故事未完...待續                             | Kiri T 關我蛋治                          |                                          |                                                |  |
| 40   | 馮允謙 收到收到                           | 古巨基 Feat. New Generation 星戰（2023 Version）            | 新田公路 好想大聲講我喜歡你                              | Elly艾妮 記憶棉（2023 Version）          | Gladys李靖筠 苛刻                        |                                                |  |
| 41   | Cozy Symdrone End It Now                  | Maniac Feat. Marf邱彥筒 仍有心跳脈搏                        |                                                          |                                          |                                          |                                                |  |
| 42   | AGA江海迦 Feat. 陳奕迅 Special One        | DISH// HAPPY                                                | 3LegsMeow弎腳貓 City Cat                                 | milet Living My Life                     | Calvin Harris、Sam Smith Desire          | Nowhere Boys 票房毒藥                          |  |
| 42   | Edan呂爵安 Again!                         | Tizzy Bac 濕狗雪克                                          | MC張天賦 與我無關                                        | Jeffrey魏浚笙 失約巴黎                   | 林家謙 流離者的海                        | 林奕匡 Feat. 力臻 台前幕後（@the city）        |  |
| 42   | Fran法蘭 終於你我                         | Miley Cyrus Used To Be Young                                | Jeremy李駿傑 FEVER                                       | 陳健安 仍然是那個少年                    | 告五人 我想要佔據你                      | ERROR 檯底隧道                                 |  |
| 42   | milet、MAN WITH A MISSION 絆ノ奇跡        | 193郭嘉駿 以為只是沒送花                                    |                                                          |                                          |                                          |                                                |  |
| 43   | Summer Time Cinderella                    | 陳柏宇 日常事故劇場                                         | HUSH 成人                                                | 宇宙人 君はいつでも                      | TWINKLE 箭之樂章                         | 任賢齊 好久不見                                |  |
| 43   | milet、MAN WITH A MISSION コイコガレ      | AP潘宇謙 崩潰                                               | WHIZZ One Two Three                                      | Mischa葉巧琳 無窮盡                      | 麋先生、家家 三天三夜（2023 Version）    | Ian陳卓賢 仍在                                 |  |
| 43   | 瑪姬 重頭感覺                             | 陳曉東 專注                                                 | 鼓鼓呂思緯 英雄老爸                                      |                                          |                                          |                                                |  |
| 44   | Tizzy Bac 平凡人的生活                    | ToNick 尋幸福的話                                           | The Beatles Now And Then                                 | N9 牙痛文學                              |                                          |                                                |  |
| 45   | 秋山黃色                                  | milet Hey Song                                              | 姜濤 濤                                                  |                                          |                                          |                                                |  |
| 46   | Jer柳應廷 Dear Children                   | Serrini 愉快動物病                                          | Charming Way Don't Say Goodnight                         | Dear Jane 浮床                           | P1X3L BOMB                               | Della丁噹 夜遊                                 |  |
| 46   | 吳林峰 未生                               | Paula區子琳 Feat. CotaBoii 甩身                             | 莫文蔚 Feat. 李銖銜、MC Jin、張淇 月光光（2023 Version） | 尹光 Feat. Wan K. Dear Myself            | All For One 宇宙若然沒有你               | Gigi張蔓姿 不眠遊戲                            |  |
| 46   | Gin Lee李幸倪 後人類的美麗與哀愁          | 彭永琛 快點帶走我                                           | The Hertz 訣                                             | 溫室雜草 How To Be A Boy                 | 溫室雜草 流浪                            | JB Me & My Crew                                |  |
| 46   | Zeno顧定軒 Y-Not-2-OK                     | Kalai家麗 Like A Fool                                       |                                                          |                                          |                                          |                                                |  |
| 47   | 神奇膠 不能碰的傷痕                       | Nancy歸綽嶢 Look Into My Eyes                               | Jamiez章尾而 我一個人怎麼都不算孤獨                      | Imagine Dragons Children Of The Sky      | CY陳宗澤 必要之惡                        | The Rolling Stones Angry                       |  |
| 47   | Ado Show                                  | BOOM!怪物星人 人生就是一場遊戲                              | ANSONBEAN CALL ME（Late At Night）                       |                                          |                                          |                                                |  |
| 48   | Catrina梁式昕 MEAN IT                     | 藤井風 Workin' Hard                                         | RubberBand Be Right Back                                 |                                          |                                          |                                                |  |
| 49   | 英健朗 香檳式戀愛                         | Angela許靖韻 偷東西的女孩                                   | ?te壞特 FINALLY                                          | 張繼聰 日薄西山                          | 周國賢 Fall                              | 安俊豪 說好了                                  |  |
| 50   | Kayan9896 Midnight Serenade               | Jace陳凱詠 練功                                             | 蘇麗珊 逃避雖可恥但有用                                  | 許廷鏗 一場同學                          | Andy黎展峯 不眠來電                      | KOLOR 工廠大廈                                 |  |
| 50   | per se 在我失去色彩之前多多指教           | Zelos黃凱逸 落                                              | SENZA A Cappella 百鬼夜行                                | WinWin楊安妮 Throw Away                  | FOOLYA虎牙 沉船餐廳                      | BONBON黃雪燁 凌晨四點的解藥                    |  |
| 50   | 馮允謙 給你幸福所以幸福                   | 洪嘉豪 只要你不尷尬                                         | FINALLY 終於出歌                                         | 鼓鼓呂思緯 Feat. Marz23 一起廢           | Pandora 我最期待的畫面出現了             | Henry Moodie Closure                           |  |
| 50   | HUSH、洪佩瑜 同款                         | Dimash迪瑪希 Together                                       |                                                          |                                          |                                          |                                                |  |
| 51   | Serrini 垃圾女星                          | MIRROR Catch A Vibe                                         | Sica何洛瑤 Be Friend OK?                                 |                                          |                                          |                                                |  |
| 52   | LollyTalk 二人限定故事                    | CK黃斯琪、Dorothy劉君冬 不羈                                | Emiko徐嘉蔚 驚魂曲                                       | THAIMAY楊雅文 One More Round             | YOASOBI アドベンチャー                   | YOASOBI アイドル                               |  |

### 2024年
| 週數 | 歌曲                                                           | 歌曲                                                    | 歌曲                                       | 歌曲                                               | 歌曲                                         | 歌曲                                       |
| 1    | Marf邱彥筒 //Undecided//                                       | Subyub李拾壹 假貨症候群                                 | mansonvibes Rain Or Shine                  | 小塵埃 拼命優雅                                    | Marco葉振弘 Joy Boy                          | Jeffrey魏浚笙 我的世界地圖                 |
| 1    | 林家謙 你的世界                                                | The Hertz 爆煲急救指南                                  | 陳奕迅 社交恐懼癌                          | Ring琳誼 那年盛夏                                  | Sukie鍾舒祺 XOXO                             |                                            |
| 2    | Mischa葉巧琳 史詩式完結                                        | Gin Lee李幸倪 哭泣健康指南                              | Moon Tang 房屋供應問題                     | 黃妍 日光漂白                                      | COLLAR Atypical                              | YanTing周殷廷 LOUDER                       |
| 2    | 陳健安 之後的一天                                              | LaiYing麗英 貓之報恩                                    | MC張天賦 救命稻草                          | 陳柏宇 懷舊是一種品味                              | Henry Moodie Fight or Flight                 | Henry Moodie Drunk Text                    |
| 2    | Henry Moodie Pick Up The Phone                                 | SENZA A Cappella 一小節人生（All In One Ver.）          |                                            |                                                    |                                              |                                            |
| 3    | RubberBand 只能給你奏著                                        | Zarahn 假如顏色有感覺                                   | Zpecial 島嶼時間囊                         | MC Jin歐陽靖 NOBODY                                | Karen龔柯允 Feat. Ash盧信宥 Don’t Wanna Move | FLOW GET BACK                              |
| 3    | FLOW Go!!!（20th Anniversary Ver.）                            | Fatboy梁業 JAP JAP                                      | Poki吳保錡、KOLOR 一二一二                 | Poki吳保錡 黑貓                                    |                                              |                                            |
| 4    | Me& Eye To Eye                                                 | O3鍾雨璇 三千天日記                                     | 鄧小巧 只記住你                            | SPIRAL Spiral                                      | Phoebus吳啟洋 孤獨先生                       | 4Eve VROOM VROOM                           |
| 4    | 4Eve I Like Boys                                               |                                                         |                                            |                                                    |                                              |                                            |
| 5    | Tyson Yoshi 你不會一輩子的愛上我                               | Gareth.T 緊急聯絡人                                     | Nancy歸綽嶢 Nevermind                      | Sica何洛瑤 再見有時                                | 乙女新夢 戀愛禁止                            | Dorothy劉君冬 人若海                       |
| 5    | BONBON黃雪燁 上流的獸                                          | 泳兒 無能為力                                           | AMX 枯花                                   | MC張天賦、陳蕾 永久損毀                            |                                              |                                            |
| 6    | 陳蕾 以正義之名                                                | Winka陳泳伽 平凡的我重生                                | 方俊 鼓舞                                  | WinWin楊安妮 Feat. CotaBoii 9SHAKE                 | 守夜人 Paradise                              |                                            |
| 7    | Natalie何榛綦 旅程多得你守望                                   | Delta T 土豪金                                          | Twins 雙喜樓                               | ATARASHII GAKKO! Tokyo Calling                     | JC陳詠桐 日光                                |                                            |
| 8    | 李璧琦 向明日乾杯                                              | 石裂符 You Can't Stop Me（2023 Version）                | Wednesday Campanella 聖德太子              | EOS Sexy Dangerous                                 | J.Arie 甜心老爹                              |                                            |
| 9    | 洪嘉豪 黑玻璃                                                  | Jocelyn陳明憙 Little Love                               | 張震嶽、Star Chasers 等待南風              | Dark黃明德 自我反省                                | 陳奕迅 空城記                                | 張敬軒 青春告別式                          |
| 9    | Heyo Feat. DJ Johnnie Darka 難眠夜                             | Cash李姬雪 致在途上的我們                               | 吳林峰 So Let it Go & Flow                 | Marf邱彥筒 I'm Marf-elous                          | 應智越 You're Gone                           | Winka陳泳伽 說好的未來                     |
| 9    | Marz23 陪你失敗（2023 Version）                                | Marz23 不遠處                                           | BANG YEDAM ONLY ONE                        | Dear Jane 因愛而來                                 | 陳柏宇 中二寄生魂                            |                                            |
| 10   | Dear Jane 為何嚴重到這樣                                       | 孫盛希 Feat. Karencici Adddicted                        | 林峯 無傷大雅                              | 深淵航行 起航                                      | 王菀之 Shattered                             | LK高暉 愛但為何                            |
| 10   | ASCA 私が笑う理由は                                            | Anson Lo盧瀚霆 MY LIFE                                  |                                            |                                                    |                                              |                                            |
| 11   | KENZY小春 晃落                                                 | 關智斌 能幸福就好                                       | MIRROR Rocketstars                         | 熱血躺平族 燃                                      | halca 恋愛ミリフィルム                       | Nowhere Boys、Winka陳泳伽 異人之野望       |
| 11   | Cheeseekit Let's Say...Freestyle                               |                                                         |                                            |                                                    |                                              |                                            |
| 12   | 姜濤 黑月                                                      | 林家謙 無答案                                           | 雷同二友 說走就走                          | LollyTalk 六度相隔理論                             | 梁釗峰 逆時針的古董錶（5046）                | Cloud雲浩影 回憶半分鐘                     |
| 12   | HOPUI何佩 Feat. SENZA A Cappella 一人旅                        | Delta T 龍中之人                                        | Ian陳卓賢 夜視鏡                           | Jer柳應廷 大海少年                                 | ERROR 四五成群                               | Anson Kong江𤒹生 月色                      |
| 12   | 馮允謙 Feat. Marf邱彥筒 All That I Want                        | 陳健安 唔明你講乜                                       | Jeremy李駿傑 獨角獸之戀                    | 梁釗峰 遺憾與遺憾的一切                            | MC HotDog Start From The Buttom              | ROVER 秒速8公里                            |
| 12   | CotaBoii Mr.Nobody                                             | 陳柏宇 樓上裝修                                         |                                            |                                                    |                                              |                                            |
| 13   | Ian陳卓賢 Lost at First Sight                                  | 馬天佑 受傷                                             | Feanna黃淑蔓 I am All Alone                | Anson Kong江𤒹生、高瀨統也 白愛                    | ATLAS มังคุด（Mangosteen）                     | ATLAS เค้ามาก่อน（Lovefool）                 |
| 13   | 陳慧敏 拯救我自己                                              | Alan布志綸 霍金預言書                                   |                                            |                                                    |                                              |                                            |
| 14   | Canband 凝望世界終結時                                         | Della丁噹 最好不要再遇見你                              | Jasmine甄濟如 Forever 19                   | 泳兒 撞到正                                        | Sherman鍾舒漫 What You Get                   |                                            |
| 15   | Ella陳嘉樺 Bad Habits                                          |                                                         |                                            |                                                    |                                              |                                            |
| 16   | Geroge歐鎮灝 BF                                                | LaiYing麗英 美男子圖鑑                                  | Mic周卓盈 玩偶奇遇物語                     | GooChan 相逢實驗                                   | Frankie陳瑞輝 皮思苦                         | 鄧小巧 白髮齊眉                            |
| 16   | 洪嘉豪 Truth or Dare                                           | Jer柳應廷 筆觸男孩憂鬱之死                              | Anson Kong江𤒹生 Guilt Machine             | Cassette Feat. Ghost Style、Seasons Lee Supersonic | Alton王智德 非物質文化遺產                   | Tiger邱傲然 Alright                        |
| 16   | Lokman楊樂文 如果電話亭                                        | Brad李白 不是詩人（2024 Version）                       | Jeremy李駿傑 唯美本尊                      | CY陳宗澤 現任榮譽顧問                              | Zeno顧定軒 羅曼蒂克！                        | 崎山蒼志 しょうもない夜                    |
| 16   | 崎山蒼志                                                       |                                                         |                                            |                                                    |                                              |                                            |
| 17   | Pandora 緊急應變逃生法                                         | 孔惠佳 孤獨星人                                         | 雷同二友 靈魂有路                          | KC&Tsoul Get Silly                                 | Travis Japan Okie Dokie                      | 林奕匡、黃妍、Mischa葉巧琳 藝術與科學      |
| 18   | Emiko徐嘉蔚 星河馳騁                                           | 小塵埃 Control Freak                                    | Gin Lee李幸倪 Diff.                        | G.F.F.子飛魚 封印的角落                            | Young曹楊 極光                               | Gareth.T 遇上你之前的我                    |
| 19   | Gigi張蔓姿 過電                                                | MISS JANNI Question 4 U                                 | Olivia Rodrigo Obsessed                    | GX 認愛                                            | 蘇慧倫 不管不管                              | Della丁噹 Feat. 陳華 致遠道而來的我們      |
| 19   | 呂允 回郵                                                      | Jaime張天穎 低調                                        |                                            |                                                    |                                              |                                            |
| 20   | SADJAY 回復原廠設定                                            | 193郭嘉駿 B出口                                         | ToNick Let's Make The Stupid Famous        | Alpha Tone 321                                     | 林德信、Wendyzkaka Drifting in Hyperspace    | MC張天賦 隔牆有耳                          |
| 20   | YanTing周殷廷 三生有幸                                         | Kiri T 至少做一件離譜的事                               | 深淵航行 有你                              | 艾粒 今晚11點你會做啲咩？                          | Mag林欣彤 告訴我                             | Jolie陳逸璇 Thru The Night                 |
| 20   | 藤井風 満ちてゆく                                              | Edan呂爵安 油麻地莎士比亞                               | Vincent羅振峰 床下的悲傷                   | Energy 分合（有情人版）                            | Jace陳凱詠 時機已到                          |                                            |
| 21   | Hazie The Weirdo INSECURITY                                    | Imagine Dragons Eyes Closed                             | 絕命青年 那天我們                          | MIRROR Feat. Dame D.O.L.L.A. Day 0                 | ZolarWind 2.0 回憶修煉場                     | Perfume Moon                               |
| 22   | 薛晉寧 BLUE                                                    | All In 非正統私立校園                                   | 林家謙 喃嘸師感官漫遊                      | Sunny麥文軒 算了好嗎                               | Ashia廖嘉敏 夢洄                             | BOOM!怪物星人                              |
| 22   | BOOM!怪物星人 重生                                             | ANSONBEAN IMPATIENT                                     |                                            |                                                    |                                              |                                            |
| 23   | 彭永琛 星上人                                                  | LagChun力臻 Feat. Chinky Eyes 跳跳虎                    | 十明 Maiden                                | 十明 灰かぶり                                      | Tyson Yoshi Lose To You                      | SHOU婁峻碩 Whatever                        |
| 24   | Poki吳保錡、Charmaine方皓玟 人間垃圾                           | Jeremy李駿傑 Feat. Serrini 唯美本尊（Acoustic Version） | 陳柏宇 Feat. Yellow!野佬 唞                | Sabrina張蔓莎 講呀講呀                             | COLLAR Chosen Family                         | Jocelyn陳明憙 請勿打擾模式                 |
| 24   | ToNick Good Trip In Bad Days                                   | Scrubb Her                                              | HOPUI何佩 大海求救SOS                      | 逆流 你是世上最耀眼的光                            | Serrini 月色魔美                             | Jace陳凱詠 百妖夜行的修行                  |
| 24   | 陳健安 戀愛腦之死                                              | Adrian Tang鄧松傑 無果花                                | 容祖兒 九秒九                              | Dear Jane、Vũ Những Lời Hứa Bỏ Quên                | SHOU婁峻碩 Runner Runner                     |                                            |
| 25   | 何雁詩 野馬                                                    | Lolly Talk 九千九百九十九個我                           | 陳曉東 蒼鷹與少年                          | Marco葉振弘 半途而廢手冊                           | 黃妍 黃言                                    | 和田裕美 最佳女友的自我修養                |
| 25   | Ian陳卓賢 Thank You Postman                                    | 姜濤 好得太過份                                         | 高瀨統也 愛°C                              | Ashley林愷鈴 現在                                  | 6號@RubberBand、小肥 大巡遊                  |                                            |
| 26   | per se 也許沒有未來神                                          | Ella陳嘉樺 願望清單                                     | 乃木坂46 おひとりさま天国                  | 乃木坂46 チャンスは平等                            |                                              |                                            |
| 27   | 林奕匡 波希米亞（沒有）狂想曲                                  | COLLAR Back In The Game                                 | JUD陳泳希 相濡以沫                         |                                                    |                                              |                                            |
| 28   | Anson Lo盧瀚霆 深閨                                            | Arvin曾傲棐 FM520                                       | FIESTER 不理                               | 菲道爾 友誼長存                                    | Griff Miss Me Too                            | Sica何洛瑤 經痛不及我心痛                  |
| 29   | Eelyn陳伊霖 Little Emo Girl                                    |                                                         |                                            |                                                    |                                              |                                            |
| 31   | Nancy歸綽嶢 Out Of The Blue                                    | 鄧小巧 討好式戀愛                                       | 艾粒 萬佛朝宗                              | Andy Is Typing... My Big Mistake                   | Gigi張蔓姿 Feat. 范曉萱 Crying In Bed        | 謝雅兒 填詞魂                              |
| 31   | ROVER 回魂術                                                   | Stanley邱士縉 Drunk In Love                             | Winka陳泳伽 下回分解                       | Edan呂爵安 月光奏明曲                              | WinWin楊安妮 星之形                          | Anson Kong江𤒹生 偽映畫預告                |
| 31   | Marf邱彥筒 TXT Or Call                                         | VIVA Topic Killa                                        | MC張天賦 百萬大道                          | Kiri T 有些話要用英文說                            | 吳林峰 豆豉                                  | LiSA ブラックボックス                      |
| 31   | LiSA Shouted Serenade                                          |                                                         |                                            |                                                    |                                              |                                            |
| 32   | Cozy Syndrome 我們之間的花期不是永遠                           | Cozy Syndrome Cozy☆200%!!!                              | Jace陳凱詠 間歇性休眠                      | Sumling李芯駖 SPYLING                              | 鄭秀文 心魔                                  | 郭富城 EXIT                                |
| 32   | Zpecial Drunk Call                                             | Jeffrey魏浚笙 傢俬                                      | Gin Lee李幸倪 告別煤氣燈                   | 溫蒂漫步 明白我的心                                |                                              |                                            |
| 33   | Locksmiths開鎖佬 我們都是這樣沒有長大的                        | 周國賢 雙兒                                             | JNYBeatz Feat. 床哥 毒男爸爸               | Nowhere Boys 兩秒                                  | Phoebus吳啟洋 FEED ME                        | 羊文 More Than Words                       |
| 33   | 羊文 Burning                                                   | Cloud雲浩影 Dizzy                                       |                                            |                                                    |                                              |                                            |
| 34   | N.Y.P.D.南洋派對 借火                                          | N.Y.P.D.南洋派對 冷氣機滴水                             | Moon Tang 趁你旅行時搬走                   | Mark Chan Trip T.F.O                               | J.Arie 一人之下                              | VSing I Wanna Wanna                        |
| 34   | Aiden洪助昇 你不是我的岸                                       | Kay李凱翹 分手的決心                                    | NMB48 これが愛なのか？                     | NMB48 渚サイコー！                                 |                                              |                                            |
| 35   | SULIS The Sulis Club                                           | JFYT Hands Up                                           | 曾樂彤 社畜完全體                          | 瑪姬 Feat. 尹光 絲打天花板                         | Kendy Suen 物無類聚                          | 李榮浩 名字                                |
| 35   | 李榮浩 另一端                                                  | Ann白安 亂七八糟的夢想                                  | Dear Jane 多謝你自己                       |                                                    |                                              |                                            |
| 36   | Hedgehog Feat. Herman Wong 對面海                              | Hedgehog 大有                                           | 林家謙 有你聽我的故事                      | 小肥 信我信你                                      | 馮允謙 在愛面前投降                          | per se 主題歌                              |
| 36   | 梁釗峰 致陪伴我的                                              | LollyTalk 數到十                                        | 鄭秀文 盲盒                                | YanTing周殷廷 晨星                                 | ReoNa 3341よ                                 | ReoNa オムライス                           |
| 36   | WHIZZ Aren’t You Thinking Of___?                               | WHIZZ In Love／Not Enough                               |                                            |                                                    |                                              |                                            |
| 37   | Anson Lo盧瀚霆 Hey Hey OK!                                     | iii Last Dance                                          | 雷同二友 天空有岸                          | OneUp Ten Outta Ten                                | Irene林芊瑩 有心理準備                       | Feanna黃淑蔓 我的受保護動物                |
| 37   | T.MAX海淦清 大細佬                                             | Sunny麥文軒 頑童求生記                                  | Pandora 反引力塵                           | 菲道爾、Dior大穎 在加納共和國離婚                  | 蘇打綠 狂熱（Live In The Pool）              | VIVA DTR                                   |
| 38   | COPAK BACK                                                     | COPAK Just A Girl                                       | CotaBoii 兜圈圈                            | Kelly陳慧琳 一念天堂，二人結界                     | 許廷鏗 聆聽世界這分鐘                        | Jackson Wang、BIBI Feeling Lucky           |
| 38   | 李榮浩 戀人（2024 Version）                                    | Kira陳葦璇 左手香                                       | Manson張進翹 浪                            | 林奕匡 正能量活潑唱歌者                            |                                              |                                            |
| 39   | Luna & The Bosin 望月（2024 Version）                          | 小塵埃 煙消散了                                         | LagChun力臻 我的課本留白處                 | Kerryta周子涵 My Type                              | Josie & The Uni Boys 沒完沒了的完美          | 蘇打綠 你不需要多完美                      |
| 39   | Zpecial 不理痛                                                 |                                                         |                                            |                                                    |                                              |                                            |
| 40   | MATCH 尾班機                                                   | 黃妍 告白前先看天氣預報                                 | LaiYing麗英 解咒說明書                     | AGA江海迦 Drunk Dial                               | 張光宇 蕩失路                                | Gin Lee李幸倪 新牌仔                       |
| 40   | 容祖兒 One Last Time                                           | 鄧小巧 神愛世人                                         | P1X3L Next Round                           | Imagine Dragons Wake Up                            | 蘇打綠 原汁原味                              | Lady Gaga、Bruno Mars Die With A Smile     |
| 41   | Kowloon K 活得太認真了吧                                       | Kowloon K 最佳食用日期                                  | MC張天賦、Chantel姚焯菲 誰能避開戀愛這事情 | Charmaine方皓玟 我唔理啦                           | 鄭秀文 從前的我們                            | 陳蕾 五瓣玫瑰                              |
| 41   | Dean Lewis、Sasha Alex Sloan Rest                              |                                                         |                                            |                                                    |                                              |                                            |
| 42   | Searchlight Into Ashes                                         | OJ Reambillo Summer Night Rock                          | ChiuTung潘釗彤 狠狠喜歡你                  | per se 記憶之流                                    | 藤井風 Feelin' Go(o)d                        | 林奕匡 搖籃下的歌                          |
| 42   | SENZA A Cappella 盛夏之後                                      | 陳柏宇 Feat. milet Cheat Day                            | ANSONBEAN ONE DANCE                        |                                                    |                                              |                                            |
| 43   | Ragpickers拾荒客 Filter                                        | Ragpickers拾荒客、Cho Lewis李祖南 月光下的妹            | Canband 荒像                               | Bernard陳駿軒 不追不趕                             | Andy黎展峯 免費升級                          | 郭富城 您                                  |
| 43   | 周國賢 天涯                                                    |                                                         |                                            |                                                    |                                              |                                            |
| 44   | Anson Lo盧瀚霆、Edan呂爵安、Jeremy李駿傑、姜濤 Strawberry Love | Chloe黃筠兒、Val趙展彤、Kilby超酸 公審法院              | Dark黃明德 框框                            |                                                    |                                              |                                            |
| 45   | 雷同二友 一個人行街                                            | ERROR 無敵聖衣                                          | Elanne江若琳 一直留在心底的事              | 洪嘉豪 拜託                                        | ROVER 男孩子不要流淚                         | 艾粒 一切都只是過程                        |
| 45   | Kiri T 傷心的時候別說話                                        | FINALLY 樓下的貓                                        | Frankie Yip 努力的天才                     | 蕭秉治 愛是痛苦的總和                              | Vũ Nếu Những Tiếc Nuối (If Regrets)          | Della丁噹 愛著                             |
| 45   | 小肥 小心熊出沒                                                |                                                         |                                            |                                                    |                                              |                                            |
| 46   | Feel The Noise 阿姨壓抑Are You OK?                             | Jeremy李駿傑 Villain                                    | Sica何洛瑤 外星少女失語症                  | Lokyi廖樂兒 On My Way                              | 陳柏宇 Feat. Sica何洛瑤 可靠我               | Jer柳應廷 約齊靈魂在墳墓開生日派對         |
| 46   | Beanies 小氣簿                                                 | Serious Bacon โกหกเธอทั้งนั้น (Pinocchio)                   | icyball冰球樂團 Never Gonna Stop           | Gigi張蔓姿 後來知道了                              | 陳柏宇、milet Out Of A Loop                  |                                            |
| 47   | 神奇膠、中村@膠街架 膠氏情歌                                   | Gareth.T 偶像已死                                       | Cloud雲浩影 引我笑                         | Juno麥浚龍 天與地的距離                            | 尹光 命硬八十                                | 林家謙、鄧百亨 了了                        |
| 47   | GooChan Dear Vicky                                             | 櫻坂46 I Want Tomorrow To Come                          | 櫻坂46 何歳の頃に戻りたいのか？            | The Hertz 五人遊                                   |                                              |                                            |
| 48   | Anson Kong江𤒹生 Feat. 細John Game Of Life                     | HOPUI何佩 Maybe I Have Something Just Like You?         | MC張天賦 小心碰頭                          | Edan呂爵安、Jace陳凱詠 漸漸我們                    | The Hertz 可持續浪漫                         | Natalie何榛綦 第一零一次再見               |
| 48   | Gordon Flanders 沒有送出的詩                                   | Ian陳卓賢 鑿                                            | 李榮浩 輕輕田園系                          | Arvin曾傲棐 密友圈之謎                             |                                              |                                            |
| 49   | Revery 靈魂奇遇記                                              | Revery 生命值                                           | Moon Tang 外星人接我回去                   | 馮允謙 會再見的                                    | 莫凱謙 理得你話我蠢                          | 胡子彤 男人難以說的話                      |
| 49   | Mark Chan 約你在南丫島發呆                                     | 4Eve คิดคิด（Let Me Know）                                | 黃妍 咖啡鴛鴦奶茶                          | AGA江海迦 Unfamiliar City                          | UNi Now                                      | XTIE Crying On The Plane                   |
| 49   | 陳健安 我很不愛你                                              | Jer柳應廷 月居人                                        |                                            |                                                    |                                              |                                            |
| 50   | Sica何洛瑤 我們只有一往直前                                    | 梁釗峰 離合的藝術                                       | Jeff Satur ซ่อน(ไม่)หา（Ghost）              | Serrini 咩事                                       | 小塵埃 RPG                                   | 泳兒 Ride It Out                           |
| 50   | Jace陳凱詠 我養你                                              | Bowkylion วิงวอน（Ex-Change）                            | 戴愛玲 更值得的人                          | 強尼、Joey Tang 小伙子（Acoustic Version）         | J.Arie 當兵的自我修養                        | Daze In White 選取快樂                     |
| 51   | before the night ends 賤                                       | 陳健安 我違和但我不糾正                                 | Stephy鄧麗欣 戲一場                        | Pandora 粉紅泡泡防護罩                             | Irene林芊瑩 請不要說對不起                   | Brad李白 等等等                            |
| 51   | D Gerrard รถไฟบนฟ้า（Galaxy Express）                           | 菲道爾 不喜歡就請直說                                   |                                            |                                                    |                                              |                                            |
| 52   | Charming Way 一些事一些人                                      | 陳蕾 0.1秒後的世界                                      | T.MAX海淦清 汽水加冰                       | 林家謙 普渡眾生                                    | D Gerrard วอนเทวดา（Please Mr. Angel）       | ThaiMay楊雅文 You Are So Cool              |
| 52   | Teddy Fan 殺出鑽石山                                           | Sunny麥文軒 我把我的靈魂留給你                          | ATLAS I Got That Magic                     | Gyubin Really Like You                             | Gyubin Satellite                             | Gyubin、金鐘萬 Special                     |
| 52   | LollyTalk 靈魂奇異點                                           | CotaBoii 我想（孤獨版）                                 |                                            |                                                    |                                              |                                            |
| 53   | Victoria楊逸晴 歷險只能走一遍                                  | 立秋 本無一物                                           | 許廷鏗 自然光                              | SADJAY 可惜夜                                      | 陳蕾 念                                      | Cyndi王心凌 一律建議分手吧（2024 Version） |
| 53   | 菲道爾 阿拉斯加海灣                                            | 孫盛希 Hate U More（A Side Version）                    | ATLAS Let Me Try Again                     | Angela許靖韻、Ken洪卓立 作賤（矛盾版）             |                                              |                                            |

### 2025年
| 週數 | 歌曲                                                   | 歌曲                                                             | 歌曲                                                            | 歌曲                                                             | 歌曲                                                       | 歌曲                                             |
| 1    | KATER 星塵號                                           | ERROR 野舞士                                                     | YanTing周殷廷 阿修羅                                            | Jer柳應廷、Stanley邱士縉、Ian陳卓賢、Tiger邱傲然 吃腐肉的鷹      | COLLAR Road Trip                                           | KOLOR 二十還好                                   |
| 1    | 極美樂團 框                                            | COLLAR AFK???                                                    | Ian陳卓賢 玩偶奇遇記                                            | Manson張進翹、ChiuTung潘釗彤 想找到對的人                        | Charmaine方皓玟 提前分手                                   | COLLAR SSS                                       |
| 1    | Dear Jane 明日明日                                     | Kendy Suen 維納斯的誕生                                          | Andrew陳勢安 終身門徒                                           | 王大陸 Ready For A Show                                          | Bii畢書盡 不苦                                             | 徐若瑄 接住我                                    |
| 1    | Bii畢書盡 囚                                           | Kay李凱翹 只因你悲觀                                             | Georgina陳樂頤 從天際破滅找到祝福                               | Jaime張天穎 Doot Doot                                            | TIAB、Jaime張天穎 一個人在做晚餐                           |                                                  |
| 2    | Anson Lo盧瀚霆 致我                                    | Marf邱彥筒 心好細ᐸ3                                              | CotaBoii Feat. Cheeseekit 我想                                  | Sumling李芯駖 讓思憶症發作                                       | Jasmine甄濟如 次次                                         | Winky黃健怡 我和愛麗絲絕交了（Acoustic Version） |
| 2    | Ozone 一起看月彎彎                                     |                                                                  |                                                                 |                                                                  |                                                            |                                                  |
| 3    | Wantamnam我地希望 喔噢                                 | Wantamnam我地希望 想                                             | MIRROR Hunt You Down                                            | XTIE、Anniina Lost In Between                                    | Nancy歸綽嶢 Cardigan                                       | 乙女新夢 不破不立                                |
| 4    | BenBen趙祥誠 Young Freak                               | COLLAR Call Back In 20                                           | Ian張光宇 女人兒                                                |                                                                  |                                                            |                                                  |
| 5    | 咖啡因公園 你快樂嗎                                    | 咖啡因公園 月之海夢幻公園                                        | 馮允謙 會再見的（Together At Last）                             | Fatboy梁業 Mascot                                                | Gordon Flanders、Kiri T、Gareth.T、Moon Tang Like The Snow | Stanley邱士縉 測謊                               |
| 5    | 林峯 我又戀愛了                                        | Yoona張運兒 無人陪我也很快樂                                     | 陳柏宇 愛要親自遞給你                                           | Alton王智德、Anson Kong江𤒹生、Frankie陳瑞輝、Lokman楊樂文 FING! | Me& Me & My Christmas Town                                 | JFYT 沉人啟示                                    |
| 5    | per se See You Tomorrow                                | ROVER 陪我一路漫遊                                               | 洪嘉豪、Jeffrey魏浚笙 我感覺到                                  | 姜濤 I Need You In My Li(f)e                                     | Ian陳卓賢、鄭伊健 久別重逢                                 | Mischa葉巧琳 Feat. 林奕匡、JB 沉船啟示錄         |
| 5    | ANGIE安吉 想像我們                                     | 小男孩樂團 我想要擁有你                                          | J.Sheon 你不用懂                                                | Shawn尚融 聚少離多                                               | 蕭秉治 我對你的愛沒有盡頭                                  | 古巨基、告五人 成長的錯                          |
| 6    | Gainorva驚愕花 最終章                                  | Marf邱彥筒 Nothing About You                                     | Bernard陳駿軒 在一起就好                                        | ToNick 一世無休計劃                                              | MC張天賦 一百個未老先衰的方法                              | Edan呂爵安 純銀子彈                              |
| 6    | Moon Tang、Marf邱彥筒 GRWM                             | J.Sheon 生不帶來死不帶走（MV Version）                           |                                                                 |                                                                  |                                                            |                                                  |
| 7    | Whale Belly 曇花與煙火                                 | Whale Belly 誰又記起都只等我消失的時候                           | 吳林峰 瘋子                                                     | 點子Bling Bling 女孩子氣                                         | R.O.O.T、Jaime張天穎 唯獨我是不可取替                      | Locksmiths開鎖佬 陪我去台北                      |
| 8    | The Priceless Boat Feat. Rosemances 洪流               | MC張天賦 說謊者                                                  | Heyo Feat. Claudia Koh許東晴 當我走了                           | MATCH 就此封存我們                                               | Jer柳應廷 沒終點的青春                                     |                                                  |
| 9    | Wing It Dawn Planet Reboot                             | 陳柏宇 關於後悔                                                  | 林家謙 有色眼鏡                                                 | 陳健安 當我們返回現世                                            | YE AHS 流星劃過富士山                                      | 鍾熙彤 Burn And Shine                            |
| 9    | Pandora 痛痛快快活活去                                 | 應智越 Feat. JC陳詠桐 I人情歌                                    | Jacky Fcy范卓賢 正當世界告別時                                  | Yuki徐懷鈺 來都來                                                | Kira陳葦璇 WAKE                                            | Alan布志綸、KING吳崇銘 你知否我是誰              |
| 9    | Wyllis林暐翹 低敏感情人                                | 謝霆鋒 逆行                                                      | Nancy歸綽嶢 I Tried...                                          |                                                                  |                                                            |                                                  |
| 10   | Gin Lee李幸倪 可惜我們沒有                             | 寧花月 花月                                                      | Jace陳凱詠 那黑夜沒很夜                                         | 泳兒 無糖可樂                                                    | Kendy Suen 樫の木                                          | SY胡肇賢 雅努斯                                  |
| 10   | ToNick 我的活法                                        |                                                                  |                                                                 |                                                                  |                                                            |                                                  |
| 11   | Amulet石裂符 期望終將跌墮淪陷                          | David Mak冰島 Feat. 賢爸爸&豪媽媽 試爆                           |                                                                 |                                                                  |                                                            |                                                  |
| 12   | 姜皓文 哈哈哈新年喜戲                                  | Edan呂爵安 你應該是這世界上最懂我的人啊？                        | Elanne江若琳 一圈                                               | Sabrina張蔓莎 你是可有可無的                                     |                                                            |                                                  |
| 13   | RubberBand 想寫好的功課                                | ROVER 記錄抹煞                                                   | Phoebe郭嘉誼、Joan聖恩 往前飛                                   | Mike曾比特 養分                                                  | Michael C、LagChun力臻 你是我的專屬配對                    | YanTing周殷廷 離別時刻                           |
| 13   | Jeffrey魏浚笙 孤獨美食家                               | Manson張進翹 世界萬能護照                                        | Gordon Flanders 全世界停電（第二年）                            |                                                                  |                                                            |                                                  |
| 14   | HOPUI何佩 喜劇開場了                                   | Anson Kong江𤒹生 Love Is On The Way                              | Gin Lee李幸倪 無愧於當初的我                                    | MIRROR 手印                                                      | Cloud雲浩影 你在我不遠處                                   | 黃妍 悲劇女主                                    |
| 14   | Stephy鄧麗欣 不可得                                    | Jeremy李駿傑 活                                                  | Sica何洛瑤 JET-51CA                                             | 馬天佑 我們什麼都不是                                            | 胡子彤 兄弟打                                              | YE AHS 三種賤人                                  |
| 15   | Moon Tang 二十五圓舞曲                                 | WHIZZ Fill My Empty Soul                                         | AGA江海迦 Gas Station Diner                                     | 黃妍、Michael C、LagChun力臻 難道要問感情語錄                    | MAKSIM The Show Must Goes On（Maksim Version）             |                                                  |
| 16   | Teddy Fan、Sinnie吳倩怡 898                            | Tyson Yoshi、YanTing周殷廷 1994                                  | Dear Jane 致命良藥                                              | Feanna黃淑蔓 留在你在我在的腦海                                  | Dorothy劉君冬 Nothing.                                     | 羅樂 Sorry I’m Not the Best                      |
| 16   | Ian陳卓賢 NPC的一場意外                                | 姜濤 白果                                                        | 雷同二友 心之所向                                               |                                                                  |                                                            |                                                  |
| 17   | Ragpickers拾荒客、$alty Chick鹽焗雞 Wed.               | Dear Jane 你流淚所以我流淚                                       | Tinque陳薔天 奇怪                                               | Bii畢書盡 跟自己說再見                                           |                                                            |                                                  |
| 18   | 胡樂彤 今晚想你Count Down我大一歲                      | Jackson Wang GBAD                                                | 陳健安 不遲不早                                                 | 馮允謙 然之後                                                    | Kiri T 榮譽博士                                            | Robynn Yip、Claudia Koh New Me                   |
| 18   | 老虎歌王 上帝話事                                      | Nowhere Boys 給失敗者的一封信                                    | 莫凱謙、古冰心 當大廈停𨋢但你需要從地面一級級行上11樓時會聽的歌 | 黃妍 無膽匪類                                                    | Jer柳應廷 不要活成自己討厭的模樣                           |                                                  |
| 19   | Alan布志綸 要遲少少                                    | Tomy何家銘 混亂人生                                              | Arvin曾傲棐 時間的碎片                                          | Paula區子琳 I'm Not 18 Or 22                                     | 林家謙 春日部                                              | Alan布志綸 起身！                                |
| 19   | 陳柏宇 Feat. Michael C 「大丈夫」日記                  | 張家輝 永遠的失眠                                                | JD 靜默曲張                                                     | Crystal張紋嘉 情感斷捨離                                         | 安俊豪 勿擾模式                                            | 鄧小巧 其實痛是你的想像                          |
| 20   | 林家謙 四月物語                                        | One Take-Off 無名                                                | 旨呈@享樂團 Feat. 童童@小薯茄、Pony蔡寶欣 Siu 4                 | CY陳宗澤 可能性偏低但不是沒可能                                  | 洪心怡 你是我的煩惱海                                      | Serrini 有奶辯士梁                               |
| 21   | 小占英健朗 綠豆芝麻                                      | 曾樂彤 蚊子血                                                    | Robynn Yip Eternity                                             |                                                                  |                                                            |                                                  |
| 22   | 陳蕾 不明文規定                                        | Gordon Flanders 心中那位住客                                     | Ian陳卓賢 悲觀主義                                              | COLLAR Trouble Trouble                                           | Irene林芊瑩 下一站                                         | Kelly陳慧琳 鳴謝你而不想說後悔                   |
| 22   | SENZA A Cappella 無角形                                | GENBLUE幻藍小熊 Act Like That                                    | W.F.C Never Say Goodbye                                         |                                                                  |                                                            |                                                  |
| 23   | The Boyscations 乖仔                                   | Charmaine方皓玟 步兵記                                           | Dark黃明德 大鬧說謊城                                           | MC張天賦 懷疑人生                                                | Mischa葉巧琳 小傷疤                                        | SULIS 路人潛能100                                |
| 23   | 魏嘉瑩 Feat. 郭靜 我不在意你曾經吻過誰（2025 Version） | YE AHS 你在堅持什麼？                                            | 洪嘉豪 閃光                                                     |                                                                  |                                                            |                                                  |
| 24   | GJ蔣卓嘉 不是因為天氣晴朗才愛你（2025 Version）        | NiziU LOVE LINE（Japanese Ver.）                                 | Michael C、LagChun力臻 做好戀愛的覺悟                           |                                                                  |                                                            |                                                  |
| 25   | The Lemon Ones Prove Me Wrong                          | KING吳崇銘 掛念你你好嗎                                          | 西川貴教 HEROES                                                 |                                                                  |                                                            |                                                  |
| 26   | 林峯 怕悶的人 請舉手                                   | 謝安琪 50/50                                                     | 雷同二友 有你萬事屋                                             | Gareth.T 你都不知道 自己有多好                                   | Anson Lo盧瀚霆 你都有今日                                  | 柯驛誼 過期少女                                  |
| 26   | Yusobeit 正好                                          | Andy黎展峯 在山洞外等你                                          | 蕭秉治 生命只是一場夢境                                         | JNYBeatz Feat. J Jelly Last Day                                  | Jer柳應廷 大人之後                                         | Winky黃健怡 小人國                               |
| 26   | RubberBand 下一位參賽者                                | Cozy Symdrome 頹廢員工手冊                                       | YiuBo姚寶 一首歌兩個人三分鐘                                    | 馬天佑、WaaWei魏如萱 我們什麼都不是...But We Are Everything      | Ring琳誼 Feat. 閃亮@怕胖團 純愛戰士                        |                                                  |
| 27   | Winka陳泳伽 今期不流行                                 | 姜濤 On A SunnyDay                                               | Della丁噹 記憶咖啡                                              | 馮允謙 She Don't Love Me Anymore                                 | Kiri T 哀傷和愛上算不算同音字                              | Day許軼 Wait A Second                            |
| 27   | PER SE SSR                                             | The Hertz 勿憂大師                                               | YanTing周殷廷 上場                                              | Tani湯盈 Wishing Machine                                         | YUTA 黎明教會我的事                                        |                                                  |
| 28   | 陳柏宇 漂流木                                          | 沈震軒 最幸運的平凡人                                            | Amy Lo盧慧敏 Red Flag                                           | Zelos黃凱逸 心的車站                                             | 羅力威 悠揚一曲                                            | Feanna黃淑蔓 未至於                              |
| 28   | Cloud雲浩影 別畏高                                     | Moon Tang 夜闌人靜                                               | Lesley姜麗文 不可抗力之旅                                       |                                                                  |                                                            |                                                  |
| 29   | Anson Kong江𤒹生 心死了幾百次                          | 陳蕾 求救的勇氣                                                  | Delta T 純愛夜空                                                | Gigi姜穎芝 諗乜諗                                                | 木谷龍也 あなたのことをおしえて                            |                                                  |
| 30   | Sica何洛瑤 迷途時發吽哣                                | 陳健安 額頭有字                                                  | Jacky Fcy范卓賢 末世花火散落後                                  | Gareth.T 用背脊唱情歌                                            | Gin Lee李幸倪 白夜行                                       | 林奕匡 無題時想起的人                            |
| 30   | Zpecial 其實最怕寫情歌                                 | Bii畢書盡 自然醒（2025 Version）                                 | Lewsz 說不出口                                                  | 楊千嬅 Live MY Life                                              | Yoona張運兒 無法同步                                       | Dear Jane 基本野                                 |
| 30   | 黃妍 叫吧！大笨蛋                                      | Edward C陳浩 Feat. 陳肇鈞、顏卓彬、謝家榮、劉舜文、香港球迷 同闖 | Elanne江若琳 流著淚寫句號                                       |                                                                  |                                                            |                                                  |
| 31   | 泳兒 計劃書                                            | LagChun力臻 不打烊珈琲屋                                         | Bii畢書盡 那就這樣吧（2025 Version）                            | Heize黃峻𤋮 拖多幾百天                                           | 馮允謙 吉卜力                                              | Jeffrey魏浚笙 白色踢死兔                         |
| 31   | 林家謙 夏日之子                                        | Dale Speeding On My Own                                          |                                                                 |                                                                  |                                                            |                                                  |
| 32   | JACE陳凱詠 SWITCH                                      | 洪嘉豪 親愛的                                                    | Arvin曾傲棐 心の進化藥                                          | Allan陳肇麟 男士休館                                             | Kayan9896、Charming Way 呯嘭哇！                           | 陳柏宇 我所看見的未來                            |
| 32   | JESS LAW 剛好在想你                                    | 許廷鏗 我也試過的難於啟齒                                        |                                                                 |                                                                  |                                                            |                                                  |
| 33   | Pandora 年輕小說家                                     | 鄧小巧 轉彎到                                                    | 關智斌 永遠的彼得潘                                             | Boonfaysau半肥瘦 囉嗦到下個冬季                                  | ROVER 流浪者詩歌                                           | Nowhere Boys 給受困者的一封信                    |

## 節目調動
- 只記錄首播時段節目調動。

- 2019年12月15日：由於20:30-23:00直播《全民造星II 總決賽》，本節目暫停播映。

- 2021年4月11日：由於20:30-22:15直播《最後一屆口罩小姐選舉總決賽》，本節目順延至22:15-23:15播出。
- 2021年4月18日：由於20:00-22:45直播《Chill Club 推介榜年度推介20/21》，本節目暫停播映，並改為於22:45-22:55播出《Chill Club 推介榜》。
- 2021年7月25日：由於18:30-22:10直播《奧運有得揀》，本節目順延至22:10-23:10播出。
- 2021年8月1日：由於18:30-22:20直播《奧運有得揀》，本節目順延至22:20-23:20播出。

- 2022年4月24日：由於20:00-23:25直播《Chill Club 推介榜年度推介21/22》，本節目暫停播映，並改為於23:25-23:35播出《Chill Club 推介榜》。
- 2022年7月17日：由於19:30-22:45直播《第40屆香港電影金像奬頒奬典禮》，本節目順延至23:15-00:15播出。
- 2022年10月9日：由於19:00-22:40直播《香港世界桌球大師賽 2022 - 決賽》，本節目順延至23:10-00:05播出。
- 2022年11月20日：由於21:45-22:30直播《90分鐘狂熱倒數》，本節目暫停播映，並改為於21:30-21:45播出《Chill Club 推介榜》。
- 2022年11月27日：由於17:15-20:15直播《FIFA世界盃2022 - 日本 對 哥斯達黎加》，部分節目順延播出，本節目暫停播映，並改為於21:45-21:57播出《Chill Club 推介榜》。
- 2022年12月4日：由於21:00-23:45播出《第四屆KKBOX香港風雲榜》，本節目暫停播映，並改為於23:45-00:00播出《Chill Club 推介榜》。
- 2022年12月18日：由於21:00-21:45及21:45-02:00分別直播《90分鐘狂熱倒數》及《FIFA世界盃2022 決賽 - 阿根廷 對 法國》，本節目提早至20:00-20:57播出。

- 2023年1月1日：由於20:00-00:10轉播《2022年度叱咤樂壇流行榜頒獎典禮》，本節目暫停播映，並改為於翌日00:35-00:50及03:15-03:30播出《Chill Club 推介榜》。
- 2023年4月16日：由於19:30-22:45直播《第41屆香港電影金像獎頒奬典禮》，本節目暫停播映，並改為於23:30-23:45播出《Chill Club 推介榜》。
- 2023年5月7日：由於19:00-23:00直播《Chill Club 推介榜年度推介22/23》，本節目暫停播映，並改為於23:00-23:10播出《Chill Club 推介榜》。
- 2023年7月16日：由於20:00-23:10直播《全民造星V 總決賽》，本節目暫停播映，並改為於23:40-23:55及翌日02:45-03:00播出《Chill Club 推介榜》。

- 2024年1月7日：由於20:30-23:30播出《新城勁爆頒獎禮2023》，本節目暫停播映，並改為於23:30-23:45播出《Chill Club 推介榜》。
- 2024年1月14日：由於第210集為75分鐘加長版本，本節目改為於21:30-22:45播出。
- 2024年1月21日：由於20:30-23:00播出《2024 迎新好戲: 飯戲攻心》，本節目順延至23:00-00:00播出。
- 2024年2月11日：由於20:30-22:30播出《壞蛋獎門人3》，本節目順延至22:30-23:30播出。
- 2024年4月14日：由於19:30-22:45直播《第42屆香港電影金像獎》，本節目暫停播映，並改為於22:45-23:00播出《Chill Club 推介榜》。
- 2024年5月12日：由於19:00-23:05直播《Chill Club 推介榜年度推介23/24》，本節目暫停播映，並改為於23:05-23:20播出《Chill Club 推介榜》。
- 2024年6月16日：由於20:15-23:15直播《歐洲國家盃2024 - 波蘭 對 荷蘭》，本節目暫停播映，並改為於20:00-20:15播出《Chill Club 推介榜》。
- 2024年7月21日：由於第234集為90分鐘加長版本，本節目改為於21:00-22:30播出。
- 2024年7月28日、8月4日及11日：由於原定節目播映時間直播《巴黎奧運火拼時刻》／《巴黎奧運爭勝一夜》，本節目暫停播映，並改為於13:30-13:45（7月28日）／14:00-14:15（8月4日及11日）播出《Chill Club 推介榜》。
- 2024年9月29日：由於21:30-23:15播出《美麗40路最美一夜》，本節目暫停播映，並改為於23:15-23:30播出《Chill Club 推介榜》。
- 2024年10月6日：由於21:30-23:00播出《Zetrix 環球小姐（香港區）2024總決賽》，本節目暫停播映，並改為於23:00-23:15播出《Chill Club 推介榜》。

- 2025年1月26日：由於21:30-23:30播出《拉闊音樂會 Sparkle キラキラ EDAN x JACE x JEFFREY x MARF》，本節目暫停播映，並改為於23:30-23:45播出《Chill Club 推介榜》。
- 2025年2月2日：由於20:30-22:30播出《闔家辣》，本節目暫停播映，並改為於23:30-23:45播出《Chill Club 推介榜》。
- 2025年2月9日：由於21:30-22:00播出《CHILL星級Gala》，以及22:00-23:00播出《CHILL เก่ง Music Festival》，本節目暫停播映，並改為於23:00-23:05播出《Chill Club 推介榜》。
- 2025年2月16日、23日及3月2日：由於21:30-22:30播出《CHILL เก่ง Music Festival》，本節目暫停播映，並改為於22:30-22:35播出《Chill Club 推介榜》。
- 2025年3月9日：由於19:30-22:30安排直播《世界格蘭披治桌球大獎賽 2025》（惟由於賽事較預期早完結，節目於21:05結束，臨時安排21:05及21:35分別重播《貓之旅神》及《人類觀察學》），本節目順延至22:30-23:30播出。
- 2025年4月6日：由於18:30-21:55直播《Chill Club 推介榜年度推介24/25》，本節目暫停播映，並改為於21:55-22:00播出《Chill Club 推介榜》。
- 2025年4月13日：由於21:30-23:25播出《三命（大結局）》，本節目暫停播映，並改為於23:55-00:00播出《Chill Club 推介榜》。
- 2025年4月27日：由於19:30-22:30直播《第43屆香港電影金像獎》，本節目暫停播映，並原定改為於23:00-23:05播出《Chill Club 推介榜》，但由於《第43屆香港電影金像獎》直播超時至23:00，《Chill Club 推介榜》最終順延至23:30-23:35播出。
- 2025年8月10日：由於20:30-23:00播出《Dance X Crew - Hong Kong Stage》，本節目順延至23:00-00:00播出。

## 收視
| 集數 | 播映日期       | 電視直播收視 | 備註     |
| 22   | 2021年5月30日  | 3.2點        | [ 19 ]   |
| 23   | 2021年6月6日   | 2.2點        | [ 20 ]   |
| 24   | 2021年6月13日  | 2.5點        | [ 21 ]   |
| 25   | 2021年6月20日  | 2.9點        | [ 22 ]   |
| 26   | 2021年6月27日  | 2.7點        | [ 23 ]   |
| 27   | 2021年7月4日   | 2.1點        | [ 24 ]   |
| 28   | 2021年7月11日  | 2.7點        | [ 25 ]   |
| 29   | 2021年7月18日  | 2.8點        | [ 26 ]   |
| 30   | 2021年7月25日  | 2.6點        | [ 27 ]   |
| 31   | 2021年8月1日   | 2.6點        | [ 28 ]   |
| 32   | 2021年8月8日   | 3.2點        | [ 29 ]   |
| 33   | 2021年8月15日  | 2.4點        | [ 30 ]   |
| 34   | 2021年8月22日  | 2.0點        | [ 31 ]   |
| 35   | 2021年8月29日  | 3.2點        | [ 32 ]   |
| 36   | 2021年9月5日   | 2.6點        | [ 33 ]   |
| 37   | 2021年9月12日  | 1.5點        | [ 34 ]   |
| 38   | 2021年9月19日  | 沒有資料     | 沒有資料 |
| 39   | 2021年9月26日  | 2.8點        | [ 35 ]   |
| 40   | 2021年10月3日  | 2.1點        | [ 36 ]   |
| 41   | 2021年10月10日 | 3.0點        | [ 37 ]   |
| 42   | 2021年10月17日 | 2.4點        | [ 38 ]   |
| 43   | 2021年10月24日 | 2.1點        | [ 39 ]   |
| 44   | 2021年10月31日 | 2.9點        | [ 40 ]   |
| 45   | 2021年11月7日  | 2.7點        | [ 41 ]   |
| 46   | 2021年11月14日 | 2.5點        | [ 42 ]   |
| 47   | 2021年11月21日 | 2.6點        | [ 43 ]   |
| 48   | 2021年11月28日 | 2.2點        | [ 44 ]   |
| 49   | 2021年12月5日  | 3.0點        | [ 45 ]   |
| 50   | 2021年12月12日 | 2.4點        | [ 46 ]   |
| 51   | 2021年12月19日 | 2.6點        | [ 47 ]   |
| 52   | 2021年12月26日 | 2.1點        | [ 48 ]   |

| 集數 | 播映日期      | 電視直播收視 | 備註   |
| 1    | 2022年1月2日  | 2.1點        | [ 49 ] |
| 2    | 2022年1月9日  | 3.4點        | [ 50 ] |
| 3    | 2022年1月16日 | 2.8點        | [ 51 ] |
| 4    | 2022年1月23日 | 3.1點        | [ 52 ] |
| 5    | 2022年1月30日 | 2.7點        | [ 53 ] |
| 6    | 2022年2月6日  | 2.1點        | [ 54 ] |
| 7    | 2022年2月13日 | 2.9點        | [ 55 ] |
| 8    | 2022年2月20日 | 2.7點        | [ 56 ] |
| 9    | 2022年2月27日 | 2.3點        | [ 57 ] |
| 10   | 2022年3月6日  | 2.8點        | [ 58 ] |
| 11   | 2022年3月13日 | 2.6點        | [ 59 ] |
| 12   | 2022年3月20日 | 2.6點        | [ 60 ] |
| 13   | 2022年3月27日 | 2.4點        | [ 61 ] |
| 14   | 2022年4月3日  | 2.1點        | [ 62 ] |
| 15   | 2022年4月10日 | 2.0點        | [ 63 ] |
| 16   | 2022年4月17日 | 2.5點        | [ 64 ] |
| 17   | 2022年5月1日  | 2.2點        | [ 65 ] |
| 18   | 2022年5月8日  | 1.8點        | [ 66 ] |
| 19   | 2022年5月15日 | 3.0點        | [ 67 ] |
| 20   | 2022年5月22日 | 2.3點        | [ 68 ] |
| 21   | 2022年5月29日 | 2.1點        | [ 69 ] |
| 22   | 2022年6月5日  | 2.2點        | [ 70 ] |
| 23   | 2022年6月12日 | 2.1點        | [ 71 ] |
| 24   | 2022年6月19日 | 1.8點        | [ 72 ] |
| 25   | 2022年6月26日 | 2.2點        | [ 73 ] |
| 26   | 2022年7月3日  | 1.2點        | [ 74 ] |
| 27   | 2022年7月10日 | 2.3點        | [ 75 ] |

| 節目                         | 播映日期      | 電視直播收視 | 備註   |
| 《Chill Club A New Stage》   | 2021年6月19日 | 2.9點        | [ 22 ] |
| 《Chill Club The New Vibes》 | 2021年11月6日 | 2.5點        | [ 41 ] |
| 《Chill Club Keep Going》    | 2022年6月11日 | 3.1點        | [ 71 ] |

## 相關条目
- Chill Club 推介
- Chill Club 推介榜
- Chill Club 推介榜年度推介

## 外部連結
- ViuTV：Chill Club （页面存档备份，存于）
- ViuTV：Chill Club 推介 （页面存档备份，存于）
- Instagram 上的 Chill Club 主題標籤•相片和影片
- Chill Club (官方足本版) - YouTube （页面存档备份，存于）

## 節目變遷
| 香港 ViuTV 逢星期日 21:30－22:30               | 香港 ViuTV 逢星期日 21:30－22:30 | 香港 ViuTV 逢星期日 21:30－22:30 |
| ---------------------------------------------- | -------------------------------- | -------------------------------- |
|                                                | Chill Club （2019年10月27日－）  |                                  |
| 點相 II 破局 （2019年7月21日－2019年10月20日） | —                                |                                  |